# Olympische Geschichte Finnlands
Die olympische Geschichte Finnlands begann 1906 mit der privaten Teilnahme vier finnischer Athleten bei den inoffiziellen Olympischen Zwischenspielen 1906 in Athen. 1907 wurde der Finne Baron Reinhold Felix von Willebrand in das Internationale Olympische Komitee (IOC) gewählt, kurz darauf gründete Finnland mit „Finlands olympisches Komitee“ (finnisch Suomen Olympiakomitea, schwedisch Finlands Olympiska Kommitté) sein Nationales Olympisches Komitee  und nahm an den Olympischen Sommerspielen 1908 in London erstmals offiziell teil. Bis zu den Spielen im Jahr Sommerspielen 1912 gehörte Finnland als Autonomes Großfürstentum noch zum Russischen Reich; die Ergebnisse wurden jedoch von denen Russlands getrennt. Erst 1920 nahm Finnland als eigenständiges Land teil und war seither bei allen Olympischen Sommerspielen und den ab 1924 stattfindenden Winterspielen immer präsent. Jugendliche Athleten traten bei allen bislang ausgetragenen Olympischen Jugendspielen an.

Logo der Olympischen Sommerspiele 1952 Helsinki

## Allgemeines
Finnland gehört zu den Nationen, die bei allen Teilnahmen mindestens eine Medaille gewinnen konnten. Finnland gehört im Skilanglauf zur Weltspitze. Mit 76 gewonnenen Medaillen liegt das Land hinter Norwegen auf Platz 2 in der olympischen Rangliste dieser Sportart. Der Skilanglauf ist die erfolgreichste Wintersportart Finnlands und die dritterfolgreichste Sportart überhaupt. Noch besser schneidet Finnland in der Leichtathletik mit 114 Medaillen und im Ringen mit 83 Medaille ab. Im Ringen liegt Finnland hinter den USA, der Sowjetunion und Schweden auf Platz 4. Den gleichen Rang belegt Finnland in der Leichtathletik hinter den USA, dem Vereinigten Königreich und der Sowjetunion.
Die erste finnische Olympiamannschaft trat 1908 an und bestand aus 68 Teilnehmern. Die Mitglieder der Schützenmannschaft mit dem freien Gewehr im Dreistellungskampf, Emil Nässling, Frans Nässling, Gustaf Nyman, Heikki Huttunen, Voitto Kolho und Huvi Tuiskanen, waren am 9. Juli 1908 die ersten finnischen Olympioniken. Am 8. Juli 1912 nahmen mit den Schwimmerinnen Tyyne Järvi und Regina Kari die ersten finnischen Frauen an Olympischen Spielen teil. Die ersten Wintersportler waren Eiskunstläufer, die an den Olympischen Sommerspielen 1920 teilnahmen. Sakari Ilmanen trat am 25. April 1920 an. Die erste Wintersportlerin war am nächsten Tag Ludowika Jakobsson, die mit ihrem Ehemann Walter Jakobsson den Paarlauf gewann und somit die erste Finnin war, die eine Medaille gewinnen konnte bzw. Olympiasiegerin wurde. Ihr Mann Walter war der erste männliche Wintersportler, der eine Medaille gewinnen konnte und gleichzeitig Olympiasieger wurde.
Die erste Medaille bei den Männern gewann die Mehrkampfmannschaft der Geräteturner am 16. Juli 1908. Am 22. Juli wurde der Ringer Verner Weckman mit seinem Sieg im Halbschwergewicht des griechisch-römischen Stils der erste finnische Olympiasieger. Die erste Frau, die bei Sommerspielen eine Medaille gewinnen konnte, war am 31. Juli 1948 die Speerwerferin Kaisa Parviainen, die Silber gewann. Die erste Olympiasiegerin bei Sommerspielen war am 28. Juli 1952 die Kanutin Sylvie Saimo, die im Kajak-Einer gewann.
Der erfolgreichste Olympionike ist der Langstreckenläufer Paavo Nurmi, der insgesamt zwischen 1920 und 1928 neun Gold- und drei Silbermedaillen gewinnen konnte. Er ist damit bis heute der erfolgreichste Leichtathlet bei Olympischen Spielen und liegt auf Platz 8 der erfolgreichsten Athleten überhaupt. Der erfolgreichste Wintersportler ist mit fünf Gold-, einer Silber- und einer Bronzemedaille zwischen 1924 und 1928 der Eisschnellläufer Clas Thunberg. Die erfolgreichste Frau ist die Skilangläuferin Marja-Liisa Kirvesniemi. Zwischen 1976 und 1994 gewann sie drei Gold- und vier Bronzemedaillen.
Die meisten Teilnahmen an Olympischen Spielen bestritt der Skispringer Janne Ahonen. Zwischen 1994 und 2018 ging er sieben Mal an den Start. Ein weiterer Skispringer aus Finnland hält den Rekord als jüngster Olympiasieger bei Winterspielen. Toni Nieminen stellte diesen Rekord 1992 auf, als er im Alter von 16 Jahren und 259 Tagen Gold von der Großschanze gewann.
Die meisten finnischen Sportler gingen bei den heimischen Sommerspielen 1952 an den Start. In Helsinki nahmen 258 Finnen teil. Die meisten Wintersportler waren 2018 dabei, die Mannschaft umfasste 100 Sportler.
Mit 37 Medaillen gewannen finnische Athleten 1924 in Paris die meisten Medaillen. Vier Jahre zuvor in Antwerpen holten sie zwar drei Medaillen weniger, schafften aber einen Olympiasieg (15) mehr als in Paris (14). 13 Medaillen gewannen finnische Wintersportler 1984 in Sarajewo. Mit vier Goldmedaillen gelangen ihnen genauso viele Olympiasiege wie 1924, 1988 und 2002.
Finnland hat mit der ehemaligen Leichtathletin Sari Essayah ein stimmberechtigtes IOC-Mitglied. Essayah nahm 1992 und 1996 im Gehen teil. Über 10 Kilometer belegte sie 1992 Platz 4.

## Bewerbungen und Ausrichtungen der Olympischen Spiele

### Bewerbungen

#### Sommerspiele
Bislang hat sich Finnland zwei Mal für die Ausrichtung Olympischer Sommerspiele beworben. Bereits 1928 wurden erste Pläne gefasst, Olympische Spiele nach Finnland zu holen, weshalb eine Stiftung zum Bau des Olympiastadions Helsinki gegründet wurde. Die erste Bewerbung fand bei der IOC-Session 1932 in Los Angeles für die Olympischen Sommerspiele 1940 statt. Während der Wartezeit auf die Entscheidung des IOCs begannen am 12. Februar 1934 die Bauarbeiten zu dem Stadium, das von Yrjö Lindegren und Toivo Jäntti entworfen worden war. Bei der IOC-Session 1936 in Berlin entschieden 26 der anwesenden Mitglieder für Finnland, 21 für Japan. Abwesende Mitglieder hatten zuvor bereits per Briefwahl abgestimmt, was ein Wahlergebnis von 36 zu 27 für Japan ergab, worauf das IOC die Spiele an Tokio vergab. Dennoch wurden die Bauarbeiten an dem Stadion fortgesetzt und bis zum Sommer 1938 beinahe abgeschlossen. Als Japan dann wegen des Zweiten Japanisch-Chinesischen Krieges als Ausrichter ausfiel, akzeptierte Finnland im Juni 1938 als Zweitplatzierter das Angebot, doch noch die Spiele auszutragen. Am 12. Juni 1938 fand die offizielle Einweihung des Olympiastadions statt; die östliche Mauer und fehlende Sitzreihen wurden im Laufe des Jahres fertiggestellt. Im Herbst 1939 brach der Zweite Weltkrieg aus und in dessen Folge auch der Winterkrieg. Die Bauarbeiten am Schwimmstadion wurden dadurch unterbrochen, das olympische Dorf in Koskelantie mit Unterkünften für 3.200 Sportler jedoch bis 1940 noch fertig errichtet. Am 23. April 1940 entschied auch Finnland, aufgrund des Krieges auf die Austragung zu verzichten. Die Sommerspiele 1940 wurden komplett abgesagt.

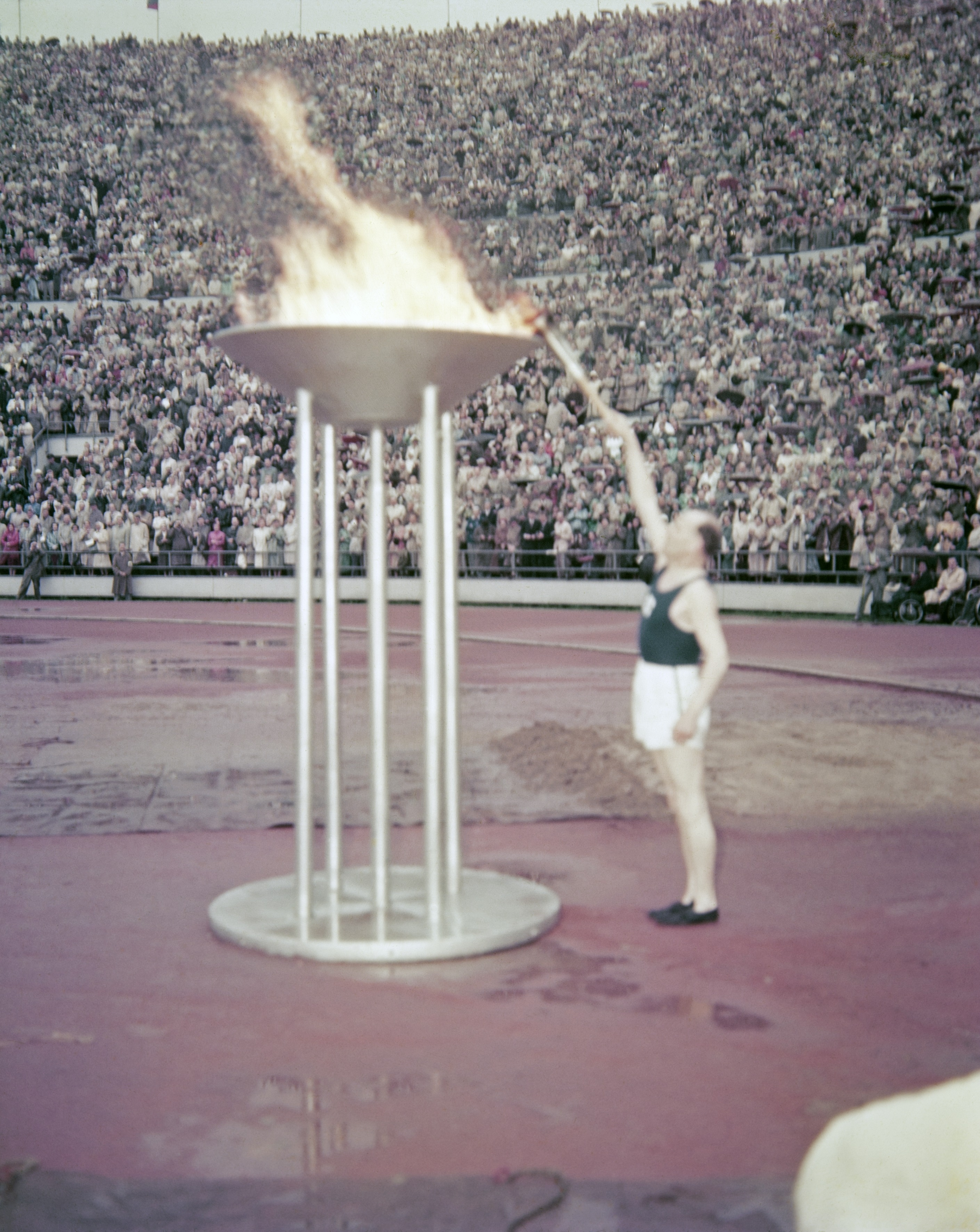
Paavo Nurmi bei der Entzündung des olympischen Feuers

Nach Beendigung des Kriegs entschied sich Finnland am 23. April 1947 unter Leitung von Erik von Frenckell, dem Präsidenten des Organisationskomitees, zu einer erneuten Bewerbung. Bei der Abstimmung am 17. Juni 1947 in Stockholm erhielt Helsinki die Mehrheit der Stimmen und somit vom IOC den Zuschlag für die Ausrichtung der Olympischen Sommerspiele 1952. Aufbauend auf den Vorarbeiten der vorherigen Bewerbung entwickelte das Organisationskomitee seine Pläne für die Sommerspiele 1952. Ein Großteil der Veranstaltungen sollte rund um das Olympiastadion stattfinden, nur der Fünfkampf und einige Fußballspiele wurden in Städte außerhalb Helsinkis verlagert (Hämeenlinna, Turku, Tampere, Kotka und Lahti). Das Olympiastadion selbst wurde leicht ausgebaut und erhielt 20.000 weitere Sitzplätze auf Holztribünen, was seine Kapazität auf 70.000 erhöhte. Zusätzlich mussten Umkleideräume, Duschen usw. für die Athletinnen, für die mittlerweile auch Wettbewerbe angeboten wurden, eingerichtet und einige der Austragungsplätze modernisiert werden. Die unterbrochenen Bauarbeiten am Schwimmstadion wurden 1947 fortgesetzt. Für die Ruderwettbewerbe war 1940 in Taivallahti ein Stadion gebaut worden, das aber 1952 nicht mehr dem Reglement entsprach. Deshalb wurde in Meilahti ein temporäres Stadion errichtet. Das 1940 erbaute olympische Dorf war mittlerweile zur privaten Nutzung freigegeben worden und wurde von 500 Familien bewohnt, weshalb man in Käpylä ein neues errichtete. Ursprünglich auf 3.400 Bewohner ausgelegt, wurden die Pläne aufgrund der hohen Teilnehmerzahl bei den Olympischen Sommerspielen 1948 in London noch einmal überarbeitet. Der Komplex bot schlussendlich Platz für 4.800 Personen.

#### Winterspiele
Finnland stellte fünf Anträge auf die Ausrichtung für Winterspiele zusammen. Lahti bewarb sich für die Austragungen 1964, scheiterte aber ohne eine Stimme. Bei der Bewerbung für die Ausrichtung der Winterspiele 1968 schied man im zweiten Wahlgang aus, bei der Bewerbung um die Ausrichtung der Winterspiele 1972 mit sieben Stimmen im ersten Wahlgang. Tampere bewarb sich für die Ausrichtung der Winterspiele 1976. Mit acht Stimmen im zweiten Wahlgang schied Tampere aus. Die Bewerbung Helsinkis für die Ausrichtung der Winterspiele 2006 wurde vom IOC nicht akzeptiert.

### Ausrichtung
Die 15. Olympischen Spiele fanden vom 19. Juli bis 3. August 1952 in Helsinki statt. Insgesamt 4955 Athleten (4436 Männer, 519 Frauen) aus 69 Ländern, darunter zum ersten Mal die Sowjetunion, nahmen an 149 Wettkämpfen in 17 Sportarten teil. Das olympische Feuer wurde von Paavo Nurmi entzündet, den olympischen Eid sprach der Turner Heikki Savolainen.

## Übersicht der Teilnahmen

### Sommerspiele
| Jahr      | Athleten           | Athleten           | Athleten           | Sportarten         | Sportarten         | Sportarten         | Sportarten         | Sportarten         | Sportarten         | Sportarten         | Sportarten         | Sportarten         | Sportarten         | Sportarten         | Sportarten         | Sportarten         | Sportarten         | Sportarten         | Sportarten         | Sportarten         | Sportarten         | Sportarten         | Sportarten         | Sportarten         | Sportarten         | Sportarten         | Sportarten         | Sportarten         | Sportarten         | Sportarten         | Sportarten         | Sportarten         | Medaillen          | Medaillen          | Medaillen          | Medaillen          | Rang               |
| Jahr      | ∑                  |                    |                    |                    |                    |                    |                    |                    |                    |                    |                    |                    |                    |                    |                    |                    |                    |                    |                    |                    |                    |                    |                    |                    |                    |                    |                    |                    |                    |                    |                    |                    |                    |                    |                    | Medaillen – Gesamt | Rang               |
| --------- | ------------------ | ------------------ | ------------------ | ------------------ | ------------------ | ------------------ | ------------------ | ------------------ | ------------------ | ------------------ | ------------------ | ------------------ | ------------------ | ------------------ | ------------------ | ------------------ | ------------------ | ------------------ | ------------------ | ------------------ | ------------------ | ------------------ | ------------------ | ------------------ | ------------------ | ------------------ | ------------------ | ------------------ | ------------------ | ------------------ | ------------------ | ------------------ | ------------------ | ------------------ | ------------------ | ------------------ | ------------------ |
| 1896–1904 | nicht teilgenommen | nicht teilgenommen | nicht teilgenommen | nicht teilgenommen | nicht teilgenommen | nicht teilgenommen | nicht teilgenommen | nicht teilgenommen | nicht teilgenommen | nicht teilgenommen | nicht teilgenommen | nicht teilgenommen | nicht teilgenommen | nicht teilgenommen | nicht teilgenommen | nicht teilgenommen | nicht teilgenommen | nicht teilgenommen | nicht teilgenommen | nicht teilgenommen | nicht teilgenommen | nicht teilgenommen | nicht teilgenommen | nicht teilgenommen | nicht teilgenommen | nicht teilgenommen | nicht teilgenommen | nicht teilgenommen | nicht teilgenommen | nicht teilgenommen | nicht teilgenommen | nicht teilgenommen | nicht teilgenommen | nicht teilgenommen | nicht teilgenommen | nicht teilgenommen | nicht teilgenommen |
| 1908      | 62                 | 62                 | 0                  |                    |                    |                    |                    |                    |                    |                    |                    |                    |                    |                    |                    | 15                 |                    |                    |                    |                    | 4                  |                    | 9                  | 3                  |                    |                    |                    |                    |                    |                    | 31                 | 2                  | 1                  | 1                  | 3                  | 5                  | 13                 |
| 1912      | 164                | 162                | 2                  |                    |                    |                    |                    |                    |                    | 13                 |                    |                    |                    |                    |                    | 23                 |                    | 5                  |                    |                    | 37                 | 6                  | 19                 | 6                  | 27                 |                    |                    |                    |                    |                    | 24                 | 6                  | 9                  | 8                  | 9                  | 26                 | 4                  |
| 1920      | 63                 | 62                 | 1                  |                    |                    |                    |                    | 3                  |                    |                    | 1                  |                    |                    |                    |                    | 26                 | 2                  |                    | 1                  |                    | 18                 |                    | 9                  | 1                  |                    |                    |                    |                    |                    |                    |                    | 3                  | 15                 | 10                 | 9                  | 34                 | 4                  |
| 1924      | 120                | 120                | 0                  |                    |                    |                    |                    |                    |                    |                    |                    |                    |                    |                    |                    | 52                 | 3                  | 4                  | 1                  |                    | 24                 |                    | 15                 | 2                  | 1                  |                    |                    |                    | 4                  |                    | 8                  | 6                  | 14                 | 13                 | 10                 | 37                 | 2                  |
| 1928      | 69                 | 67                 | 2                  |                    |                    |                    | 3                  |                    | 2                  |                    |                    |                    |                    |                    |                    | 35                 | 3                  | 1                  | 1                  |                    | 13                 |                    |                    | 1                  | 1                  |                    |                    |                    |                    |                    | 8                  | 2                  | 8                  | 8                  | 9                  | 25                 | 3                  |
| 1932      | 40                 | 40                 | 0                  |                    |                    |                    | 2                  |                    |                    |                    |                    |                    |                    |                    |                    | 22                 |                    |                    |                    |                    | 10                 |                    |                    | 1                  |                    |                    |                    |                    |                    |                    | 5                  |                    | 5                  | 8                  | 12                 | 25                 | 7                  |
| 1936      | 107                | 102                | 5                  |                    |                    |                    | 6                  |                    |                    | 11                 |                    |                    |                    |                    | 3                  | 37                 | 3                  | 2                  | 1                  |                    | 13                 |                    | 8                  | 2                  | 12                 |                    |                    |                    |                    |                    | 8                  | 1                  | 7                  | 6                  | 6                  | 19                 | 5                  |
| 1948      | 121                | 116                | 5                  |                    |                    |                    | 6                  |                    | 6                  |                    | 4                  |                    |                    |                    | 5                  | 36                 | 3                  | 5                  | 5                  |                    | 15                 | 5                  | 12                 | 1                  | 12                 |                    |                    |                    |                    |                    | 8                  | 1                  | 8                  | 7                  | 5                  | 20                 | 6                  |
| 1952      | 258                | 228                | 30                 |                    | 11                 |                    | 10                 |                    | 11                 | 11                 | 7                  |                    | 11                 |                    | 10                 | 69                 | 3                  | 11                 | 5                  |                    | 16                 | 26                 | 11                 | 13                 | 14                 |                    |                    |                    |                    |                    | 16                 | 3                  | 6                  | 3                  | 13                 | 22                 | 8                  |
| 1956      | 71                 | 70                 | 1                  |                    |                    |                    | 3                  |                    | 2                  |                    | 1                  |                    |                    |                    | 6                  | 19                 | 3                  | 1                  | 7                  |                    | 10                 | 5                  | 4                  | 1                  | 3                  |                    |                    |                    |                    |                    | 6                  | 1                  | 3                  | 1                  | 11                 | 15                 | 13                 |
| 1960      | 117                | 107                | 10                 |                    |                    |                    | 7                  |                    | 8                  |                    | 2                  |                    |                    |                    | 9                  | 26                 | 3                  | 4                  |                    |                    | 14                 | 12                 | 8                  | 5                  | 9                  |                    |                    |                    |                    |                    | 12                 | 1                  | 1                  | 1                  | 3                  | 5                  | 17                 |
| 1964      | 89                 | 84                 | 5                  |                    | 12                 |                    | 5                  |                    |                    |                    | 4                  |                    |                    |                    | 3                  | 17                 | 3                  |                    |                    |                    | 10                 | 7                  | 8                  | 6                  | 5                  |                    |                    |                    |                    |                    | 8                  | 1                  | 3                  |                    | 2                  | 5                  | 12                 |
| 1968      | 66                 | 60                 | 6                  |                    |                    |                    | 5                  |                    |                    |                    | 5                  |                    |                    |                    | 5                  | 10                 | 3                  | 4                  |                    |                    | 9                  | 2                  | 9                  | 3                  | 3                  |                    |                    |                    |                    |                    | 6                  | 2                  | 1                  | 2                  | 1                  | 4                  | 24                 |
| 1972      | 96                 | 89                 | 7                  |                    |                    | 3                  | 4                  |                    | 1                  |                    | 9                  |                    |                    | 1                  | 4                  | 32                 | 3                  | 6                  |                    |                    | 10                 | 3                  | 10                 | 1                  | 7                  |                    |                    |                    |                    |                    | 1                  | 2                  | 3                  | 1                  | 4                  | 8                  | 14                 |
| 1976      | 83                 | 77                 | 6                  |                    |                    | 2                  | 5                  |                    | 4                  |                    | 5                  |                    |                    | 1                  | 7                  | 31                 | 3                  | 1                  |                    |                    | 7                  | 7                  | 4                  | 1                  | 8                  |                    |                    |                    |                    |                    |                    |                    | 4                  | 2                  |                    | 6                  | 11                 |
| 1980      | 105                | 99                 | 6                  |                    |                    | 4                  | 5                  |                    | 5                  | 16                 | 7                  |                    |                    | 3                  | 4                  | 26                 | 3                  | 5                  | 2                  |                    | 8                  | 1                  | 9                  | 1                  | 7                  |                    |                    |                    |                    |                    |                    |                    | 3                  | 1                  | 4                  | 8                  | 12                 |
| 1984      | 86                 | 73                 | 13                 |                    |                    | 5                  | 5                  |                    |                    |                    | 5                  |                    |                    | 3                  | 5                  | 22                 | 3                  | 5                  | 1                  |                    | 11                 | 3                  | 10                 | 2                  | 5                  |                    |                    |                    |                    |                    |                    | 1                  | 4                  | 2                  | 6                  | 12                 | 15                 |
| 1988      | 78                 | 59                 | 19                 |                    |                    | 6                  | 3                  |                    | 1                  |                    | 4                  |                    |                    | 2                  | 3                  | 18                 |                    | 4                  | 4                  |                    | 12                 | 5                  | 9                  | 1                  | 5                  |                    |                    |                    |                    |                    |                    | 1                  | 1                  | 1                  | 2                  | 4                  | 25                 |
| 1992      | 88                 | 60                 | 28                 | 2                  |                    | 3                  | 1                  |                    |                    |                    | 4                  |                    |                    | 7                  | 2                  | 26                 |                    | 2                  | 1                  | 1                  | 7                  | 3                  | 8                  | 12                 | 8                  |                    | 1                  |                    |                    |                    |                    |                    | 1                  | 2                  | 2                  | 5                  | 29                 |
| 1996      | 76                 | 47                 | 29                 | 2                  |                    | 3                  |                    |                    | 1                  |                    | 2                  |                    |                    | 1                  | 1                  | 26                 |                    | 5                  | 1                  | 1                  | 5                  | 2                  | 6                  | 12                 | 8                  |                    |                    |                    |                    |                    |                    |                    | 1                  | 2                  | 1                  | 4                  | 40                 |
| 2000      | 70                 | 40                 | 30                 | 2                  |                    | 3                  | 1                  |                    |                    |                    | 1                  |                    |                    | 1                  | 1                  | 23                 |                    | 2                  | 3                  | 1                  | 4                  |                    | 7                  | 7                  | 10                 |                    |                    | 2                  |                    |                    |                    | 2                  | 2                  | 1                  | 1                  | 4                  | 31                 |
| 2004      | 53                 | 36                 | 17                 | 3                  |                    | 1                  |                    |                    |                    |                    |                    |                    |                    | 1                  | 2                  | 23                 |                    |                    |                    |                    | 2                  |                    | 6                  | 7                  | 4                  |                    |                    | 1                  | 1                  |                    |                    | 2                  |                    | 2                  |                    | 2                  | 62                 |
| 2008      | 57                 | 31                 | 26                 | 2                  |                    | 1                  |                    |                    |                    |                    | 1                  |                    |                    | 2                  | 4                  | 19                 |                    |                    | 1                  |                    | 1                  | 2                  | 8                  | 5                  | 9                  |                    |                    |                    | 1                  |                    |                    | 1                  | 1                  | 1                  | 2                  | 4                  | 44                 |
| 2012      | 56                 | 29                 | 27                 | 2                  |                    |                    |                    |                    |                    |                    | 1                  |                    |                    | 3                  | 2                  | 17                 |                    | 2                  | 2                  |                    | 2                  |                    | 4                  | 7                  | 11                 |                    |                    | 1                  | 1                  |                    | 1                  |                    |                    | 2                  | 1                  | 3                  | 60                 |
| 2016      | 54                 | 26                 | 28                 | 1                  |                    | 2                  | 1                  |                    |                    |                    | 2                  | 4                  |                    | 1                  |                    | 16                 |                    | 1                  | 1                  | 1                  | 3                  |                    | 2                  | 8                  | 8                  |                    |                    | 1                  |                    | 1                  | 1                  |                    |                    |                    | 1                  | 1                  | 78                 |
| 2020      | 45                 | 22                 | 23                 | 1                  |                    | 1                  | 1                  |                    |                    |                    |                    | 4                  |                    |                    |                    | 21                 |                    |                    | 1                  |                    | 2                  |                    | 3                  | 5                  | 5                  | 1                  |                    |                    |                    |                    |                    |                    |                    |                    | 2                  | 2                  | 85                 |
| 2024      | 56                 | 23                 | 33                 | 1                  |                    | 1                  | 1                  |                    |                    |                    |                    | 4                  |                    | 2                  |                    | 25                 |                    | 2                  | 5                  |                    | 2                  |                    | 3                  | 2                  | 7                  | 1                  |                    |                    |                    |                    |                    |                    |                    |                    |                    |                    |                    |
| Gesamt    | Gesamt             | Gesamt             | Gesamt             | Gesamt             | Gesamt             | Gesamt             | Gesamt             | Gesamt             | Gesamt             | Gesamt             | Gesamt             | Gesamt             | Gesamt             | Gesamt             | Gesamt             | Gesamt             | Gesamt             | Gesamt             | Gesamt             | Gesamt             | Gesamt             | Gesamt             | Gesamt             | Gesamt             | Gesamt             | Gesamt             | Gesamt             | Gesamt             | Gesamt             | Gesamt             | Gesamt             | Gesamt             | 101                | 85                 | 119                | 305                |                    |

### Winterspiele
| Jahr   | Athleten | Athleten | Athleten | Sportarten | Sportarten | Sportarten | Sportarten | Sportarten | Sportarten | Sportarten | Sportarten | Sportarten | Sportarten | Sportarten | Sportarten | Sportarten | Sportarten | Sportarten | Medaillen | Medaillen | Medaillen | Medaillen          | Rang |
| Jahr   | ∑        |          |          |            |            |            |            |            |            |            |            |            |            |            |            |            |            |            |           |           |           | Medaillen – Gesamt | Rang |
| ------ | -------- | -------- | -------- | ---------- | ---------- | ---------- | ---------- | ---------- | ---------- | ---------- | ---------- | ---------- | ---------- | ---------- | ---------- | ---------- | ---------- | ---------- | --------- | --------- | --------- | ------------------ | ---- |
| 1924   | 17       | 16       | 1        | 4          |            |            |            | 2          | 3          |            | 2          |            |            |            |            | 5          | 2          |            | 4         | 4         | 3         | 11                 | 2    |
| 1928   | 18       | 17       | 1        |            |            |            |            | 3          | 6          |            | 2          |            |            |            |            | 7          | 2          |            | 2         | 1         | 1         | 4                  | 4    |
| 1932   | 7        | 7        | 0        |            |            |            |            | 1          | 1          |            |            |            |            |            |            | 5          |            |            | 1         | 1         | 1         | 3                  | 5    |
| 1936   | 19       | 19       | 0        |            |            |            |            | 1          | 5          |            | 4          |            |            |            |            | 7          | 4          |            | 1         | 2         | 3         | 6                  | 4    |
| 1948   | 24       | 24       | 0        |            |            |            |            |            | 5          |            | 4          |            |            |            | 2          | 13         | 4          |            | 1         | 3         | 2         | 6                  | 8    |
| 1952   | 50       | 45       | 5        |            |            |            | 17         | 2          | 6          |            | 4          |            |            |            | 4          | 17         | 4          |            | 3         | 4         | 2         | 9                  | 3    |
| 1956   | 31       | 27       | 4        |            |            |            |            | 1          | 6          |            | 3          |            |            |            | 2          | 15         | 4          |            | 3         | 3         | 1         | 7                  | 3    |
| 1960   | 48       | 42       | 6        | 4          |            |            | 17         |            | 7          |            | 4          |            |            |            |            | 12         | 4          |            | 2         | 3         | 3         | 8                  | 6    |
| 1964   | 51       | 45       | 6        | 4          |            |            | 16         |            | 10         |            | 4          |            |            |            | 2          | 11         | 4          |            | 3         | 4         | 3         | 10                 | 4    |
| 1968   | 52       | 44       | 8        | 6          |            |            | 17         |            | 8          |            | 3          |            |            |            | 2          | 11         | 5          |            | 1         | 2         | 2         | 5                  | 10   |
| 1972   | 50       | 43       | 7        | 5          |            |            | 19         |            | 6          |            | 3          |            |            |            |            | 14         | 4          |            |           | 4         | 1         | 5                  | 15   |
| 1976   | 47       | 38       | 9        | 4          |            |            | 18         | 1          | 4          |            | 4          |            |            |            | 1          | 12         | 4          |            | 2         | 4         | 1         | 7                  | 6    |
| 1980   | 52       | 44       | 8        | 6          |            |            | 20         | 2          | 4          |            | 4          |            |            |            |            | 12         | 4          |            | 1         | 5         | 3         | 9                  | 7    |
| 1984   | 45       | 40       | 5        | 5          |            |            | 20         |            | 3          |            | 3          |            |            |            |            | 10         | 4          |            | 4         | 3         | 6         | 13                 | 4    |
| 1988   | 53       | 46       | 7        | 5          |            |            | 22         |            | 2          |            | 4          |            |            |            | 1          | 13         | 6          |            | 4         | 1         | 2         | 7                  | 4    |
| 1992   | 62       | 49       | 13       | 9          |            |            | 22         | 3          | 2          | 4          | 4          |            |            |            |            | 14         | 4          |            | 3         | 1         | 3         | 7                  | 8    |
| 1994   | 61       | 47       | 14       | 9          |            |            | 22         | 3          |            | 3          | 4          |            |            |            | 2          | 13         | 5          |            |           | 1         | 5         | 6                  | 16   |
| 1998   | 85       | 51       | 34       | 7          |            |            | 42         | 1          | 1          | 4          | 4          |            |            |            | 5          | 11         | 4          | 6          | 2         | 4         | 6         | 12                 | 11   |
| 2002   | 98       | 62       | 36       | 9          |            | 5          | 41         | 1          | 3          | 4          | 5          |            |            |            | 4          | 14         | 5          | 7          | 4         | 2         | 1         | 7                  | 8    |
| 2006   | 90       | 59       | 31       | 1          |            | 4          | 43         | 2          | 4          | 4          | 5          |            |            |            | 4          | 13         | 5          | 5          |           | 6         | 3         | 9                  | 19   |
| 2010   | 91       | 58       | 33       | 4          |            |            | 41         | 3          | 4          | 4          | 4          |            |            |            | 4          | 17         | 5          | 5          |           | 1         | 4         | 5                  | 24   |
| 2014   | 99       | 66       | 33       | 4          |            |            | 43         |            | 3          | 10         | 4          |            |            |            | 4          | 16         | 5          | 11         | 1         | 3         | 1         | 5                  | 18   |
| 2018   | 96       | 59       | 37       | 8          |            | 2          | 44         | 1          | 3          | 3          | 5          |            |            |            | 2          | 15         | 6          | 8          | 1         | 1         | 4         | 6                  | 18   |
| 2022   | 92       | 49       | 43       | 8          |            |            | 46         | 3          |            | 6          | 5          |            |            |            | 4          | 13         | 3          | 4          | 2         | 2         | 4         | 8                  | 16   |
| Gesamt | Gesamt   | Gesamt   | Gesamt   | Gesamt     | Gesamt     | Gesamt     | Gesamt     | Gesamt     | Gesamt     | Gesamt     | Gesamt     | Gesamt     | Gesamt     | Gesamt     | Gesamt     | Gesamt     | Gesamt     | Gesamt     | 45        | 65        | 65        | 175                |      |

### Zwischenspiele
| Jahr | Athleten | Athleten | Athleten | Flaggenträger | Medaillen | Medaillen | Medaillen | Medaillen | Medaillen |
| Jahr | Gesamt   | m        | w        | Flaggenträger |           |           |           | Gesamt    | Rang      |
| ---- | -------- | -------- | -------- | ------------- | --------- | --------- | --------- | --------- | --------- |
| 1906 | 4        | 4        | 0        |               | 2         | 1         | 1         | 4         | 13        |

### Jugend-Sommerspiele
| Jahr | Athleten | Athleten | Athleten | Flaggenträger | Medaillen | Medaillen | Medaillen | Medaillen | Medaillen |
| Jahr | Gesamt   | m        | w        | Flaggenträger |           |           |           | Gesamt    | Rang      |
| ---- | -------- | -------- | -------- | ------------- | --------- | --------- | --------- | --------- | --------- |
| 2010 | 19       | 11       | 8        | Niki Blassar  |           |           | 2         | 2         | 83        |
| 2014 | 14       | 8        | 6        | Santeri Sirén |           |           |           |           |           |

### Jugend-Winterspiele
| Jahr | Athleten | Athleten | Athleten | Flaggenträger   | Medaillen | Medaillen | Medaillen | Medaillen | Medaillen |
| Jahr | Gesamt   | m        | w        | Flaggenträger   |           |           |           | Gesamt    | Rang      |
| ---- | -------- | -------- | -------- | --------------- | --------- | --------- | --------- | --------- | --------- |
| 2012 | 42       | 32       | 10       | Katri Lylynperä | 2         | 2         |           | 4         | 13        |
| 2016 | 42       | 31       | 11       |                 |           | 1         | 5         | 6         | 21        |

## Übersicht der Sportarten

### Sommerspiele

#### Badminton
| Gelbes Symbol für Goldmedaillen mit stilisierten Olympischen Ringen | Graues Symbol für Silbermedaillen mit stilisierten Olympischen Ringen | Braundes Symbol für Bronzemedaillen mit stilisierten Olympischen Ringen |
| ------------------------------------------------------------------- | --------------------------------------------------------------------- | ----------------------------------------------------------------------- |
| —                                                                   | —                                                                     | —                                                                       |

Badminton wurde 1992 olympische Sportart. Bei der ersten Austragung eines Badmintonturniers nahmen auch zwei finnische Athleten teil. Erfolge konnten bislang nicht gefeiert werden.

#### Basketball
| Gelbes Symbol für Goldmedaillen mit stilisierten Olympischen Ringen | Graues Symbol für Silbermedaillen mit stilisierten Olympischen Ringen | Braundes Symbol für Bronzemedaillen mit stilisierten Olympischen Ringen |
| ------------------------------------------------------------------- | --------------------------------------------------------------------- | ----------------------------------------------------------------------- |
| —                                                                   | —                                                                     | —                                                                       |

Das erste Basketballturnier mit finnischer Beteiligung fand 1952 statt. Die Heimmannschaft konnte keines ihrer Spiele gewinnen und schied als Letzte ihrer Gruppe aus. Bei der zweiten Teilnahme 1964 gelang gleich im ersten Gruppenspiel der erste Sieg mit 80:72 über Südkorea. Man belegte Platz 5 der Vorrundengruppe und ging damit in die Platzierungsrunde um die Plätze 9 bis 12. Eine Niederlage gegen Japan und ein Sieg über Mexiko bedeutete für das Team Platz 11.

#### Bogenschießen
| Gelbes Symbol für Goldmedaillen mit stilisierten Olympischen Ringen | Graues Symbol für Silbermedaillen mit stilisierten Olympischen Ringen | Braundes Symbol für Bronzemedaillen mit stilisierten Olympischen Ringen |
| ------------------------------------------------------------------- | --------------------------------------------------------------------- | ----------------------------------------------------------------------- |
| 1                                                                   | 1                                                                     | 2                                                                       |

1972 wurde Bogenschießen olympische Sportart. Bei der ersten Austragung des Wettbewerbs wurde die erste finnische Medaille gewonnen. Bei den Männern gewann Kyösti Laasonen Bronze. 1980 gelang der erste Olympiasieg. Bei den Männern gewann Tomi Poikolainen, bei den Frauen holte Päivi Aaltonen Bronze. Beide Athleten erreichten 1984 jeweils Platz 5.
1988 erreichte die Männermannschaft Platz 4, Pentti Vikström wurde in der Einzelwertung Siebter. 1992 gewann die Männermannschaft Silber.
| Name             | Spiele      | Disziplin            | Anmerkung                           |
| ---------------- | ----------- | -------------------- | ----------------------------------- |
| Tomi Poikolainen | 1980 Moskau | Männerturnier Einzel | erster Olympiasieg im Bogenschießen |

| Name                                      | Spiele         | Disziplin                | Anmerkung |
| ----------------------------------------- | -------------- | ------------------------ | --------- |
| Tomi Poikolainen Ismo Falck Jari Lipponen | 1992 Barcelona | Männerturnier Mannschaft |           |

| Name            | Spiele       | Disziplin            | Anmerkung                               |
| --------------- | ------------ | -------------------- | --------------------------------------- |
| Kyösti Laasonen | 1972 München | Männerturnier Einzel | erster Medaillengewinn im Bogenschießen |
| Päivi Aaltonen  | 1980 Moskau  | Frauenturnier Einzel |                                         |

#### Boxen
| Gelbes Symbol für Goldmedaillen mit stilisierten Olympischen Ringen | Graues Symbol für Silbermedaillen mit stilisierten Olympischen Ringen | Braundes Symbol für Bronzemedaillen mit stilisierten Olympischen Ringen |
| ------------------------------------------------------------------- | --------------------------------------------------------------------- | ----------------------------------------------------------------------- |
| 3                                                                   | 7                                                                     | 8                                                                       |

Finnische Boxer waren erstmals 1928 vertreten. Die erste Boxmedaille erkämpfte Bruno Ahlberg mit Bronze im Weltergewicht 1932. Der erste Olympiasieg gelang 1936 dem Weltergewichtler Sten Suvio.
Bei den heimischen Sommerspielen 1952 wurden fünf Medaillen gewonnen. Im Bantamgewicht wurde Pentti Hämäläinen Olympiasieger. Bronze holten Erkki Pakkanen im Leichtgewicht, Erkki Mallenius im Halbweltergewicht, Harry Siljander im Halbschwergewicht und Ilkka Koski im Schwergewicht. Hämäläinen konnte 1956 eine Bronzemedaille, diesmal im Federgewicht, gewinnen.
Ebenfalls Bronze gewannen 1960 Jorma Limmonen im Federgewicht, 1964 Pertti Purhonen im Weltergewicht und 1968 Arto Nilsson im Halbweltergewicht. 1972 erkämpfte sich Reima Virtanen eine Silbermedaille im Mittelgewicht. Erst 12 Jahre später, 1984 in Los Angeles, konnte ein finnischer Boxer wieder eine Medaille gewinnen. Im Weltergewicht holte Joni Nyman Bronze.
1992 bestand die Boxmannschaft aus nur einem Boxer. Dieser, der Halbweltgewichtler Jyri Kjäll, gewann Bronze. Von da an nahm das Interesse am olympischen Boxen in Finnland sukzessive ab. 1996 nahm kein Finne teil, 2000 wieder nur ein Boxer. 2004 bis 2012 konnten sich keine finnischen Boxer qualifizieren. Erst 2016 war eine Finnin dabei, die zudem auch erfolgreich war. Im Leichtgewicht gewann Mira Potkonen Bronze.

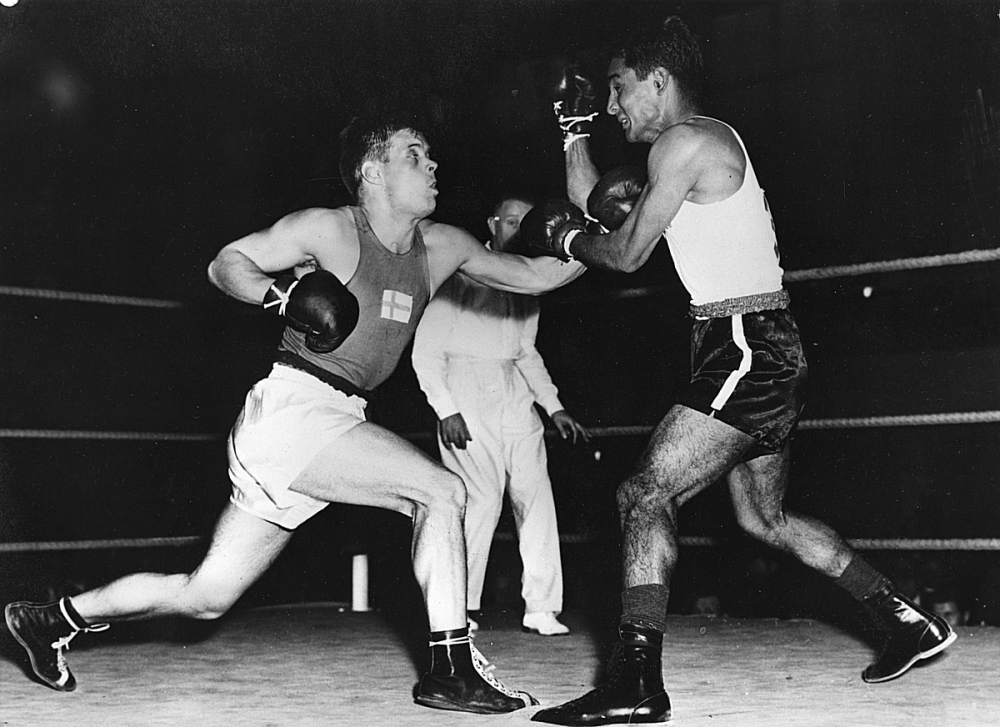
Pentti Hämäläinen (l.) bei seinem Finalkampf 1952 gegen den Iren John McNally

| Name              | Spiele        | Disziplin     | Anmerkung                   |
| ----------------- | ------------- | ------------- | --------------------------- |
| Sten Suvio        | 1936 Berlin   | Weltergewicht | erster Olympiasieg im Boxen |
| Pentti Hämäläinen | 1952 Helsinki | Bantamgewicht |                             |

| Name           | Spiele        | Disziplin     | Anmerkung |
| -------------- | ------------- | ------------- | --------- |
| Reima Virtanen | 1976 Montreal | Mittelgewicht |           |

| Name              | Spiele              | Disziplin         | Anmerkung                       |
| ----------------- | ------------------- | ----------------- | ------------------------------- |
| Bruno Ahlberg     | 1932 Los Angeles    | Weltergewicht     | erster Medaillengewinn im Boxen |
| Erkki Pakkanen    | 1952 Helsinki       | Leichtgewicht     |                                 |
| Erkki Mallenius   | 1952 Helsinki       | Halbweltergewicht |                                 |
| Harry Siljander   | 1952 Helsinki       | Halbschwergewicht |                                 |
| Ilkka Koski       | 1952 Helsinki       | Schwergewicht     |                                 |
| Pentti Hämäläinen | 1956 Melbourne      | Federgewicht      |                                 |
| Jorma Limmonen    | 1960 Rom            | Federgewicht      |                                 |
| Pertti Purhonen   | 1964 Tokio          | Weltergewicht     |                                 |
| Arto Nilsson      | 1968 Mexiko-Stadt   | Halbweltergewicht |                                 |
| Joni Nyman        | 1984 Los Angeles    | Weltergewicht     |                                 |
| Jyri Kjäll        | 1992 Barcelona      | Halbweltergewicht |                                 |
| Mira Potkonen     | 2016 Rio de Janeiro | Leichtgewicht     |                                 |
| Mira Potkonen     | 2020 Tokio          | Leichtgewicht     |                                 |

#### Fechten
| Gelbes Symbol für Goldmedaillen mit stilisierten Olympischen Ringen | Graues Symbol für Silbermedaillen mit stilisierten Olympischen Ringen | Braundes Symbol für Bronzemedaillen mit stilisierten Olympischen Ringen |
| ------------------------------------------------------------------- | --------------------------------------------------------------------- | ----------------------------------------------------------------------- |
| —                                                                   | —                                                                     | —                                                                       |

Finnische Fechter traten erstmals 1928 an. Folgende Teilnahmen blieben eher sporadischer Natur, der letzte finnische Olympiafechter ging 1996 an den Start. Der Degenfechter Rolf Wiik erreichte 1956 mit dem achten Platz die beste Platzierung.

#### Fußball
| Gelbes Symbol für Goldmedaillen mit stilisierten Olympischen Ringen | Graues Symbol für Silbermedaillen mit stilisierten Olympischen Ringen | Braundes Symbol für Bronzemedaillen mit stilisierten Olympischen Ringen |
| ------------------------------------------------------------------- | --------------------------------------------------------------------- | ----------------------------------------------------------------------- |
| —                                                                   | —                                                                     | —                                                                       |

Das erste Fußballturnier, an dem eine finnische Auswahl teilnahm, war das Olympiaturnier von 1912. Die Finnen konnten in der ersten Runde, dem Achtelfinale, Italien mit 3:2 nach Verlängerung besiegen. Im finnischen Team kam Kaarlo Soinio, Bronzemedaillist von 1908 im Turnen, zum Einsatz. Im Viertelfinale wurde Russland mit 2:1 besiegt. Im Halbfinale unterlag Finnland dem Vereinigten Königreich mit 0:4, das Spiel um Bronze gegen die Niederlande ging sogar mit 0:9 verloren. Hier kam mit Lauri Tanner ein weiterer Medaillengewinner zum Einsatz. Tanner gewann 1912 Silber mit der Turnmannschaft.
Das nächste Turnier, für das sich eine finnische Mannschaft qualifizieren konnte, war das Turnier von 1936. Hier traf man in der ersten Runde auf Peru und kassierte eine 3:7-Niederlage. Auch bei den heimischen Sommerspielen 1952 schied das Team im Achtelfinale aus. Gegen Österreich verlor die Mannschaft mit 3:4. Die vorerst letzte Teilnahme an Olympischen Spielen gelang 1980. In ihrer Vorrundengruppe konnte die Mannschaft lediglich das letzte Gruppenspiel gegen Costa Rica gewinnen (3:0) und schied als Dritte aus.

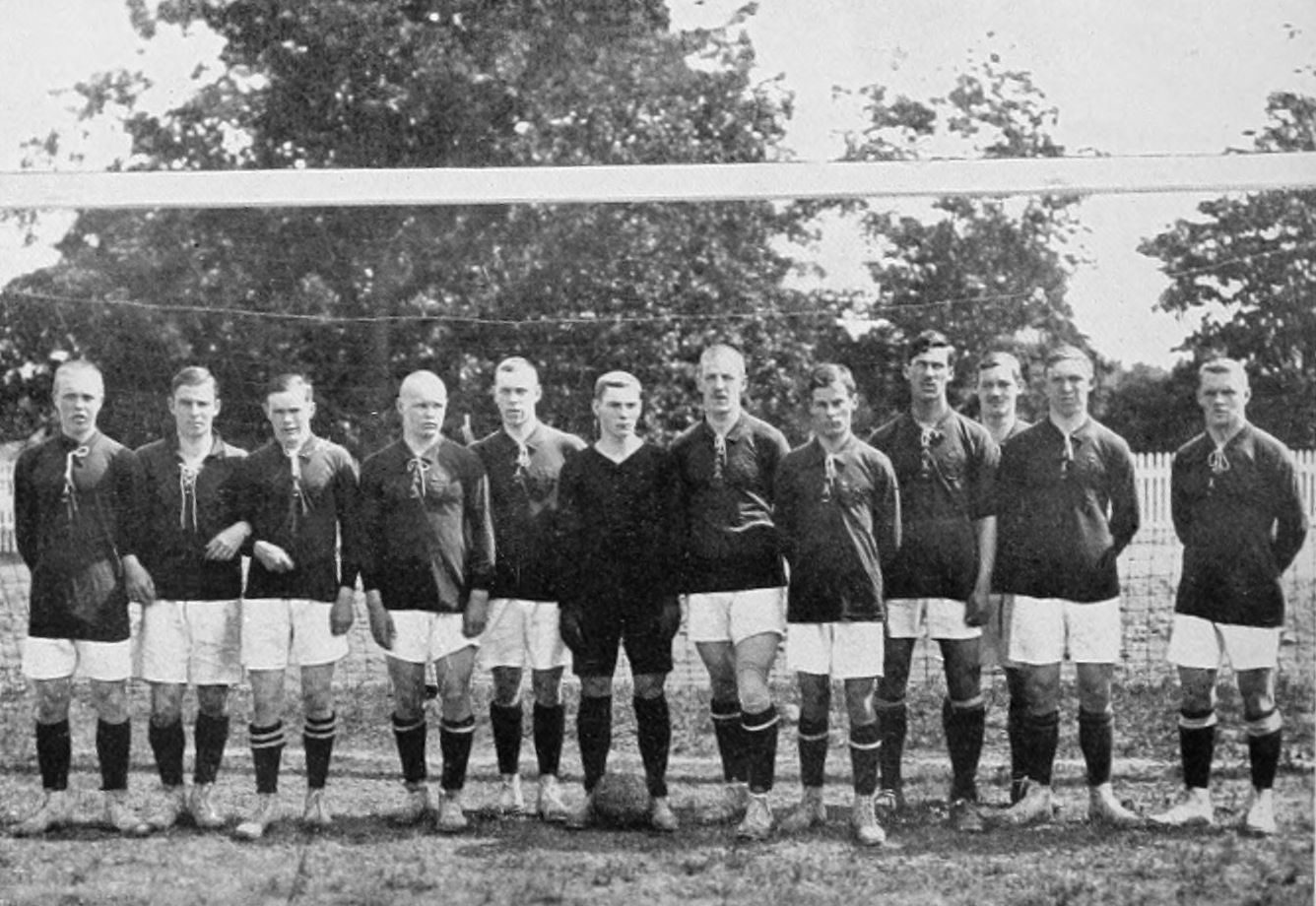
Die Olympiaauswahl von 1912
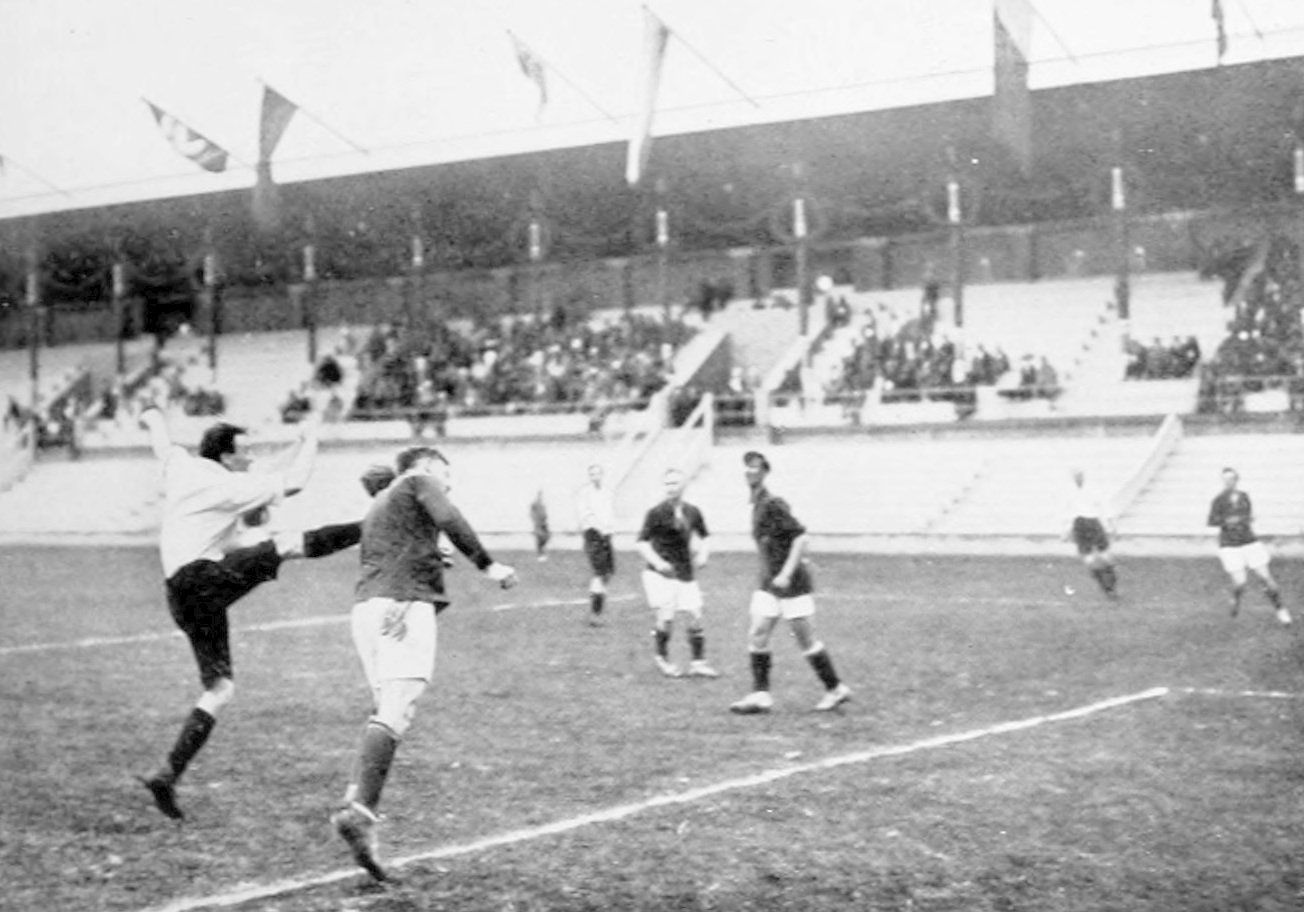
Spielszene aus dem Halbfinale gegen das Vereinigte Königreich (weiße Trikots)

#### Gewichtheben
| Gelbes Symbol für Goldmedaillen mit stilisierten Olympischen Ringen | Graues Symbol für Silbermedaillen mit stilisierten Olympischen Ringen | Braundes Symbol für Bronzemedaillen mit stilisierten Olympischen Ringen |
| ------------------------------------------------------------------- | --------------------------------------------------------------------- | ----------------------------------------------------------------------- |
| 1                                                                   | —                                                                     | 2                                                                       |

Im Gewichtheben ist Finnland seit 1920 vertreten. Erst ab 1948 waren finnische Gewichtheber bei den folgenden Wettbewerben ständig dabei. Erste Erfolge erzielte Eino Mäkinen, der im Schwergewicht 1956 und 1960 jeweils den fünften Platz erreichte. Ebenfalls Fünfter wurde 1960 Jouni Kailajärvi im Halbschwergewicht.
1968 gelang dann dem Mittelschwergewichtler Kaarlo Kangasniemi der erste finnische Olympiasieg im Gewichtheben. Jaakko Kailajärvi, ein jüngerer Bruder von Jouni, belegte in der gleichen Gewichtsklasse Platz 5. Jouko Leppä belegte 1972 im Superschwergewicht Platz 4. Arvo Ala-Pönitö wurde 1976 im Mittelgewicht Fünfter, ebenso Juhani Avellan im Halbschwergewicht.
1984 gewannen Jouni Grönman im Leichtgewicht und Pekka Kalevi Niemi im ersten Schwergewicht jeweils Bronze. Grönman erreichte 1992 noch einmal Platz 5.
| Name               | Spiele            | Disziplin           | Anmerkung                                              |
| ------------------ | ----------------- | ------------------- | ------------------------------------------------------ |
| Kaarlo Kangasniemi | 1968 Mexiko-Stadt | Mittelschwergewicht | erster Olympiasieg und Medaillengewinn im Gewichtheben |

| Name               | Spiele           | Disziplin            | Anmerkung |
| ------------------ | ---------------- | -------------------- | --------- |
| Jouni Grönman      | 1984 Los Angeles | Leichtgewicht        |           |
| Pekka Kalevi Niemi | 1984 Los Angeles | Erstes Schwergewicht |           |

#### Golf
| Gelbes Symbol für Goldmedaillen mit stilisierten Olympischen Ringen | Graues Symbol für Silbermedaillen mit stilisierten Olympischen Ringen | Braundes Symbol für Bronzemedaillen mit stilisierten Olympischen Ringen |
| ------------------------------------------------------------------- | --------------------------------------------------------------------- | ----------------------------------------------------------------------- |
| —                                                                   | —                                                                     | —                                                                       |

Golf war 1900 und 1904 olympische Sportart und wurde dann 2016 wieder in das olympische Programm aufgenommen. Zwei Männer und zwei Frauen nahmen an dem Turnier in Rio de Janeiro erfolglos teil.

#### Hockey
| Gelbes Symbol für Goldmedaillen mit stilisierten Olympischen Ringen | Graues Symbol für Silbermedaillen mit stilisierten Olympischen Ringen | Braundes Symbol für Bronzemedaillen mit stilisierten Olympischen Ringen |
| ------------------------------------------------------------------- | --------------------------------------------------------------------- | ----------------------------------------------------------------------- |
| —                                                                   | —                                                                     | —                                                                       |

Die einzige Teilnahme Finnlands an einem olympischen Hockeyturnier fand 1952 als Gastgeber statt. Das Team verlor in der Vorrunde gegen Belgien mit 0:6. In der Trostrunde schied man nach einer 0:7-Niederlage gegen die deutsche Mannschaft schließlich aus.

#### Judo
| Gelbes Symbol für Goldmedaillen mit stilisierten Olympischen Ringen | Graues Symbol für Silbermedaillen mit stilisierten Olympischen Ringen | Braundes Symbol für Bronzemedaillen mit stilisierten Olympischen Ringen |
| ------------------------------------------------------------------- | --------------------------------------------------------------------- | ----------------------------------------------------------------------- |
| —                                                                   | —                                                                     | —                                                                       |

Finnische Judoka nehmen seit 1972 teil. Erfolge blieben jedoch, trotz ständiger Teilnahme, aus.

#### Kanusport
| Gelbes Symbol für Goldmedaillen mit stilisierten Olympischen Ringen | Graues Symbol für Silbermedaillen mit stilisierten Olympischen Ringen | Braundes Symbol für Bronzemedaillen mit stilisierten Olympischen Ringen |
| ------------------------------------------------------------------- | --------------------------------------------------------------------- | ----------------------------------------------------------------------- |
| 5                                                                   | 2                                                                     | 3                                                                       |

Gleich bei der ersten olympischen Kanuregatta 1936 nahmen auch finnische Kanuten teil. Im Kajak-Einer über 10.000 Meter belegte Evert Johansson Platz 5. Die ersten Medaillen wurde 1948 gewonnen. Kurt Wires fuhr im Einer-Kajak zu Silber über 10.000 Meter. Im Zweier-Kajak gewannen Ture Axelsson und Nils Björklöf Bronze über 1000 und 10.000 Meter. 1952 folgten vier Olympiasiege und jeweils eine Silber- und eine Bronzemedaille. Der erste Olympiasieger war Thorvald Strömberg im Einer-Kajak über 10.000 Meter, der schon über 1000 Meter zur Silbermedaille fuhr. Kurt Wires und Yrjö Hietanen führen im Zweier-Kajak und siegten über 1000 und über 10.000 Meter. Die vierte Goldmedaille gewann Sylvi Saimo im Einer-Kajak über 500 Meter, die damit die erste Frau Finnlands war, die Olympiasiegerin wurde. Bronze gewann Olavi Ojanperä im Einer-Kanadier über 1000 Meter. 1956 wurde Strömberg über 10.000 Meter Vierter.
Erfolge stellten sich erst wieder 1968 ein, als der Vierer-Kajak Platz 5 erreichte. 1984 fuhr Timo Grönlund im Einer-Kanadier auf Platz 5 über 500 Meter und auf Platz 4 über 1000 Meter. 1992 wurde Mikko Kolehmainen Olympiasieger im Einer-Kajak über 500 Meter.
| Name                     | Spiele         | Disziplin         | Anmerkung                       |
| ------------------------ | -------------- | ----------------- | ------------------------------- |
| Thorvald Strömberg       | 1952 Helsinki  | K 1, 10.000 Meter | erster Olympiasieg im Kanusport |
| Kurt Wires Yrjö Hietanen | 1952 Helsinki  | K 2, 1000 Meter   |                                 |
| Kurt Wires Yrjö Hietanen | 1952 Helsinki  | K 2, 10.000 Meter |                                 |
| Sylvi Saimo              | 1952 Helsinki  | K 1, 500 Meter    |                                 |
| Mikko Kolehmainen        | 1992 Barcelona | K 1, 500 Meter    |                                 |

| Name               | Spiele        | Disziplin         | Anmerkung                           |
| ------------------ | ------------- | ----------------- | ----------------------------------- |
| Kurt Wires         | 1948 London   | K 1, 10.000 Meter | erster Medaillengewinn im Kanusport |
| Thorvald Strömberg | 1952 Helsinki | K 1, 1000 Meter   |                                     |

| Name                        | Spiele        | Disziplin         | Anmerkung |
| --------------------------- | ------------- | ----------------- | --------- |
| Ture Axelsson Nils Björklöf | 1948 London   | K 2, 1000 Meter   |           |
| Ture Axelsson Nils Björklöf | 1948 London   | K 2, 10.000 Meter |           |
| Olavi Ojanperä              | 1952 Helsinki | C 1, 1000 Meter   |           |

#### Leichtathletik
| Gelbes Symbol für Goldmedaillen mit stilisierten Olympischen Ringen | Graues Symbol für Silbermedaillen mit stilisierten Olympischen Ringen | Braundes Symbol für Bronzemedaillen mit stilisierten Olympischen Ringen |
| ------------------------------------------------------------------- | --------------------------------------------------------------------- | ----------------------------------------------------------------------- |
| 48                                                                  | 36                                                                    | 30                                                                      |

Die Leichtathletik ist Finnlands erfolgreichste Sportart bei Olympischen Spielen. Insbesondere im Mittel- und Langstreckenlauf sowie dem Speerwurf zählten finnische Athleten oft zu den Medaillenfavoriten. 1908, bei der ersten Teilnahme Finnlands, gewann Verner Järvinen mit Bronze im Diskuswurf nach dem griechischen Stil die Bronzemedaille und somit die erste Leichtathletikmedaille Finnlands. Im klassischen Stil war Järvinen Vierter geworden. Die Speerwerfer belegten im klassischen Stil die Plätze 4 bis 7. Aarne Salovaara, 1908 und 1912 Bronze und Silber im Turnen, platzierte sich vor Armas Pesonen, Juho Halme und Jalmari Sauli.
Schon bei der ersten Teilnahme 1912 wurden 13 Medaillen gewonnen, darunter sechs goldene. Herausragend hier war der dreifache Olympiasieger Hannes Kolehmainen, der über 5000, 10.000 Meter sowie im Crosslauf siegte. Sein Sieg über 10.000 Meter bedeutete Finnlands erste Goldmedaille in der Leichtathletik. Mit der Crosslauf-Mannschaft gewann Kolehmainen Silber. In der Mannschaft lief auch Albin Stenroos, der über 10.000 Meter Bronze gewann. Doppelolympiasieger wurde Armas Taipale im Diskuswurf. Wie alle anderen Wurfdisziplinen auch wurde die Disziplin in der klassischen Art sowie mit beiden Armen durchgeführt. Hier mussten die Athleten das Wurfgerät sowohl mit ihrer normalen Hand als auch mit der anderen Hand werfen. Taipale gewann in beiden Disziplinen, Elmer Niklander gewann Silber im beidarmigen Diskuswurf und Bronze im beidarmigen Kugelstoßen. Im klassischen Diskuswurf wurde er Vierter. Den Speerwurf dominierten die Finnen. Alle Medaillen im beidarmigen Stil gingen an Finnland. Gold ewann Juho Saaristo, Silber Väinö Siikaniemi und Bronze Urho Peltonen. Im klassischen Stil gewann Saaristo Silber.

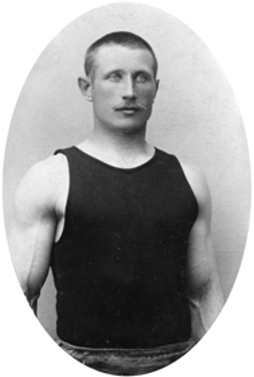
1908 mit Bronze erster finnischer Medaillist in der Leichtathletik: Verner Järvinen
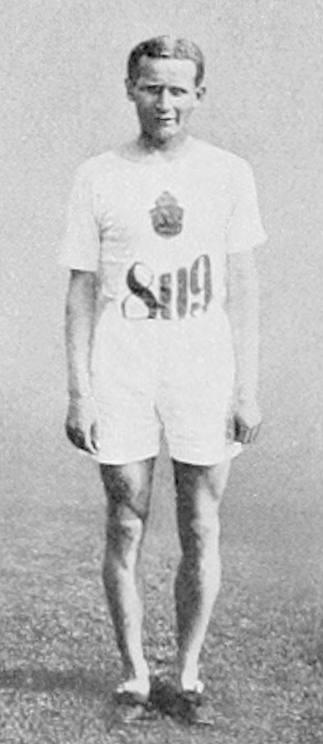
Hannes Kolehmainen, dreifacher Olympiasieger 1912
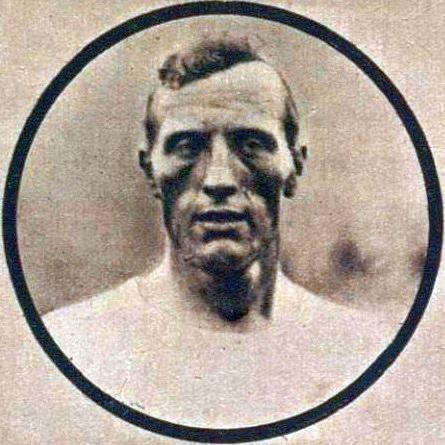
Albin Stenroos, Silber und Bronze 1912, Olympiasieg im Marathon 1924
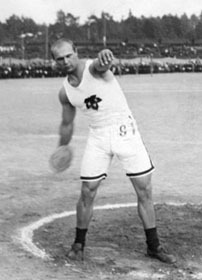
Elmer Niklander, Silber und Bronze 1912; Olympiasieg 1920 im Diskuswurf
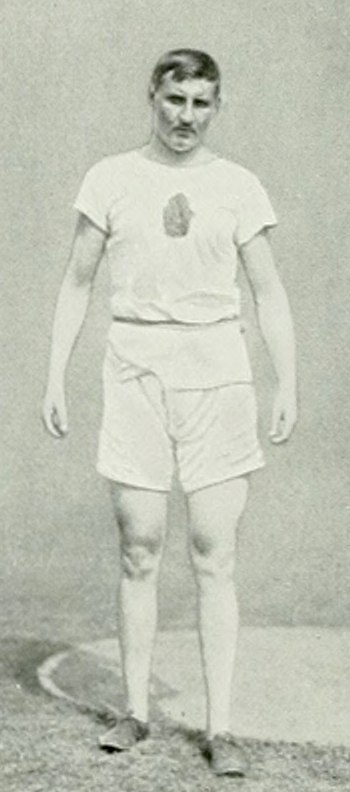
Armas Taipale, Doppelolympiasieger 1912, Silber 1920 im Diskuswurf
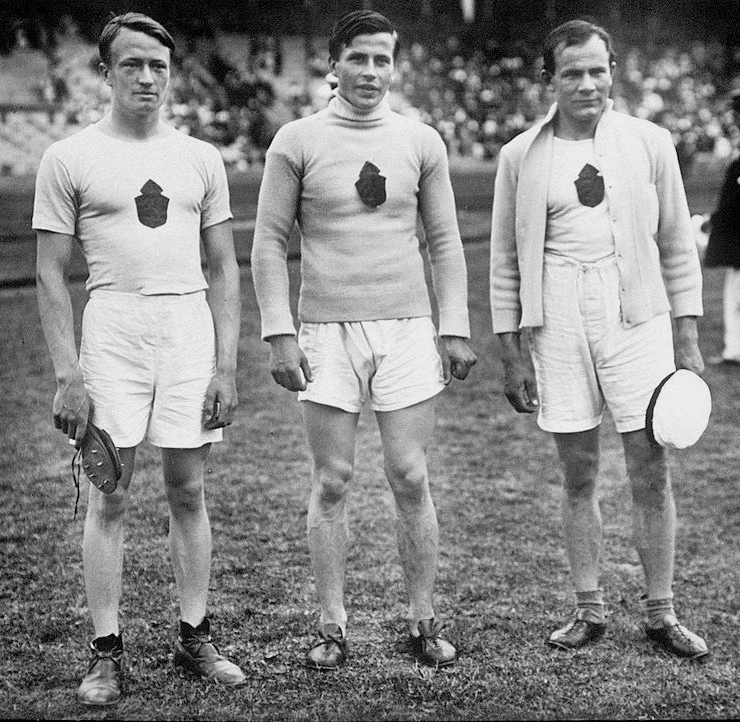
Die drei Medaillengewinner im beidarmigen Speerwurf 1912 (v. l. n. r.): Urho Peltonen (Bronze), Juho Saaristo (Gold), Väinö Siikaniemi (Silber)

1920 war die finnische Mannschaft noch erfolgreicher. 16 Medaillen wurden gewonnen, es konnten neun Olympiasiege gefeiert werden. Hannes Kolehmainen trat diesmal im Marathon an und wurde zum vierten Mal insgesamt Olympiasieger. Paavo Nurmi begann mit seinen Siegen in der Einzel- und der Mannschaftswertung im Crosslauf, einem Sieg über 10.000 Meter sowie einer Silbermedaille über 5000 Meter seine Erfolgsgeschichte. Zur Crosslaufmannschaft gehörten auch Heikki Liimatainen, der in der Einzelwertung Bronze gewann und Teodor Koskenniemi, Vierter über 5000 Meter. Vilho Tuulos gewann den Dreisprung, Ville Pörhölä das Kugelstoßen vor Elmer Niklander. Der wiederum gewann den Diskuswurf vor Armas Taipale. Die Medaillen im Speerwurf gingen komplett an Finnland. Jonni Myyrä gewann vor Urho Peltonen und Paavo Johansson. Den Fünfkampf schließlich gewann Eero Lehtonen, Hugo Lahtinen gewann Bronze.
1924 wurden 17 Medaillen gewonnen, darunter waren zehn Olympiasiege. Paavo Nurmi konnte insgesamt fünf Goldmedaillen gewinnen: über 1500 Meter, 5000 Meter, im 3000-Meter-Mannschaftslauf, in der Einzelwertung des Crosslaufes und in der Mannschaftswertung. In der Einzelwertung gewann Ville Ritola Silber. Er war zudem Mitglied der 3000-Meter-Mannschaft, genau wie Elias Katz, der über 3000 Meter Hindernis Silber hinter Ritola gewann. Ritola siegte auch über 10.000 Meter, mit Eero Berg auf dem Bronzerang, und holte hinter Nurmi Silber über 5000 Meter. Albin Stenroos siegte im Marathon, Lauri Halonen wurde Vierter. Über 400 Meter Hürden lief Erik Wilén zur Silbermedaille. Jonni Myyrä im Speerwurf und Eero Lehtonen im Fünfkampf konnten ihre Olympiasiege von 1920 verteidigen. Hinter Myyrä belegte Yrjä Ekqvist Platz 4, den gleichen Platz erreichte Leo Leino hinter Lehtonen. Vilho Tuulos erreichte im Dreisprung die Bronzemedaille, Väinö Rainio wurde Vierter. Tuulos belegte im Weitsprung Platz 4. Eine Silbermedaille gewann Vilho Niittymaa im Diskuswurf. Vierte Plätze erreichten Hannes Torpo im Kugelstoßen, Erik Eriksson im Hammerwurf und Antti Huusari im Zehnkampf.
1928 gestaltete sich etwas weniger erfolgreich. Es wurde 14 Medaillen gewonnen, darunter fünf goldene. Harri Larva gewann das Rennen über 1500 Meter, Eino Purje gewann Bronze. Ville Ritola gewann die 5000 Meter vor Paavo Nurmi, über 10.000 Meter lag Nurmi vor Ritola. Über 3000 Meter Hindernis fielen alle Medaillen an finnische Teilnehmer. Olympiasieger wurde Toivo Loukola vor Nurmi und Ove Andersen. Paavo Yrjölä gewann den Zehnkampf vor seinem Landsmann Akilles Järvinen. Im Diskuswurf gewann Antero Kivi Silber, Vilho Tuulos gewann im Dreisprung wie schon 1924 Bronze. Ebenfalls Bronze ging an Martti Marttelin im Marathon. Im Fünfkampf wurde Paavo Liettu Vierter. Mit seinen drei Medaillen wurde Paavo Nurmi zum erfolgreichsten Leichtathlet der olympischen Geschichte. Seine 12 Medaillen, neun Gold- und drei Silbermedaillen, sind bis heute nicht übertroffen worden.

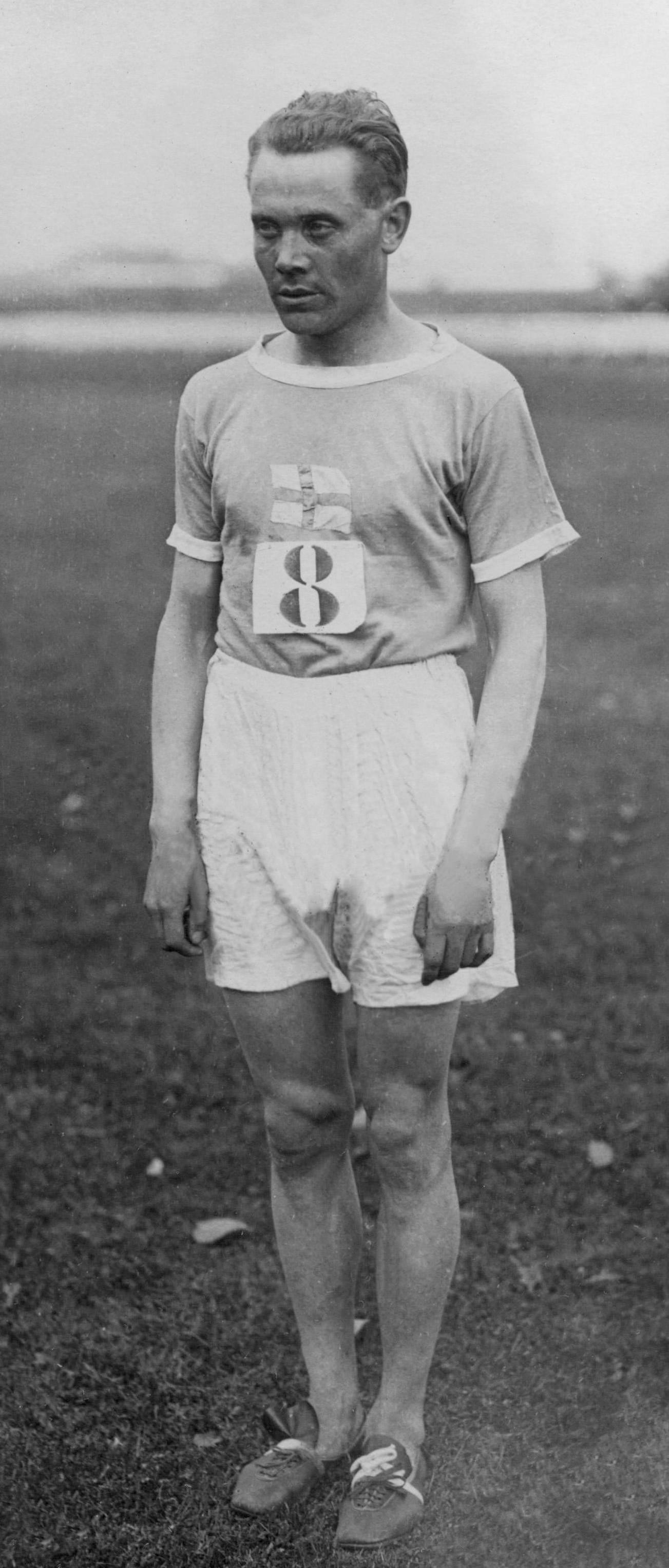
Paavo Nurmi, neunfacher Olympiasieger
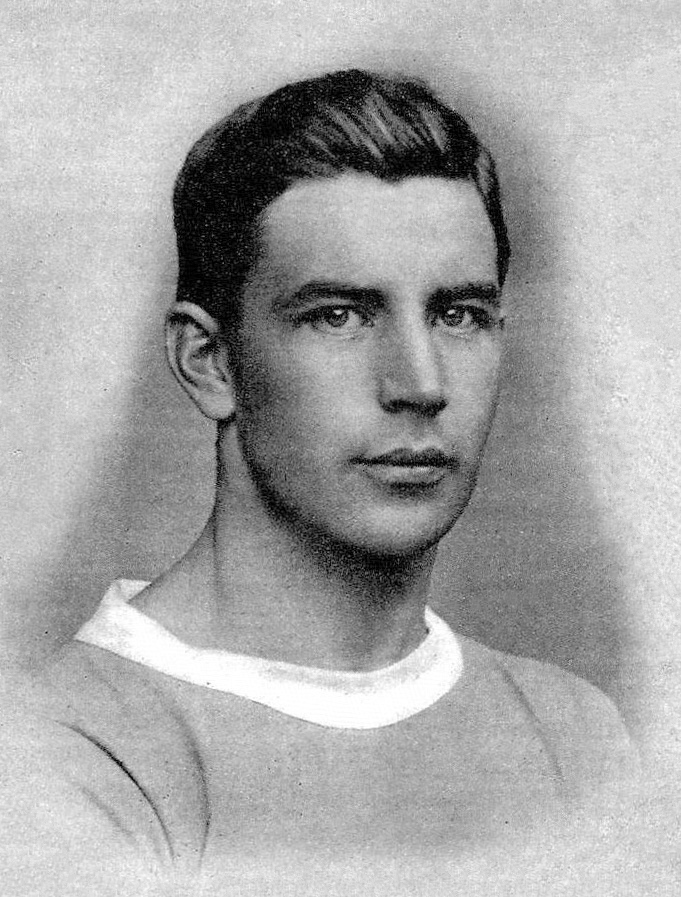
Vilho Tuulos, Olympiasieg 1920, Bronze 1924 und 1928 im Dreisprung
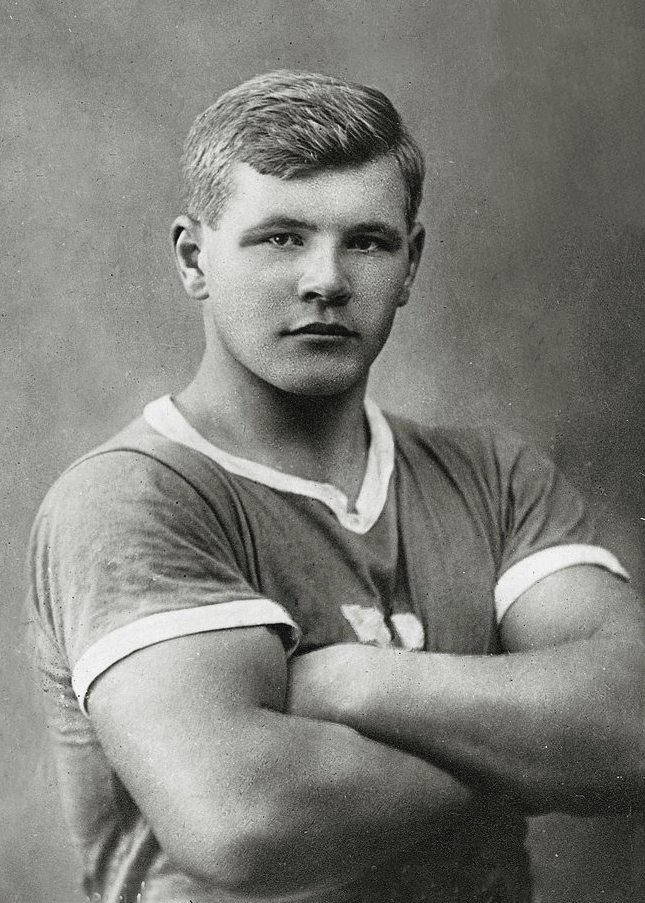
Ville Pörhölä, Olympiasieger 1920 im Kugelstoßen, Silber 1932 im Hammerwurf
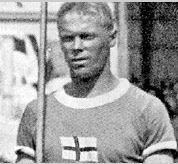
Jonni Myyrä, Olympiasieger 1920 und 1924 im Speerwurf
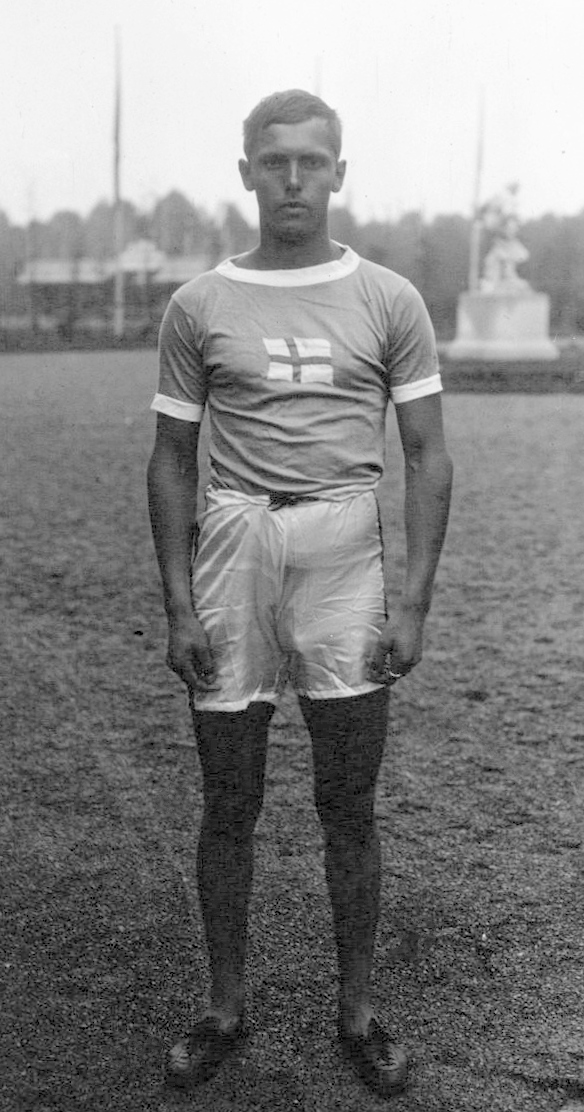
Eero Lehtonen, Olympiasieger 1920 und 1924 im Fünfkampf
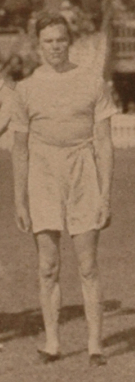
Paavo Johansson, Bronze 1920 im Speerwurf
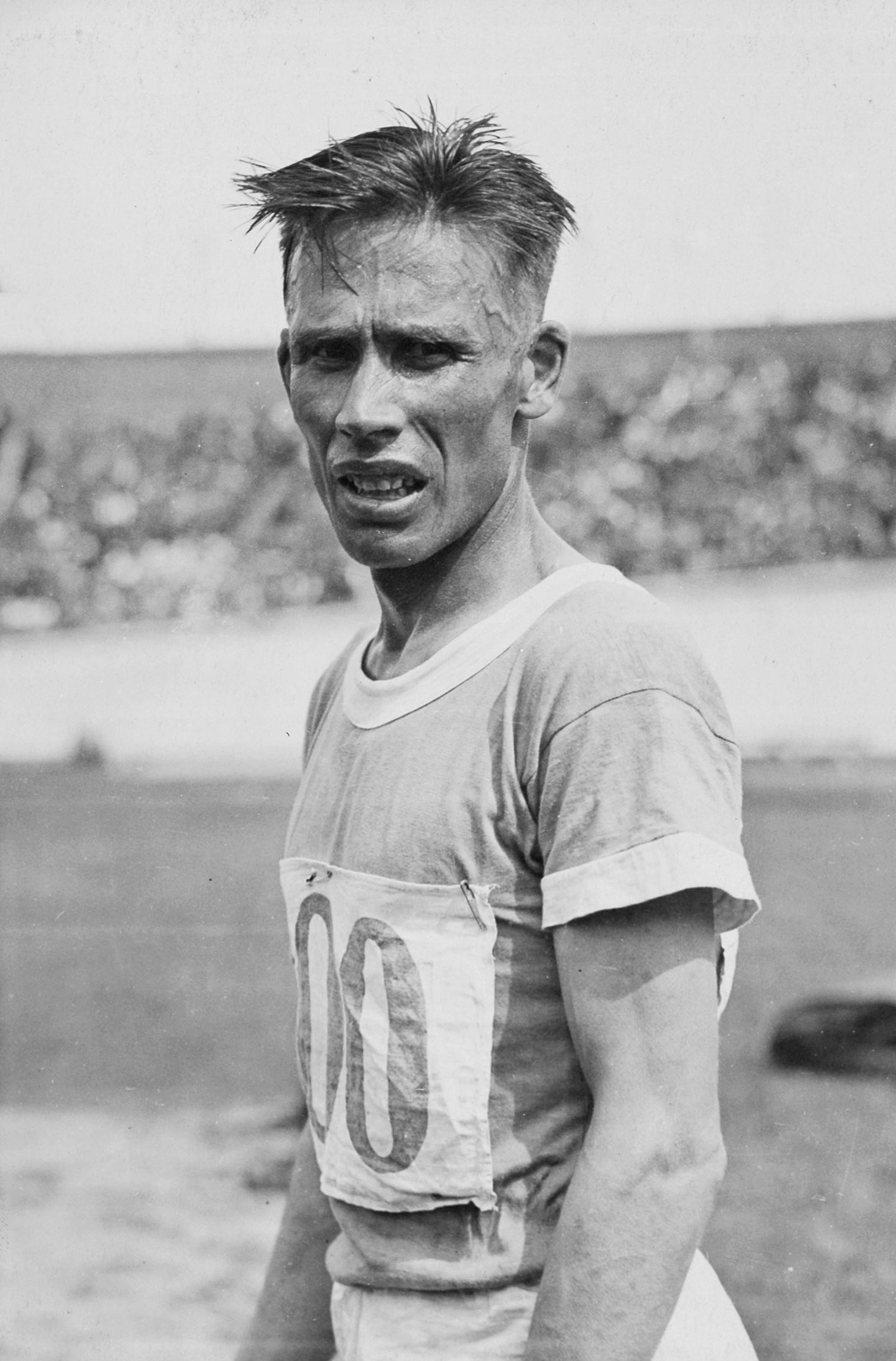
Ville Ritola, fünffacher Olympiasieger
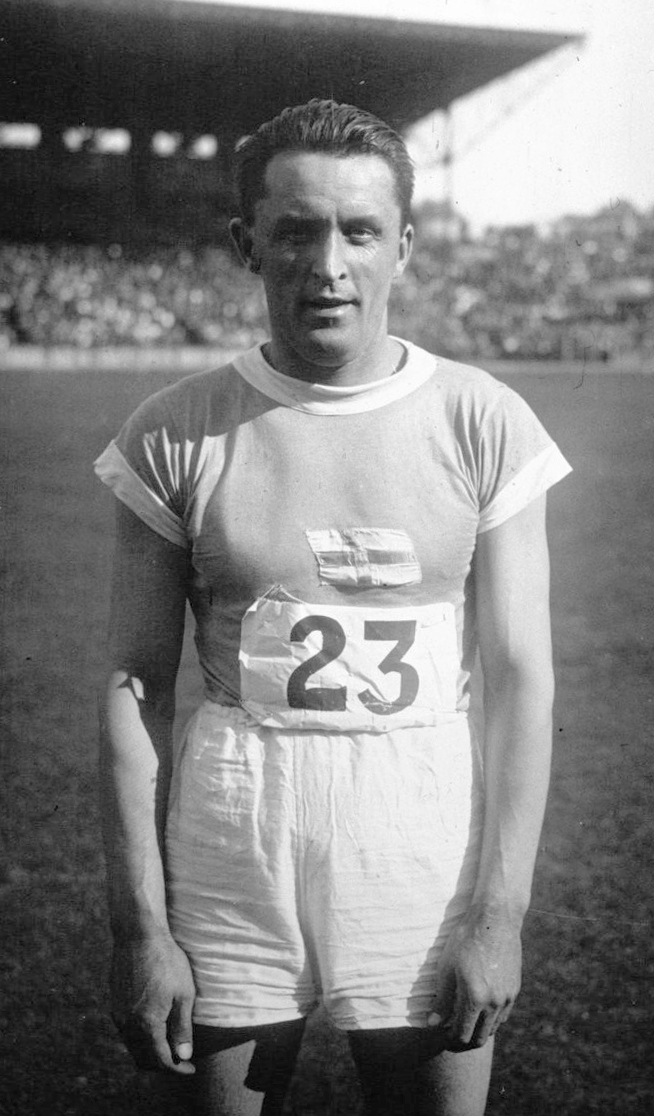
Erik Wilén, Silber über 400 Meter Hürden 1924
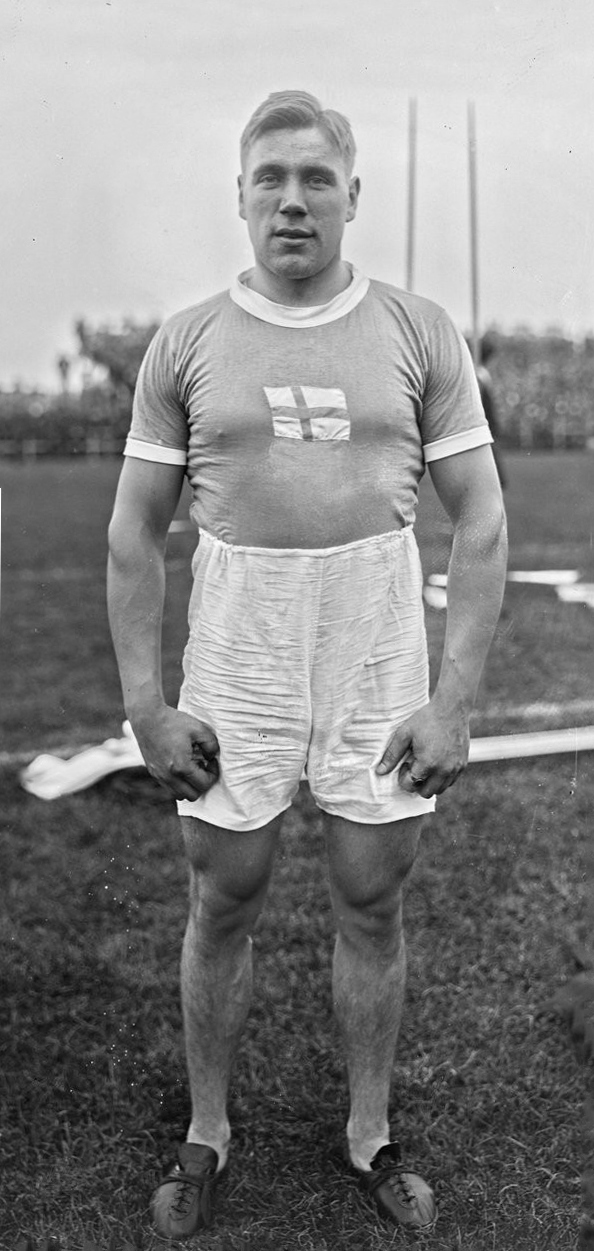
Vilho Niittymaa, Silber im Diskuswurf 1924
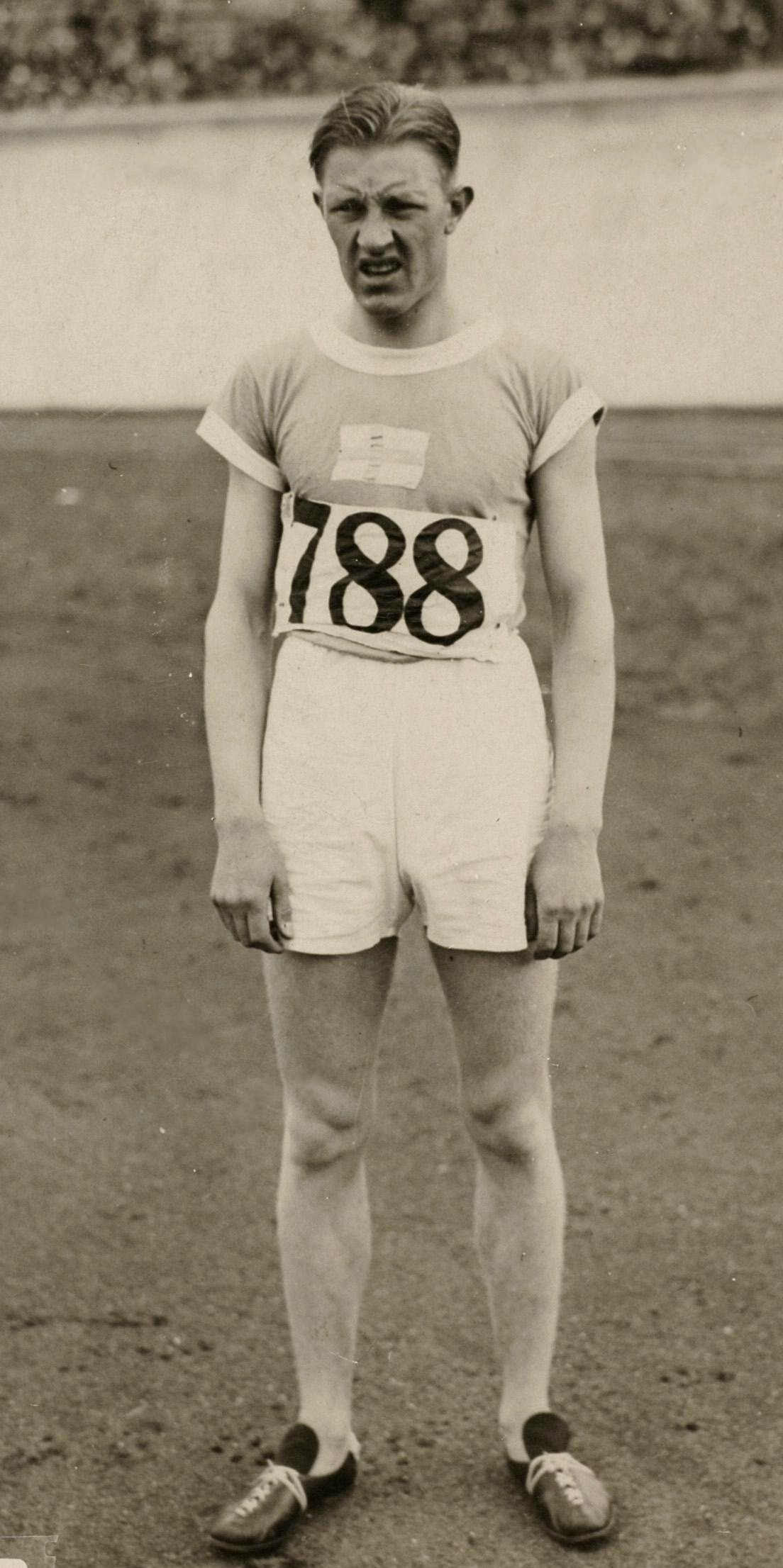
Harri Larva, Olympiasieger 1928 über 1500 Meter
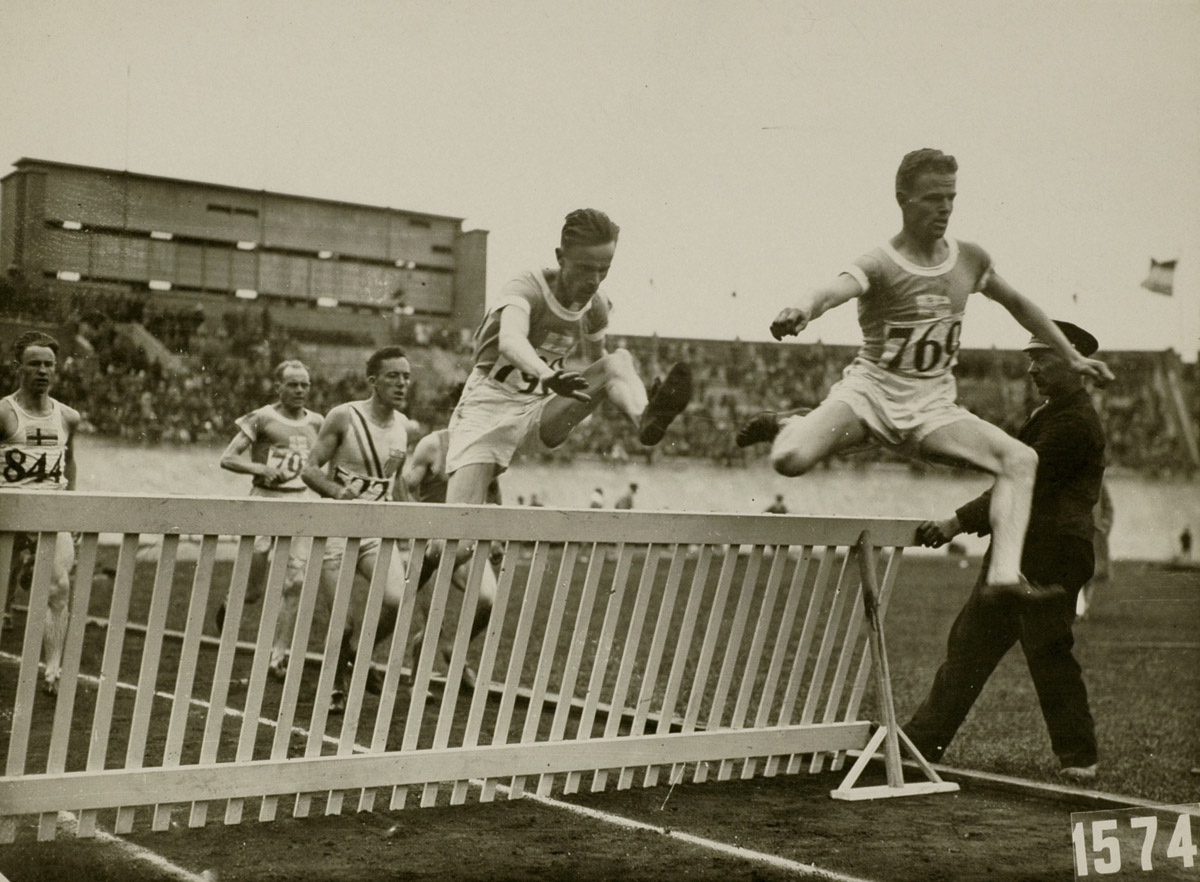
Rennszene aus dem 3000-Meter-Hindernislauf 1928: Ove Anderson führt vor dem späteren Sieger Toivo Loukola
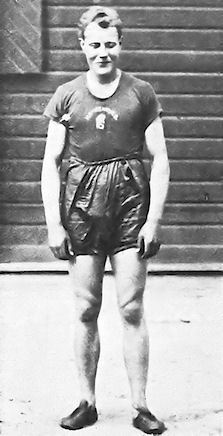
Paavo Yrjölä, Olympiasieger 1928 im Zehnkampf
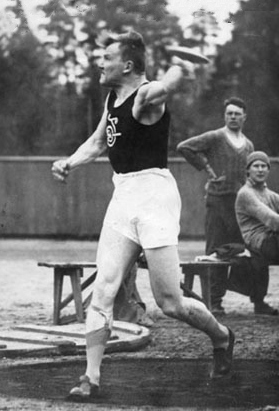
Antero Kivi, Silber 1928 im Diskuswurf
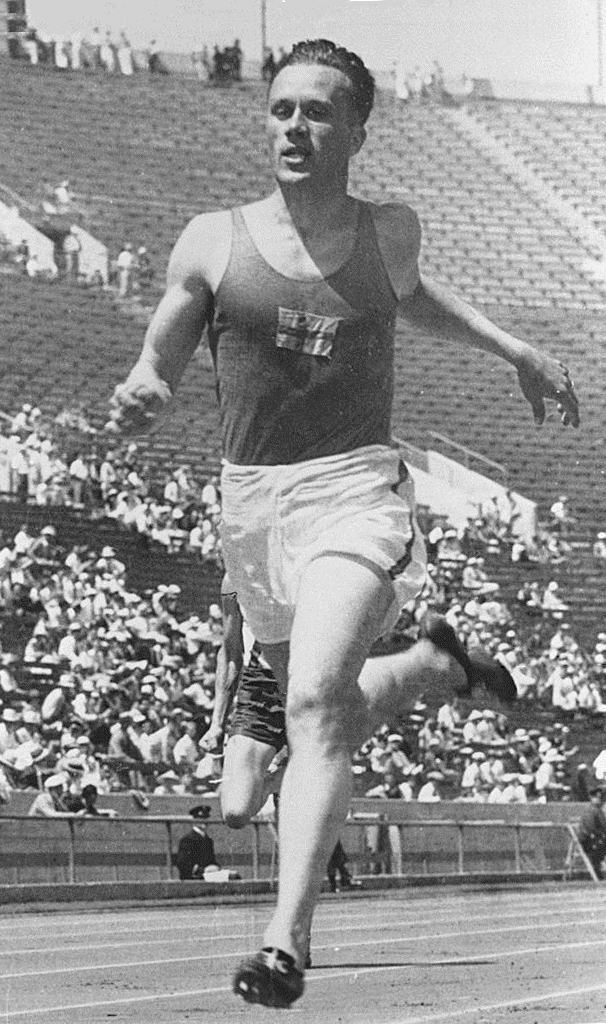
Akilles Järvinen, Silber 1928 und 1932 im Zehnkampf
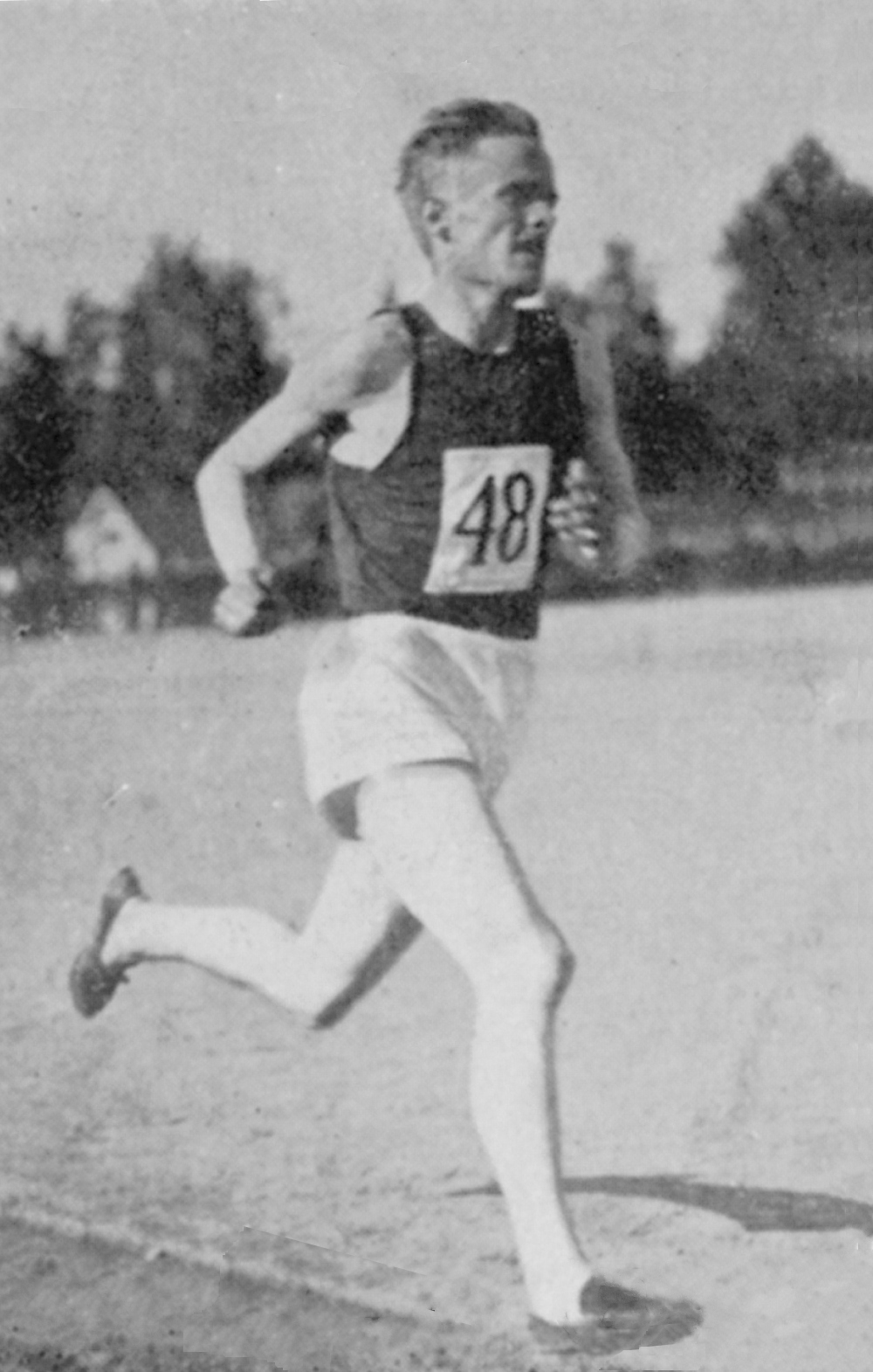
Eino Purje, Bronze 1928 über 1500 Meter
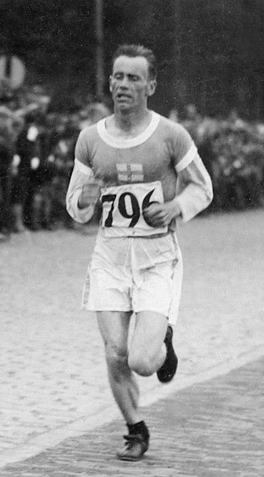
Martti Marttelin, Bronze 1928 im Marathon

Elf Medaillen waren die Ausbeute der Leichtathletin in Los Angeles 1932. Lauri Lehtinen wurde Olympiasieger über 5000 Meter, Lauri Virtanen holte Bronze. Auch über 10.000 Meter gewann Virtanen Bronze. Sein Landsmann Volmari Iso-Hollo gewann Silber. Iso-Hollo triumphierte im 3000-Meter-Hindernisrennen. Martti Matilainen wurde hier Vierter. Im Marathon holte Armas Toivonen Bronze. Ville Pörhölä, Kugelstoßolympiasieger von 1920, hatte sich 1929 dem Hammerwurf zugewandt. In Los Angeles gewann er Silber. Ebenfalls Silber gewann wie schon vier Jahre zuvor Akilles Järvinen im Zehnkampf. Im Speerwurf gingen alle Medaillen an finnische Werfer. Olympiasieger wurde Matti Järvinen, der Bruder von Akilles. Silber ging an Matti Sippala, Bronze an Eino Penttilä.
In Berlin 1936 gewannen finnische Athleten zehn Medaillen. Über 5000 Meter gab es einen Doppelsieg durch Gunnar Höckert und Titelverteidiger Lauri Lehtinen. Über 10.000 Meter gingen alle Medaillen an finnische Sportler. Olympiasieger wurde Ilmari Salminen vor Arvo Askola und Volmari Iso-Hollo. Die war der fünfte finnische Sieg im sechsten olympischen Finale dieser Disziplin. Iso-Hollo konnte seinen Olympiasieg von 1932 über 3000 Meter Hindernis verteidigen. Silber gewann Kalle Tuominen, Martti Matilainen wurde Vierter. Sulo Bärlund gewann im Kugelstoßen Silber. Ebenfalls Silber holte Yrjö Nikkanen im Speerwurf. Kalervo Toivonen holte Bronze, Titelverteidiger Matti Järvinen erreichte Platz 5. Vordere Platzierungen erreichten im Marathon Erkki Tamila mit Platz 4 und Väinö Muinonen mit Platz 5. Platz 4 belegten zudem der Hochspringer Kalevi Kotkas und der Hammerwerfer Gustaf Alfons Koutonen.

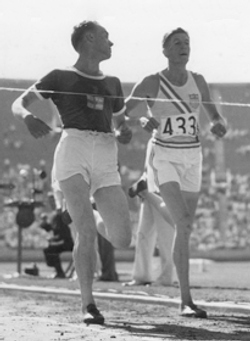
Zieleinlauf über 5000 Meter 1932: links der Sieger Lauri Lehtinen vor dem US-Amerikaner Ralph Hill
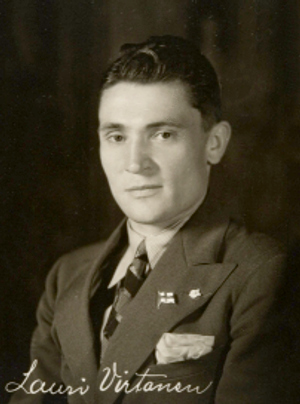
Lauri Virtanen, zwei Bronzemedaillen 1932 über 5000 und 10.000 Meter
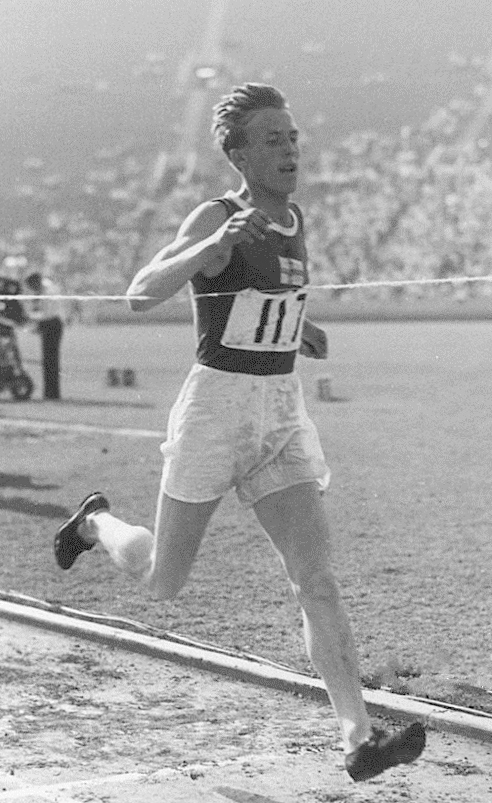
Volmari Iso-Hollo, Olympiasieger 1932 und 1936 über 3000 Meter Hindernis
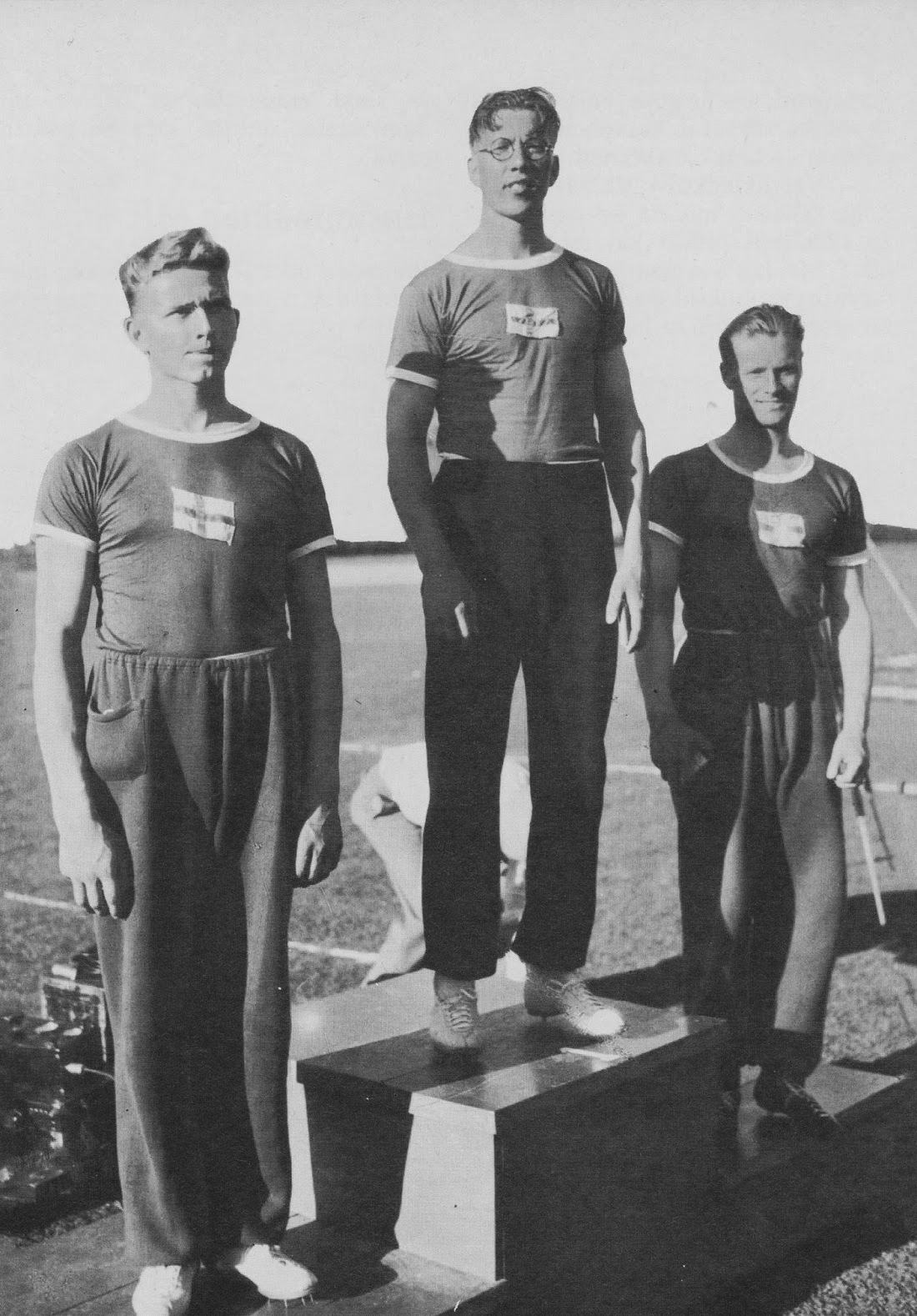
Siegerehrung im Speerwurf 1932: in der Mitte Matti Järvinen (Gold), rechts Matti Sippala (Silber), links Eino Penttilä (Bronze)
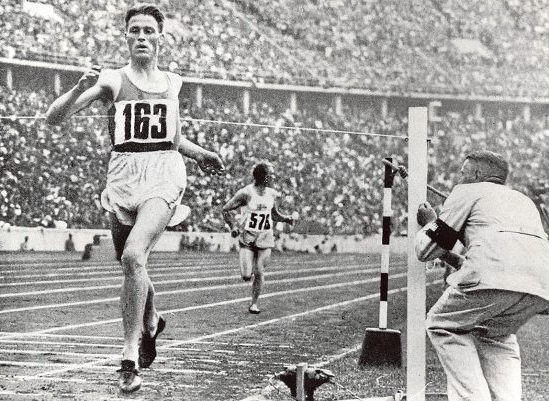
Der spätere Olympiasieger Gunnar Höckert gewinnt seinen Vorlauf über 5000 Meter 1936 vor dem Briten Frank Close (576)
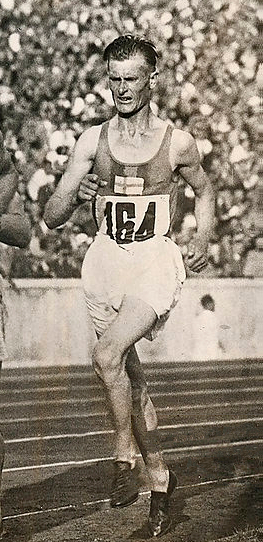
Ilmari Salminen, Olympiasieger über 10.000 Meter 1936
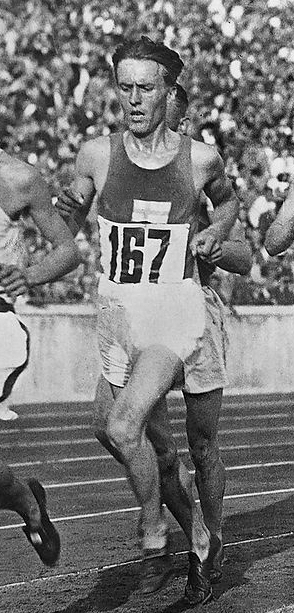
Arvo Askola, Silber 1936 über 10.000 Meter
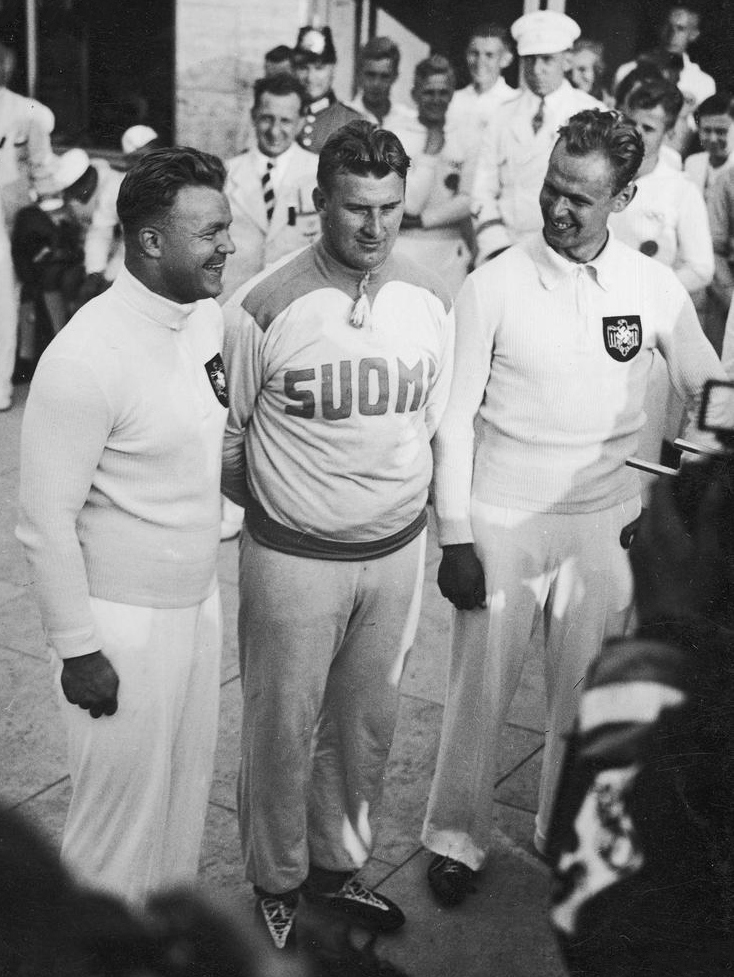
Die Medaillengewinner im Kugelstoßen 1936 (v. l. n. r.): der Deutsche Hans Woellke (Gold), Sulo Bärlund (Silber), der Deutsche Gerhard Stöck (Bronze)
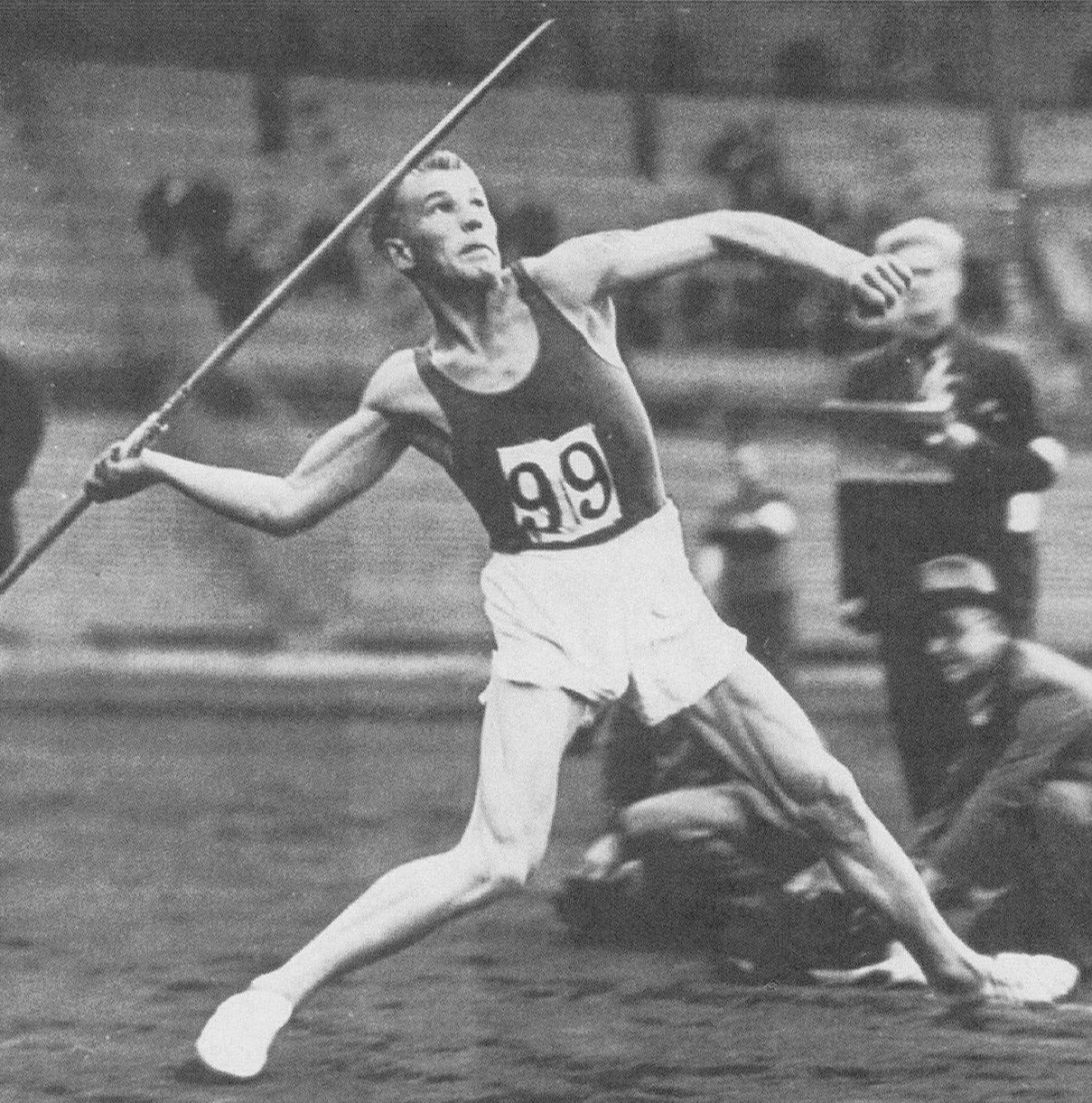
Yrjö Nikkanen, Silber 1936 im Speerwurf

Nach dem Zweiten Weltkrieg erfuhr die finnische Leichtathletik einen Schnitt. In London 1948 konnten die erfolgsverwöhnten finnischen Athleten nur drei Medaillen gewinnen. Im Speerwurf wurde Tapio Rautavaara der siebte finnische Olympiasieger im achten olympischen Finale. Sein Mannschaftskollege Pauli Vesterinen wurde Vierter. Im Stabhochsprung gewann Erkki Kataja Silber. Kaisa Parviainen gewann Silber im Speerwurf und wurde damit die erste Finnin, die eine Medaille bei Olympischen Sommerspielen gewinnen konnte. Pentti Siltaloppi belegte Platz 5 im 3000-Meter-Hindernislauf. Die 400-Meter-Staffel der Männer wurde Vierte. Im Hammerwurf erreichte Lauri Tamminen Platz 5.
Besonders enttäuschend war das Abschneiden der Finnen bei den heimischen Sommerspielen von 1952 in Helsinki. In der Leichtathletik wurde nur eine Bronzemedaille durch den Speerwerfer Toivo Hyytiäinen gewonnen. Über 10.000 Meter wurde Hannu Posti Vierter, ebenso wie Olavi Rinteenpää über 3000 Meter Hindernis. Einen fünften Platz erreichten Veikko Karvonen im Marathon, Valto Olenius im Stabhochsprung und Jorma Valtonen im Weitsprung. 1956 kamen drei Bronzemedaillen zur finnischen Medaillenbilanz hinzu. Das Edelmetall wurde durch Voitto Hellsten über 400 Meter, Veikko Karvonen im Marathon und Jorma Valkama im Weitsprung gewonnen.
1960 gewann Eeles Landström Bronze im Stabhochsprung. Über 400 Meter Hürden lief Jussi Rintamäki auf Platz 5. Im Weitsprung wurde Jorma Valkama ebenfalls Fünfter, Väinö Kuisma im Speerwurf Vierter. In Tokio wurde Speerwerfer Pauli Nevala Olympiasieger. Es war nach 16 Jahren die erste finnische Goldmedaille in der Leichtathletik. Jorma Kinnunen wurde Sechster. Kinnunen gewann 1968 Silber, während Titelverteidiger Nevala schon in der Qualifikation scheiterte.

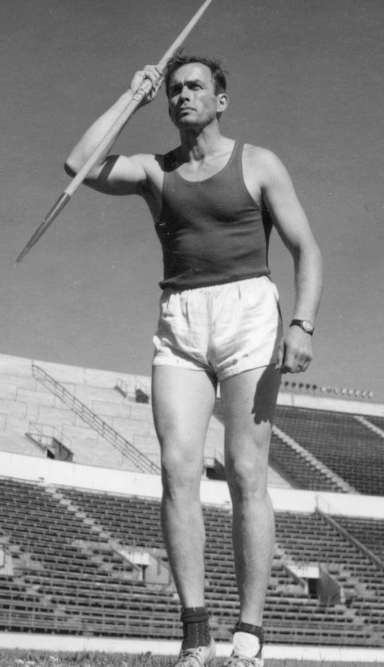
Tapio Rautavaara, Olympiasieger im Speerwurf 1948
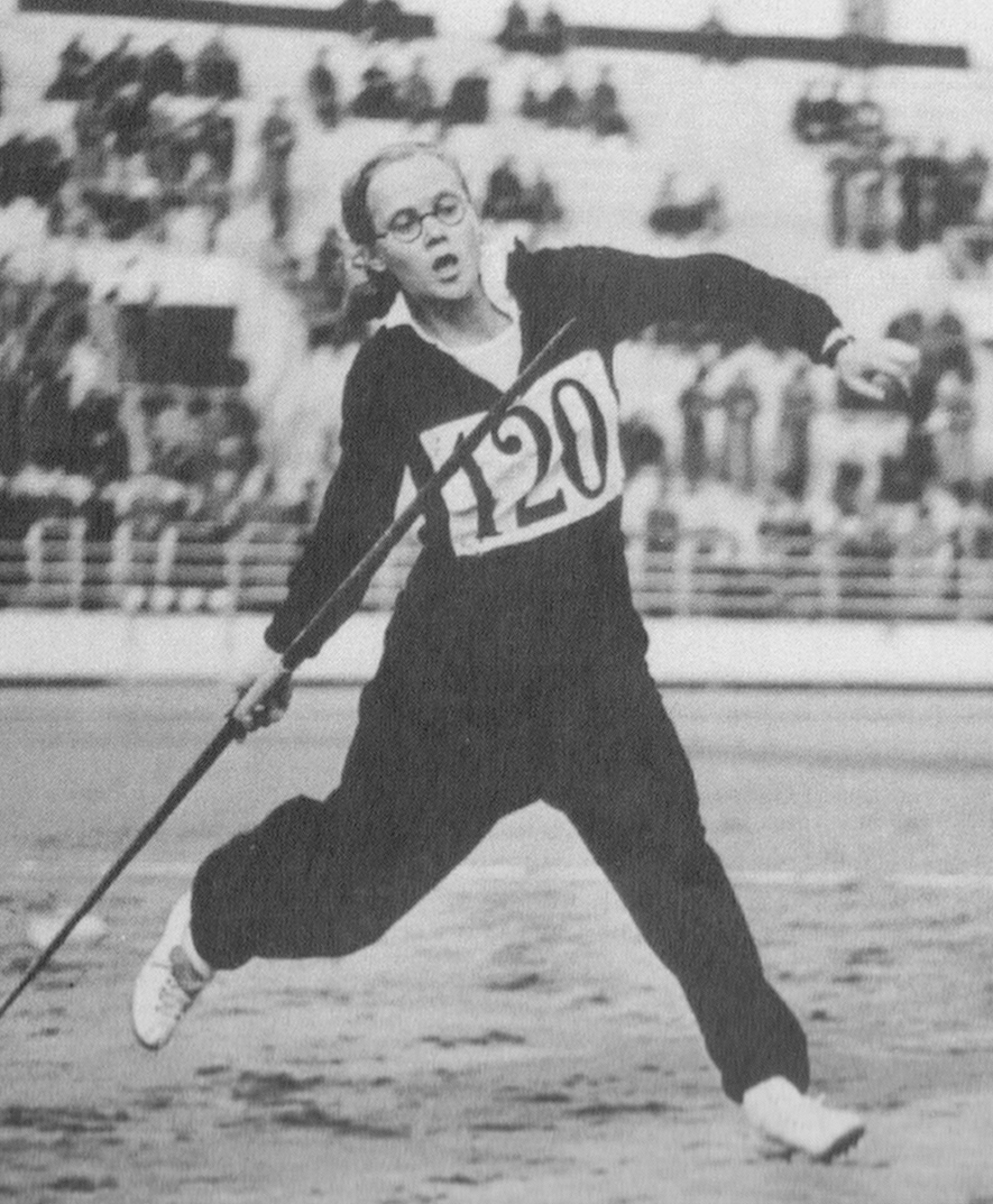
Kaisa Parviainen gewinnt 1948 Silber im Speerwurf und wird damit die erste Finnen mit einer Medaille bei Sommerspielen
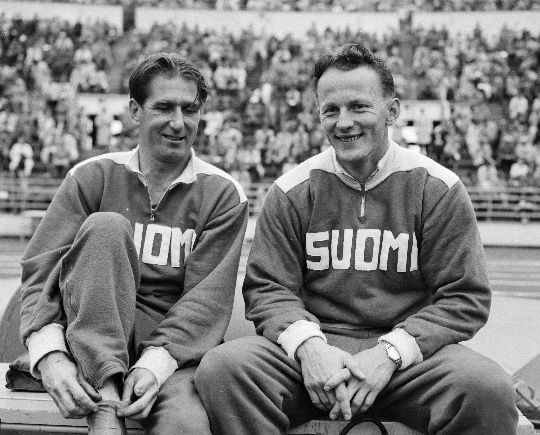
Toivo Hyytiäinen (r.), Bronze 1952 im Speerwurf, mit seinem Teamkollegen Eino Leppänen
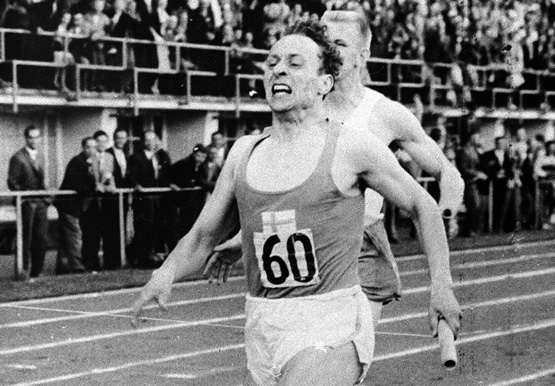
Voitto Hellsten, Bronze über 400 Meter 1956
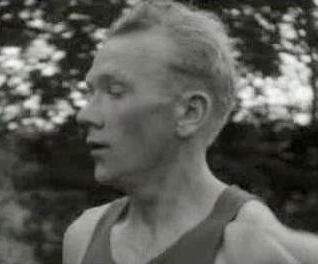
Veikko Karvonen, Bronze im Marathon 1956
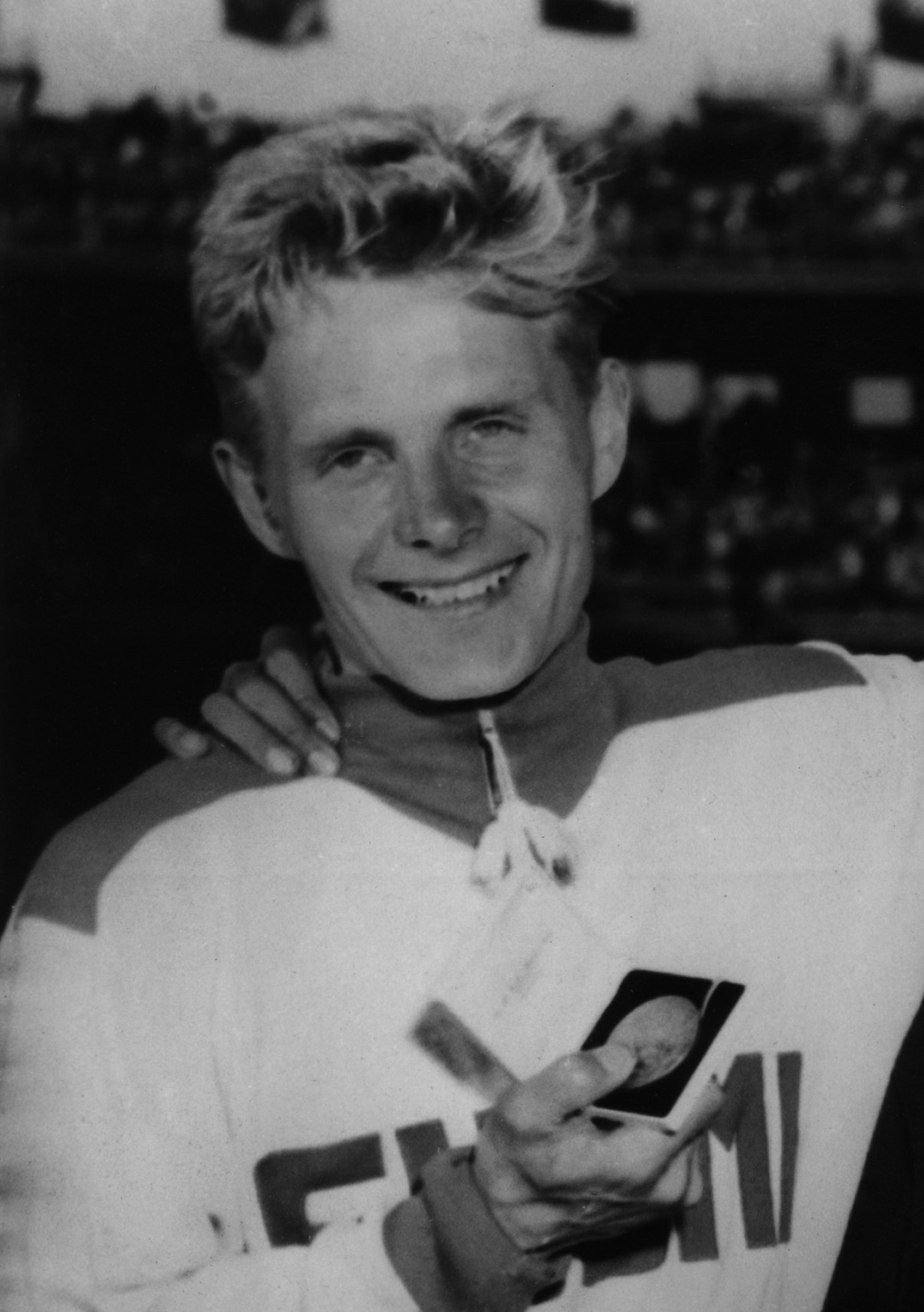
Jorma Valkama, Bronze im Weitsprung 1956
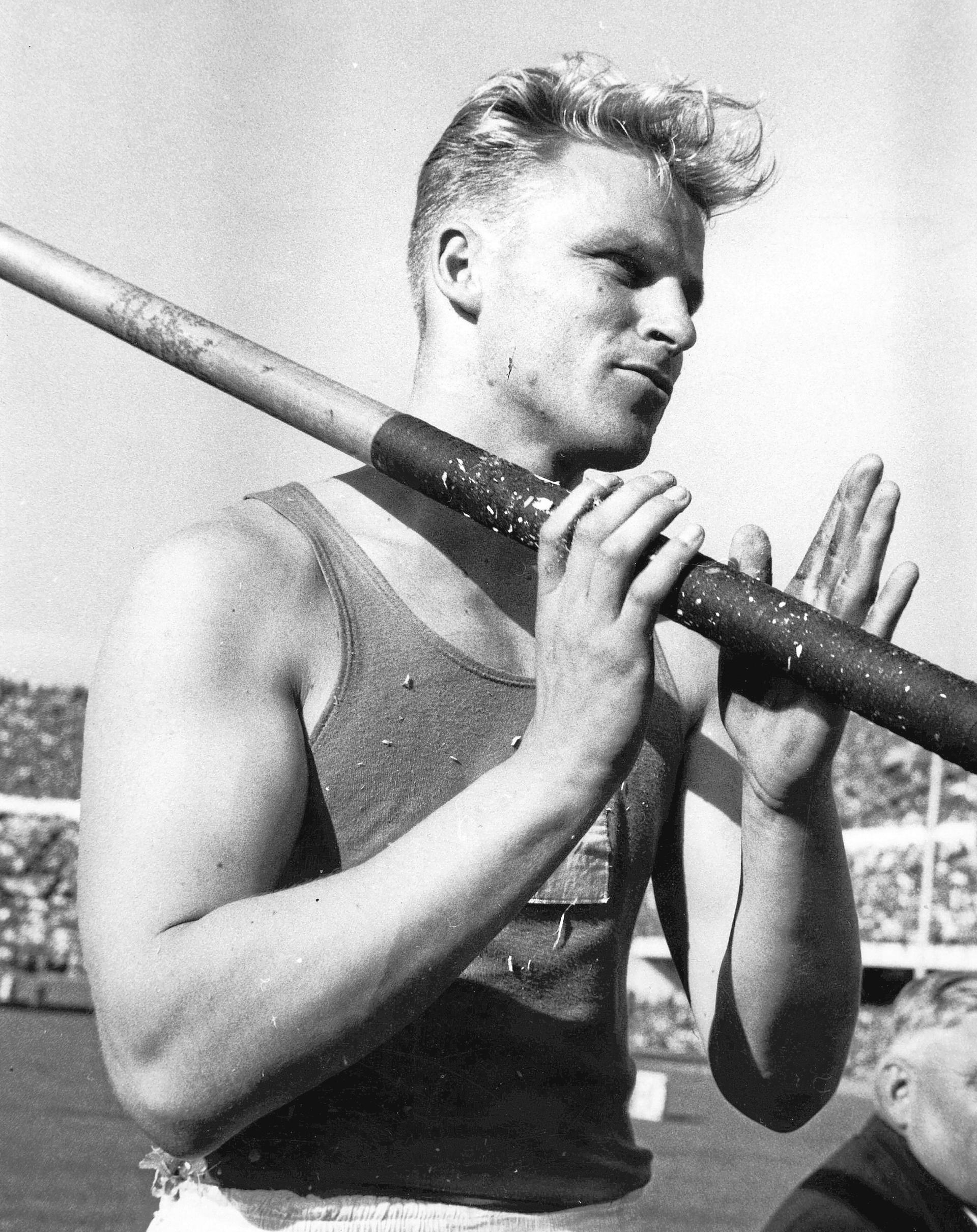
Eeles Landström, Bronze im Stabhochsprung 1960
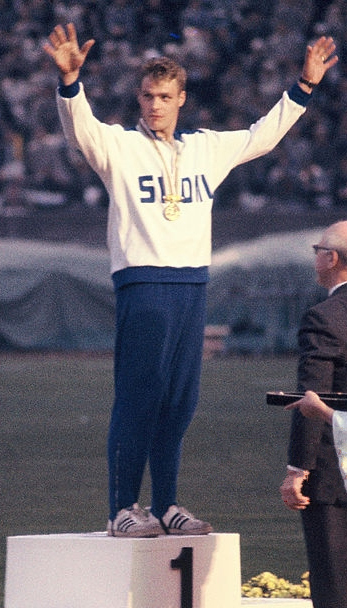
Olympiasieger Pauli Nevala bei der Siegerehrung im Speerwurf 1964
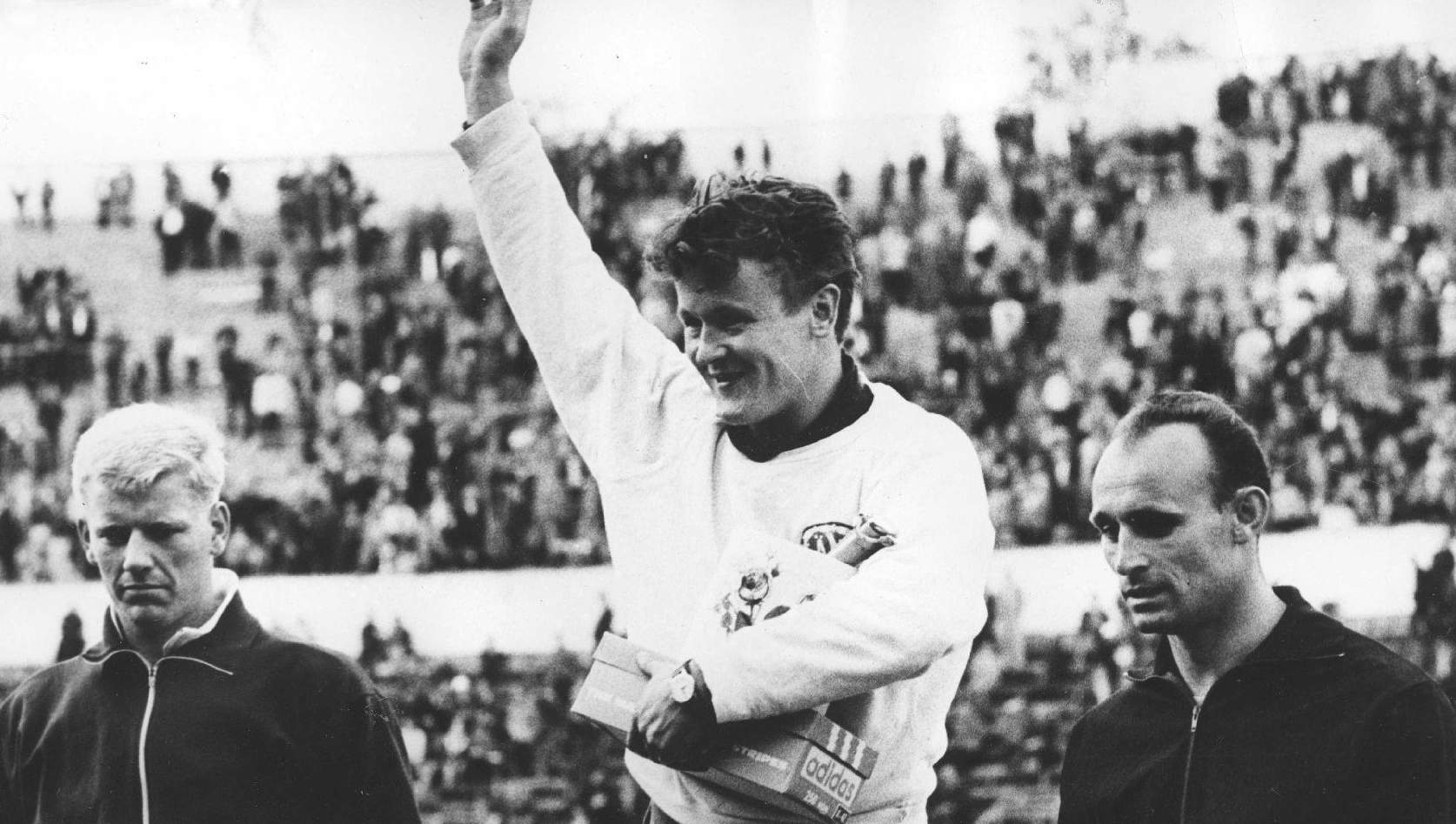
Jorma Kinnunen (Mitte), Silber im Speerwurf 1968 (Foto von 1965)

1972 in München begann die olympische Siegesserie des Langstreckenläufers Lasse Virén. Er wurde sowohl über 5000 als auch über 10.000 Meter Olympiasieger. Auch Pekka Vasala wurde Olympiasieger. Er gewann das Rennen über 1500 Meter. Über 3000 Meter Hindernis gewann Tapio Kantanen Bronze. Im Speerwurf wurden Hannu Siitonen Vierter und Jorma Kinnunen Sechster. 1976 in Montreal wiederholte Virén seine Leistungen über 5000 und 10.000 Meter. Zusätzlich ging er auch im Marathon an den Start und wurde dort Fünfter. Tapio Kantanen erreichte über 3000 Meter Hindernis Platz 4. Im Stabhochsprung gewann Antti Kalliomäki Silber, ebenso Hannu Siitonen im Speerwurf. Pentti Kahma erreichte im Diskuswurf Platz 6. Bei den Frauen wurde Pirjo Häggman Vierte über 400 Meter.
Kaarlo Maaninka war der einzige Medaillengewinner 1980 in Moskau. Er gewann Silber über 10.000 Meter, mit Lasse Virén auf Platz 5, und Bronze über 5000 Meter. Über 110 Meter Hürden wurde Arto Bryggare Sechster, Reijo Ståhlberg Vierter im Kugelstoßen, Antero Puranen Fünfter und Pentti Sinersaari Sechster im Speerwurf. 1984 in Los Angeles wurden dann Juha Tiainen Olympiasieger im Hammerwurf Arto Härkönen Olympiasieger im Speerwurf. Über 110 Meter Hürden lief Arto Bryggare zur Bronzemedaille. Reima Salonen erreichte im Gehen über 50 Kilometer Platz 4, Kimmo Pallonen im Stabhochsprung Platz 5. Bei den Frauen gewann Tiina Lillak Silber im Speerwurf, Tuula Laaksalo wurde Vierte. Auch Ulla Lindholm im Diskuswurf wurde Vierte.
Zwei Medaillen gab es 1988 in Seoul im Speerwurf der Männer. Tapio Korjus wurde Olympiasieger, Seppo Räty gewann Bronze. Drei Finnen schafften es 1992 in Barcelona unter die ersten Sechs. Seppo Räty gewann Silber, Kimmo Kinnunen, Sohn von Jorma Kinnunen, wurde Vierter, Juha Laukkanen Sechster. Im Stabhochsprung belegte Asko Peltoniemi Rang 6. Bei den Frauen wurde Sari Essayah Vierte im Gehen über 10 Kilometer. Heli Rantanen erreichte mit dem Speer Platz 6. Im Speerwurf gab es auch 1996 in Atlanta Finnlands einzige Medaillen. Seppo Räty gewann Bronze, Heli Rantanen wurde Olympiasiegerin.

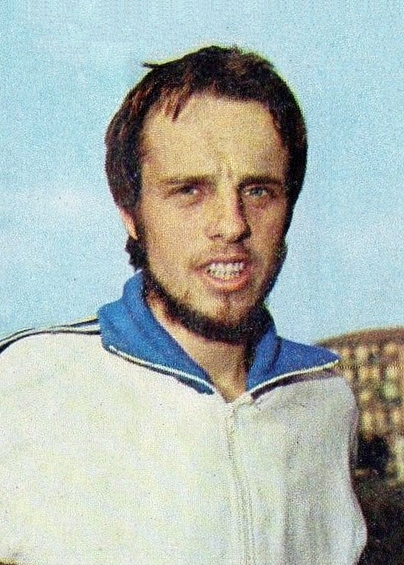
Lasse Virén, zweimaliger Doppelolympiasieger über 5000 und 10.000 Meter 1972 und 1976
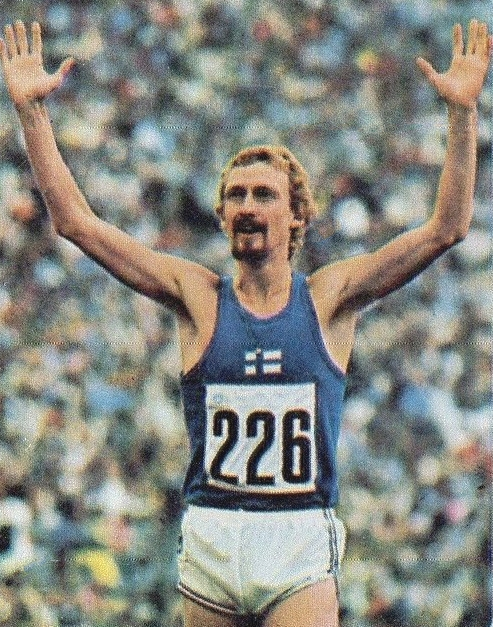
Pekka Vasala, Olympiasieger 1972 über 1500 Meter
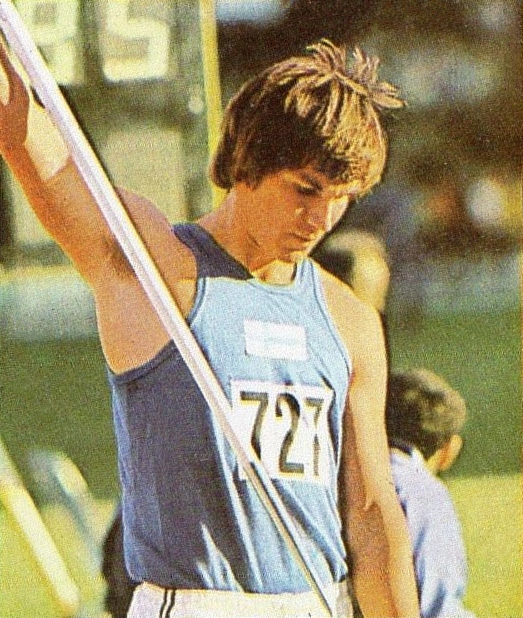
Hannu Siitonen, Silber 1976 im Speerwurf
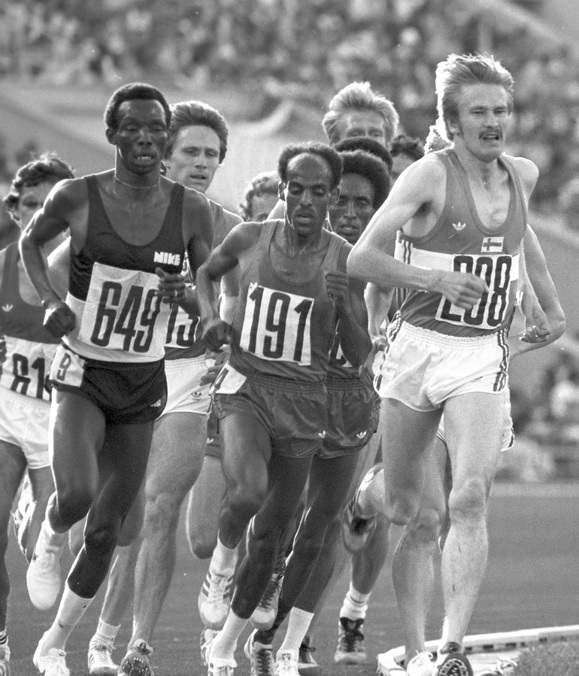
Szene aus dem 5000-Meter-Finale 1980: ganz rechts der spätere Dritte Kaarlo Maaninka
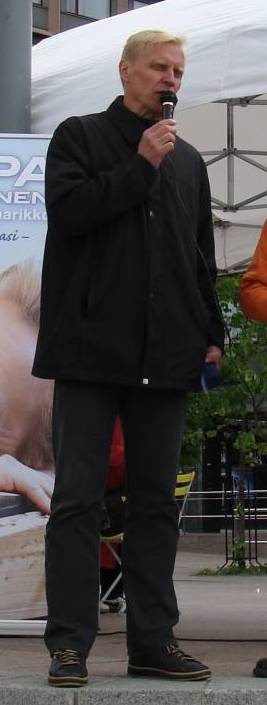
Arto Bryggare, Bronze über 110 Meter Hürden 1984, im Jahr 2009
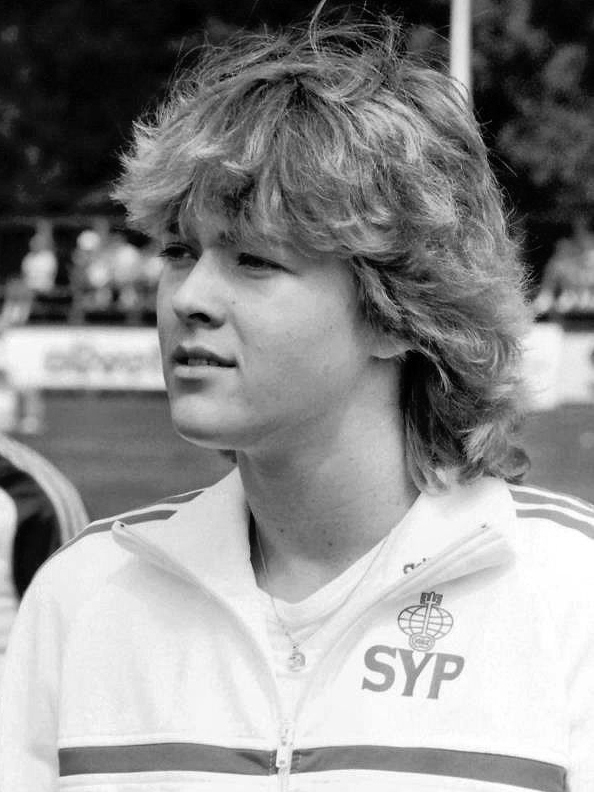
Tiina Lillak, Silber im Speerwurf 1984
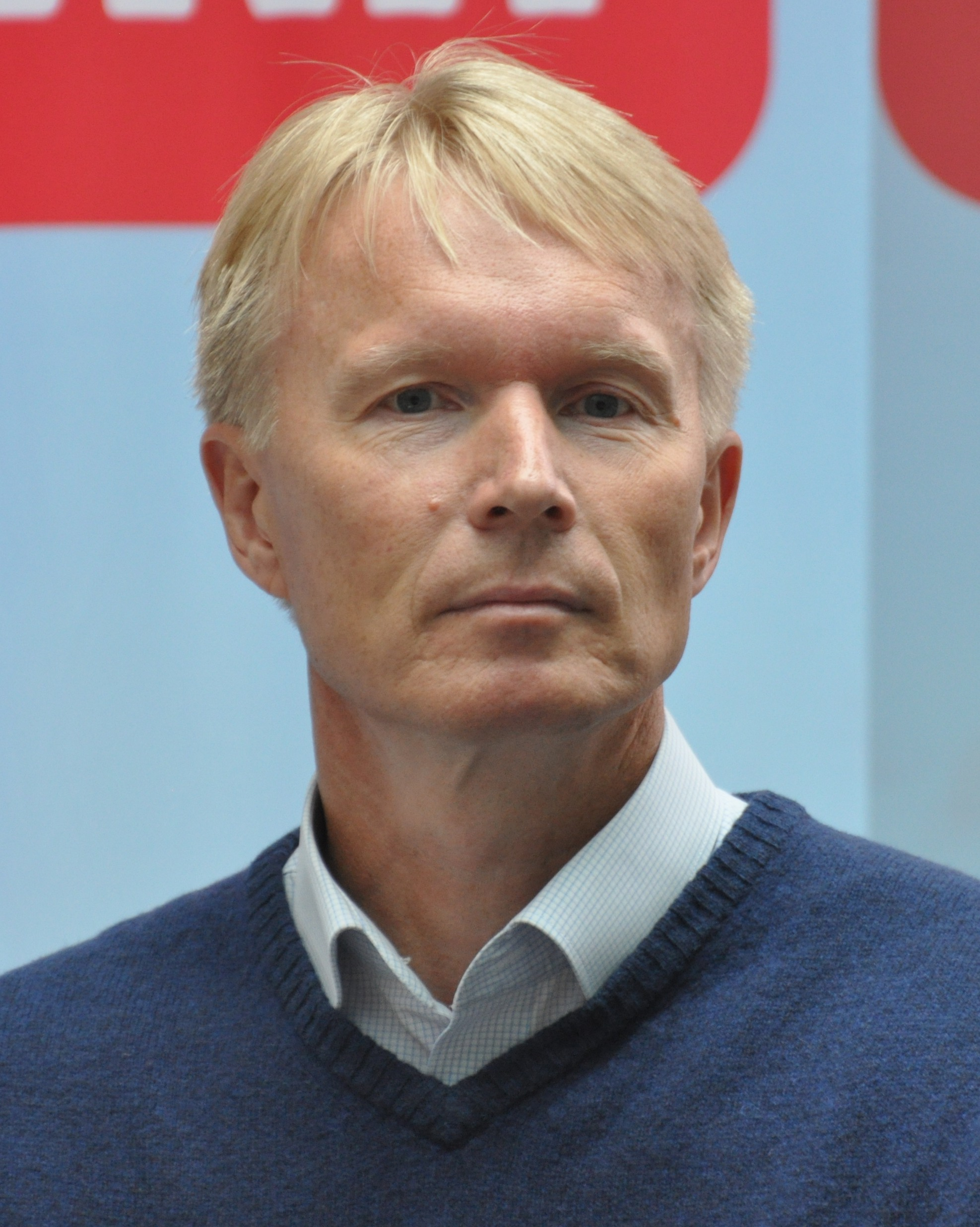
Tapio Korjus, Olympiasieger 1988 im Speerwurf, im Jahr 2013
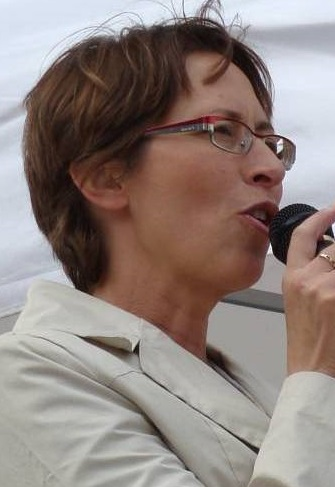
Die Geherin Sari Essayah

In Sydney wurde 2000 der Kugelstoßer Arsi Harju Olympiasieger. Im Speerwurf erreichte Aki Parviainen Platz 5. 2004 in Athen blieben die finnischen Leichtathleten erstmals in der olympischen Geschichte ohne Medaille. 2008 in Peking konnte Tero Pitkämäki Bronze im Speerwurf gewinnen. Seine Teamkameraden Tero Järvenpää und Teemu Wirkkala wurden Vierter bzw. Fünfter. Im Hammerwurf belegte Olli-Pekka Karjalainen Platz 6.
2012 in London gab es wieder Bronze im Speerwurf der Männer, diesmal durch Antti Ruuskanen. Tero Pitkämäki wurde Fünfter. 2016 blieben die Finnen zum zweiten Mal nach 2004 medaillenlos. Antti Ruuskanen wurde Sechster im Speerwurf.

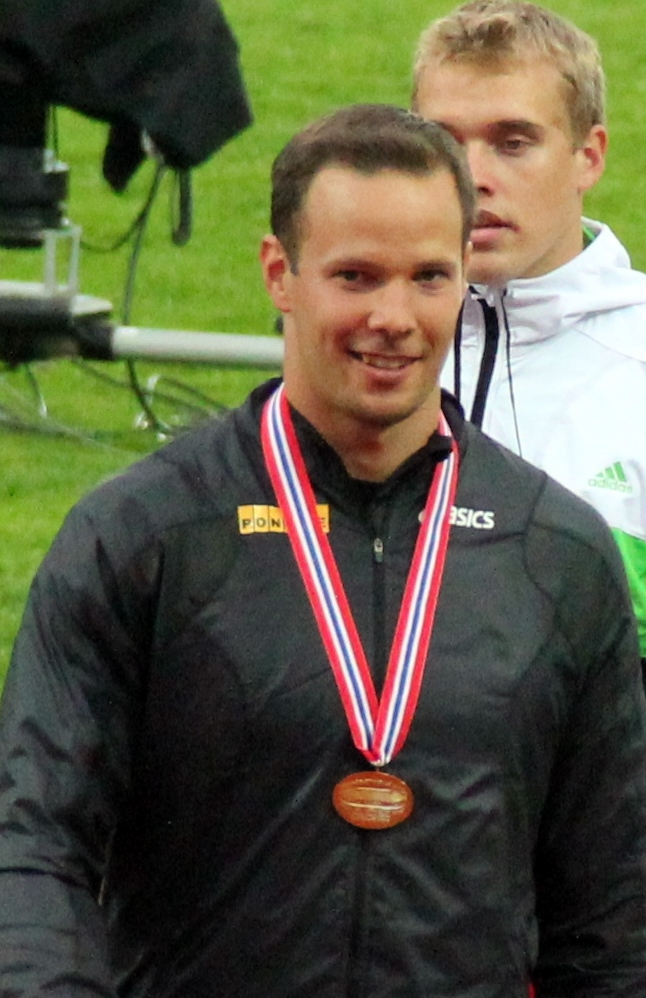
Tero Pitkämäki, Bronze 2008 im Speerwurf
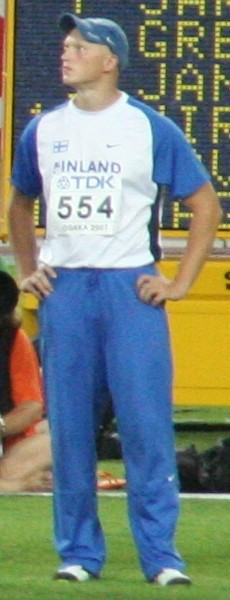
Der Speerwerfer Teemu Wirkkala
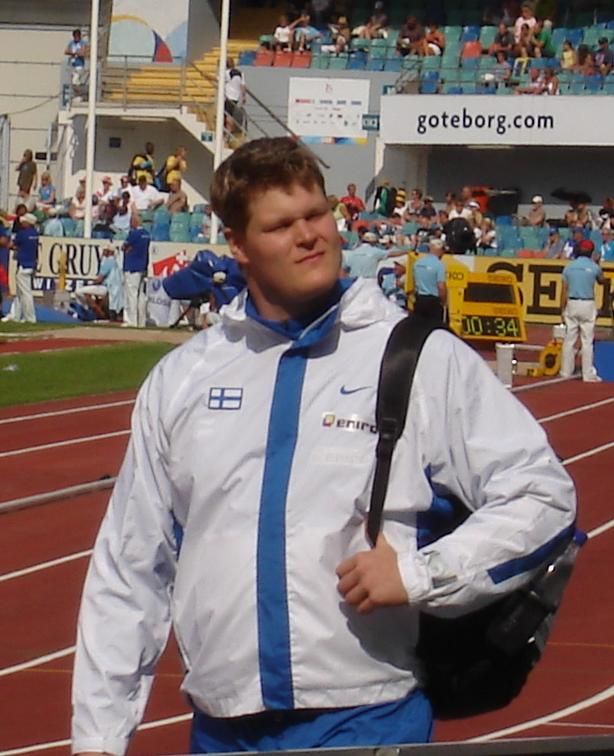
Olli-Pekka Karjalainen, Hammerwurf
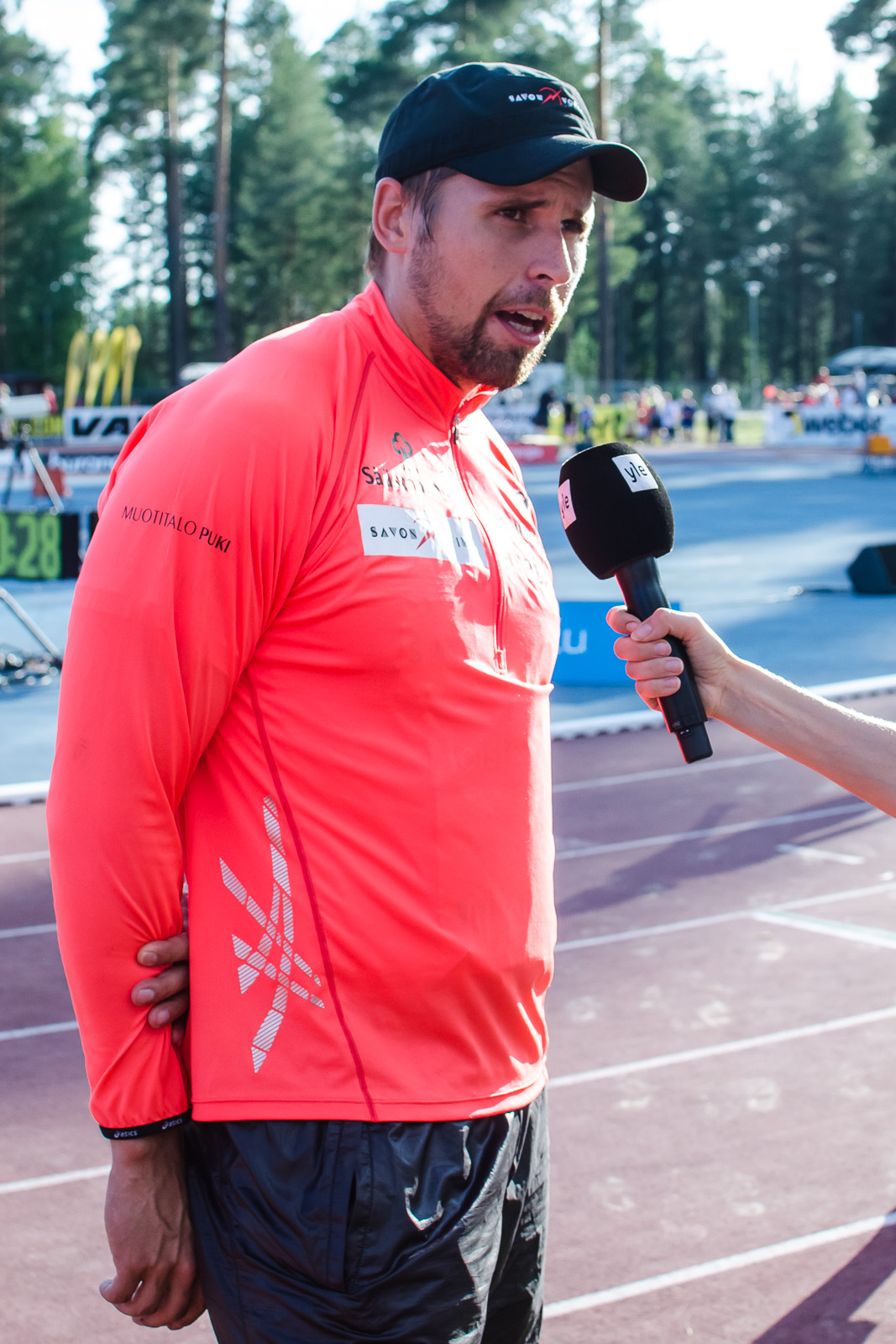
Antti Ruuskanen, Bronze 2012 im Speerwurf

| Name                     | Spiele           | Disziplin                    | Anmerkung                                |
| ------------------------ | ---------------- | ---------------------------- | ---------------------------------------- |
| Hannes Kolehmainen       | 1912 Stockholm   | 10.000 Meter                 | erster Olympiasieg in der Leichtathletik |
| Hannes Kolehmainen       | 1912 Stockholm   | 5000 Meter                   |                                          |
| Hannes Kolehmainen       | 1912 Stockholm   | Crosslauf Einzelwertung      |                                          |
| Armas Taipale            | 1912 Stockholm   | Diskuswurf                   |                                          |
| Armas Taipale            | 1912 Stockholm   | Diskuswurf beidarmig         |                                          |
| Juho Saaristo            | 1912 Stockholm   | Speerwurf beidarmig          |                                          |
| Paavo Nurmi              | 1920 Antwerpen   | 10.000 Meter                 |                                          |
| Paavo Nurmi              | 1920 Antwerpen   | Crosslauf Einzelwertung      |                                          |
| Crosslauf Mannschaft     | 1920 Antwerpen   | Crosslauf Mannschaftswertung |                                          |
| Hannes Kolehmainen       | 1920 Antwerpen   | Marathon                     |                                          |
| Vilho Tuulos             | 1920 Antwerpen   | Dreisprung                   |                                          |
| Ville Pörhölä            | 1920 Antwerpen   | Kugelstoßen                  |                                          |
| Elmer Niklander          | 1920 Antwerpen   | Diskuswurf                   |                                          |
| Jonni Myyrä              | 1920 Antwerpen   | Speerwurf                    |                                          |
| Eero Lehtonen            | 1920 Antwerpen   | Fünfkampf                    |                                          |
| Paavo Nurmi              | 1924 Paris       | 1500 Meter                   |                                          |
| Paavo Nurmi              | 1924 Paris       | 5000 Meter                   |                                          |
| Ville Ritola             | 1924 Paris       | 10.000 Meter                 |                                          |
| Ville Ritola             | 1924 Paris       | 3000 Meter Hindernis         |                                          |
| Albin Stenroos           | 1924 Paris       | Marathon                     |                                          |
| Paavo Nurmi              | 1924 Paris       | Crosslauf Einzelwertung      |                                          |
| Crosslauf-Mannschaft     | 1924 Paris       | Crosslauf Mannschaftswertung |                                          |
| Mittelstreckenmannschaft | 1924 Paris       | 3000 Meter Mannschaft        |                                          |
| Jonni Myyrä              | 1924 Paris       | Speerwurf                    |                                          |
| Eero Lehtonen            | 1924 Paris       | Fünfkampf                    |                                          |
| Harri Larva              | 1928 Amsterdam   | 1500 Meter                   |                                          |
| Ville Ritola             | 1928 Amsterdam   | 5000 Meter                   |                                          |
| Paavo Nurmi              | 1928 Amsterdam   | 10.000 Meter                 |                                          |
| Toivo Loukola            | 1928 Amsterdam   | 3000 Meter Hindernis         |                                          |
| Paavo Yrjölä             | 1928 Amsterdam   | Zehnkampf                    |                                          |
| Lauri Lehtinen           | 1932 Los Angeles | 5000 Meter                   |                                          |
| Volmari Iso-Hollo        | 1932 Los Angeles | 3000 Meter Hindernis         |                                          |
| Matti Järvinen           | 1932 Los Angeles | Speerwurf                    |                                          |
| Gunnar Höckert           | 1936 Berlin      | 5000 Meter                   |                                          |
| Ilmari Salminen          | 1936 Berlin      | 10.000 Meter                 |                                          |
| Volmari Iso-Hollo        | 1936 Berlin      | 3000 Meter Hindernis         |                                          |
| Tapio Rautavaara         | 1948 London      | Speerwurf                    |                                          |
| Pauli Nevala             | 1964 Tokio       | Speerwurf                    |                                          |
| Pekka Vasala             | 1972 München     | 1500 Meter                   |                                          |
| Lasse Virén              | 1972 München     | 5000 Meter                   |                                          |
| Lasse Virén              | 1972 München     | 10.000 Meter                 |                                          |
| Lasse Virén              | 1976 Montreal    | 5000 Meter                   |                                          |
| Lasse Virén              | 1976 Montreal    | 10.000 Meter                 |                                          |
| Juha Tiainen             | 1984 Los Angeles | Hammerwurf                   |                                          |
| Arto Härkönen            | 1984 Los Angeles | Speerwurf                    |                                          |
| Tapio Korjus             | 1988 Seoul       | Speerwurf                    |                                          |
| Heli Rantanen            | 1996 Atlanta     | Speerwurf                    |                                          |
| Arsi Harju               | 2000 Sydney      | Kugelstoßen                  |                                          |

| Name                 | Spiele            | Disziplin                    | Anmerkung |
| -------------------- | ----------------- | ---------------------------- | --------- |
| Crosslauf-Mannschaft | 1912 Stockholm    | Crosslauf Mannschaftswertung |           |
| Elmer Niklander      | 1912 Stockholm    | Diskuswurf beidarmig         |           |
| Väinö Siikaniemi     | 1912 Stockholm    | Speerwurf beidarmig          |           |
| Paavo Nurmi          | 1920 Antwerpen    | 5000 Meter                   |           |
| Elmer Niklander      | 1920 Antwerpen    | Kugelstoßen                  |           |
| Armas Taipale        | 1920 Antwerpen    | Diskuswurf                   |           |
| Urho Peltonen        | 1920 Antwerpen    | Speerwurf                    |           |
| Ville Ritola         | 1924 Paris        | 5000 Meter                   |           |
| Erik Wilén           | 1924 Paris        | 400 Meter Hürden             |           |
| Elias Katz           | 1924 Paris        | 3000 Meter Hindernis         |           |
| Ville Ritola         | 1924 Paris        | Crosslauf Einzelwertung      |           |
| Vilho Niittymaa      | 1924 Paris        | Diskuswurf                   |           |
| Paavo Nurmi          | 1928 Amsterdam    | 5000 Meter                   |           |
| Ville Ritola         | 1928 Amsterdam    | 10.000 Meter                 |           |
| Paavo Nurmi          | 1928 Amsterdam    | 3000 Meter Hindernis         |           |
| Antero Kivi          | 1928 Amsterdam    | Diskuswurf                   |           |
| Akilles Järvinen     | 1928 Amsterdam    | Zehnkampf                    |           |
| Volmari Iso-Hollo    | 1932 Los Angeles  | 10.000 Meter                 |           |
| Ville Pörhölä        | 1932 Los Angeles  | Hammerwurf                   |           |
| Matti Sippala        | 1932 Los Angeles  | Speerwurf                    |           |
| Akilles Järvinen     | 1932 Los Angeles  | Zehnkampf                    |           |
| Lauri Lehtinen       | 1936 Berlin       | 5000 Meter                   |           |
| Arvo Askola          | 1936 Berlin       | 10.000 Meter                 |           |
| Kalle Tuominen       | 1936 Berlin       | 3000 Meter Hindernis         |           |
| Sulo Bärlund         | 1936 Berlin       | Kugelstoßen                  |           |
| Yrjö Nikkanen        | 1936 Berlin       | Speerwurf                    |           |
| Erkki Kataja         | 1948 London       | Stabhochsprung               |           |
| Kaisa Parviainen     | 1948 London       | Speerwurf                    |           |
| Jorma Kinnunen       | 1968 Mexiko-Stadt | Speerwurf                    |           |
| Antti Kalliomäki     | 1976 Montreal     | Stabhochsprung               |           |
| Hannu Siitonen       | 1976 Montreal     | Speerwurf                    |           |
| Kaarlo Maaninka      | 1980 Moskau       | 10.000 Meter                 |           |
| Tiina Lillak         | 1984 Los Angeles  | Speerwurf                    |           |
| Seppo Räty           | 1992 Barcelona    | Speerwurf                    |           |

| Name               | Spiele           | Disziplin                     | Anmerkung                                    |
| ------------------ | ---------------- | ----------------------------- | -------------------------------------------- |
| Verner Järvinen    | 1908 London      | Diskuswurf, griechischer Stil | erster Medaillengewinn in der Leichtathletik |
| Albin Stenroos     | 1912 Stockholm   | 10.000 Meter                  |                                              |
| Elmer Niklander    | 1912 Stockholm   | Kugelstoßen beidarmig         |                                              |
| Urho Peltonen      | 1912 Stockholm   | Speerwurf beidarmig           |                                              |
| Heikki Liimatainen | 1920 Antwerpen   | Crosslauf Einzelwertung       |                                              |
| Pekka Johansson    | 1920 Antwerpen   | Speerwurf                     |                                              |
| Hugo Lahtinen      | 1920 Antwerpen   | Fünfkampf                     |                                              |
| Eero Berg          | 1924 Paris       | 10.000 Meter                  |                                              |
| Vilho Tuulos       | 1924 Paris       | Dreisprung                    |                                              |
| Eino Purje         | 1928 Amsterdam   | 1500 Meter                    |                                              |
| Martti Marttelin   | 1928 Amsterdam   | Marathon                      |                                              |
| Ove Andersen       | 1928 Amsterdam   | 3000 Meter Hindernis          |                                              |
| Vilho Tuulos       | 1928 Amsterdam   | Dreisprung                    |                                              |
| Lauri Virtanen     | 1932 Los Angeles | 5000 Meter                    |                                              |
| Lauri Virtanen     | 1932 Los Angeles | 10.000 Meter                  |                                              |
| Armas Toivonen     | 1932 Los Angeles | Marathon                      |                                              |
| Eino Penttilä      | 1932 Los Angeles | Speerwurf                     |                                              |
| Volmari Iso-Hollo  | 1936 Berlin      | 10.000 Meter                  |                                              |
| Kalervo Toivonen   | 1936 Berlin      | Speerwurf                     |                                              |
| Toivo Hyytiäinen   | 1952 Helsinki    | Speerwurf                     |                                              |
| Voitto Hellsten    | 1956 Melbourne   | 400 Meter                     |                                              |
| Veikko Karvonen    | 1956 Melbourne   | Marathon                      |                                              |
| Jorma Valkama      | 1956 Melbourne   | Weitsprung                    |                                              |
| Eeles Landström    | 1960 Rom         | Stabhochsprung                |                                              |
| Tapio Kantanen     | 1972 München     | 3000 Meter Hindernis          |                                              |
| Kaarlo Maaninka    | 1980 Moskau      | 5000 Meter                    |                                              |
| Arto Bryggare      | 1984 Los Angeles | 110 Meter Hürden              |                                              |
| Seppo Räty         | 1988 Seoul       | Speerwurf                     |                                              |
| Seppo Räty         | 1996 Atlanta     | Speerwurf                     |                                              |
| Tero Pitkämäki     | 2008 Peking      | Speerwurf                     |                                              |
| Antti Ruuskanen    | 2012 London      | Speerwurf                     |                                              |

#### Moderner Fünfkampf
| Gelbes Symbol für Goldmedaillen mit stilisierten Olympischen Ringen | Graues Symbol für Silbermedaillen mit stilisierten Olympischen Ringen | Braundes Symbol für Bronzemedaillen mit stilisierten Olympischen Ringen |
| ------------------------------------------------------------------- | --------------------------------------------------------------------- | ----------------------------------------------------------------------- |
| —                                                                   | 1                                                                     | 4                                                                       |

1920 waren Finnen erstmals im Modernen Fünfkampf vertreten. Henrik Avellan wurde in Paris 1924 Fünfter. 1948 konnte dieses Ergebnis verbessert werden. Lauri Vilkko erreichte Platz 4, Olavi Larkas Platz 5. 1952 in Helsinki wurde die erste Medaille gewonnen. In der Mannschaftswertung belegte das finnische Trio Platz 3 und gewann damit Bronze. In der Einzelwertung wurden Olavi Mannonen Fünfter und Lauri Vilkko Siebter.
1956 gewann Mannonen Silber in der Einzelwertung. Väinö Korhonen lag hinter ihm auf dem Bronzerang. In der Mannschaftswertung gab es für das finnische Team Bronze. 1960 erreichte die finnische Mannschaft Platz 4, 1968 Platz 5. 1972 gab es erneut Bronze für das Team. 1984 nahmen zum letzten Mal Finnen am olympischen Wettbewerb im Modernen Fünfkampf teil.
| Name           | Spiele         | Disziplin     | Anmerkung |
| -------------- | -------------- | ------------- | --------- |
| Olavi Mannonen | 1956 Melbourne | Einzelwertung |           |

| Name                                        | Spiele         | Disziplin          | Anmerkung                           |
| ------------------------------------------- | -------------- | ------------------ | ----------------------------------- |
| Olavi Mannonen Lauri Vilkko Olavi Rokka     | 1952 Helsinki  | Mannschaftswertung | erster Medaillengewinn im Fünfkampf |
| Väinö Korhonen                              | 1956 Melbourne | Einzelwertung      |                                     |
| Olavi Mannonen Väinö Korhonen Berndt Katter | 1956 Melbourne | Mannschaftswertung |                                     |
| Risto Hurme Veikko Salminen Martti Ketelä   | 1972 München   | Mannschaftswertung |                                     |

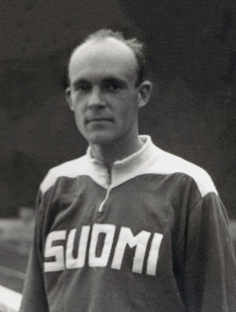
Olavi Mannonen gewann 1952 Bronze und 1956 Silber und Bronze
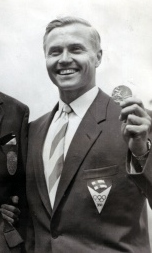
Väinö Korhonen, zwei Mal Bronze 1956

#### Radsport
| Gelbes Symbol für Goldmedaillen mit stilisierten Olympischen Ringen | Graues Symbol für Silbermedaillen mit stilisierten Olympischen Ringen | Braundes Symbol für Bronzemedaillen mit stilisierten Olympischen Ringen |
| ------------------------------------------------------------------- | --------------------------------------------------------------------- | ----------------------------------------------------------------------- |
| —                                                                   | —                                                                     | —                                                                       |

Seit 1912 ist Finnland im olympischen Radsport vertreten. In Stockholm wurde Antti Raita im Straßenrennen Sechster der Einzelwertung. Das Team belegte Platz 5. Erst 1996 gelang Tea Vikstedt-Nyman mit Platz 6 in der Einzelverfolgung wieder eine Topplatzierung.

#### Reiten
| Gelbes Symbol für Goldmedaillen mit stilisierten Olympischen Ringen | Graues Symbol für Silbermedaillen mit stilisierten Olympischen Ringen | Braundes Symbol für Bronzemedaillen mit stilisierten Olympischen Ringen |
| ------------------------------------------------------------------- | --------------------------------------------------------------------- | ----------------------------------------------------------------------- |
| —                                                                   | —                                                                     | —                                                                       |

Der erste finnische Reiter trat 1920 in Antwerpen an. Der Vielseitigkeitsreiter Hans Olof von Essen erreichte 1928 auf El Kaid Platz 5 der Einzelwertung. Erst 1980 gab es wieder eine vordere Platzierung. In der Dressur belegte Kyra Kyrklund auf Piccolo Platz 5 in der Einzelwertung. Die gleiche Platzierung erreichte sie 1988 auf Matador und 1992 auf Edinburg. 2008 nahm sie im Alter von 56 Jahren an ihren sechsten Olympischen Sommerspielen teil.

#### Ringen
| Gelbes Symbol für Goldmedaillen mit stilisierten Olympischen Ringen | Graues Symbol für Silbermedaillen mit stilisierten Olympischen Ringen | Braundes Symbol für Bronzemedaillen mit stilisierten Olympischen Ringen |
| ------------------------------------------------------------------- | --------------------------------------------------------------------- | ----------------------------------------------------------------------- |
| 26                                                                  | 28                                                                    | 29                                                                      |

Schon bei der ersten Teilnahme Finnlands an Olympischen Spielen waren finnische Ringer Teil der Olympiamannschaft. In London erkämpften sich die Ringer einen kompletten Medaillensatz. Im griechisch-römischen Halbschwergewicht wurde Verner Weckman der erste Olympiasieger überhaupt in der finnischen Olympiahistorie. Im Finale besiegte er seinen Teamkameraden Yrjö Saarela. Im Leichtgewicht gewann Arvid Lindén Bronze.
Mit 37 Ringern war die Ringermannschaft von 1912 die bislang größte. Alle traten im griechisch-römischen Stil an. Kaarlo Koskelo gewann das Turnier im Federgewicht, Otto Lasanen gewann Bronze. Im Leichtgewicht wurde Eemeli Väre Olympiasieger. Alfred Asikainen gewann im Mittelgewicht Bronze. Sein Kampf in der Finalrunde gegen den für Russland startenden Esten Martin Klein erst nach elf Stunden und 40 Minuten besiegt wurde. Ivar Böhling holte im Halbschwergewicht Silber. Böhling blieb im Turnier unbesiegt. Der Finalkampf gegen seinen schwedischen Gegner Anders Ahlgren wurde nach neun Stunden von den Kampfrichtern abgebrochen und als Unentschieden gewertet. Beide Ringer bekamen eine Silbermedaille. Im Schwergewicht wurde Yrjö Saarela Olympiasieger, im Finale besiegte er seinen Mannschaftskollegen Johan Olin.

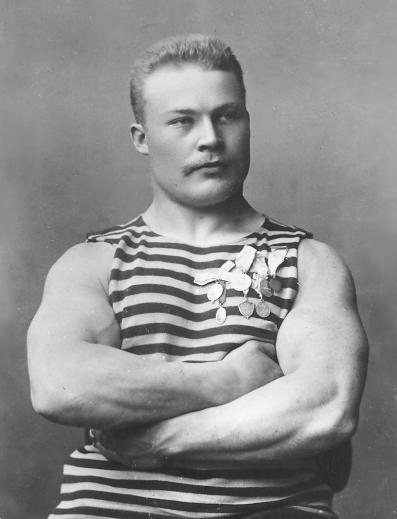
Verner Weckman, Finnlands erster Olympiasieger
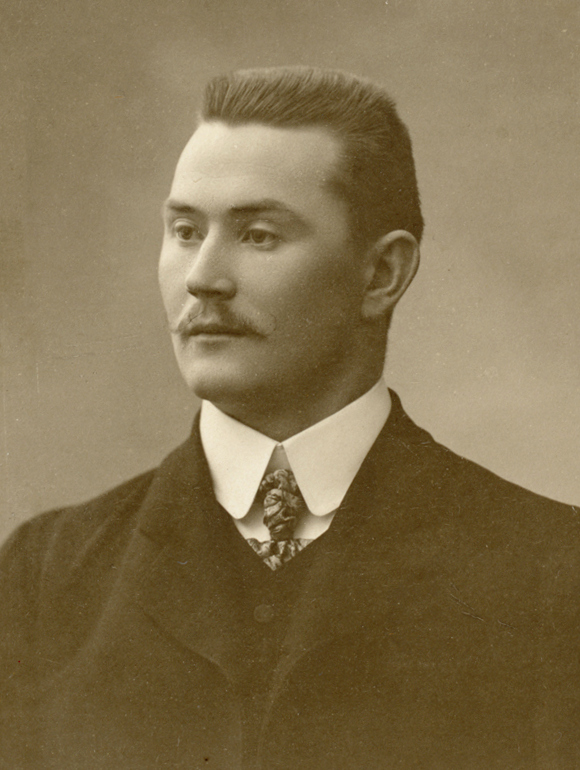
Yrjö Saarela, Silber 1908, Olympiasieg 1912
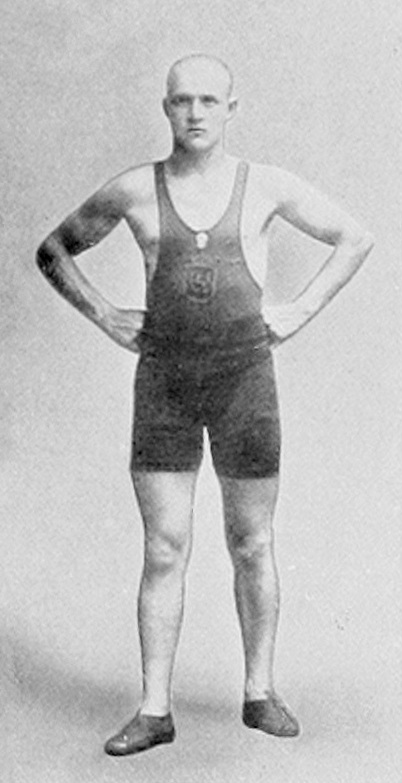
Kaarlo Koskelo, Olympiasieger 1912
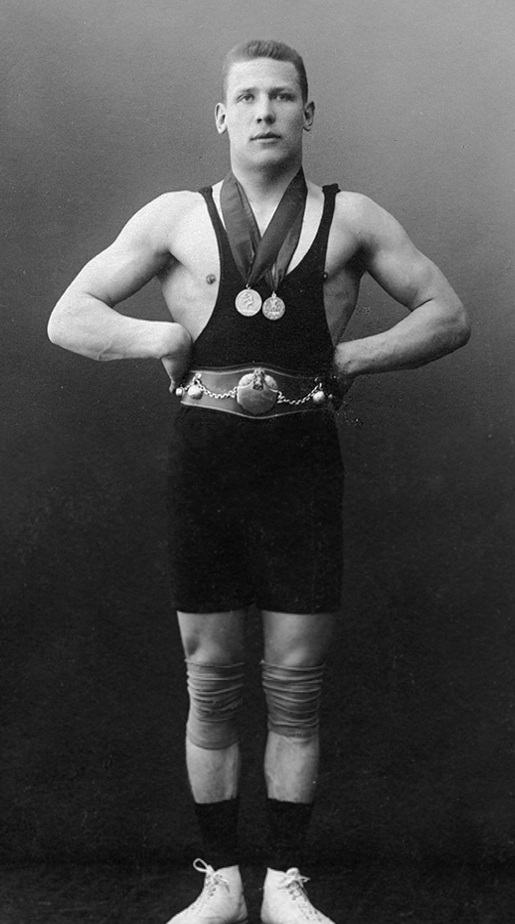
Eemeli Väre, Olympiasieger 1912 und 1920
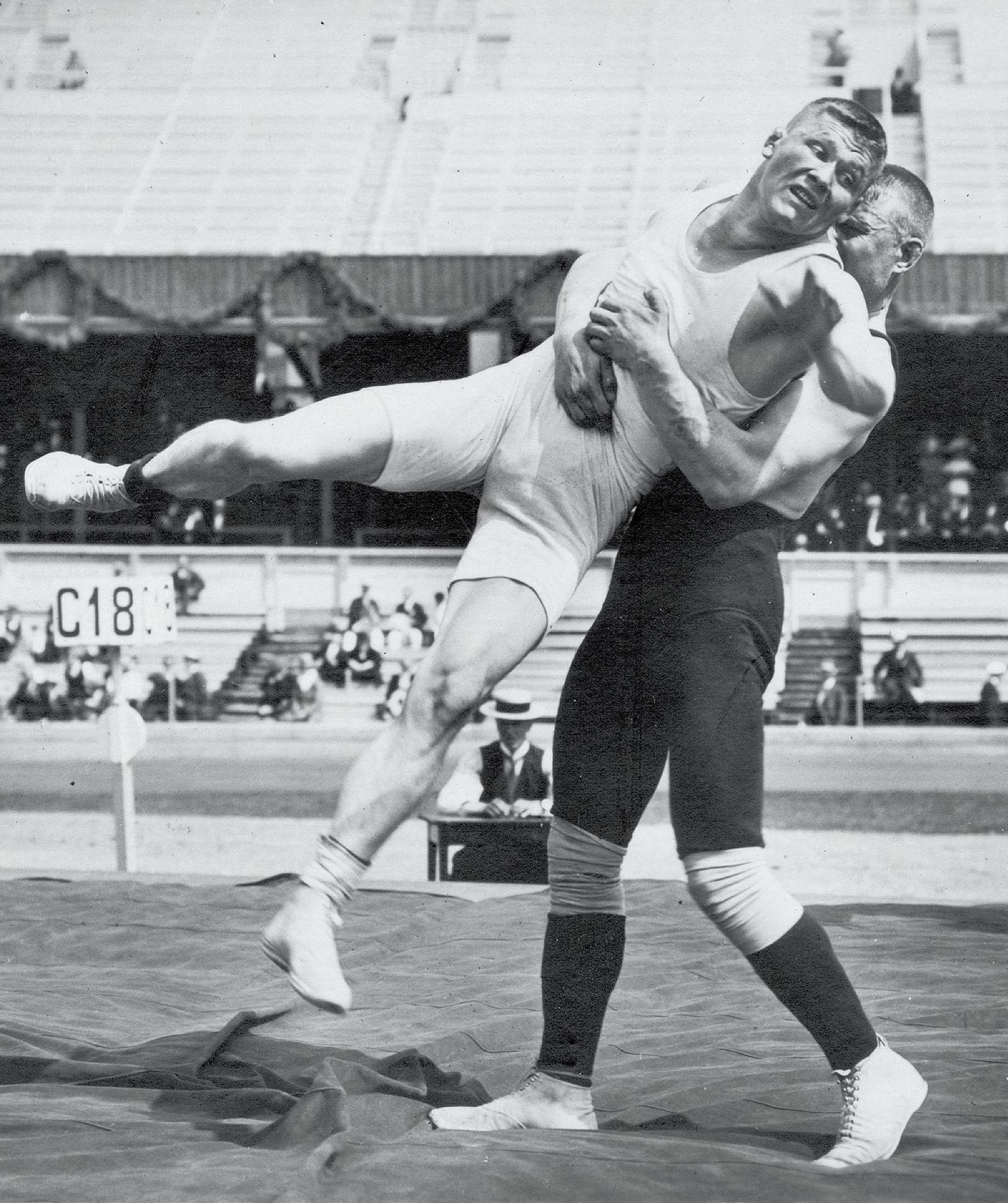
Alfred Asikainen (l.) in seinem Kampf gegen Martin Klein 1912
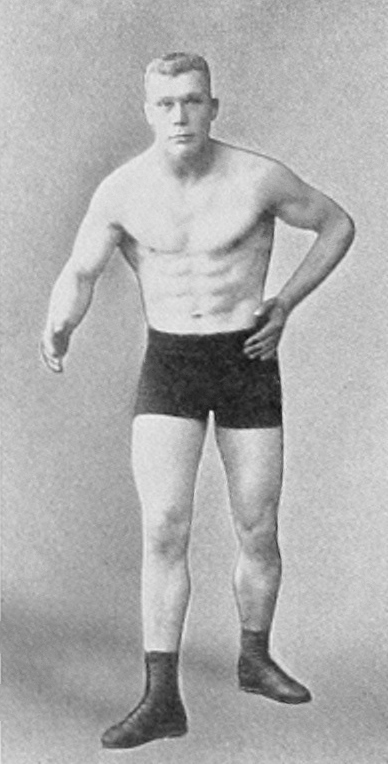
Ivar Böhling, Silber 1912

Ab 1920 gingen finnische Ringer auch im Freistil an den Start. In Antwerpen traten 18 Ringer in zehn Gewichtsklassen beider Stile an. In sieben Gewichtsklassen wurden Medaillen gewonnen. Im griechisch-römischen Stil gab es gleich zwei Doppelsiege. Im Federgewicht besiegte Oskar Friman im Finale seinen Landsmann Heikki Kähkönen, im Leichtgewicht verteidigte Eemeli Väre seinen Olympiasieg von 1912 mit einem Sieg über Taavi Tamminen. Im Schwergewicht wurde Adolf Lindfors Olympiasieger, Martti Nieminen holte Bronze. Zwei Medaillen gab es auch im Mittelgewicht. Arthur Lindfors, der jüngere Bruder von Adolf Lindfors, gewann Silber, Matti Perttilä Bronze. Im Halbschwergewicht gewann Edil Rosenqvist schließlich Silber. Im Freistil gelang ein Doppelsieg im Mittelgewicht durch Eino Aukusti Leino und Väinö Penttala. Im Leichtgewicht wurde Kalle Anttila Olympiasieger.
1924 waren die finnischen Ringer noch erfolgreicher. Im griechisch-römischen Stil gab es erneut zwei Doppelsiege. Kalle Anttila war vom Freistil gewechselt und gewann im Federgewicht vor Aleksanteri Toivola. Im Mittelgewicht gewann Edvard Westerlund im Finale gegen seinen Teamkollegen Arthur Lindfors. Oskar Friman war ins Leichtgewicht gewechselt und wurde Olympiasieger. Edvards Bruder Kalle Westerlund holte Bronze. Zwei Medaillen gingen auch im Bantamgewicht an die Finnen. Anselm Ahlfors gewann Silber, Väinö Ikonen Bronze. Edil Rosenqvist, ins Schwergewicht gewechselt, gewann erneut Silber, im Halbschwergewicht gewann Onni Pellinen Bronze. Wie schon 1920 gelang auch diesmal im Freistil wieder ein Doppelsieg. Im Bantamgewicht gewann Kustaa Pihlajamäki vor Kaarlo Mäkinen. Volmar Wikström gewann im Leichtgewicht Silber, Arvo Haavisto Bronze. Im Weltergewicht erkämpfte sich Eino Aukusti Leino Silber, Vilho Pekkala holte im Mittelgewicht Bronze.

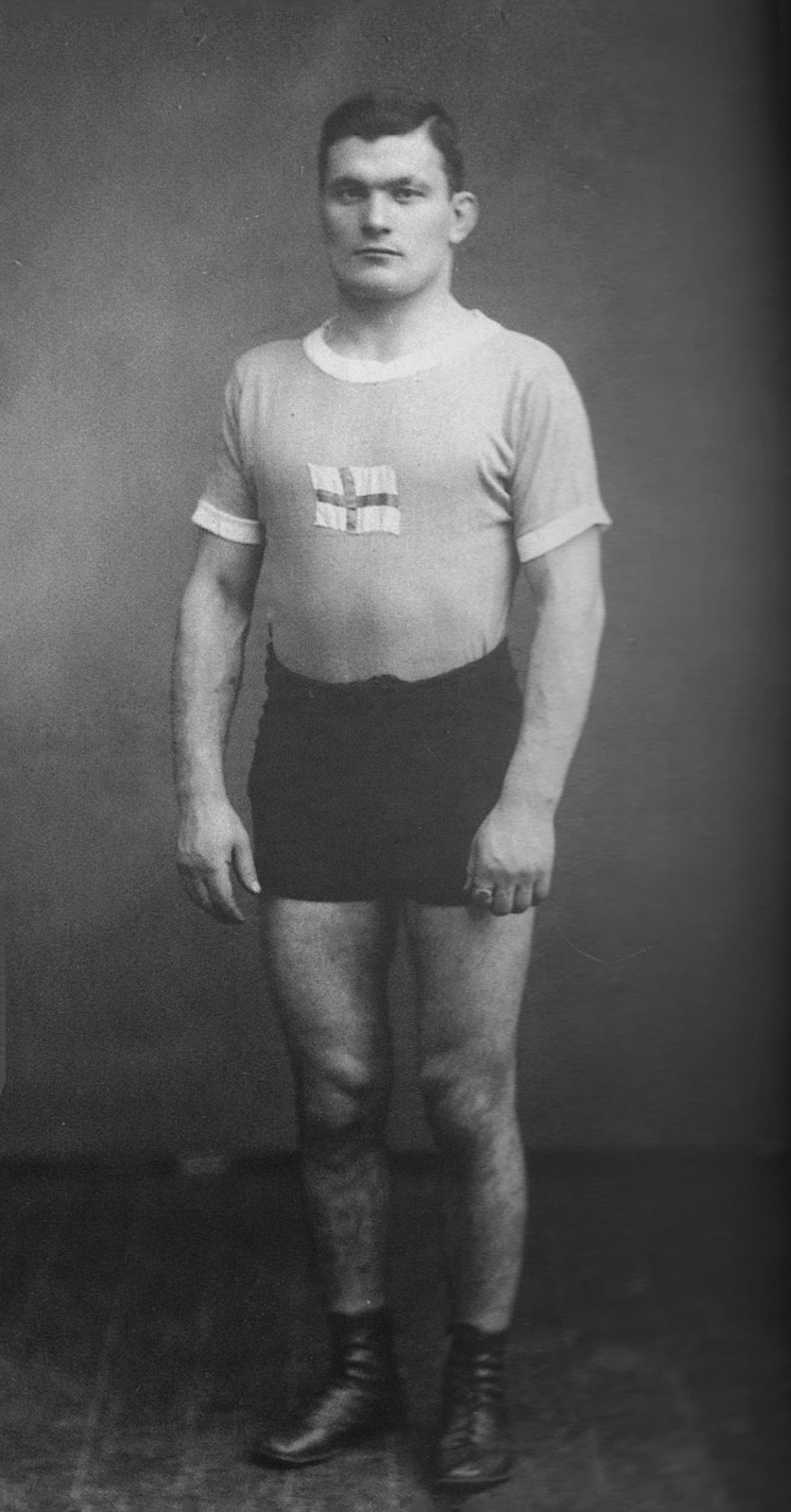
Oskar Friman, Olympiasieger 1920 und 1924
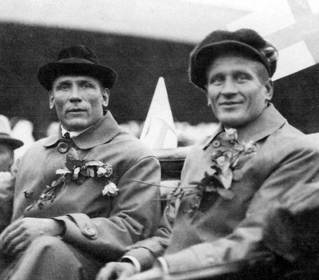
Taavi Tamminen, Silber 1920 (r.), links sein Finalgegner Eemeli Väre
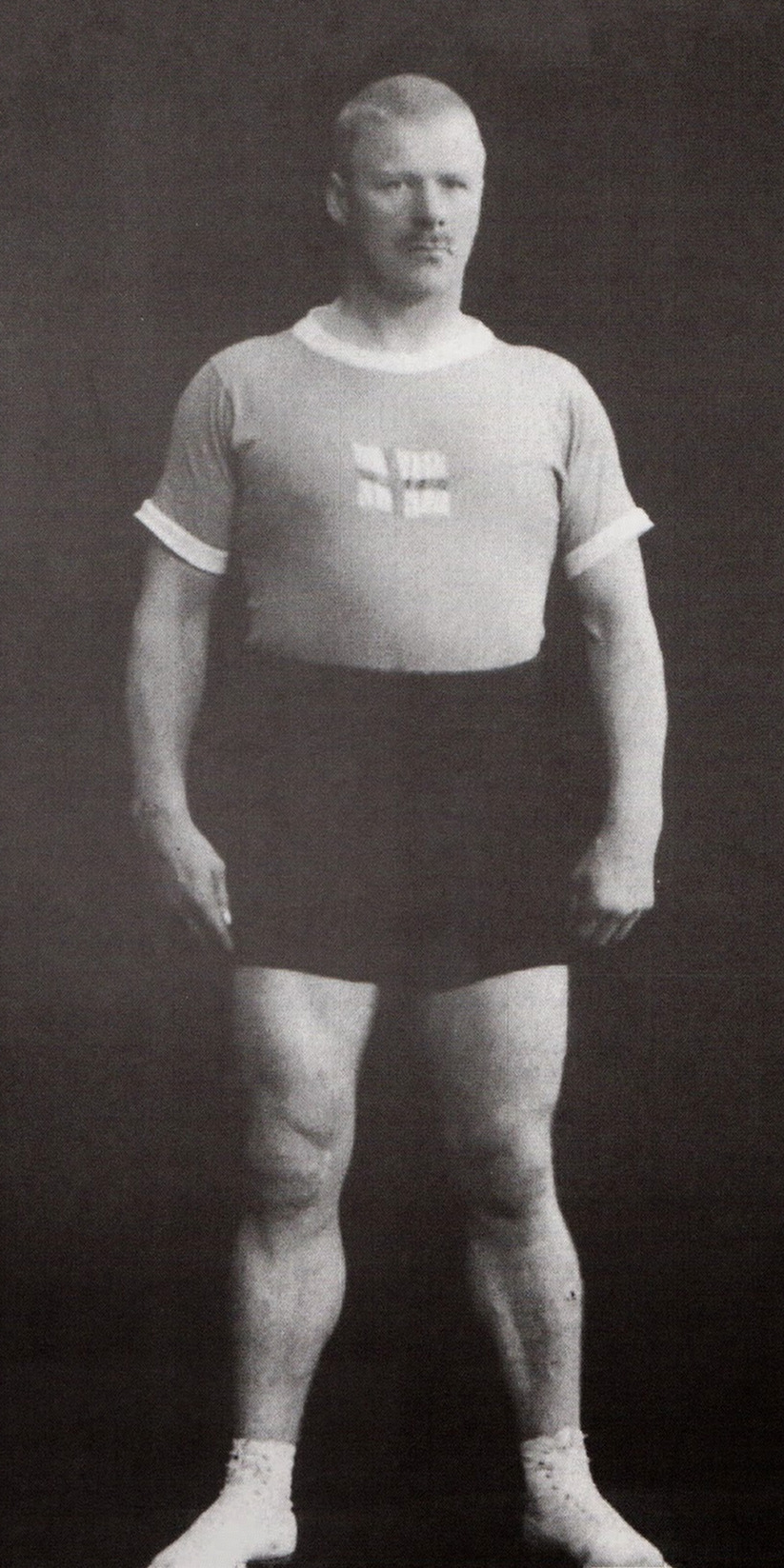
Adolf Lindfors, Olympiasieger 1920
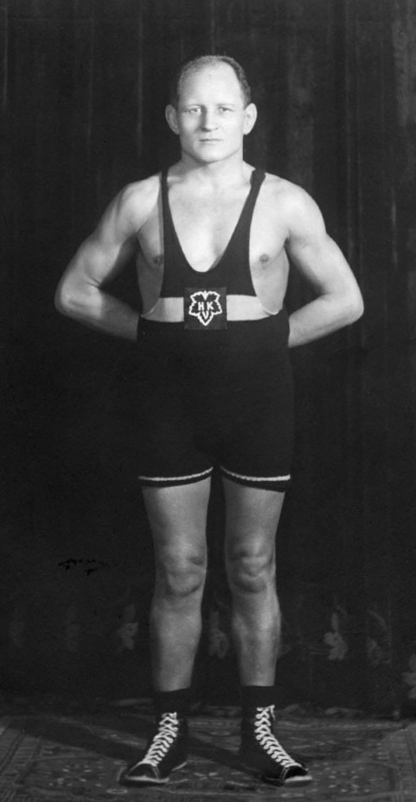
Kalle Anttila, Olympiasieger 1920 und 1924
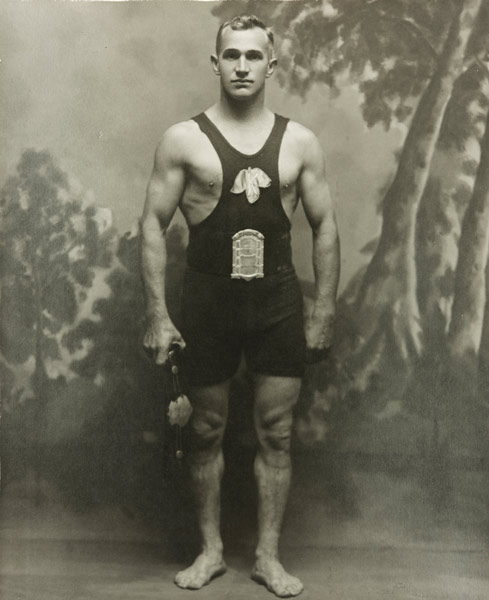
Eino Aukusti Leino, Olympiasieger 1920, Silber 1924, Bronze 1928 und 1932
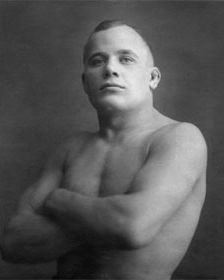
Edvard Westerlund, Olympiasieger 1924, Bronze 1928
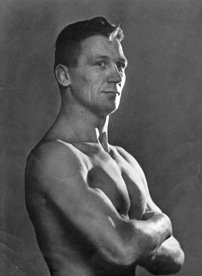
Kustaa Pihlajamäki, Olympiasieger 1924 und 1936, Silber 1928

Ab 1928 wurde nur noch ein Finne je Gewichtsklasse nominiert. 13 finnische Athleten gewannen in Amsterdam neun Medaillen, darunter drei goldene. Im griechisch-römischen Stil wurde Väinö Kokkinen Olympiasieger im Mittelgewicht. Im Schwergewicht holte Hjalmar Nyström Silber. Bronze gewannen Edvard Westerlund, der ins Leichtgewicht gewechselt war und erneut Onni Pellinen im Halbschwergewicht. Im Freistil gab es zwei Olympiasieger. Kaarlo Mäkinen gewann im Bantamgewicht, Arvo Haavisto im Weltergewicht. Kustaa Pihlajamäki war ins Federgewicht gewechselt und gewann dort Silber, wie auch Aukusti Sihvola im Schwergewicht. Im Leichtgewicht gewann Eino Aukusti Leino eine Bronzemedaille.
In Los Angeles 1932 gingen zehn finnische Ringer an den Start und gewannen acht Medaillen. Im griechisch-römischen Stil konnte Väinö Kokkinen seinen Olympiasieg im Mittelgewicht wiederholen. Im Weltergewicht gewann Väinö Kajander ebenso wie Onni Pellinen im Halbschwergewicht. Lauri Koskela holte im Federgewicht Bronze. Im Freistil wurde Hermanni Pihlajamäki, ein Cousin des zweimaligen Goldmedaillisten Kustaa Pihlajamäki, Olympiasieger im Federgewicht. Kyösti Luukko gewann im Mittelgewicht Silber. Bronze holten Aatos Jaskari im Bantamgewicht und Eino Aukusti Leino im Weltergewicht.
1936 in Berlin war Finnland wieder mit 13 Ringern vertreten. Diesmal war die Medaillenausbeute nicht so hoch, dennoch konnten zwei Olympiasiege durch Lauri Koskela im Leichtgewicht im griechisch-römischen Stil und durch Kustaa Pihlajamäki im Federgewicht des Freistils gefeiert werden. Im griechisch-römischen Stil gewannen Aarne Reini Silber im Federgewicht und Eino Virtanen Bronze im Weltergewicht. Im Freistil gewannen Hermanni Pihlajamäki im Leichtgewicht und Hjalmar Nyström im Schwergewicht jeweils Bronze.

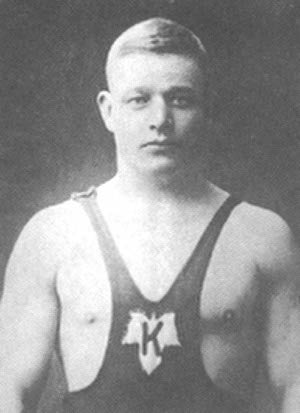
Arvo Haavisto, Bronze 1924, Olympiasieger 1928
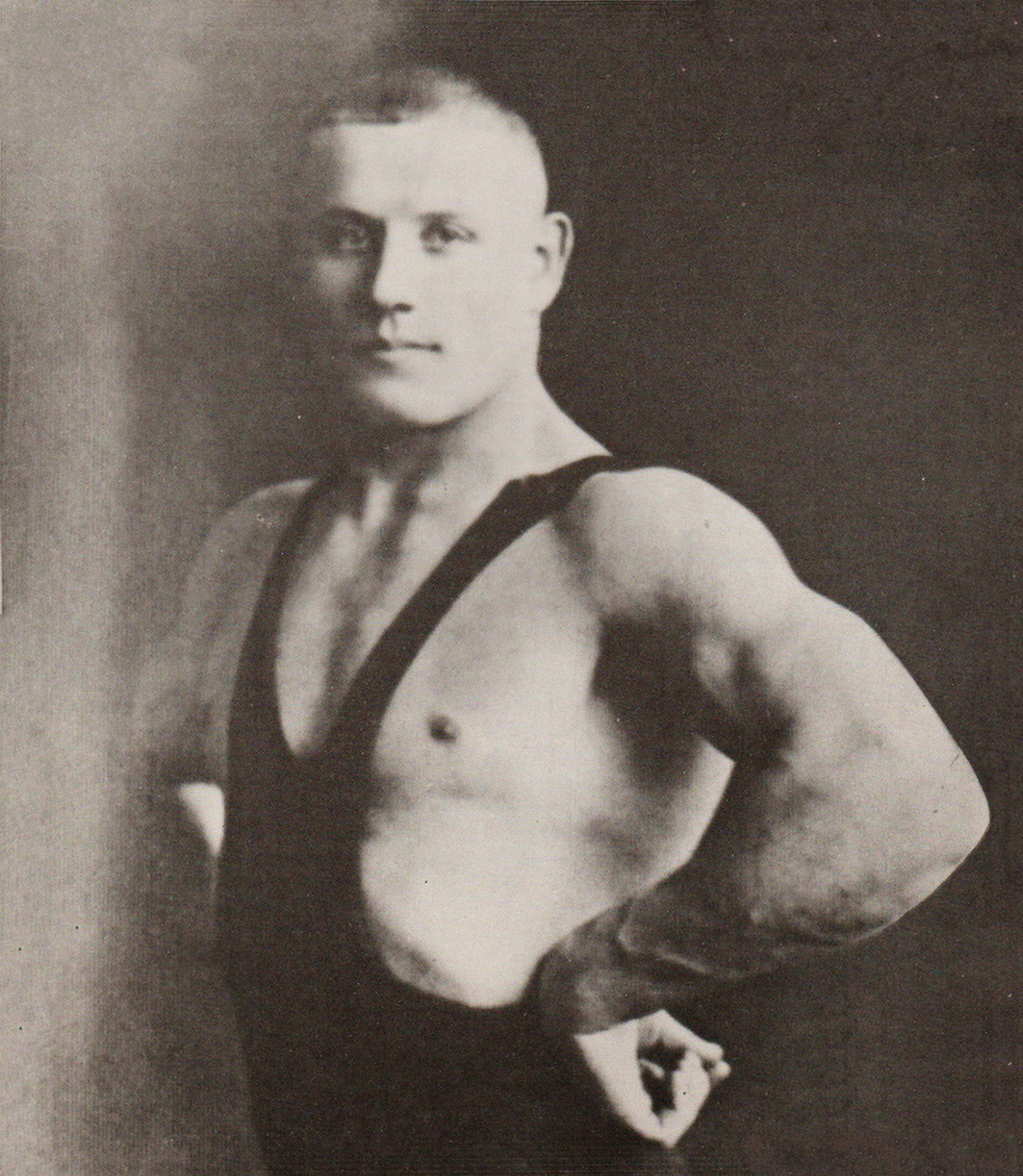
Väinö Kokkinen, Olympiasieger 1928 und 1932
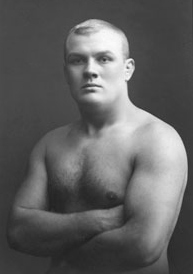
Hjalmar Nyström, Silber 1928, Bronze 1936
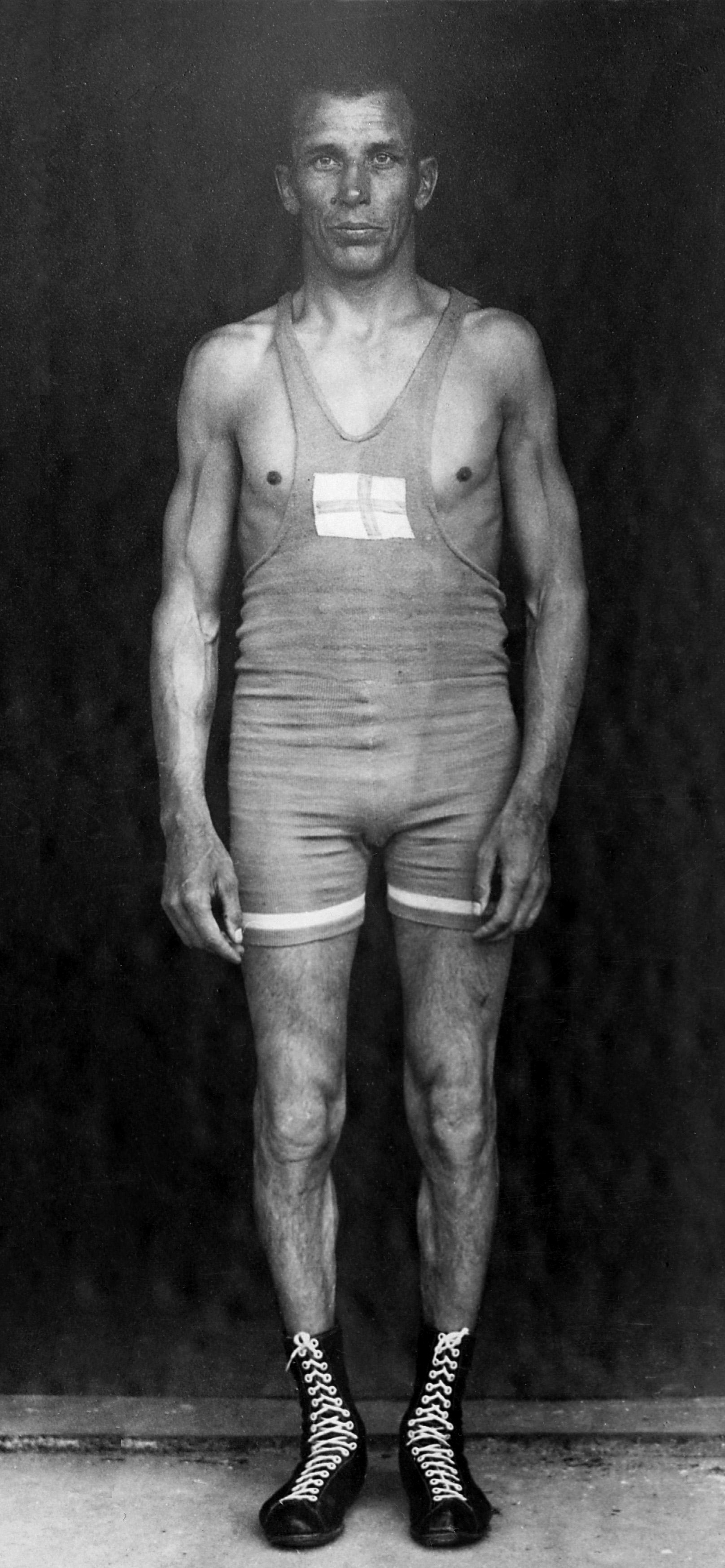
Kaarlo Mäkinen, Silber 1924, Olympiasieg 1928
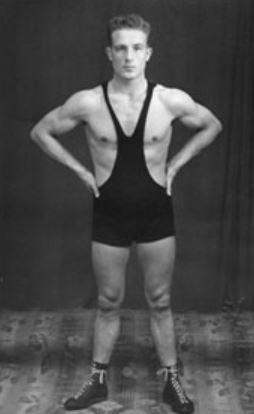
Lauri Koskela, Bronze 1932, Olympiasieg 1936
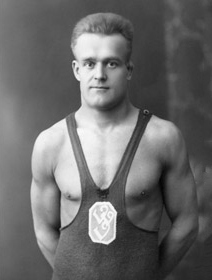
Hermanni Pihlajamäki, Olympiasieger 1932, Bronze 1936

Nach dem Zweiten Weltkrieg fand eine Zäsur statt. In London 1948 konnten 15 Ringer einen kompletten Medaillensatz gewinnen. Im griechisch-römischen Stil blieb Finnland erstmals ohne Olympiasieg. Im Halbschwergewicht gewann Kelpo Gröndahl Silber, im Fliegengewicht Reino Kangasmäki Bronze. Im Freistil wurde Lennart Viitala Olympiasieger im Fliegengewicht.
Bei den heimischen Sommerspielen 1952 nahmen 16 finnische Ringer teil. Diesmal gingen die Freistilringer komplett leer aus. Alle vier Medaillen wurden von den griechisch-römischen Ringern gewonnen. Im Halbschwergewicht wurde Kelpo Gröndahl Olympiasieger. Kalervo Rauhala gewann im Mittelgewicht Silber. Bronze ging an Leo Honkala im Fliegengewicht und Tauno Kovanen im Schwergewicht.
1956 erzielten die griechisch-römischen Ringer zwei Olympiasiege durch Rauno Mäkinen im Federgewicht und Kyösti Lehtonen im Leichtgewicht. Im Freistil gewannen Erkki Penttilä im Federgewicht und Taisto Kangasniemi jeweils Bronze. In Rom 1960 blieben die finnischen Ringer erstmals in der olympischen Geschichte ohne Medaille. 1964 blieb ebenfalls medaillenlos, die Erfolglosigkeit setzte sich 1968 fort.
Nach 16 Jahren Pause konnte 1972 wieder eine Medaille gewonnen werden. Der griechisch-römische Ringer Risto Björlin gewann Bronze im Bantamgewicht. Pertti Ukkola wurde 1976 Olympiasieger im Bantamgewicht des griechisch-römischen Stils. Mikko Huhtala gewann 1980 Bronze im Weltergewicht griechisch-römisch.
1984 in Los Angeles folgte ein kompletter Medaillensatz. Im griechisch-römischen Stil wurde Jouko Salomäki Olympiasieger im Weltergewicht. Tapio Sipilä gewann im Leichtgewicht Silber. Im Freistil gewann Jukka Rauhala, ein Neffe von Kalervo Rauhala, Bronze im Leichtgewicht. 1988 in Seoul holte Tapio Sipilä Bronze im Leichtgewicht, im Halbschwergewicht holte Harri Koskela Silber.
1992 ging die finnische Mannschaft erneut leer aus. 1996 gewann der griechisch-römische Ringer Marko Asell Silber im Weltergewicht. Marko Yli-Hannuksela holte im Mittelgewicht 2000 Bronze und 2004 Silber. Dies war bislang die letzte finnische Medaille im Ringen.

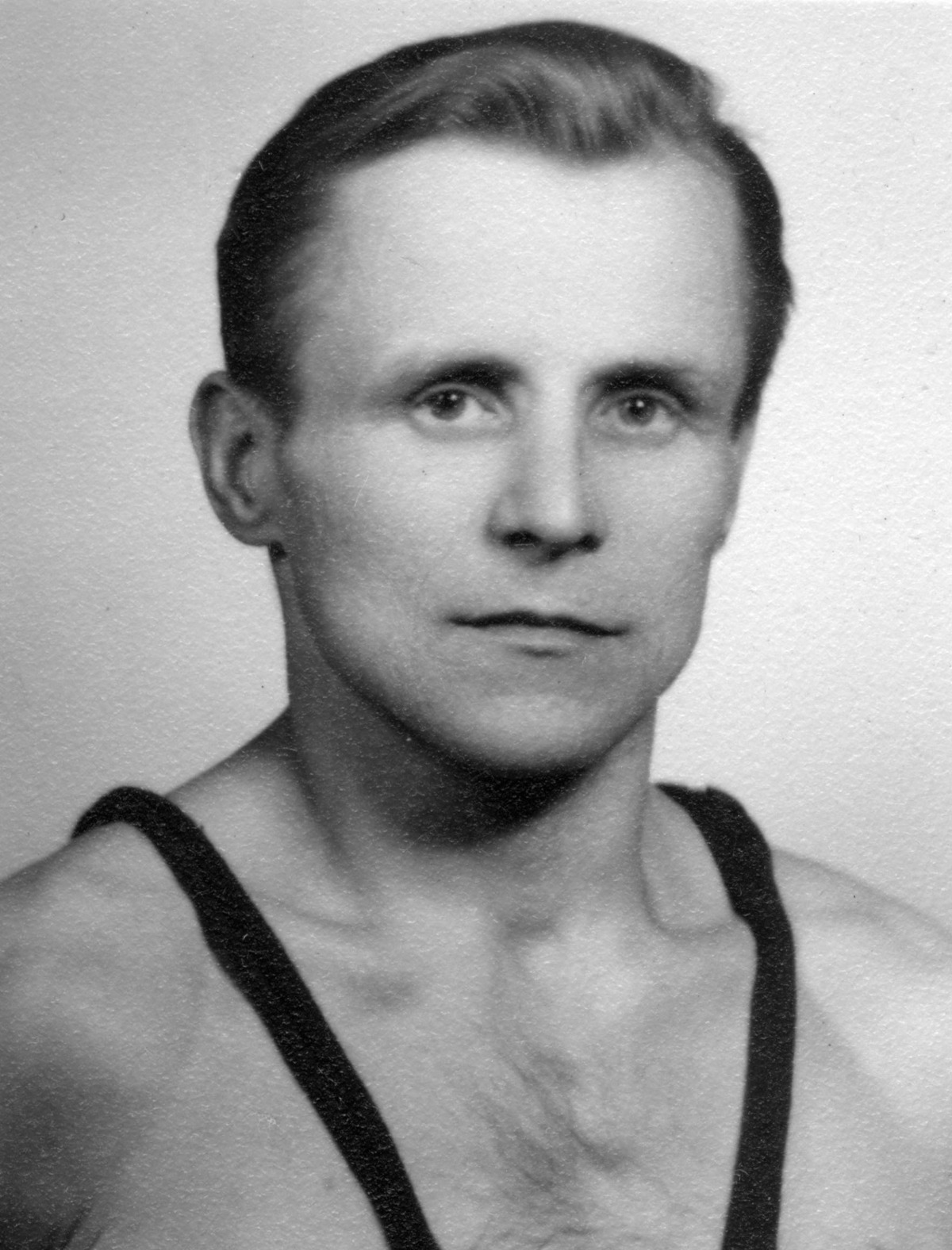
Lennart Viitala, Olympiasieger 1948
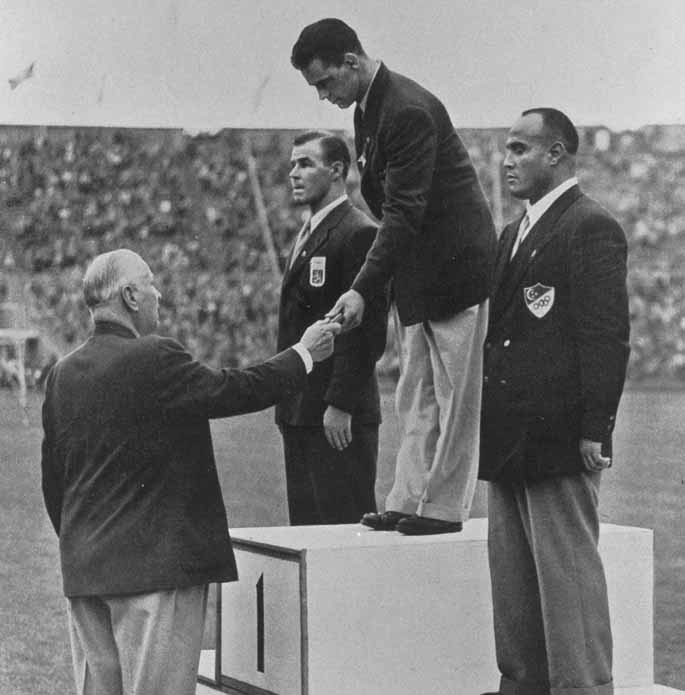
Siegerehrung 1948: links auf dem Treppchen Kelpo Gröndahl (Silber); 1952 wurde er Olympiasieger
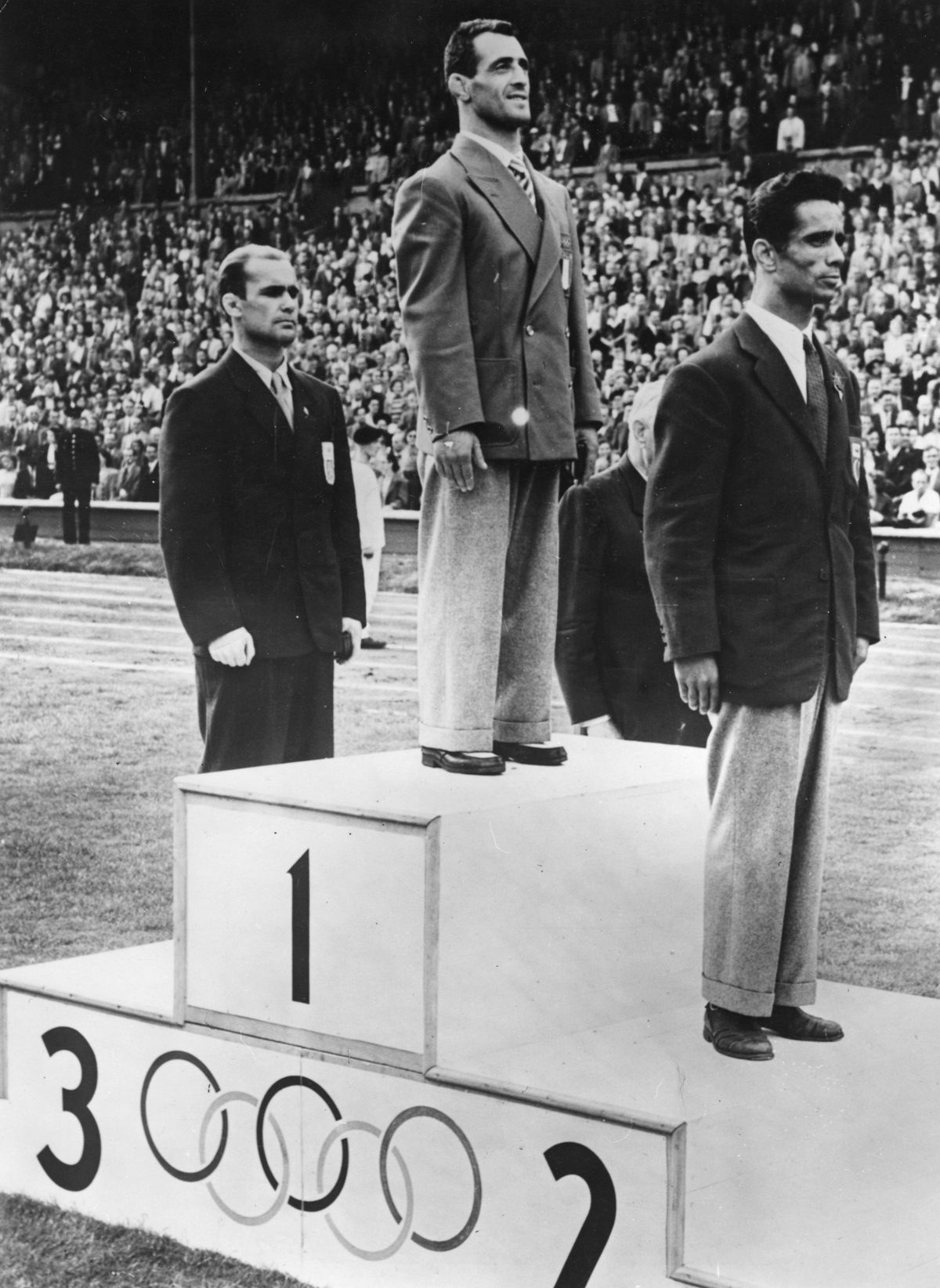
Siegerehrung 1948: links Reino Kangasmäki (Bronze)
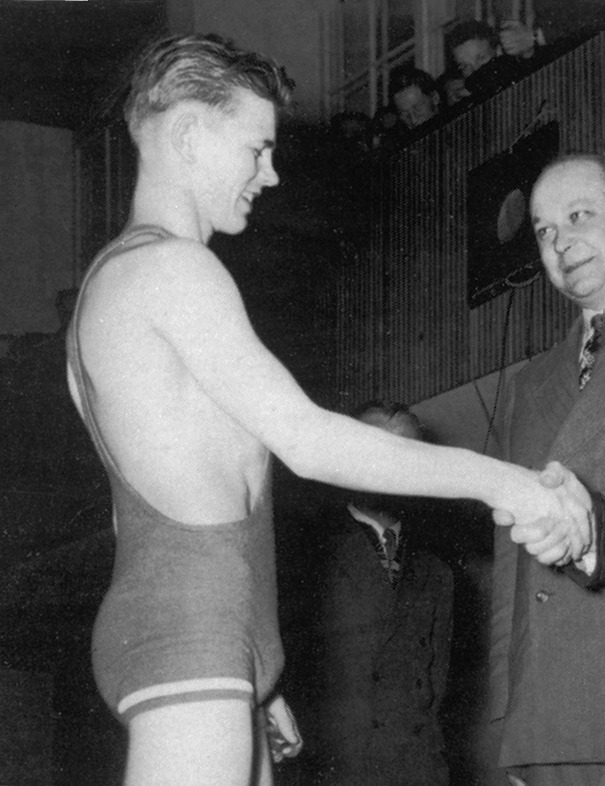
Leo Honkala, Bronze 1952
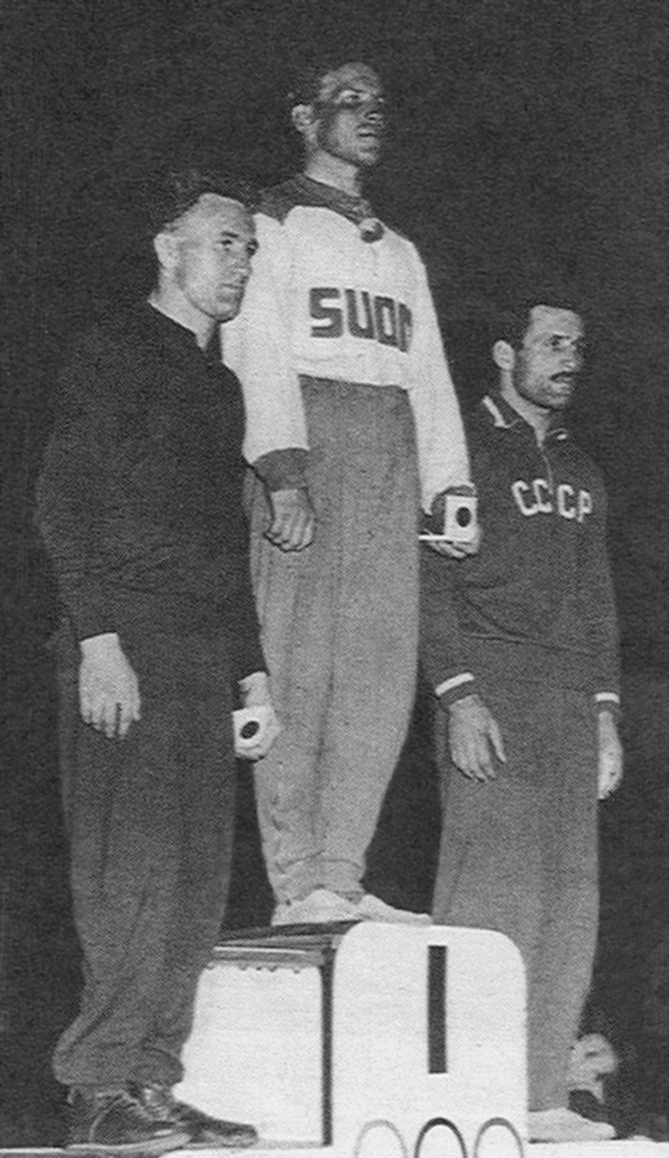
Siegerehrung 1956: in der Mitte Olympiasieger Rauno Mäkinen
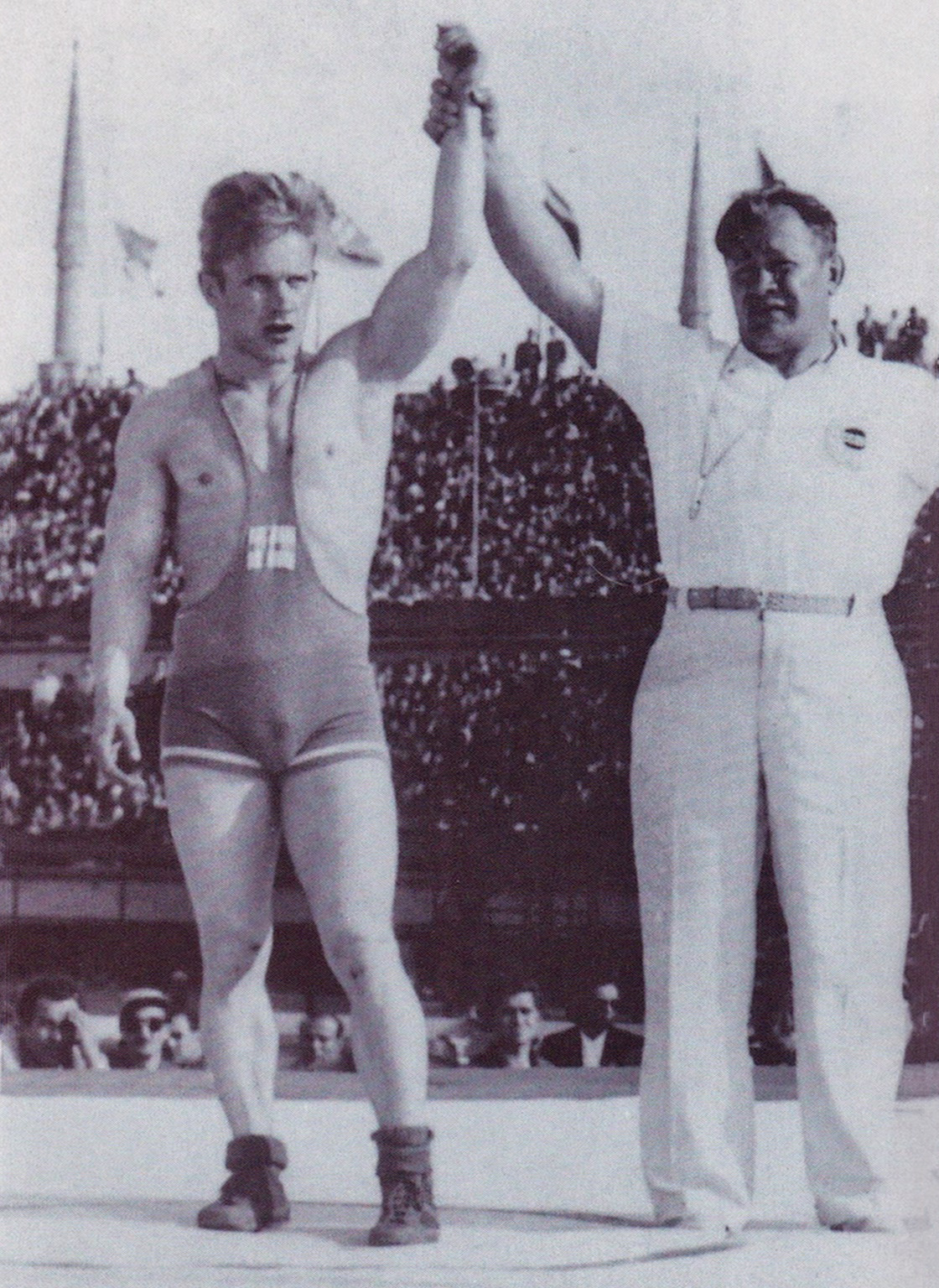
Kyösti Lehtonen, Olympiasieger 1956
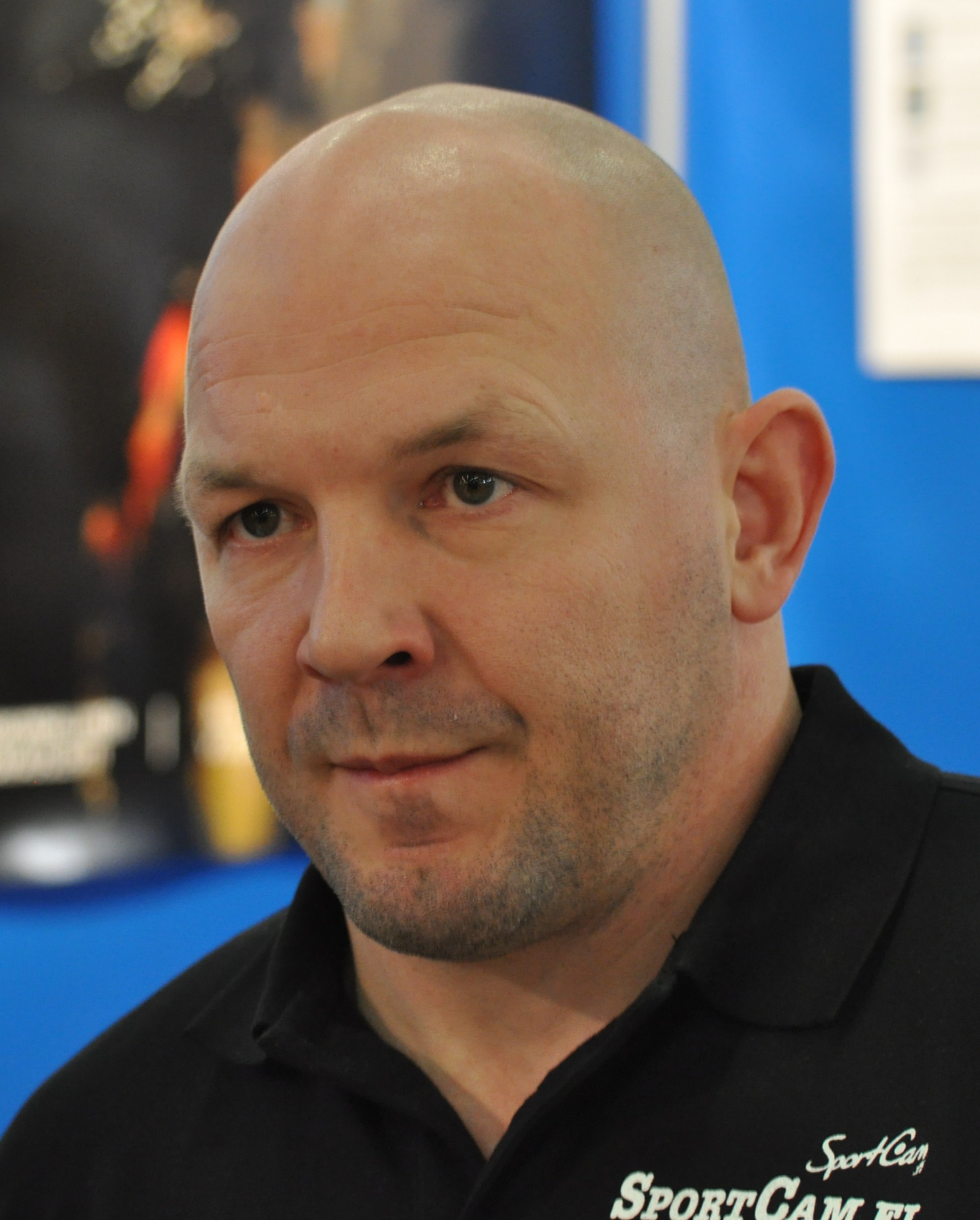
Marko Yli-Hannuksela, Bronze 2000 und Silber 2004 (Foto aus dem Jahr 2013)

| Name                 | Spiele           | Disziplin                             | Anmerkung                              |
| -------------------- | ---------------- | ------------------------------------- | -------------------------------------- |
| Verner Weckman       | 1908 London      | Halbschwergewicht, griechisch-römisch | erster Olympiasieg Finnlands überhaupt |
| Kaarlo Koskelo       | 1912 Stockholm   | Federgewicht, griechisch-römisch      |                                        |
| Eemeli Väre          | 1912 Stockholm   | Leichtgewicht, griechisch-römisch     |                                        |
| Yrjö Saarela         | 1912 Stockholm   | Schwergewicht, griechisch-römisch     |                                        |
| Oskar Friman         | 1920 Antwerpen   | Federgewicht, griechisch-römisch      |                                        |
| Eemeli Väre          | 1920 Antwerpen   | Leichtgewicht, griechisch-römisch     |                                        |
| Adolf Lindfors       | 1920 Antwerpen   | Schwergewicht, griechisch-römisch     |                                        |
| Kalle Anttila        | 1920 Antwerpen   | Leichtgewicht, Freistil               |                                        |
| Eino Aukusti Leino   | 1920 Antwerpen   | Mittelgewicht, Freistil               |                                        |
| Kalle Anttila        | 1924 Paris       | Federgewicht, griechisch-römisch      |                                        |
| Oskar Friman         | 1924 Paris       | Leichtgewicht, griechisch-römisch     |                                        |
| Edvard Westerlund    | 1924 Paris       | Mittelgewicht, griechisch-römisch     |                                        |
| Kustaa Pihlajamäki   | 1924 Paris       | Bantamgewicht, Freistil               |                                        |
| Väinö Kokkinen       | 1928 Amsterdam   | Mittelgewicht, griechisch-römisch     |                                        |
| Kaarlo Mäkinen       | 1928 Amsterdam   | Bantamgewicht, Freistil               |                                        |
| Arvo Haavisto        | 1928 Amsterdam   | Weltergewicht, Freistil               |                                        |
| Väinö Kokkinen       | 1932 Los Angeles | Mittelgewicht, griechisch-römisch     |                                        |
| Hermanni Pihlajamäki | 1932 Los Angeles | Federgewicht, Freistil                |                                        |
| Lauri Koskela        | 1936 Berlin      | Leichtgewicht, griechisch-römisch     |                                        |
| Kustaa Pihlajamäki   | 1936 Berlin      | Federgewicht, Freistil                |                                        |
| Lennart Viitala      | 1948 London      | Fliegengewicht, Freistil              |                                        |
| Kelpo Gröndahl       | 1952 Helsinki    | Halbschwergewicht, griechisch-römisch |                                        |
| Rauno Mäkinen        | 1956 Melbourne   | Federgewicht, griechisch-römisch      |                                        |
| Kyösti Lehtonen      | 1956 Melbourne   | Leichtgewicht, griechisch-römisch     |                                        |
| Pertti Ukkola        | 1976 Montreal    | Bantamgewicht, griechisch-römisch     |                                        |
| Jouka Salomäki       | 1984 Los Angeles | Weltergewicht, griechisch-römisch     |                                        |

| Name                 | Spiele           | Disziplin                             | Anmerkung |
| -------------------- | ---------------- | ------------------------------------- | --------- |
| Yrjö Saarela         | 1908 London      | Halbschwergewicht, griechisch-römisch |           |
| Ivar Böhling         | 1912 Stockholm   | Halbschwergewicht, griechisch-römisch |           |
| Johan Olin           | 1912 Stockholm   | Schwergewicht, griechisch-römisch     |           |
| Heikki Kähkönen      | 1920 Antwerpen   | Federgewicht, griechisch-römisch      |           |
| Taavi Tamminen       | 1920 Antwerpen   | Leichtgewicht, griechisch-römisch     |           |
| Arthur Lindfors      | 1920 Antwerpen   | Mittelgewicht, griechisch-römisch     |           |
| Edil Rosenqvist      | 1920 Antwerpen   | Halbschwergewicht, griechisch-römisch |           |
| Väinö Penttala       | 1920 Antwerpen   | Mittelgewicht, Freistil               |           |
| Hjalmar Nyström      | 1928 Amsterdam   | Schwergewicht, griechisch-römisch     |           |
| Kustaa Pihlajamäki   | 1928 Amsterdam   | Federgewicht, Freistil                |           |
| Aukusti Sihvola      | 1928 Amsterdam   | Schwergewicht, Freistil               |           |
| Väinö Kajander       | 1932 Los Angeles | Weltergewicht, griechisch-römisch     |           |
| Onni Pellinen        | 1932 Los Angeles | Halbschwergewicht, griechisch-römisch |           |
| Kyösti Luukko        | 1932 Los Angeles | Mittelgewicht, Freistil               |           |
| Aarne Reini          | 1936 Berlin      | Federgewicht, griechisch-römisch      |           |
| Kelpo Gröndahl       | 1948 London      | Halbschwergewicht, griechisch-römisch |           |
| Kalervo Rauhala      | 1952 Helsinki    | Mittelgewicht, griechisch-römisch     |           |
| Tapio Sipilä         | 1984 Los Angeles | Leichtgewicht, griechisch-römisch     |           |
| Harri Koskela        | 1988 Seoul       | Halbschwergewicht, griechisch-römisch |           |
| Marko Asell          | 1996 Atlanta     | Weltergewicht, griechisch-römisch     |           |
| Marko Yli-Hannuksela | 2004 Athen       | Mittelgewicht, griechisch-römisch     |           |

| Name                 | Spiele           | Disziplin                             | Anmerkung |
| -------------------- | ---------------- | ------------------------------------- | --------- |
| Arvid Lindén         | 1908 London      | Leichtgewicht, griechisch-römisch     |           |
| Otto Lasanen         | 1912 Stockholm   | Federgewicht, griechisch-römisch      |           |
| Alfred Asikainen     | 1912 Stockholm   | Mittelgewicht, griechisch-römisch     |           |
| Matti Perttilä       | 1920 Antwerpen   | Mittelgewicht, griechisch-römisch     |           |
| Martti Nieminen      | 1920 Antwerpen   | Schwergewicht, griechisch-römisch     |           |
| Edvard Westerlund    | 1928 Amsterdam   | Leichtgewicht, griechisch-römisch     |           |
| Onni Pellinen        | 1928 Amsterdam   | Halbschwergewicht, griechisch-römisch |           |
| Eino Aukusti Leino   | 1928 Amsterdam   | Leichtgewicht, Freistil               |           |
| Lauri Koskela        | 1932 Los Angeles | Federgewicht, griechisch-römisch      |           |
| Aatos Jaskari        | 1932 Los Angeles | Bantamgewicht, Freistil               |           |
| Eino Aukusti Leino   | 1932 Los Angeles | Weltergewicht, Freistil               |           |
| Eino Virtanen        | 1936 Berlin      | Weltergewicht, griechisch-römisch     |           |
| Hermanni Pihlajamäki | 1936 Berlin      | Leichtgewicht, Freistil               |           |
| Hjalmar Nyström      | 1936 Berlin      | Schwergewicht, Freistil               |           |
| Leo Honkala          | 1952 Helsinki    | Fliegengewicht, griechisch-römisch    |           |
| Tauno Kovanen        | 1952 Helsinki    | Schwergewicht, griechisch-römisch     |           |
| Reino Kangasmäki     | 1948 London      | Fliegengewicht, griechisch-römisch    |           |
| Erkki Penttilä       | 1956 Melbourne   | Federgewicht, Freistil                |           |
| Taisto Kangasniemi   | 1956 Melbourne   | Schwergewicht, Freistil               |           |
| Risto Björlin        | 1972 München     | Bantamgewicht, griechisch-römisch     |           |
| Mikko Huhtala        | 1980 Moskau      | Weltergewicht, griechisch-römisch     |           |
| Jukka Rauhala        | 1984 Los Angeles | Leichtgewicht, Freistil               |           |
| Tapio Sipilä         | 1988 Seoul       | Leichtgewicht, griechisch-römisch     |           |
| Marko Yli-Hannuksela | 2000 Sydney      | Mittelgewicht, griechisch-römisch     |           |

#### Rudern
| Gelbes Symbol für Goldmedaillen mit stilisierten Olympischen Ringen | Graues Symbol für Silbermedaillen mit stilisierten Olympischen Ringen | Braundes Symbol für Bronzemedaillen mit stilisierten Olympischen Ringen |
| ------------------------------------------------------------------- | --------------------------------------------------------------------- | ----------------------------------------------------------------------- |
| 3                                                                   | 1                                                                     | 3                                                                       |

Die ersten finnischen Ruderer nahmen an den Ruderregatten 1912 in Stockholm teil. Bei den heimischen Sommerspielen erreichten erstmals finnische Boote die Finals. Der Zweier und der Vierer jeweils mit Steuermann wurden Fünfte. Der Vierer ohne Steuermann gewann mit Bronze Finnlands erste Rudermedaille. 1956 gewann der Vierer mit Steuermann eine weitere Bronzemedaille. Im Zweier ohne Steuermann ruderten Veli Lehtelä und Toimi Pitkänen 1960 zu Bronze. 1964 wurden sie Sechste.
1976 begann die Zeit des Pertti Karppinen, der im Einer dominierte. 1976, 1980 und 1984 wurde er Olympiasieger. 1988 belegte er Platz 7. Die nächste Medaille wurde erst 2008 in Peking gewonnen. Der Leichtgewichts-Doppelzweier der Frauen fuhr zur Silbermedaille.
| Name             | Spiele           | Disziplin | Anmerkung                    |
| ---------------- | ---------------- | --------- | ---------------------------- |
| Pertti Karppinen | 1976 Montreal    | Einer     | erster Olympiasieg im Rudern |
| Pertti Karppinen | 1980 Moskau      | Einer     |                              |
| Pertti Karppinen | 1984 Los Angeles | Einer     |                              |

| Name                      | Spiele      | Disziplin                  | Anmerkung |
| ------------------------- | ----------- | -------------------------- | --------- |
| Sanna Stén Minna Nieminen | 2008 Peking | Doppelzweier Leichtgewicht |           |

| Name                                                                  | Spiele         | Disziplin              | Anmerkung                        |
| --------------------------------------------------------------------- | -------------- | ---------------------- | -------------------------------- |
| Veikko Lommi Kauko Wahlsten Oiva Lommi Lauri Nevalainen               | 1952 Helsinki  | Vierer ohne Steuermann | erster Medaillengewinn im Rudern |
| Kauko Hänninen Reino Poutanen Veli Lehtelä Toimi Pitkänen Matti Niemi | 1956 Melbourne | Vierer mit Steuermann  |                                  |
| Veli Lehtelä Toimi Pitkänen                                           | 1960 Rom       | Zweier ohne Steuermann |                                  |

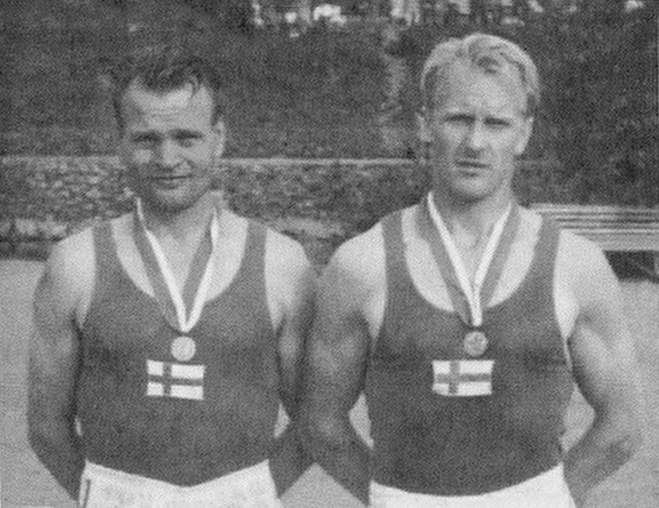
Toimi Pitkänen (l.) und Veli Lehtelä (r.): Bronze 1956 und 1960
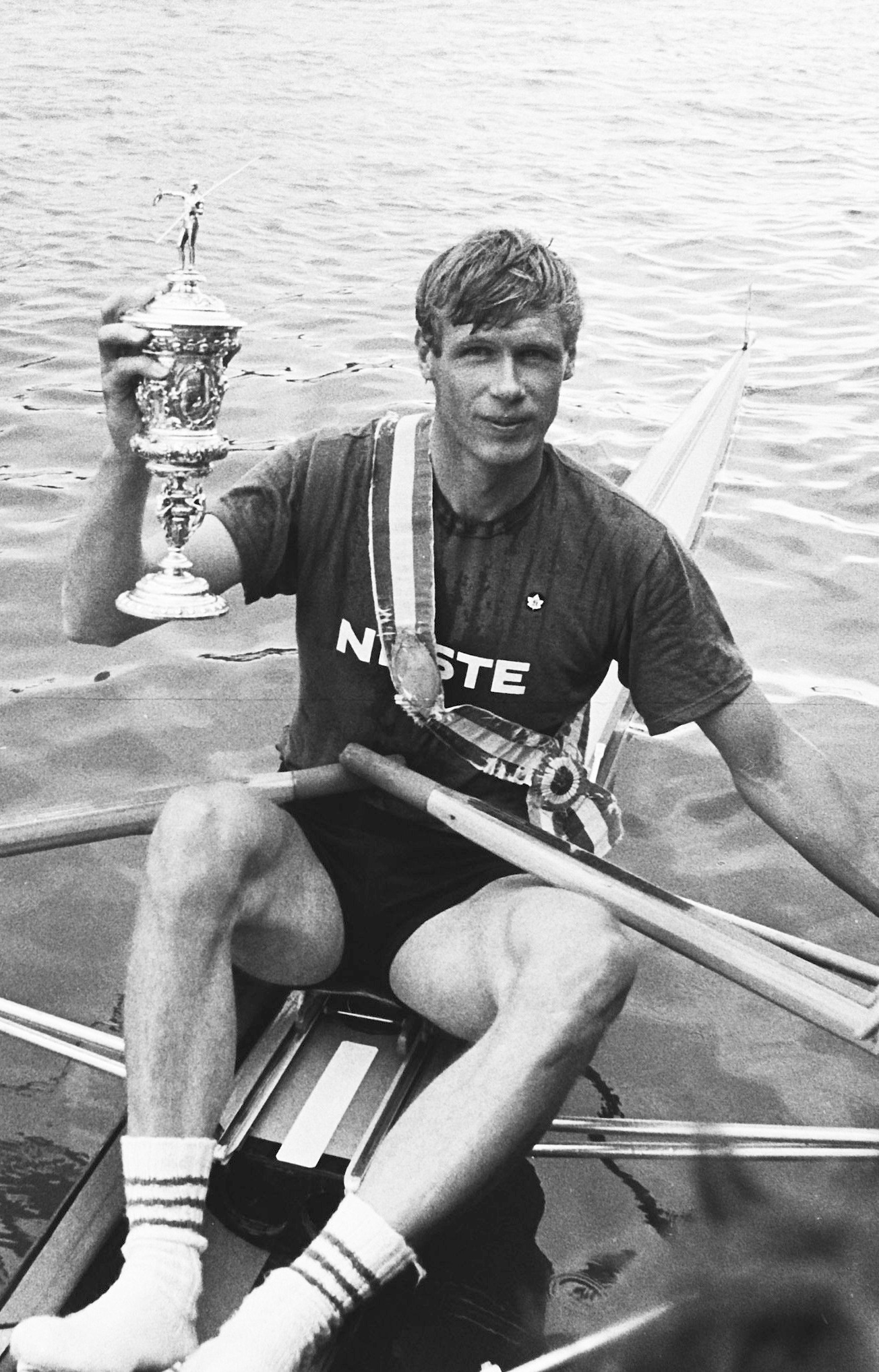
Pertti Karppinen, Olympiasieger 1976, 1980 und 1984

#### Schießen
| Gelbes Symbol für Goldmedaillen mit stilisierten Olympischen Ringen | Graues Symbol für Silbermedaillen mit stilisierten Olympischen Ringen | Braundes Symbol für Bronzemedaillen mit stilisierten Olympischen Ringen |
| ------------------------------------------------------------------- | --------------------------------------------------------------------- | ----------------------------------------------------------------------- |
| 4                                                                   | 7                                                                     | 10                                                                      |

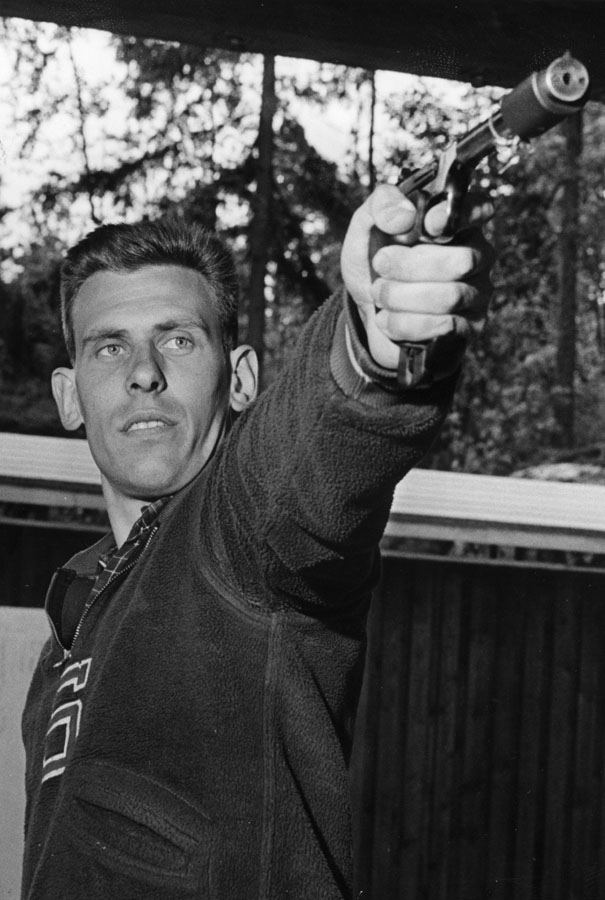
Pentti Linnosvuo, Olympiasieger 1956 und 1964, Silber 1960

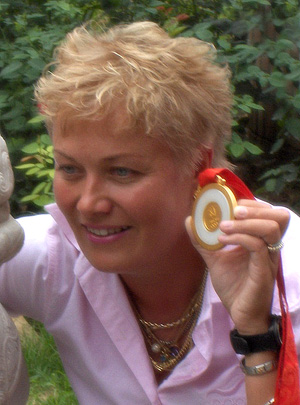
Satu Mäkelä-Nummela, Olympiasiegerin 2008

Im Schießen startet Finnland seit seiner ersten Olympiateilnahme 1908. 1912 wurden die ersten Medaillen gewonnen. Im Wettbewerb auf die laufende Scheibe gewann Nestori Toivonen Bronze in der Einzelwertung. In der Teamwertung kam eine weitere Bronzemedaille hinzu. Die Mannschaft mit dem freien Gewehr im Dreistellungskampf erreichte Platz 5, ebenso das Team im Trapschießen.
Drei Medaillen wurden 1920 gewonnen, zwei davon wieder im Wettbewerb auf die laufende Scheibe. In der Mannschaftswertung Einzelschuss gewann das finnische Team Silber, im Doppelschuss Bronze. In beiden Mannschaften trat Magnus Wegelius an, der 1908 schon Bronze mit der Mehrkampfmannschaft im Turnen gewonnen hatte. In der Einzelwertung erreichten Yrjö Kolho Platz 4 und Robert Tikkanen Platz 5. In der Mannschaftswertung mit dem freien Gewehr im Liegendanschlag gewann die finnische Mannschaft ebenfalls Bronze. Auch hier ging Wegelius an den Start. Ebenfalls dabei war Veli Nieminen, 1908 Teamkamerad von Wegelius. In der Einzelwertung erreichte Vilho Vauhkonen Platz 4. Auch die Mannschaft mit dem freien Gewehr im Dreistellungskampf erreichte Platz 4.
1924 gewann Konrad Huber Silber im Trapschießen. In der Mannschaftswertung gewann das finnische Team Bronze. Neben Huber waren auch Magnus Wegelius und Robert Tikkanen Mannschaftsmitglieder. Im Einzelschuss auf die laufende Scheibe wurde Martti Liuttula Fünfter, auch die Mannschaft belegte Rang 5. Im Doppelschuss wurde Robert Tikkanen Sechster, das Team erreichte Platz 4. Mit dem Kleinkalibergewehr im Liegendanschlag erreichte Jean Theslöf Platz 4, die Mannschaft im Dreistellungskampf wurde Fünfte. Bei den Pistolenschützen gewann Lennart Hannelius Bronze mit der Schnellfeuerpistole.
Erst 1936 nahmen wieder finnische Schützen teil, sie blieben jedoch erfolglos. Tapio Wartiovaara erreichte mit der freien Pistole Platz 5. 1948 gewann Pauli Janhonen im Dreistellungskampf mit dem Kleinkalibergewehr Silber. Kullervo Leskinen wurde Fünfter, Olavi Elo Sechster. Im Liegendanschlag erreichte Albert Ravila Platz 7. Mit der Schnellfeuerpistole belegte Leo Ravilo Platz 5, Väinö Heusala wurde Sechster.
Bei den heimischen Sommerspielen 1952 gewann Vilho Ylönen Silber mit dem Kleinkalibergewehr im Dreistellungskampf. Ylönen hatte bei den Winterspielen 1948 mit der finnischen Mannschaft in der Demonstrationssportart Militärpatrouille teilgenommen und dort den zweiten Platz belegt. Im Dreistellungskampf mit dem freien Gewehr wurde er Fünfter. Im Liegendanschlag mit dem Kleinkalibergewehr wurde Kullervo Leskinen Siebter. Im Schießen auf die laufende Scheibe gewann Tauno Mäki Bronze. Yrjö Miettinen wurde Sechster. Im Alter von 59 Jahren trat im Trapschießen nach 28 Jahren Pause noch einmal Konrad Huber an. Er belegte Platz 5. Ebenfalls Fünfter wurde Pentti Linnosvuo mit der Schnellfeuerpistole. Mit der freien Pistole wurde Klaus Lahti Siebter.
1956 gewann Vilho Ylönen eine weitere Bronzemedaille im Dreistellungskampf mit dem freien Gewehr. Jorma Taitto wurde Vierter. Mit dem Kleinkalibergewehr erreichte Ylönen Platz 5 im Dreistellungskampf. Mit der freien Pistole wurde Pentti Linnosvuo erster Olympiasieger Finnlands im Schießen. Mit der Schnellfeuerpistole erreichte er Platz 4, Kalle Sievänen wurde Siebter. 1960 gewann Linnosvuo Silber mit der Schnellfeuerpistole. Ylönen wurde Vierter im Dreistellungskampf mit dem freien Gewehr, in der gleichen Disziplin mit dem Kleinkalibergewehr wurde Esa Kervinen Sechster. 1964 gelang ihm die gleiche Platzierung mit dem freien Gewehr. In Tokio wurden zwei finnische Schützen Olympiasieger. Linnosvuo gewann mit der Schnellfeuerpistole, Väinö Markkanen mit der freien Pistole.
1968 blieben die Finnen erfolglos. Die einzige vordere Platzierung erreichte mit Platz 9 mit der freien Pistole Matti Patteri. 1972 erreichte Jaakko Minkkinen im Dreistellungskampf mit dem freien Gewehr Platz 6. In Montreal 1976 konnte sich kein finnischer Schütze vorne platzieren. 1980 hingegen scheiterten die Schützen nur knapp an den Medaillenrängen. Mit dem Kleinkalibergewehr wurde Mauri Räppänen Vierter im Dreistellungskampf, Timo Hagman Fünfter im Liegendanschlag. Im Wettbewerb auf die laufende Scheibe erreichte Jorma Lievonen Platz 6, im Trapschießen wurde Ari Westergård Achter. Bei den Pistolenschützen erreichten Seppo Saarenpää Platz 5 und Paavo Palokangas Platz 8 mit der freien Pistole.
Eine Medaille konnte erst nach 20 Jahren, 1984 in Los Angeles, gewonnen werden. Mit der Schnellfeuerpistole gewann Rauno Bies Bronze. Paavo Palokangas wiederholte Platz 8 mit der freien Pistole. Jorma Lievonen wurde im Schießen auf die laufende Scheibe Siebter, Timo Nieminen im Trapschießen Vierter. Bei den Frauen erreichte Sirpa Ylönen Platz 8 mit dem Luftgewehr. 1988 konnten sich nur Matti Nummela mit Platz 8 im Trapschießen und Pirjo Peltola mit Platz 5 mit dem Luftgewehr vorne platzieren.
Auch 1992 konnten keine Medaillen gewonnen werden. Mit der Luftpistole wurde Sakari Paasonen Fünfter. Juha Hirvi trat mit dem Kleinkalibergewehr an und belegte Platz 4 im Dreistellungskampf sowie Platz 6 im Liegendanschlag. 1996 wurde Krister Holmberg Sechster im Schießen auf die laufende Scheibe. Im Doppeltrap erreichte Riitta-Mari Murtoniemi Platz 5.
2000 gewann Juha Hirvi Silber im Dreistellungskampf mit dem Kleinkalibergewehr. Im Schießen auf die laufende Scheibe wurde Pasi Wedman Vierter. In Athen 2004 gewann Marko Kemppainen Silber im Skeetschießen. Die erste Medaille der Frauen im Schießen und zugleich der erste Olympiasieg nach 44 Jahren erreichte 2008 in Peking Satu Mäkelä-Nummela, die das Trapschießen gewann. Mit dem Luftgewehr gewann Henri Häkkinen Bronze. Juha Hirve belegte Rang 7 im Liegendanschlag mit dem Kleinkalibergewehr. Die gleiche Platzierung erreichte Mira Nevansuu mit der Luftpistole. 2012 in London wurde Mäkelä-Nummela Siebte im Trapschießen, Kai Jahnsson belegte Platz 8 mit der Luftpistole.
| Name                | Spiele         | Disziplin           | Anmerkung                      |
| ------------------- | -------------- | ------------------- | ------------------------------ |
| Pentti Linnosvuo    | 1956 Melbourne | freie Pistole       | erster Olympiasieg im Schießen |
| Pentti Linnosvuo    | 1964 Tokio     | Schnellfeuerpistole |                                |
| Väinö Markkanen     | 1964 Tokio     | freie Pistole       |                                |
| Satu Mäkelä-Nummela | 2008 Peking    | Trap                |                                |

| Name                                                                           | Spiele         | Disziplin                               | Anmerkung |
| ------------------------------------------------------------------------------ | -------------- | --------------------------------------- | --------- |
| Nestori Toivonen Robert Tikkanen Magnus Wegelius Yrjö Kolho Kaarlo Lappalainen | 1920 Antwerpen | Laufende Scheibe Einzelschuß Mannschaft |           |
| Konrad Huber                                                                   | 1924 Paris     | Trap Einzel                             |           |
| Pauli Janhonen                                                                 | 1948 London    | Kleinkalibergewehr Dreistellungskampf   |           |
| Vilho Ylönen                                                                   | 1952 Helsinki  | Kleinkalibergewehr Dreistellungskampf   |           |
| Pentti Linnosvuo                                                               | 1960 Rom       | Schnellfeuerpistole                     |           |
| Juha Hirvi                                                                     | 2000 Sydney    | Kleinkalibergewehr Dreistellungskampf   |           |
| Marko Kemppainen                                                               | 2004 Athen     | Skeet                                   |           |

| Name                                                                                  | Spiele           | Disziplin                               | Anmerkung                          |
| ------------------------------------------------------------------------------------- | ---------------- | --------------------------------------- | ---------------------------------- |
| Nestori Toivonen                                                                      | 1912 Stockholm   | Laufende Scheibe Einzel                 | erster Medaillengewinn im Schießen |
| Nestori Toivonen Iivar Väänänen Axel Fredrik Londen Ernst Rosenqvist                  | 1912 Stockholm   | Laufende Scheibe Mannschaft             |                                    |
| Nestori Toivonen Robert Tikkanen Magnus Wegelius Yrjö Kolho Vilho Vauhkonen           | 1920 Antwerpen   | Laufende Scheibe Doppelschuß Mannschaft |                                    |
| Vilho Vauhkonen Veli Nieminen Magnus Wegelius Voitto Kolho Kaarlo Lappalainen         | 1920 Antwerpen   | Armeegewehr liegend Mannschaft          |                                    |
| Konrad Huber Robert Huber Magnus Wegelius Werner Ekman Robert Tikkanen Georg Nordblad | 1924 Paris       | Trap Mannschaft                         |                                    |
| Lennart Hannelius                                                                     | 1924 Paris       | Schnellfeuerpistole                     |                                    |
| Tauno Mäki                                                                            | 1952 Helsinki    | Laufende Scheibe                        |                                    |
| Vilho Ylönen                                                                          | 1956 Melbourne   | freies Gewehr Dreistellungskampf        |                                    |
| Rauno Bies                                                                            | 1984 Los Angeles | Schnellfeuerpistole                     |                                    |
| Henri Häkkinen                                                                        | 2008 Peking      | Luftgewehr                              |                                    |

#### Schwimmen
| Gelbes Symbol für Goldmedaillen mit stilisierten Olympischen Ringen | Graues Symbol für Silbermedaillen mit stilisierten Olympischen Ringen | Braundes Symbol für Bronzemedaillen mit stilisierten Olympischen Ringen |
| ------------------------------------------------------------------- | --------------------------------------------------------------------- | ----------------------------------------------------------------------- |
| —                                                                   | 1                                                                     | 4                                                                       |

Seit 1908 sind Schwimmer Teil der finnischen Olympiamannschaften. Die ersten Medaillen, zwei Mal Bronze, gewann 1920 in Antwerpen Arvo Aaltonen über 200 und 400 Meter Brust. Erst 1960 in Rom stellte sich wieder ein Erfolg ein. Die 200-Meter-Freistilstaffel der Männer wurde Fünfte. 1964 schwamm Eila Pyrhönen über 100 Meter Schmetterling auf Platz 4.
72 Jahre nach den Bronzemedaillen von Arvo Aaltonen konnte Antti Kasvio Bronze über 200 Meter Freistil gewinnen. Jani Sievinen scheiterte über 200 Meter Lagen mit Platz 4 nur knapp an den Medaillenrängen. 1996 hingegen schwamm er zur Silbermedaille. Im Finale 2000 wurde er Achter. 2008 schwamm Hanna-Maria Seppälä auf Platz 4 über 100 Meter Freistil.
| Name          | Spiele       | Disziplin       | Anmerkung |
| ------------- | ------------ | --------------- | --------- |
| Jani Sievinen | 1996 Atlanta | 200 Meter Lagen |           |

| Name           | Spiele         | Disziplin   | Anmerkung |
| -------------- | -------------- | ----------- | --------- |
| Arvo Aaltonen  | 1920 Antwerpen | 200 m Brust |           |
| Arvo Aaltonen  | 1920 Antwerpen | 400 m Brust |           |
| Antti Kasvio   | 1992 Barcelona | 400 m Brust |           |
| Matti Mattsson | 2020 Tokio     | 200 m Brust |           |

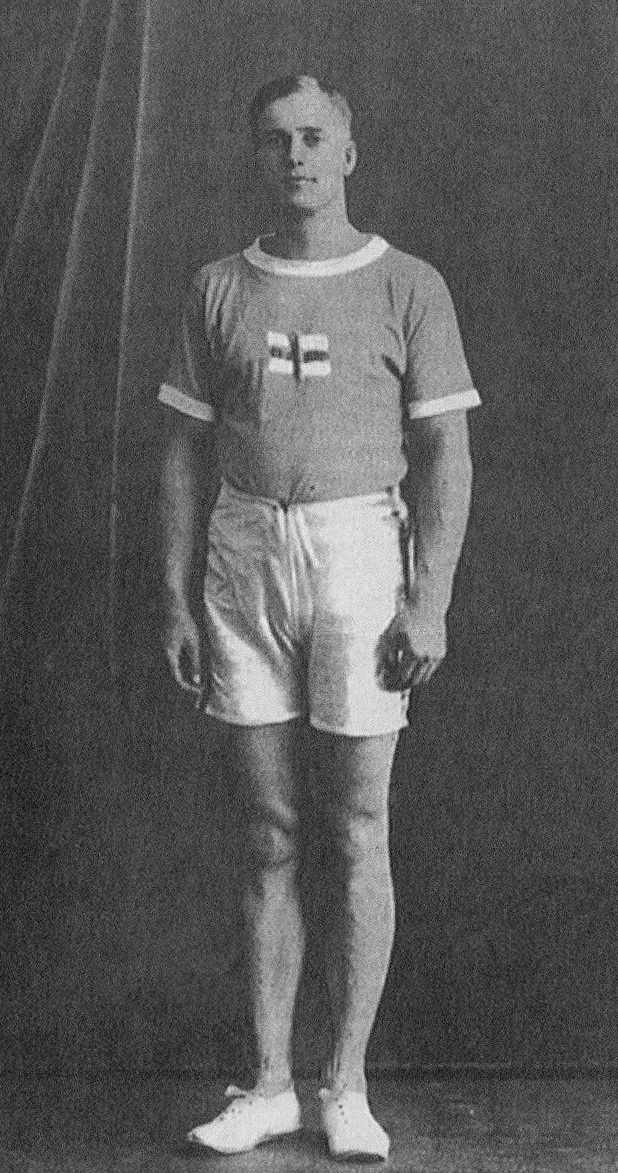
Arvo Aaltonen, mit zwei Mal Bronze 1920, Finnlands erster Medaillengewinner im Schwimmen
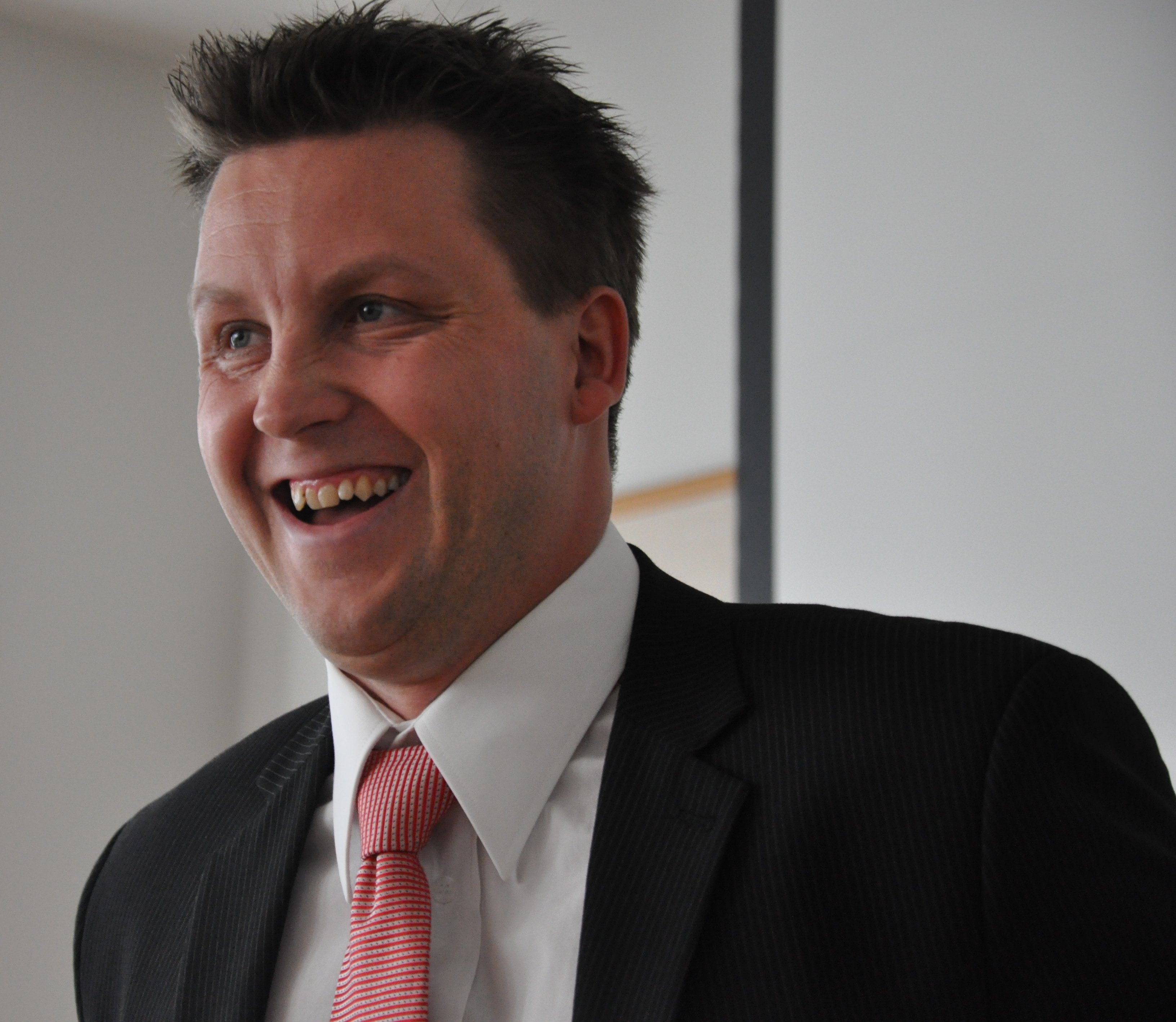
Jani Sievinen, Silber 1996

#### Segeln
| Gelbes Symbol für Goldmedaillen mit stilisierten Olympischen Ringen | Graues Symbol für Silbermedaillen mit stilisierten Olympischen Ringen | Braundes Symbol für Bronzemedaillen mit stilisierten Olympischen Ringen |
| ------------------------------------------------------------------- | --------------------------------------------------------------------- | ----------------------------------------------------------------------- |
| 2                                                                   | 2                                                                     | 7                                                                       |

An olympischen Segelregatten nehmen finnische Segler seit 1912 teil. Die erste Medaille gewann 1912 die Heatherbell mit Bronze in der 12-Meter-Klasse. Hier waren jedoch nur drei Boote am Start. Die Nina konnte in der 10-Meter-Klasse Silber gewinnen, die Lucky Girl (gestartet als Lucky Girl 1) in der 8-Meter-Klasse eine weitere Bronzemedaille. Hier wurde die Örn (Örn 2) Vierte. Hans Dittmar segelte 1924 im Monotyp 1924 auf den Bronzeplatz. Ebenfalls Bronze gewann 1928 Bertel Broman mit der 12-Fuß-Jolle. 1936 erreichte das finnische Boot der 8-Meter-Klasse, die Sheerio, Platz 5.
Bei den heimischen Sommerspielen 1952 gewann das Boot der 6-Meter-Klasse, die Ralia, Bronze. Die Brüder Peter und Hendrik Tallberg erreichten 1964 mit dem Starboot Platz 4. 1980 gelang der erste Olympiasieg im Segeln. Esko Rechardt gewann im Finn-Dinghy Gold. Georg Tallberg und Jouko Lindgren segelten im 470er zur Bronzemedaille.
Das Schwester-Duo Annika und Bettina Lemström scheiterten 1988 im 470er mit Platz 4 nur knapp an einem Medaillengewinn. Ebenso erging es 1992 Mika Aarnikka und Petri Leskinen, die ebenfalls im 470er auch auf Platz 4 segelten. Das gleiche Resultat erzielten sie 1996. Bei der Segelregatta vor Sydney 2000, schafften Jyrki Järvi und Thomas Johanson im 49er den Olympiasieg. In der Europe-Klasse der Frauen segelte Sari Multala auf Platz 5. Das gleiche Ergebnis schaffte sie auch 2004. 2012 gewann Tuuli Petäjä im Windsurfen der Frauen Silber. In der Elliott-6-m-Klasse erreichte das finnische Boot den Bronzerang. 2016 wurde Tuula Tenkanen im Laser Radial Fünfte.
| Name                        | Spiele       | Disziplin   | Anmerkung                      |
| --------------------------- | ------------ | ----------- | ------------------------------ |
| Esko Rechardt               | 1980 Tallinn | Finn-Dinghy | erster Olympiasieg im Schießen |
| Jyrki Järvi Thomas Johanson | 2000 Sydney  | 49er        |                                |

| Name         | Spiele         | Disziplin       | Anmerkung |
| ------------ | -------------- | --------------- | --------- |
| Nina         | 1912 Stockholm | 10-Meter-Klasse |           |
| Tuuli Petäjä | 2012 Weymouth  | Windsurfen      |           |

| Name                                       | Spiele         | Disziplin       | Anmerkung                        |
| ------------------------------------------ | -------------- | --------------- | -------------------------------- |
| Heatherbell                                | 1912 Stockholm | 12-Meter-Klasse | erster Medaillengewinn im Segeln |
| Lucky Girl 1                               | 1912 Stockholm | 8-Meter-Klasse  |                                  |
| Hans Dittmar                               | 1924 Meulan    | Monotyp 1924    |                                  |
| Bertel Broman                              | 1928 Amsterdam | 12-Fuß-Jolle    |                                  |
| Ralia                                      | 1952 Helsinki  | 6-Meter-Klasse  |                                  |
| Georg Tallberg Jouko Lindgren              | 1980 Tallinn   | 470er           |                                  |
| Silja Lehtinen Silja Kanerva Mikaela Wulff | 2012 Weymouth  | Elliott 6 m     |                                  |

#### Taekwondo
| Gelbes Symbol für Goldmedaillen mit stilisierten Olympischen Ringen | Graues Symbol für Silbermedaillen mit stilisierten Olympischen Ringen | Braundes Symbol für Bronzemedaillen mit stilisierten Olympischen Ringen |
| ------------------------------------------------------------------- | --------------------------------------------------------------------- | ----------------------------------------------------------------------- |
| —                                                                   | —                                                                     | —                                                                       |

Im Taekwondo nehmen finnische Athleten seit der Aufnahme der Sportart ins olympische Programm 2000 teil. Erfolge blieben bislang aus.

#### Tennis
| Gelbes Symbol für Goldmedaillen mit stilisierten Olympischen Ringen | Graues Symbol für Silbermedaillen mit stilisierten Olympischen Ringen | Braundes Symbol für Bronzemedaillen mit stilisierten Olympischen Ringen |
| ------------------------------------------------------------------- | --------------------------------------------------------------------- | ----------------------------------------------------------------------- |
| —                                                                   | —                                                                     | —                                                                       |

Tennis war bis 1924 olympische Sportart und kehrte erst 1988 wieder zurück ins olympische Programm. Die ersten finnischen Tennisspieler traten 1924 an. Im Herren-Einzel scheiterte Esse Schybergson schon in der ersten Runde am Schweizer Maurice Ferrier. Erfolge blieben auch nach Wiederaufnahme der Sportart Mangelware.

#### Tischtennis
| Gelbes Symbol für Goldmedaillen mit stilisierten Olympischen Ringen | Graues Symbol für Silbermedaillen mit stilisierten Olympischen Ringen | Braundes Symbol für Bronzemedaillen mit stilisierten Olympischen Ringen |
| ------------------------------------------------------------------- | --------------------------------------------------------------------- | ----------------------------------------------------------------------- |
| —                                                                   | —                                                                     | —                                                                       |

Tischtennis wurde 1988 olympische Sportart. Der erste finnische Spieler trat erst 2016 an und blieb erfolglos.

#### Turnen
| Gelbes Symbol für Goldmedaillen mit stilisierten Olympischen Ringen | Graues Symbol für Silbermedaillen mit stilisierten Olympischen Ringen | Braundes Symbol für Bronzemedaillen mit stilisierten Olympischen Ringen |
| ------------------------------------------------------------------- | --------------------------------------------------------------------- | ----------------------------------------------------------------------- |
| 8                                                                   | 5                                                                     | 12                                                                      |

Die ersten finnischen Turner nahmen 1908 in London teil. Hier konnte die Mehrkampf-Mannschaft mit Bronze gleich die erste Turnmedaille des Landes gewinnen. Mit Magnus Wegelius stand ein Turner im Team, der 1920 und 1924 als Sportschütze eine Silber- und drei Bronzemedaillen gewinnen sollte. Auch Veli Nieminen war 1920 und 1924 als Sportschütze für Finnland tätig. Er gewann eine Bronzemedaille. Aarne Salovaara war 1908 auch als Leichtathlet im Diskus- und Speerwurf aktiv. Im Speerwurf wurde er Vierter. Kaarlo Soinio nahm 1912 am olympischen Fußballturnier teil. Im freien Turnen gewann Finnland 1912 eine Silbermedaille in der Teamwertung. Mit Lauri Tanner stand auch hier ein Fußballer im finnischen Team.
1928 in Amsterdam kam die Mannschaft im Mehrkampf auf Platz 5. Heikki Savolainen gewann mit Bronze am Pauschenpferd seine erste Olympiamedaille. Mauri Nyberg wurde Fünfter an den Ringen. Eine Silber- und drei Bronzemedaillen gewann Savolainen 1932 in Los Angeles. Die Silbermedaille erhielt er für seine Leistungen am Reck, Bronze am Barren und im Einzelmehrkampf sowie mit der Mehrkampfmannschaft. Eine weitere Bronzemedaille gewann Einari Teräsvirta am Reck. Am Barren wurde Mauri Nyberg Vierter, Teräsvirta gelang diese Platzierung im Pferdsprung.
1936 wurde Aleksanteri Saarvala erster Turnolympiasieger Finnlands. Er siegte am Reck, Savolainen belegte Platz 5 vor seinen Teamkameraden Ilmari Pakarinen und Martti Uosikkinen. Uosikkinen wurde am Pauschenpferd Vierter, im Einzelmehrkampf Fünfter und im Pferdsprung Sechster. Das finnische Team konnte im Mannschaftsmehrkampf die Bronzemedaille gewinnen.
1948 wurde die Mehrkampfmannschaft Olympiasieger. Im Einzelmehrkampf siegte Veikko Huhtanen, Paavo Aaltonen holte Bronze. Im Pferdsprung siegte Aaltonen vor seinem Teamkameraden Olavi Rove. Veikko Huhtanen holte Silber am Barren und Bronze am Reck mit Aleksanteri Saarvala auf Platz 4. Eine besondere Konstellation ergab sich am Pauschenpferd. Sowohl Savolainen als auch Huhtanen und Aaltonen erzielten die gleiche Gesamtpunktzahl (38,70). Alle drei wurden zu Olympiasiegern erklärt.
1948 gewann das Mehrkampfteam der Männer Bronze. Mannschaftsmitglied war der 44-jährige Heikki Savolainen, der bei seinen fünften Olympischen Spielen seine sechste Medaille gewann und damit der von der Anzahl der Medaillen erfolgreichste Turner bei Olympischen Spielen war. Am Reck erreichte er Platz 4, Onni Lappalainen wurde am Boden Fünfter. Die Frauenmannschaft belegte im Mehrkampf Platz 5. Auch 1956 gewann die Männermannschaft Bronze.
1960 wurde Eugen Ekman Olympiasieger am Pauschenpferd. Hannu Rantakari holte 1964 im Pferdsprung Bronze. 1968 folgte eine Silbermedaille durch Onni Eino Laiho am Pauschenpferd. 1972 nahm für 20 Jahre der letzte finnische Turner teil. Die weiteren Teilnahmen ab 1992 blieben erfolglos.
| Name                    | Spiele      | Disziplin            | Anmerkung                    |
| ----------------------- | ----------- | -------------------- | ---------------------------- |
| Aleksanteri Saarvala    | 1936 Berlin | Reck                 | erster Olympiasieg im Turnen |
| Veikko Huhtanen         | 1948 London | Mehrkampf Einzel     |                              |
| Paavo Aaltonen          | 1948 London | Pferdsprung          |                              |
| Paavo Aaltonen          | 1948 London | Pauschenpferd        |                              |
| Veikko Huhtanen         | 1948 London | Pauschenpferd        |                              |
| Heikki Savolainen       | 1948 London | Pauschenpferd        |                              |
| Turn-Nationalmannschaft | 1948 London | Mehrkampf Mannschaft |                              |
| Eugen Ekman             | 1960 Rom    | Pauschenpferd        |                              |

| Name                    | Spiele            | Disziplin               | Anmerkung |
| ----------------------- | ----------------- | ----------------------- | --------- |
| Turn-Nationalmannschaft | 1912 Stockholm    | Mehrkampf freies System |           |
| Heikki Savolainen       | 1932 Los Angeles  | Reck                    |           |
| Veikko Huhtanen         | 1948 London       | Barren                  |           |
| Olavi Rove              | 1948 London       | Pferdsprung             |           |
| Olli Eino Laiho         | 1968 Mexiko-Stadt | Pauschenpferd           |           |

| Name                    | Spiele           | Disziplin            | Anmerkung                        |
| ----------------------- | ---------------- | -------------------- | -------------------------------- |
| Turn-Nationalmannschaft | 1908 London      | Mehrkampf Mannschaft | erster Medaillengewinn im Segeln |
| Heikki Savolainen       | 1928 Amsterdam   | Pauschenpferd        |                                  |
| Turn-Nationalmannschaft | 1932 Los Angeles | Mehrkampf Mannschaft |                                  |
| Heikki Savolainen       | 1932 Los Angeles | Mehrkampf Einzel     |                                  |
| Heikki Savolainen       | 1932 Los Angeles | Barren               |                                  |
| Einari Teräsvirta       | 1932 Los Angeles | Reck                 |                                  |
| Turn-Nationalmannschaft | 1936 Berlin      | Mehrkampf Mannschaft |                                  |
| Paavo Aaltonen          | 1948 London      | Mehrkampf Einzel     |                                  |
| Veikko Huhtanen         | 1948 London      | Reck                 |                                  |
| Turn-Nationalmannschaft | 1952 Helsinki    | Mehrkampf Mannschaft |                                  |
| Turn-Nationalmannschaft | 1956 Melbourne   | Mehrkampf Mannschaft |                                  |
| Hannu Rantakari         | 1964 Tokio       | Pferdsprung          |                                  |

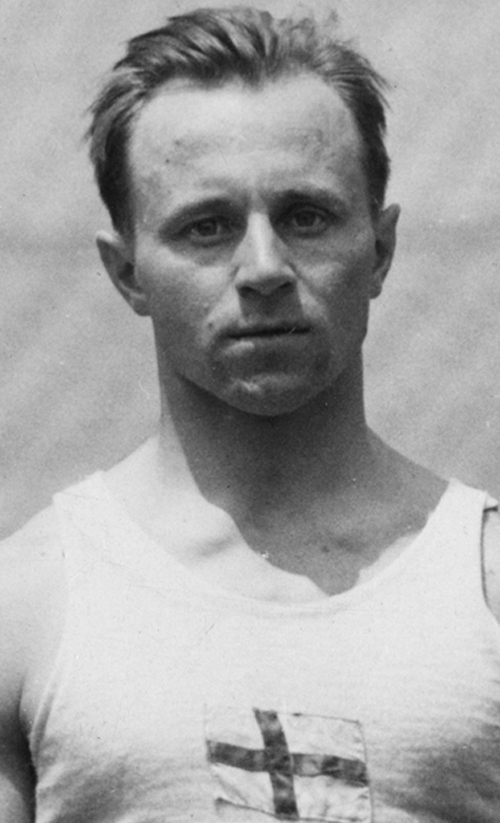
Heikki Savolainen, Doppelolympiasieger 1948, Silber 1932, vier Bronzemedaillen 1932 sowie jeweils eine 1936 und 1952
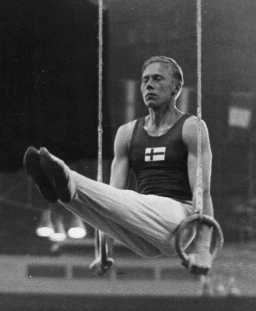
Veikko Huhtanen, dreifacher Olympiasieger 1948
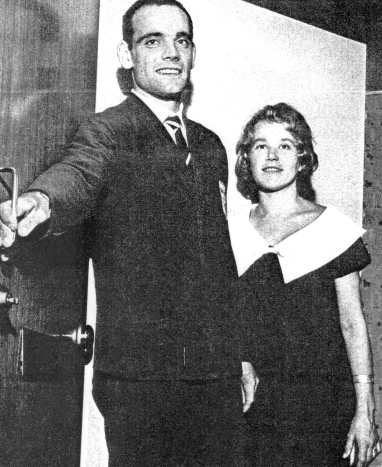
Eugen Ekman, Olympiasieger 1960, mit seiner Ehefrau
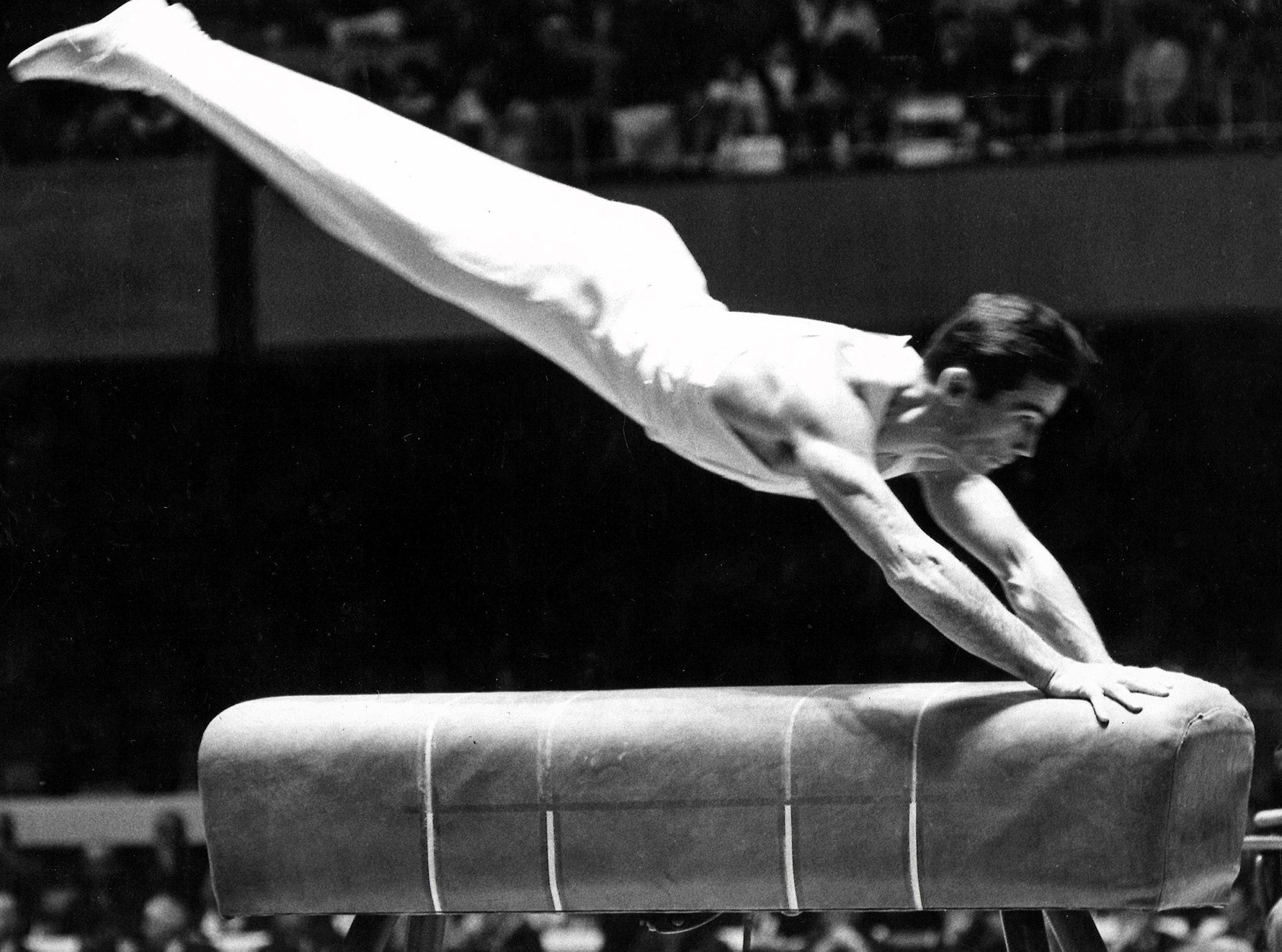
Hannu Rantakari, Bronze 1964

#### Wasserspringen
| Gelbes Symbol für Goldmedaillen mit stilisierten Olympischen Ringen | Graues Symbol für Silbermedaillen mit stilisierten Olympischen Ringen | Braundes Symbol für Bronzemedaillen mit stilisierten Olympischen Ringen |
| ------------------------------------------------------------------- | --------------------------------------------------------------------- | ----------------------------------------------------------------------- |
| —                                                                   | —                                                                     | —                                                                       |

Der erste finnische Wasserspringer trat 1908 an. Toivo Aro wurde 1912 im Turmspringen Fünfter. Die gleiche Platzierung erreichte Yrjö Valkama 1920. Auch Ada Onnela wurde 1928 Fünfte vom Turm. Alle weiteren Teilnahmen blieben in der Folgezeit erfolglos.

### Winterspiele

#### Biathlon
| Gelbes Symbol für Goldmedaillen mit stilisierten Olympischen Ringen | Graues Symbol für Silbermedaillen mit stilisierten Olympischen Ringen | Braundes Symbol für Bronzemedaillen mit stilisierten Olympischen Ringen |
| ------------------------------------------------------------------- | --------------------------------------------------------------------- | ----------------------------------------------------------------------- |
| —                                                                   | 5                                                                     | 2                                                                       |

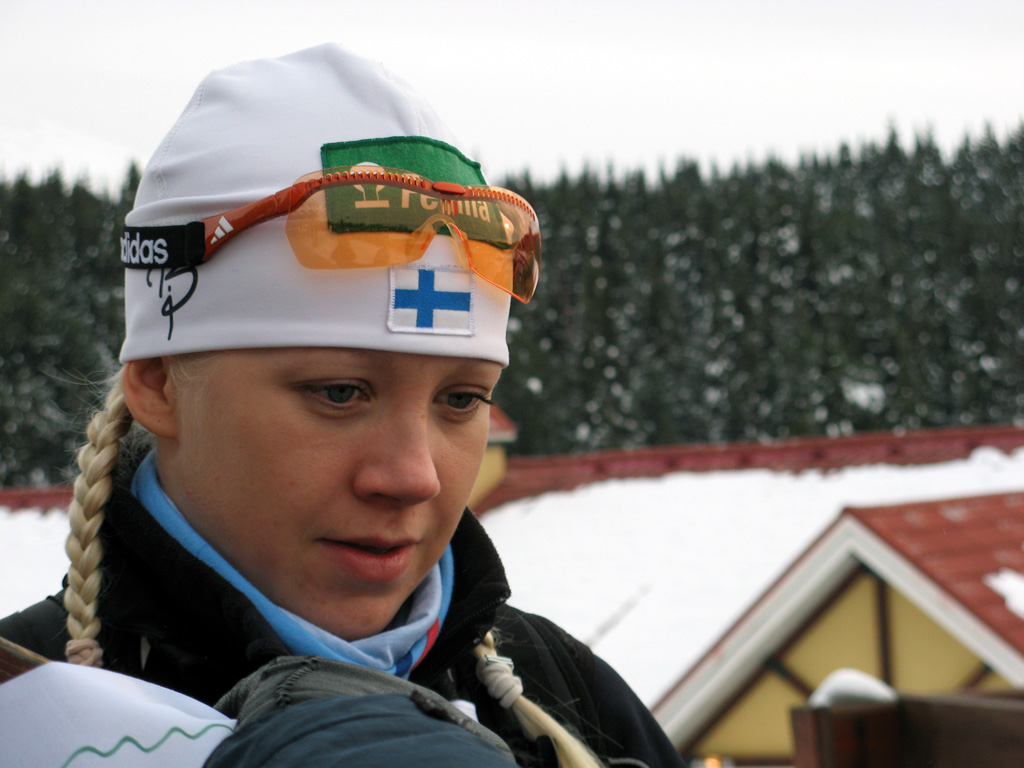
Kaisa Mäkäräinen

Seit 1960 ist Finnland beim olympischen Biathlon vertreten. Gleich bei der ersten Teilnahme gewann Antti Tyrväinen mit Silber über 20 Kilometer die erste finnische Medaille im Biathlon. 1968 wurde Arvo Kinnari Fünfter über 20 Kilometer. Die Staffel erreichte ebenfalls Platz 5. 1972 konnte die Staffel dann auf den Silberplatz vorlaufen. Im Einzel über 20 Kilometer erreichten Yrjö Salpakari Platz 5 und Esko Saira Platz 6. 1976 wiederholte die Staffel ihren Silbergewinn. Im Einzel über 20 Kilometer gewann Heikki Ikola ebenfalls Silber, Esko Saira wurde Sechster.
1980 erreichte Erkki Antila nach 20 Kilometern das Ziel als Fünfter. Erst 1992 in Albertville konnte ein Medaillengewinn gefeiert werden. Im Sprint gewann Harri Eloranta Bronze. Über 20 Kilometer wurde er Fünfter, Vesa Hietalahti Sechster. Die Frauenstaffel belegte Platz 5. 1994 wurde die Männerstaffel Fünfte. 1998 holte Ville Räikkönen Bronze im Sprint. 2006 lief Paavo Puurunen im Massenstart auf Platz 4. Kaisa Mäkäräinen 2014 Sechste im Massenstart. Die gemischte Staffel erreichte 2018 Platz 6.
| Name                                                       | Spiele            | Disziplin    | Anmerkung                          |
| ---------------------------------------------------------- | ----------------- | ------------ | ---------------------------------- |
| Yrjö Salpakari Esko Saira Mauri Röppänen Juhani Suutarinen | 1960 Squaw Valley | 20 Kilometer | erster Medaillengewinn im Biathlon |
| Antti Tyrväinen                                            | 1960 Squaw Valley | 20 Kilometer |                                    |
| Esko Saira Juhani Suutarinen Heikki Ikola Mauri Röppänen   | 1972 Sapporo      | Staffel      |                                    |
| Heikki Ikola                                               | 1976 Innsbruck    | 20 Kilometer |                                    |
| Henrik Flöjt Esko Saira Juhani Suutarinen Heikki Ikola     | 1976 Innsbruck    | Staffel      |                                    |

| Name            | Spiele           | Disziplin | Anmerkung |
| --------------- | ---------------- | --------- | --------- |
| Harri Eloranta  | 1992 Albertville | Sprint    |           |
| Ville Räikkönen | 1998 Nagano      | Sprint    |           |

#### Curling
| Gelbes Symbol für Goldmedaillen mit stilisierten Olympischen Ringen | Graues Symbol für Silbermedaillen mit stilisierten Olympischen Ringen | Braundes Symbol für Bronzemedaillen mit stilisierten Olympischen Ringen |
| ------------------------------------------------------------------- | --------------------------------------------------------------------- | ----------------------------------------------------------------------- |
| —                                                                   | 1                                                                     | —                                                                       |

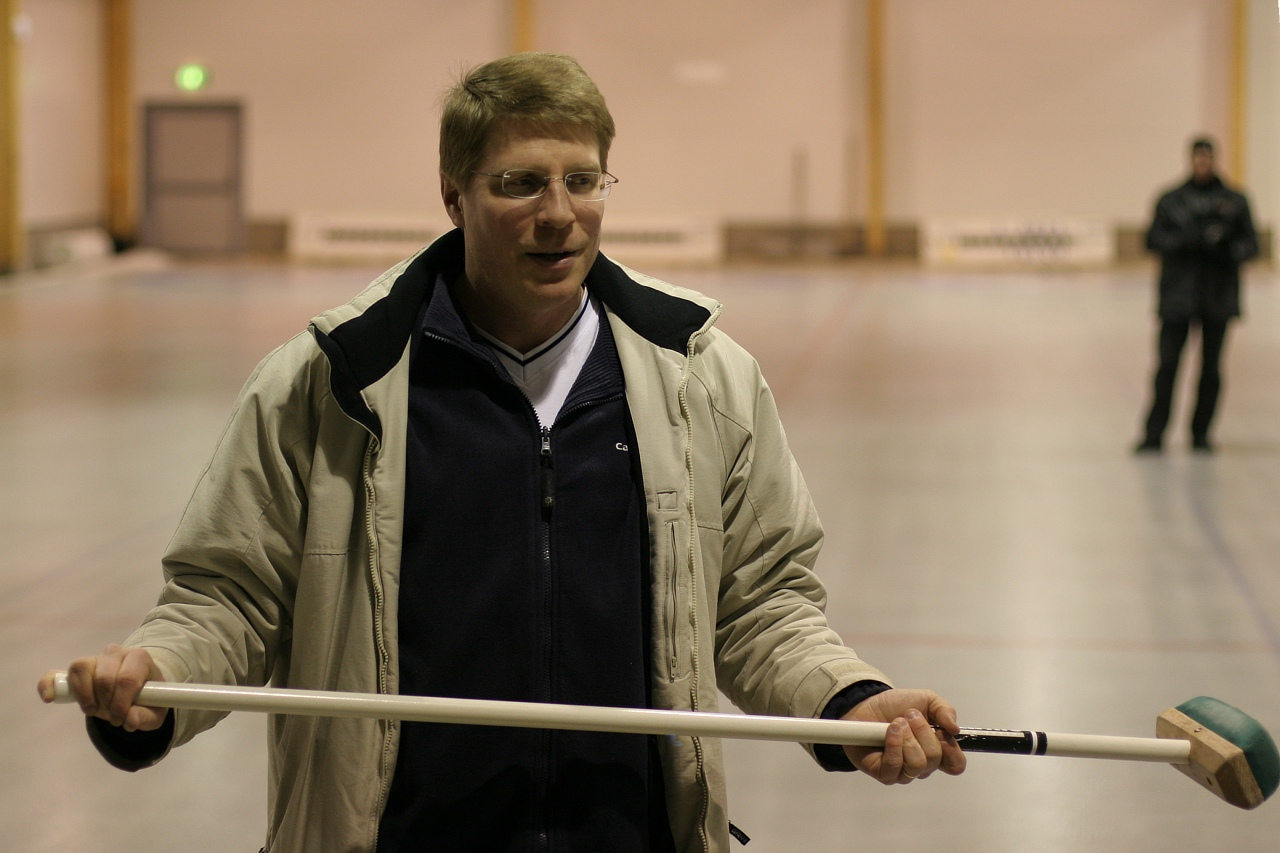
Skip Markku Uusipaavalniemi, Silber 2006

Im seit 1998 olympischen Curling nehmen finnische Teams seit 2002 teil. In der Vorrunde gab es für die Männermannschaft vom Oulunkylä CC um Skip Markku Uusipaavalniemi in neun Spielen fünf Siege und vier Niederlagen. Gegen die deutsche Mannschaft unterlag man mit 6:7, die Schweiz wurde 6:5 geschlagen. Rang 5 der Vorrundengruppe bedeutete das Turnieraus.
Erfolgreicher war die Teilnahme 2006. Wieder ging eine Mannschaft des Oulunkylä CC um Skip Markku Uusipaavalniemi an den Start. Die Vorrunde beendete das Team auf Platz 1 nach sieben Siegen in neun Spielen. Gegen die Schweiz kassierte man am ersten Spieltag mit 2:7 die erste Niederlage. Die zweite Vorrundenniederlag gab es am fünften Spieltag mit 2:5 gegen Deutschland. Im Halbfinale wurde das Vereinigte Königreich mit 4:3 geschlagen. Im Finale unterlag die Mannschaft dann Kanada mit 4:10.
Erst 2018 nahmen finnische Curler wieder an einem Turnier teil. Im neu ins olympische Programm genommenen gemischten Doppel gelang dem finnischen Duo in sieben Spielen nur ein Sieg. Gegen die Schweiz verlor man mit 6:7. Als Gruppenletzter schied man damit vorzeitig aus.
| Name                                                           | Spiele     | Disziplin     | Anmerkung                         |
| -------------------------------------------------------------- | ---------- | ------------- | --------------------------------- |
| Markku Uusipaavalniemi Wille Mäkelä Kalle Kiiskinen Teemu Salo | 2006 Turin | Männerturnier | erster Medaillengewinn im Curling |

#### Eishockey
| Gelbes Symbol für Goldmedaillen mit stilisierten Olympischen Ringen | Graues Symbol für Silbermedaillen mit stilisierten Olympischen Ringen | Braundes Symbol für Bronzemedaillen mit stilisierten Olympischen Ringen |
| ------------------------------------------------------------------- | --------------------------------------------------------------------- | ----------------------------------------------------------------------- |
| 1                                                                   | 2                                                                     | 8                                                                       |

Seit 1952 nimmt Finnland an olympischen Eishockeyturnieren teil. In Oslo konnte die Mannschaft 1952 nur zwei ihrer acht Gruppenspiele gewinnen, u. a. mit 5:1 gegen die Mannschaft der Bundesrepublik Deutschland. Gegen die Schweiz kassierte man eine 0:12-Niederlage. In der Abschlusstabelle lag die finnische Mannschaft auf Platz 7. 1960 verlor man beide Gruppenspiele, darunter mit 1:4 gegen die Bundesrepublik. Drei Siege und ein Unentschieden in der Platzierungsrunde bedeuteten abermals Platz 7.
In der Ausscheidungsrunde des Turniers von 1964 schlug Finnland Österreich mit 8:2. In der Finalrunde wurden zwei der sieben Gruppenspiele gewonnen. Die Schweiz wurde mit 4:0 geschlagen, gegen die Bundesrepublik Deutschland verlor man mit 1:2. Das Team belegte in der Abschlusstabelle Platz 6.
Mit drei Siegen, einem Unentschieden und einer Niederlage kam das Team 1968 auf Platz 5. In Grenoble traf man auf beide deutsche Mannschaften. Gegen die DDR gewann man 3:2, gegen die Bundesrepublik 4:1. 1972 gelangen in fünf Spielen nur zwei Siege, neben einem Sieg in der Ausscheidungsrunde. Damit belegte das Team Platz 5.
1976 bot sich ein ähnliches Bild. Wieder gelangen in der Finalrunde nur zwei Siege in fünf Spielen. Gegen die Mannschaft der Bundesrepublik Deutschland hatte man mit 5:3 gewonnen. Zusammen mit der Bundesrepublik und dem Team der USA lag man punktgleich auf Rang 3. Da zur Ermittlung der Platzierung, in diesem Fall die Ermittlung des Bronzemedaillisten, nicht die Tordifferenz, sondern der Torquotient der drei Mannschaften untereinander zur Rate gezogen wurde, belegte Finnland trotz besserer Tordifferenz Rang 4 hinter der Bundesrepublik.
Auch 1980 scheiterte man knapp an einer Medaille. Die Vorrunde wurde nach drei Siegen in fünf Spielen auf Platz 2 beendet. Damit war die finnische Mannschaft für die Finalrunde qualifiziert. Ein Unentschieden reichte jedoch nur für Rang 4. 1984 beendete man die Vorrunde auf Platz 3. Zwei Siege, darunter ein 4:3 über Österreich, und ein Unentschieden reichten nur für das Spiel um Platz 5. Hier traf man auf die Bundesrepublik Deutschland. Nach einer 4:2-Führung nach zwei Dritteln wurde das Spiel noch mit 4:7 verloren.
1988 konnte dann erstmals eine Medaille gewonnen werden. Die Vorrunde schloss man nach drei Siegen und einem Unentschieden auf Platz 1 ab. Die einzige Niederlage kassierte man gleich am ersten Spieltag mit einem 1:2 gegen die Schweiz. In der Finalrunde gewann man mit 8:0 gegen die Bundesrepublik Deutschland. Es folgten eine Niederlage und ein Sieg, was Platz 2 und somit die Silbermedaille bedeutete.
Auch 1992 gelangen Finnland drei Siege und ein Unentschieden in der Vorrunde. Gegen Deutschland gewann man mit 5:1. Diesmal reichte es jedoch nur zu Vorrundenplatz 3. Das Viertelfinale verlor man gegen das Vereinte Team mit 1:6. In den Platzierungsspielen verlor man zunächst gegen Schweden, sicherte sich jedoch mit einem 4:1 über Frankreich Platz 7.
1994 gewann die Mannschaft alle fünf Vorrundenspiele, so u. a. mit 6:2 gegen Österreich und mit 7:1 gegen Deutschland. Im Viertelfinale schlug man die USA mit 6:1. Kanada war im Halbfinale überlegen und besiegte Finnland mit 5:3. Das Spiel um Bronze gegen Russland konnte die finnische Mannschaft mit 4:0 gewinnen.
1998 nahm auch erstmals eine Frauenmannschaft teil. Die Männer starteten in der Zwischenrunde und erreichten nur einen Sieg in drei Spielen. Im Viertelfinale ging es gegen Schweden, Finnland gewann mit 2:1. Das Halbfinale gegen Russland ging mit 4:7 verloren. Im Spiel um Bronze konnte man mit 3:2 gegen Kanada gewinnen. Die Frauen erreichten drei Siege in fünf Vorrundenspielen. Damit war man für das Spiel um Bronze gegen China qualifiziert. Das Spiel wurde mit 4:1 gewonnen.
2002 gewannen die Männer zwei ihrer drei Vorrundenspiele. Im Viertelfinale unterlag man Kanada mit 1:2. Auch die Frauen gewannen zwei ihrer drei Spiele der Vorrunde, u. a. mit 3:1 gegen Deutschland. Das Halbfinale verlor man mit 3:7 gegen Kanada, auch das Spiel um Bronze gegen Schweden ging verloren (1:2). 2006 gewannen die Männer alle fünf Vorrundenspiele. Deutschland wurde mit 2:0, die Schweiz mit 5:0 geschlagen. Das Viertelfinale gegen die USA und auch das Halbfinale gegen Russland wurden gewonnen, im Finale unterlag man dann Schweden mit 2:3. Die Frauen gewannen wie schon 2002 zwei ihrer drei Vorrundenspiele. Deutschland wurde mit 3:0, die Schweiz mit 4:0 geschlagen. Im Halbfinale unterlag man 0:6 gegen Kanada, das Spiel um Bronze ging mit 0:4 gegen die USA verloren.
Zwei Siege, darunter ein 5:0 über Deutschland, in drei Spielen bedeutete für die Männer Platz 2 der Vorrunde. Im Viertelfinale gab es einen 2:0-Sieg über Tschechien. Das Halbfinale gegen die USA ging mit 1:6 verloren. Im Spiel um Bronze besiegte man die Slowakei mit 5:3. Ein ähnliches Bild bot sich im Frauenturnier. Auch hier siegte die Mannschaft zwei Mal in drei Spielen. Im Halbfinale unterlag man Kanada mit 0:5, das Spiel um Bronze gegen Schweden wurde dann mit 3:2 gewonnen.
Auch 2014 in Sotschi gelangen der Männermannschaft zwei Siege in der Vorrunde. Österreich wurde mit 8:4 besiegt. Im Viertelfinale besiegte man Gastgeber Russland mit 3:1 und verlor darauf das Halbfinale gegen Schweden mit 1:2. Das Spiel um Bronze gewann man mit 5:0 gegen die USA. Die Frauen konnten nach zwei Niederlagen in der Vorrunde erst in der Verlängerung die Schweiz mit 4:3 schlagen. Im Viertelfinale unterlag man dann Schweden mit 2:4.
Zwei Siege in der Gruppenphase, darunter ein 5:2 gegen Deutschland, brachten dem Männerteam Platz 2 der Vorrunde ein. In den Playoffs zum Viertelfinale gewann man mit 5:2 gegen Gastgeber Südkorea. Das Viertelfinale gegen Kanada ging 0:1 verloren. Die Frauen hatten mit einem Sieg in drei Spielen einen schwächeren Start. Sie konnten jedoch das Viertelfinale gegen Schweden mit 7:2 gewinnen. Im Halbfinale unterlag man den USA mit 0:5, das Spiel um Bronze gegen die olympischen Athleten aus Russland wurde mit 3:2 gewonnen.
| Name                          | Spiele      | Disziplin     | Anmerkung                       |
| ----------------------------- | ----------- | ------------- | ------------------------------- |
| Nationalmannschaft der Männer | 2022 Peking | Männerturnier | erster Olympiasieg im Eishockey |

| Name                          | Spiele       | Disziplin     | Anmerkung                           |
| ----------------------------- | ------------ | ------------- | ----------------------------------- |
| Nationalmannschaft der Männer | 1988 Calgary | Männerturnier | erster Medaillengewinn im Eishockey |
| Nationalmannschaft der Männer | 2006 Turin   | Männerturnier |                                     |

| Name                          | Spiele           | Disziplin     | Anmerkung |
| ----------------------------- | ---------------- | ------------- | --------- |
| Nationalmannschaft der Männer | 1994 Lillehammer | Männerturnier |           |
| Nationalmannschaft der Männer | 1998 Nagano      | Männerturnier |           |
| Nationalmannschaft der Frauen | 1998 Nagano      | Frauenturnier |           |
| Nationalmannschaft der Männer | 2010 Vancouver   | Männerturnier |           |
| Nationalmannschaft der Frauen | 2010 Vancouver   | Frauenturnier |           |
| Nationalmannschaft der Männer | 2014 Sotschi     | Männerturnier |           |
| Nationalmannschaft der Frauen | 2018 Pyeongchang | Frauenturnier |           |
| Nationalmannschaft der Frauen | 2022 Peking      | Frauenturnier |           |

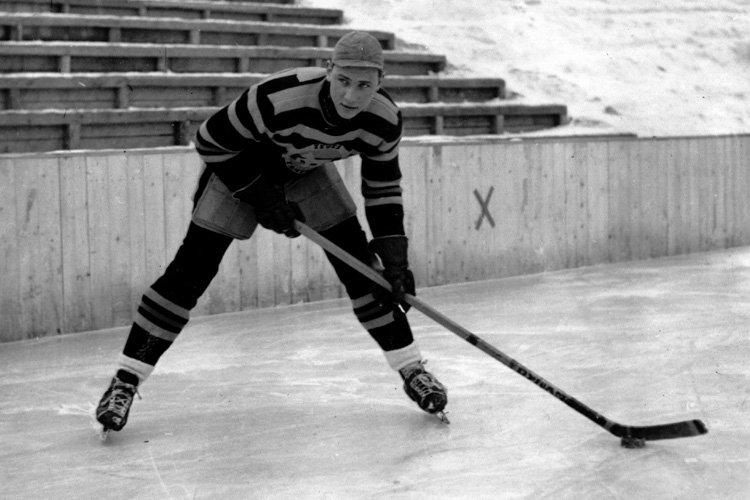
Der Centerspieler Aarne Honkavaara nahm 1952 teil
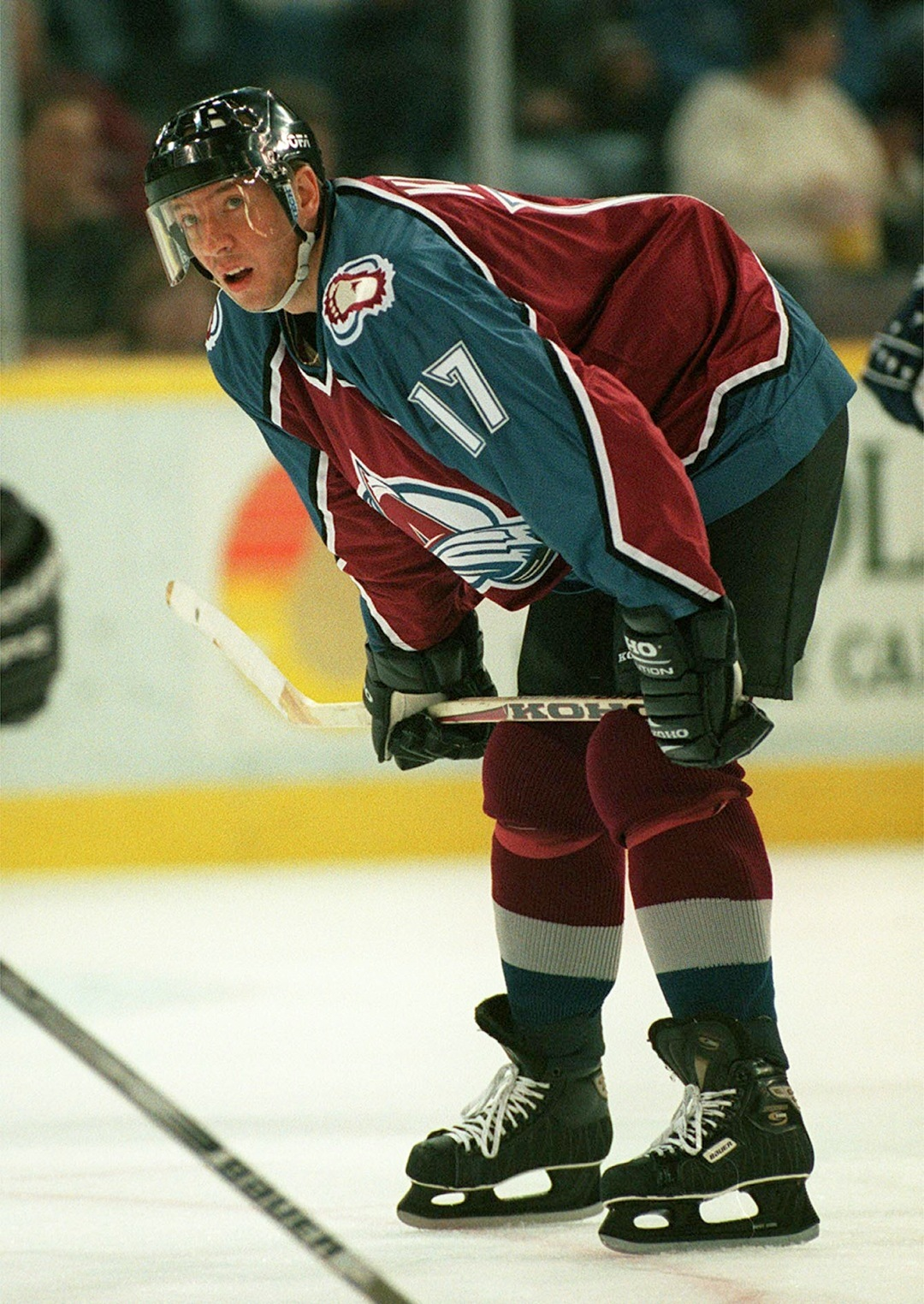
Jari Kurri, Bronze 1998
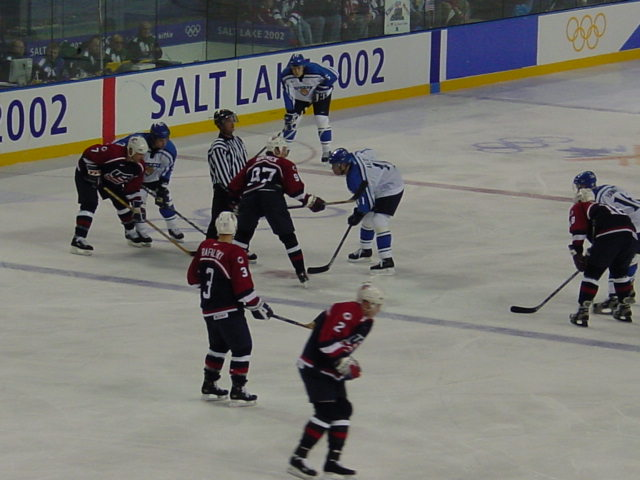
Bully im Vorrundenspiel gegen die USA (rotes Trikot) 2002
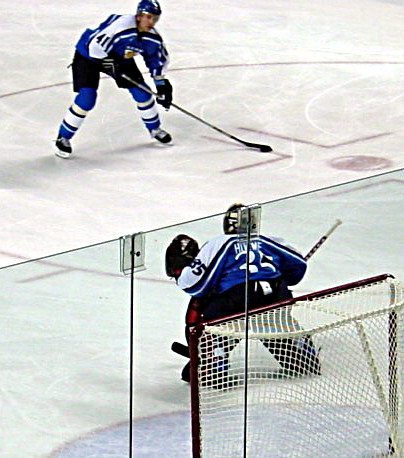
Viertelfinale gegen Kanada 2002: vorne Torhüter Jani Hurme, hinten Antti Aalto
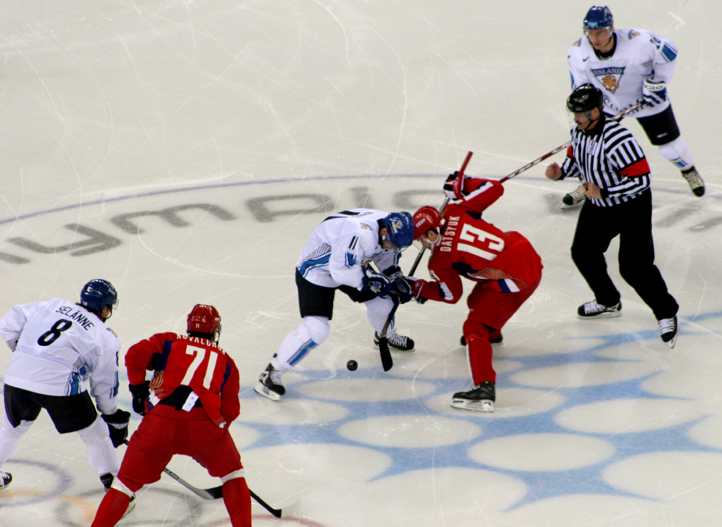
Halbfinale 2006 gegen Russland, Finnland in weiss – vorne Teemu Selänne, in der Mitte Saku Koivu, hinten Jere Lehtinen
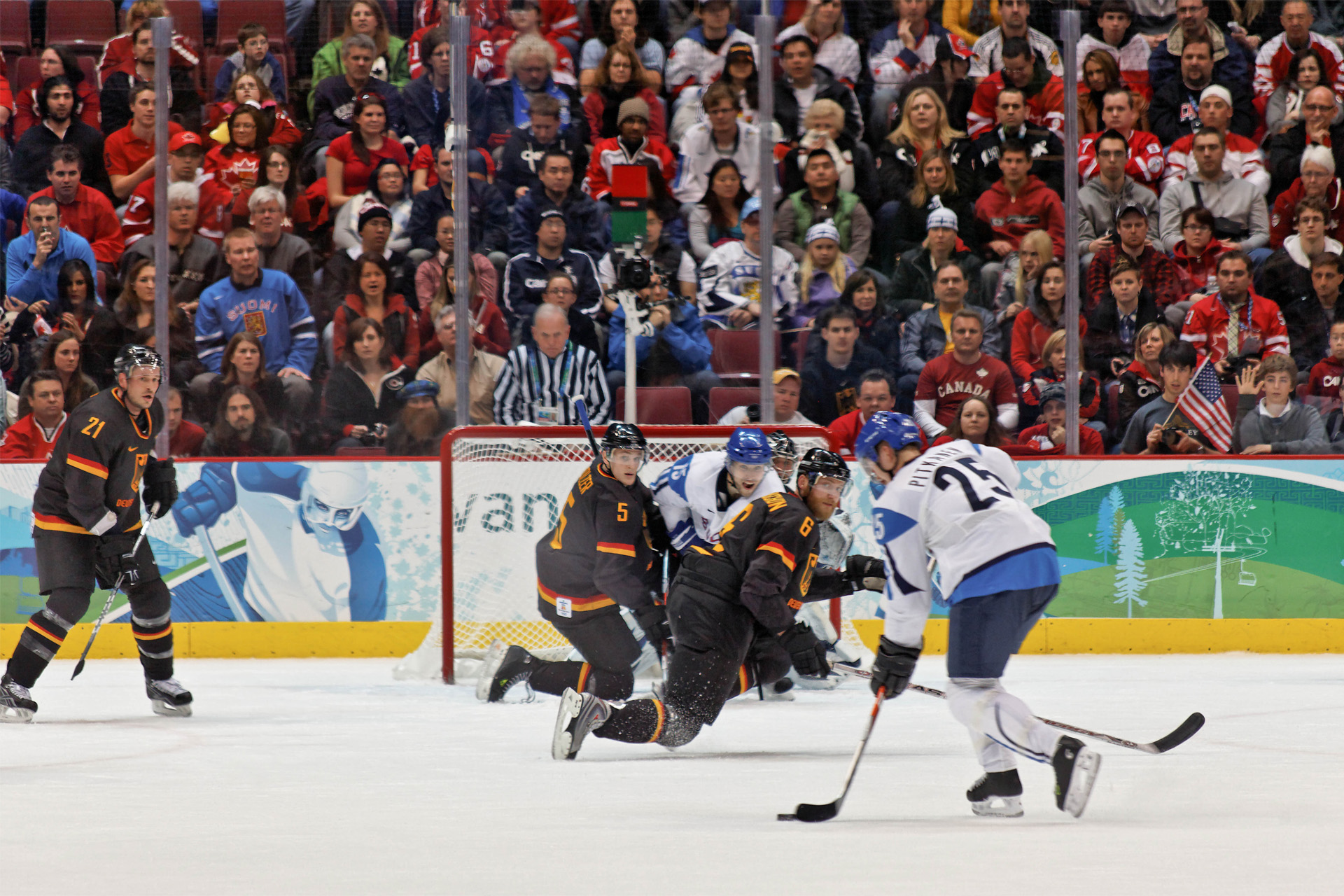
Joni Pitkänen im Angriff gegen Deutschland in der Vorrunde 2010
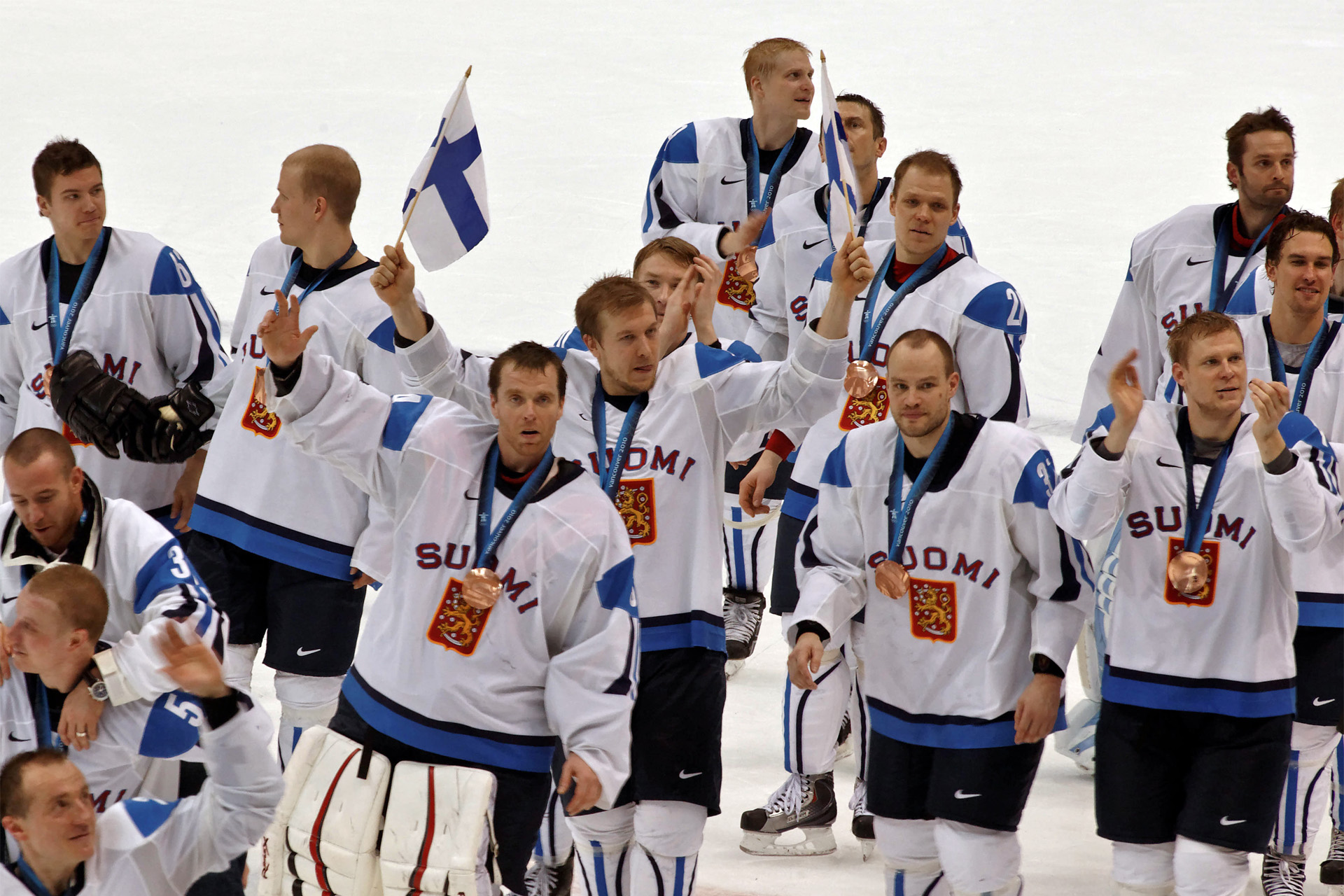
Die Finnen feiern ihre Bronzemedaille 2010

#### Eiskunstlauf
| Gelbes Symbol für Goldmedaillen mit stilisierten Olympischen Ringen | Graues Symbol für Silbermedaillen mit stilisierten Olympischen Ringen | Braundes Symbol für Bronzemedaillen mit stilisierten Olympischen Ringen |
| ------------------------------------------------------------------- | --------------------------------------------------------------------- | ----------------------------------------------------------------------- |
| 1                                                                   | 1                                                                     | —                                                                       |

Eiskunstlauf stand schon 1920 bei den Olympischen Sommerspielen in Antwerpen auf dem Programm. Das Ehepaar Walter und Ludowika Jakobsson wurden im Paarlauf Olympiasieger und gewannen damit die erste finnische Medaille in einer Wintersportart. Ludowika Jakobsson war die erste Frau Finnlands, die eine Olympiamedaille gewinnen konnte. Im Einzel der Männer wurde Sakari Ilmanen Fünfter. In Chamonix bei den ersten offiziellen Winterspielen, gewann das Ehepaar Jakobsson Silber. 1928 belegten sie Rang 5. 1932 wurde Marcus Nikkanen im Einzel der Männer Vierter.
Erst 1992 konnten Susanna Rahkamo und Petri Kokko mit Platz 6 im Eistanz wieder eine vordere Platzierung erreichen. 1994 scheiterten sie mit Platz 4 nur knapp an einer Medaille. 2010 belegte Laura Lepistö im Fraueneinzel Platz 6.
| Name                                | Spiele         | Disziplin | Anmerkung                                                                          |
| ----------------------------------- | -------------- | --------- | ---------------------------------------------------------------------------------- |
| Walter Jakobsson Ludowika Jakobsson | 1920 Antwerpen | Paarlauf  | erster Medaillengewinn und Olympiasieg im Eiskunstlauf und in einer Wintersportart |

| Name                                | Spiele        | Disziplin | Anmerkung |
| ----------------------------------- | ------------- | --------- | --------- |
| Walter Jakobsson Ludowika Jakobsson | 1924 Chamonix | Paarlauf  |           |

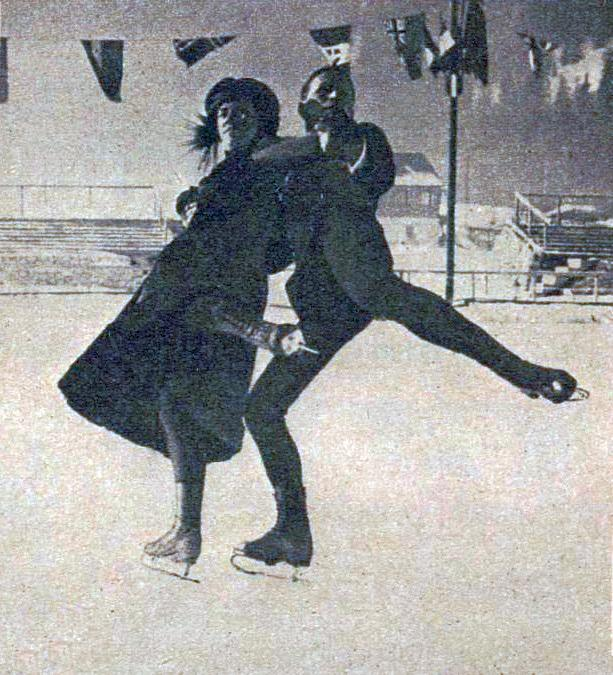
Das Ehepaar Jakobsson, Olympiasieger von 1920, gewann 1924 Silber
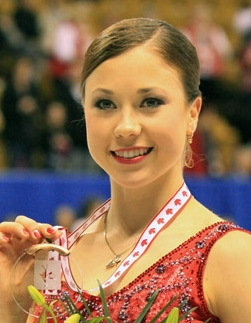
Laura Lepistö

#### Eisschnelllauf
| Gelbes Symbol für Goldmedaillen mit stilisierten Olympischen Ringen | Graues Symbol für Silbermedaillen mit stilisierten Olympischen Ringen | Braundes Symbol für Bronzemedaillen mit stilisierten Olympischen Ringen |
| ------------------------------------------------------------------- | --------------------------------------------------------------------- | ----------------------------------------------------------------------- |
| 7                                                                   | 8                                                                     | 9                                                                       |

Clas Thunberg und Julius Skutnabb dominierten die Eisschnelllaufwettbewerbe bei den ersten Olympischen Winterspielen 1924. Thunberg wurde drei Mal Olympiasieger. Über 1500 Meter siegte er, Skutnabb wurde Vierter, über 5000 Meter gewann Skutnabb hinter Thunberg Silber, den Mehrkampf gewann Thunberg, Skutnabb holte Bronze. Über 10.000 Meter siegte Skutnabb vor Thunberg, der zudem noch Bronze über 500 Meter gewann. Hier wurde Asser Wallenius Fünfter.
1928 fügte Thunberg seiner Medaillensammlung zwei weitere Goldmedaillen hinzu. Er siegte über 500 und über 1500 Meter. Über 500 Meter holte Jaakko Friman Bronze. Über 5000 Meter gewann Julius Skutnabb Silber. 1936 gewann Birger Wasenius Silber über 5000 und 10.000 Meter und Bronze über 1500 Meter. Über 5000 Meter holte Antero Ojala Bronze. Ossi Blomqvist belegte über 5000 Meter Platz 6 und über 10.000 Meter Platz 5.
1948 gab es im 10.000-Meter-Rennen zwei Medaillen. Lassi Parkkinen hier Silber, nach Platz 4 über 1500 Meter. Pentti Lammio holte Bronze. 1952 gingen die finnischen Eisschnellläufer leer aus. Pentti Lammio erreichte Platz 4 über 10.000 Meter, Lassi Parkkinen Platz 6 über 1500 Meter. 1956 gewann Toivo Salonen Bronze über 1500 Meter. Hinter ihm auf Platz 4 lag Juhani Järvinen. Über 500 Meter belegte Salonen Platz 5.
1960 nahmen erstmals finnische Frauen teil. Eevi Huttunen gewann mit Bronze über 3000 Metern gleich die erste Medaille für die Frauen. Bei den Männern wurde Jouko Jokinen Vierter über 1500 Meter, Juhani Järvinen kam auf Platz 5. 1964 gewann Kaija Mustonen Silber über 1500 Meter und Bronze über 1000 Meter. Über 3000 Meter belegte sie Rang 5. Bei den Männern erreichte Jouko Launonen Platz 4 über 1500 Meter. 1968 war Mustonen noch erfolgreicher. Sie trat in allen Disziplinen an und wurde über 1500 Meter Olympiasiegerin. Über 3000 Meter gewann sie Bronze, über 1000 Meter wurde sie Vierte und über 500 Meter Sechste.
Die Teilnahme 1972 blieb ohne Medaillen. Seppo Hänninen wurde über 500 Meter Fünfter, Leo Linkovesi Sechster. 1976 und 1980 konnten sich keine Läufer vorne platzieren. 1984 erreichte Pertti Niittylä Platz 6 über 5000 Meter. Erst 26 Jahre später, 2010 in Vancouver, kam Mika Poutala mit Platz 5 über 500 Meter wieder in Medaillennähe. 2018 verbesserte er sich auf Platz 4.
| Name            | Spiele          | Disziplin    | Anmerkung                                                |
| --------------- | --------------- | ------------ | -------------------------------------------------------- |
| Clas Thunberg   | 1924 Chamonix   | 1500 Meter   | erster Medaillengewinn und Olympiasieg im Eisschnelllauf |
| Clas Thunberg   | 1924 Chamonix   | 5000 Meter   |                                                          |
| Clas Thunberg   | 1924 Chamonix   | Mehrkampf    |                                                          |
| Julius Skutnabb | 1924 Chamonix   | 10.000 Meter |                                                          |
| Clas Thunberg   | 1928 St. Moritz | 500 Meter    |                                                          |
| Clas Thunberg   | 1928 St. Moritz | 1500 Meter   |                                                          |
| Kaija Mustonen  | 1968 Grenoble   | 1500 Meter   |                                                          |

| Name            | Spiele                      | Disziplin    | Anmerkung |
| --------------- | --------------------------- | ------------ | --------- |
| Julius Skutnabb | 1924 Chamonix               | 5000 Meter   |           |
| Clas Thunberg   | 1924 Chamonix               | 10.000 Meter |           |
| Julius Skutnabb | 1928 St. Moritz             | 5000 Meter   |           |
| Birger Wasenius | 1936 Garmisch-Partenkirchen | 5000 Meter   |           |
| Birger Wasenius | 1936 Garmisch-Partenkirchen | 10.000 Meter |           |
| Lassi Parkkinen | 1948 St. Moritz             | 5000 Meter   |           |
| Kaija Mustonen  | 1964 Innsbruck              | 1500 Meter   |           |
| Kaija Mustonen  | 1968 Grenoble               | 3000 Meter   |           |

| Name            | Spiele                      | Disziplin    | Anmerkung |
| --------------- | --------------------------- | ------------ | --------- |
| Clas Thunberg   | 1924 Chamonix               | 500 Meter    |           |
| Julius Skutnabb | 1924 Chamonix               | Mehrkampf    |           |
| Jaakko Friman   | 1928 St. Moritz             | 500 Meter    |           |
| Birger Wasenius | 1936 Garmisch-Partenkirchen | 1500 Meter   |           |
| Antero Ojala    | 1936 Garmisch-Partenkirchen | 5000 Meter   |           |
| Pentti Lammio   | 1948 St. Moritz             | 10.000 Meter |           |
| Toivo Salonen   | 1956 Cortina d’Ampezzo      | 1500 Meter   |           |
| Eevi Huttunen   | 1960 Squaw Valley           | 3000 Meter   |           |
| Kaija Mustonen  | 1964 Innsbruck              | 1000 Meter   |           |

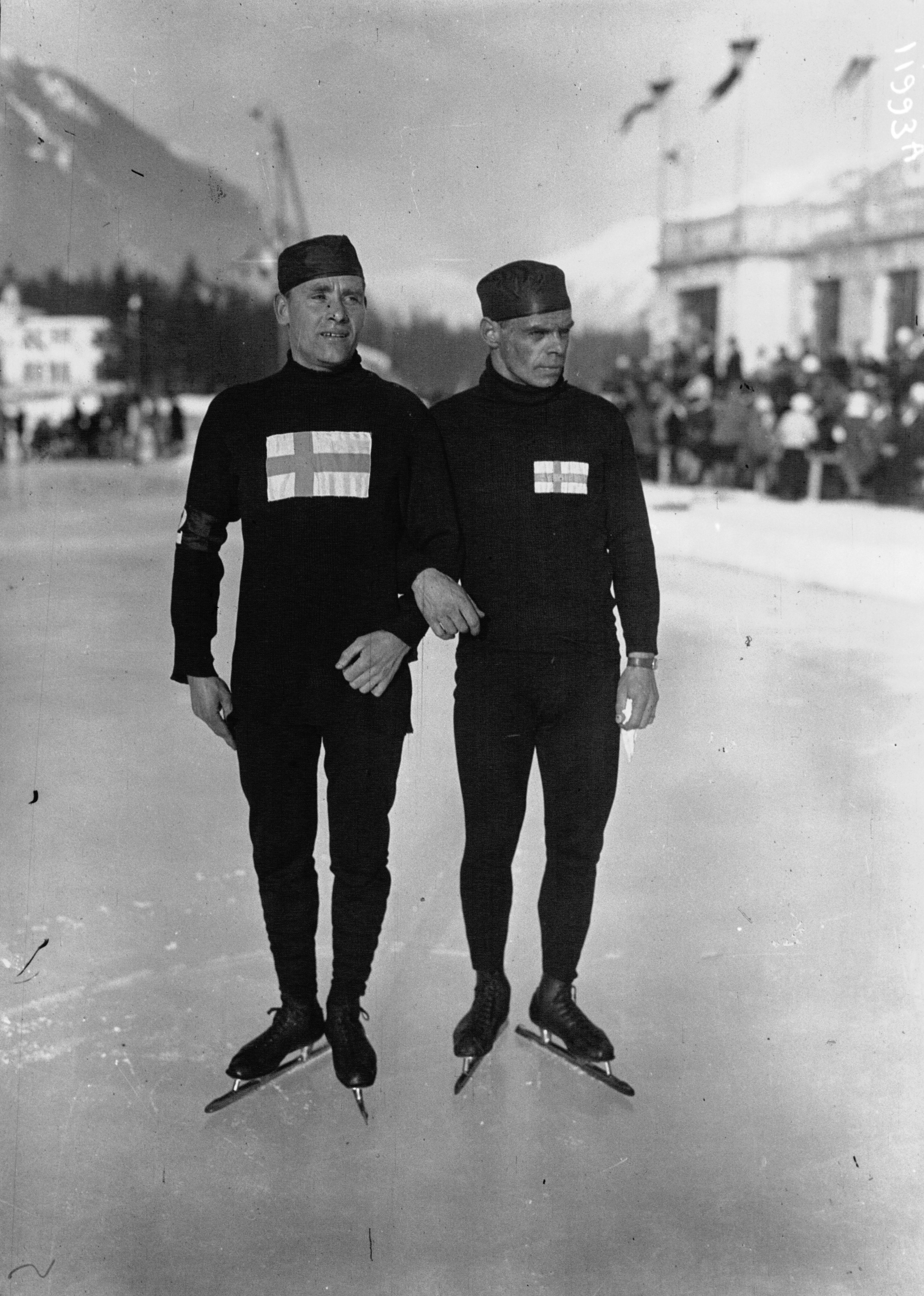
Die zwei Olympiasieger von Chamonix 1924: links Julius Skutnabb, rechts Clas Thunberg
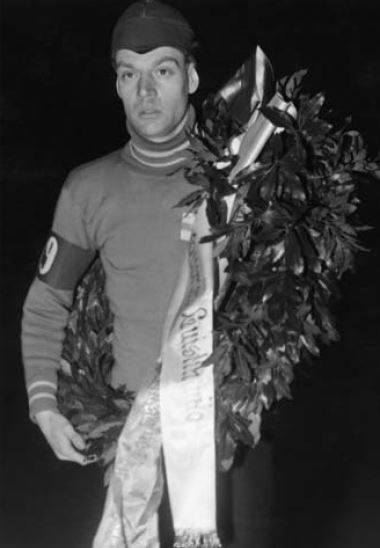
Birger Wasenius, Silber und Bronze 1936
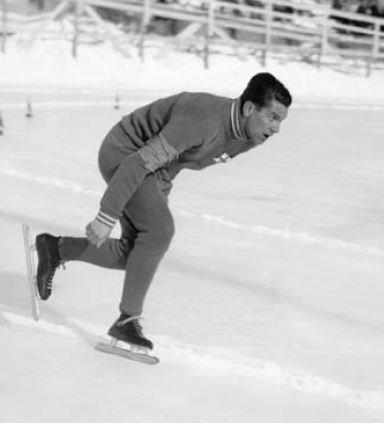
Lassi Parkkinen, Silber 1948
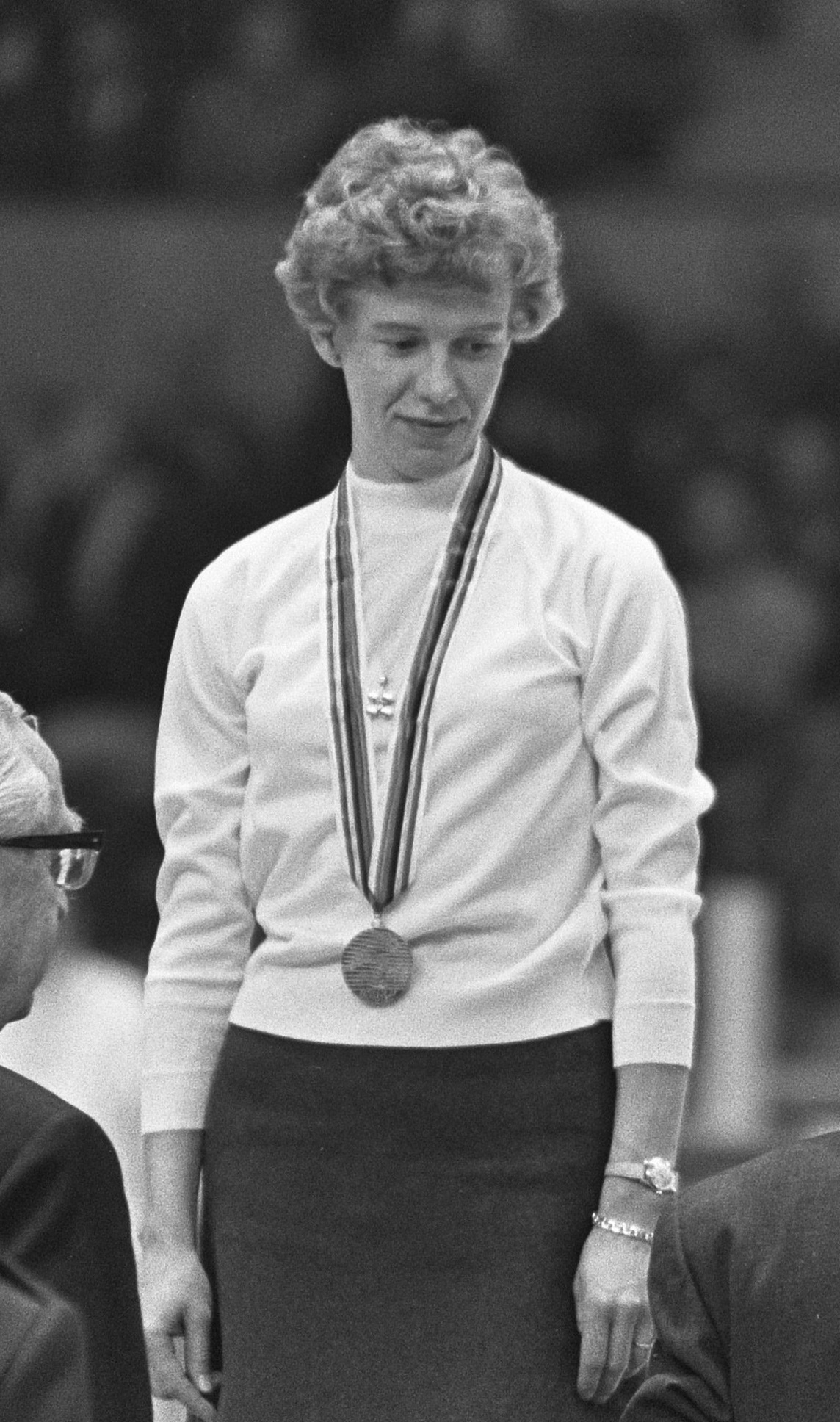
Kaija Mustonen bei der Siegerehrung 1968

#### Freestyle Ski
| Gelbes Symbol für Goldmedaillen mit stilisierten Olympischen Ringen | Graues Symbol für Silbermedaillen mit stilisierten Olympischen Ringen | Braundes Symbol für Bronzemedaillen mit stilisierten Olympischen Ringen |
| ------------------------------------------------------------------- | --------------------------------------------------------------------- | ----------------------------------------------------------------------- |
| 1                                                                   | 2                                                                     | 1                                                                       |

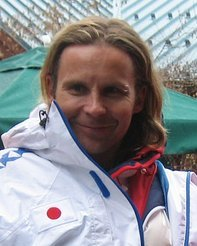
Janne Lahtela, Silber 1998, Gold 2002, als Trainer der japanischen Freestyler 2010

Freestyle Ski wurde 1992 olympische Sportart. In Albertville gingen auch finnische Freestyler an den Start. 1998 folgten die ersten Medaillen. Auf der Buckelpiste fuhr Janne Lahtela zur Silbermedaille, sein Cousin Sami Mustonen gewann Bronze, Der dritte Finne, Lauri Lassila, wurde Fünfter. Bei den Frauen belegte Minna Karhu Platz 6. 2002 gelang Lahtela dann der erste Olympiasieg im Freestyle, Tapio Luusua wurde Fünfter. 2006 gewann Mikko Ronkainen Silber.
| Name          | Spiele              | Disziplin   | Anmerkung                           |
| ------------- | ------------------- | ----------- | ----------------------------------- |
| Janne Lahtela | 2002 Salt Lake City | Buckelpiste | erster Olympiasieg im Freestyle Ski |

| Name            | Spiele      | Disziplin   | Anmerkung                               |
| --------------- | ----------- | ----------- | --------------------------------------- |
| Janne Lahtela   | 1998 Nagano | Buckelpiste | erster Medaillengewinn im Freestyle Ski |
| Mikko Ronkainen | 2006 Turin  | Buckelpiste |                                         |

| Name          | Spiele      | Disziplin   | Anmerkung |
| ------------- | ----------- | ----------- | --------- |
| Sami Mustonen | 1998 Nagano | Buckelpiste |           |

#### Militärpatrouille
| Gelbes Symbol für Goldmedaillen mit stilisierten Olympischen Ringen | Graues Symbol für Silbermedaillen mit stilisierten Olympischen Ringen | Braundes Symbol für Bronzemedaillen mit stilisierten Olympischen Ringen |
| ------------------------------------------------------------------- | --------------------------------------------------------------------- | ----------------------------------------------------------------------- |
| —                                                                   | 1                                                                     | —                                                                       |

Der Militärpatrouillenlauf war 1924 das erste und einzige Mal olympische Sportart. Heute wird dieser Wettbewerb vom IOC als Demonstrationswettbewerb angesehen, dennoch wird in den IOC-Statistiken die Medaillengewinner von 1924 geführt.
Das finnische Quartett gewann in Chamonix die Silbermedaille. Von den vier ins Ziel gekommenen Mannschaften waren die Finnen die treffsichersten.
| Name                                                        | Spiele        | Disziplin  | Anmerkung |
| ----------------------------------------------------------- | ------------- | ---------- | --------- |
| August Eskelinen Heikki Hirvonen Ville Mattila Väinö Bremer | 1924 Chamonix | Mannschaft |           |

#### Nordische Kombination
| Gelbes Symbol für Goldmedaillen mit stilisierten Olympischen Ringen | Graues Symbol für Silbermedaillen mit stilisierten Olympischen Ringen | Braundes Symbol für Bronzemedaillen mit stilisierten Olympischen Ringen |
| ------------------------------------------------------------------- | --------------------------------------------------------------------- | ----------------------------------------------------------------------- |
| 4                                                                   | 8                                                                     | 2                                                                       |

In der Nordischen Kombination nimmt Finnland seit den ersten Winterspielen 1924 teil. 1928 erreichten Paavo Nuotio Platz 4 und Esko Järvinen Platz 5. Ebenfalls Platz 4 erreichte Lauri Valonen 1936.
Vier Finnen platzierten sich 1948 unter den ersten sieben Athleten. Heikki Hasu wurde in St. Moritz erster finnischer Olympiasieger in der Nordischen Kombination. Martti Huhtala gewann Silber, Olavi Sihvonen wurde Fünfter und Pauli Salonen Siebter. Ein ähnliches Bild bot sich 1952. Vier Finnen lagen unter den besten acht Teilnehmern. Hasu holte diesmal Silber, Paavo Korhonen wurde Vierter, Aulis Sipponen Siebter und Eeti Nieminen Achter. 1956 erreichte Korhonen das Ziel erneut als Vierter, Pekka Ristola erzielte diese Platzierung 1960.
1964 und 1968 blieben die Finnen erfolglos. 1972 gewann Rauno Miettinen Silber. Erkki Kilpinen wurde Vierter. 1976 erreichte Miettinen Platz 4. Der nächste Medaillengewinner war 1980 Jouko Karjalainen, der in Lake Placid und auch 1984 in Sarajewo Silber gewann. Hier gewann Jukka Ylipulli Bronze, Miettinen belegte Platz 4.
1998 kamen die Finnen wieder zurück in die Erfolgsspur. Nach Silber im Einzel durch Samppa Lajunen holte auch die Staffel Silber. 2002 siegten finnische Athleten in allen drei ausgetragenen Disziplinen. Samppa Lajunen gewann sowohl mit der Mannschaft als auch den Einzelwettbewerb und den Sprint. Jaakko Tallus holte Silber im Einzel und wurde Vierter im Sprint.
2006 erreichte die Mannschaft den Bronzerang. Tallus wurde im Sprint und auch im Einzel jeweils Fünfter. 2010 blieb die finnische Mannschaft medaillenlos. Hannu Manninen wurde Vierter im Wettbewerb mit dem Springen von der Großschanze. 2018 wurde Eero Hirvonen sowohl im Wettbewerb mit Springen von der Normalschanze als auch mit Springen von der Großschanze Sechster. Auch die Staffel belegte Rang 6.
| Name                                                           | Spiele              | Disziplin  | Anmerkung                                                            |
| -------------------------------------------------------------- | ------------------- | ---------- | -------------------------------------------------------------------- |
| Heikki Hasu                                                    | 1948 St. Moritz     | Einzel     | erster Olympiasieg und Medaillengewinn in der Nordischen Kombination |
| Samppa Lajunen                                                 | 2002 Salt Lake City | Einzel     |                                                                      |
| Samppa Lajunen                                                 | 2002 Salt Lake City | Sprint     |                                                                      |
| Samppa Lajunen Jaakko Tallus Hannu Manninen Mikko Keskinarkaus | 2002 Salt Lake City | Mannschaft |                                                                      |

| Name                                                     | Spiele              | Disziplin  | Anmerkung |
| -------------------------------------------------------- | ------------------- | ---------- | --------- |
| Martti Huhtala                                           | 1948 St. Moritz     | Einzel     |           |
| Heikki Hasu                                              | 1952 Oslo           | Einzel     |           |
| Rauno Miettinen                                          | 1972 Sapporo        | Einzel     |           |
| Jouko Karjalainen                                        | 1980 Lake Placid    | Einzel     |           |
| Jouko Karjalainen                                        | 1984 Sarajewo       | Einzel     |           |
| Samppa Lajunen                                           | 1998 Nagano         | Einzel     |           |
| Samppa Lajunen Hannu Manninen Tapio Nurmela Jari Mantila | 1998 Nagano         | Mannschaft |           |
| Jaakko Tallus                                            | 2002 Salt Lake City | Einzel     |           |

| Name                                                       | Spiele        | Disziplin  | Anmerkung |
| ---------------------------------------------------------- | ------------- | ---------- | --------- |
| Jukka Ylipulli                                             | 1984 Sarajewo | Einzel     |           |
| Anssi Koivuranta Antti Kuisma Hannu Manninen Jaakko Tallus | 2006 Turin    | Mannschaft |           |

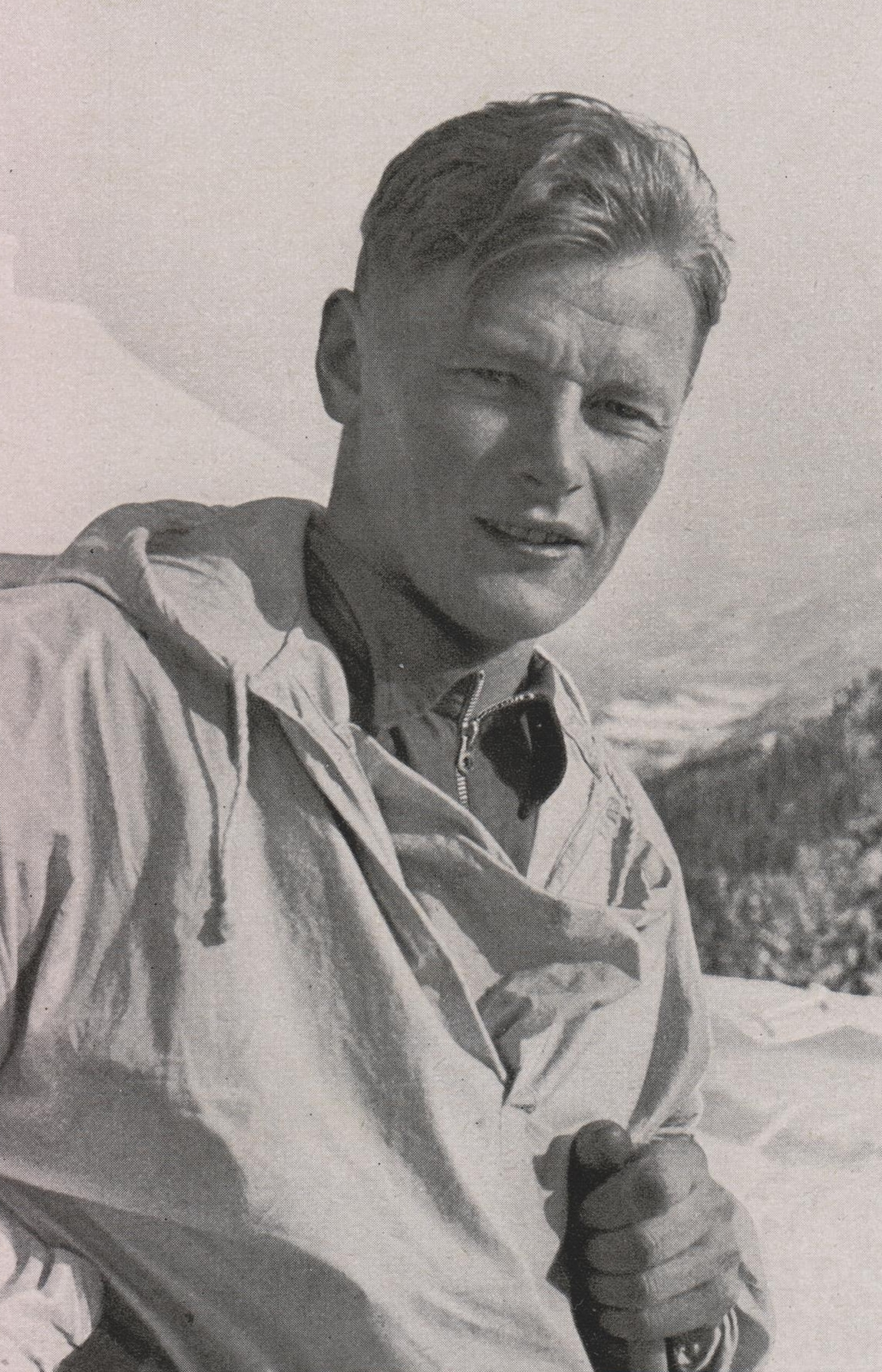
Lauri Valonen, Teilnehmer 1936
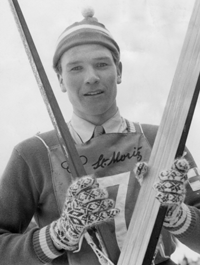
Heikki Hasu, Olympiasieger 1948, Silber 1952
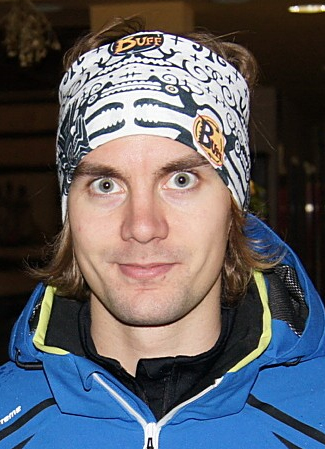
Anssi Koivuranta, Teambronze 2006
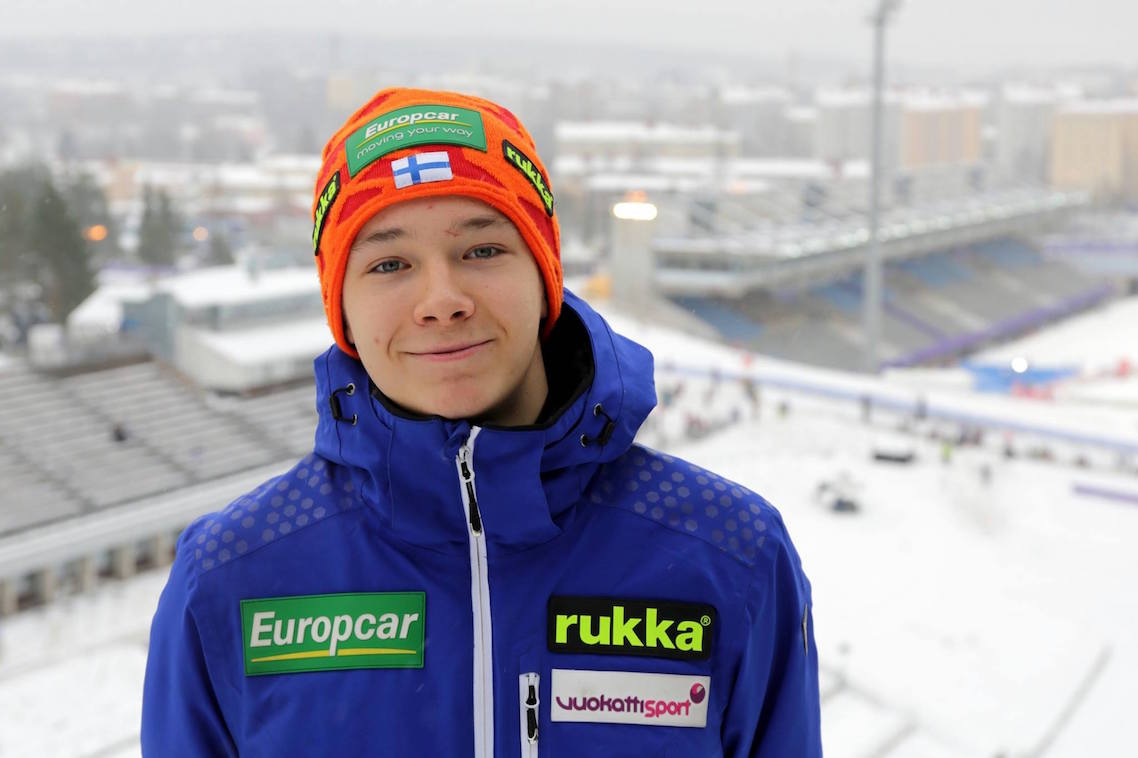
Eero Hirvonen

#### Ski Alpin
| Gelbes Symbol für Goldmedaillen mit stilisierten Olympischen Ringen | Graues Symbol für Silbermedaillen mit stilisierten Olympischen Ringen | Braundes Symbol für Bronzemedaillen mit stilisierten Olympischen Ringen |
| ------------------------------------------------------------------- | --------------------------------------------------------------------- | ----------------------------------------------------------------------- |
| —                                                                   | 1                                                                     | —                                                                       |

Im alpinen Skirennsport nehmen finnische Athleten seit 1948 teil. Erst 1998 erreichte Kalle Palander mit Platz 9 im Slalom eine Top-10-Platzierung. Henna Raita wurde 2002 Achte im Slalom. 2006 gewann Tanja Poutiainen Silber im Riesenslalom. Im Slalom wurde sie Sechste. 2010 wurde sie erneut Sechste im Slalom.
| Name             | Spiele     | Disziplin    | Anmerkung                                  |
| ---------------- | ---------- | ------------ | ------------------------------------------ |
| Tanja Poutiainen | 2006 Turin | Riesenslalom | erster Medaillengewinn im alpinen Skisport |

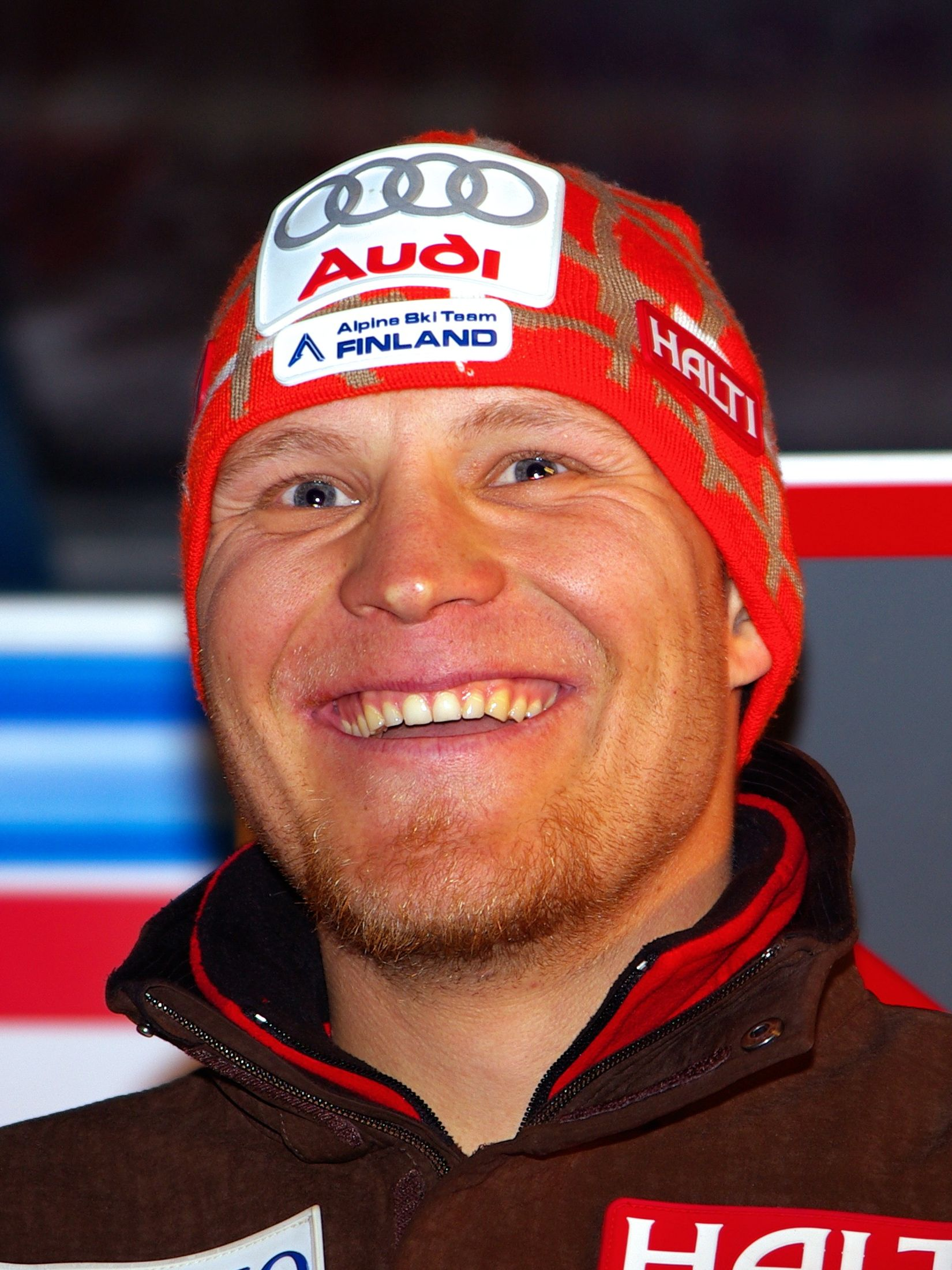
Kalle Palander, dreifacher Olympiateilnehmer
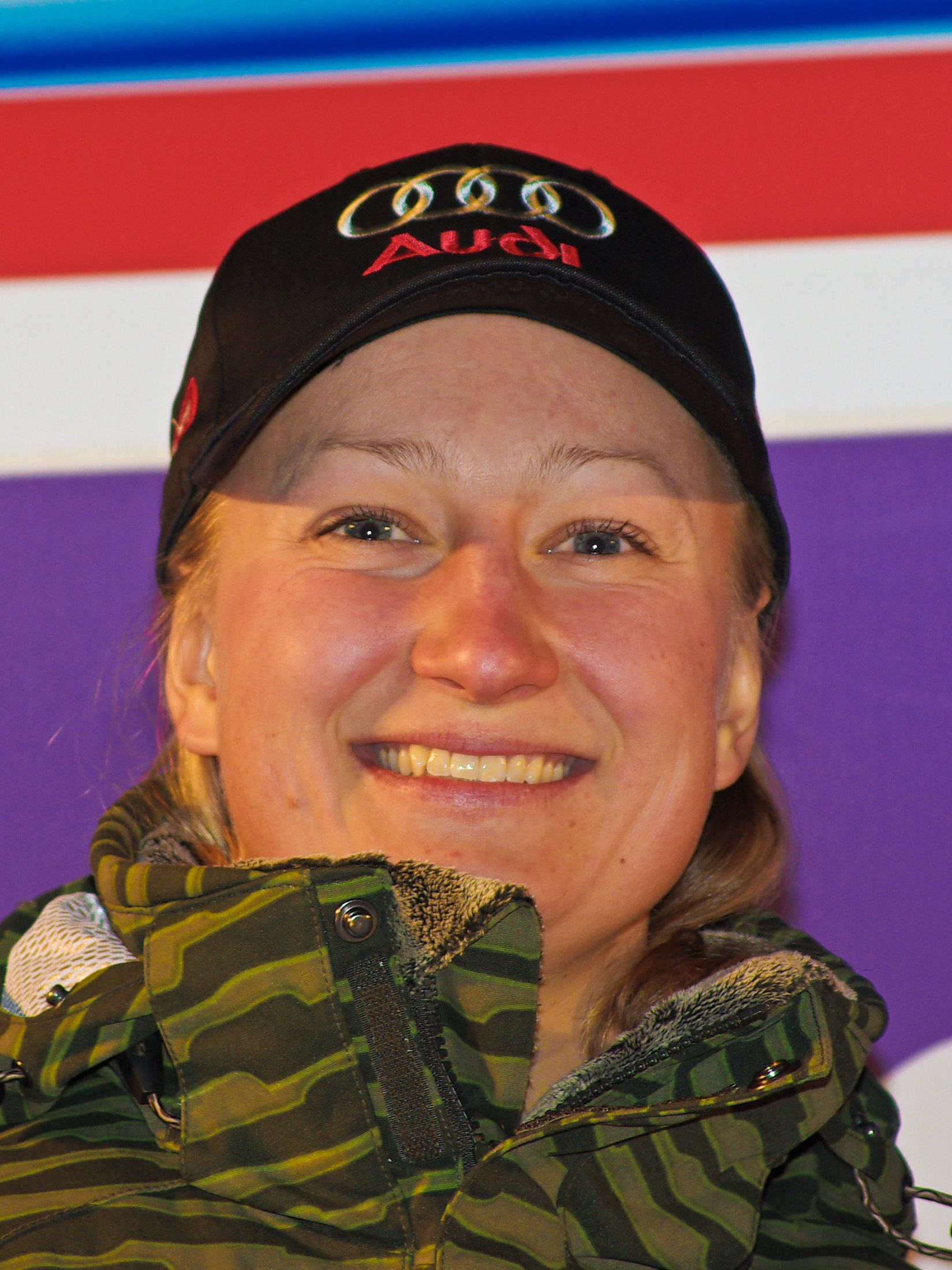
Tanja Poutiainen, Silber 2006
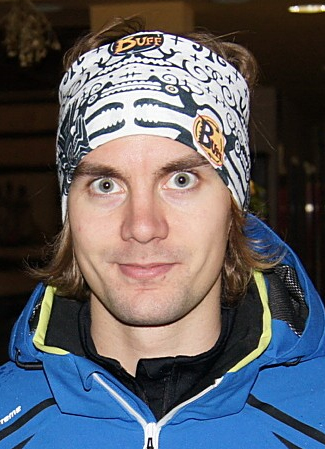
Anssi Koivuranta, Teambronze 2006
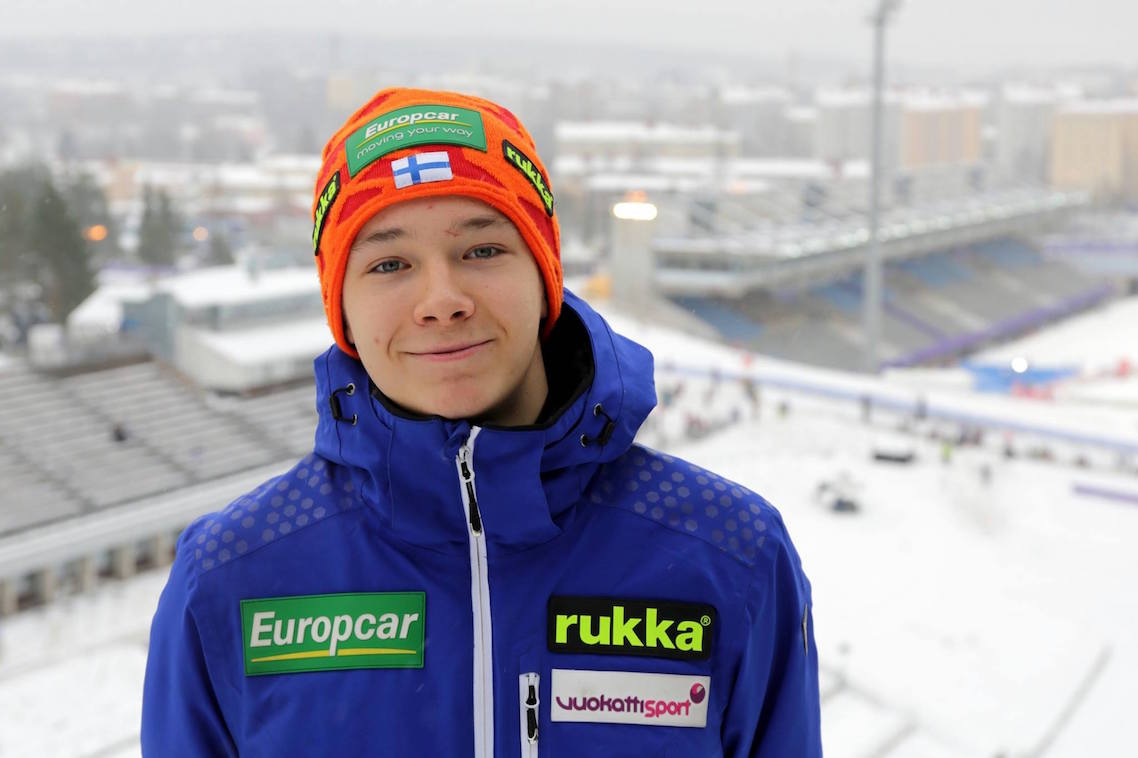
Eero Hirvonen

#### Skilanglauf
| Gelbes Symbol für Goldmedaillen mit stilisierten Olympischen Ringen | Graues Symbol für Silbermedaillen mit stilisierten Olympischen Ringen | Braundes Symbol für Bronzemedaillen mit stilisierten Olympischen Ringen |
| ------------------------------------------------------------------- | --------------------------------------------------------------------- | ----------------------------------------------------------------------- |
| 22                                                                  | 26                                                                    | 37                                                                      |

Skilanglauf ist Finnlands erfolgreichster Wintersport. Seit 1924 nehmen finnische Skilangläufer bei Olympischen Winterspielen teil. In Chamonix wurde Tapani Niku mit Bronze über 18 Kilometer der erste finnische Medaillengewinner im Skilanglauf. Veli Saarinen lief 1928 über 18 Kilometer auf Platz 4, Martti Lappalainen auf Platz 7. Sein Bruder Tauno wurde Sechster über 50 Kilometer.
1932 wurde Veli Saarinen erster Olympiasieger Finnlands im Skilanglauf. Er siegte 50 Kilometer, Väinö Liikkanen gewann Silber. Martti Lappalainen belegte Platz 7. Über 18 Kilometer holte Saarinen Bronze, Martti Lappalainen wurde Vierter, Valmari Toikka Siebter. 1936 schaffte die Staffel den Olympiasieg. Über 18 Kilometer gewann Pekka Niemi Bronze, Sulo Nurmela wurde Siebter. Über 50 Kilometer belegten Klaes Karppinen Platz 5, Frans Heikkinen Platz 7 und Pekka Niemi Platz 8.

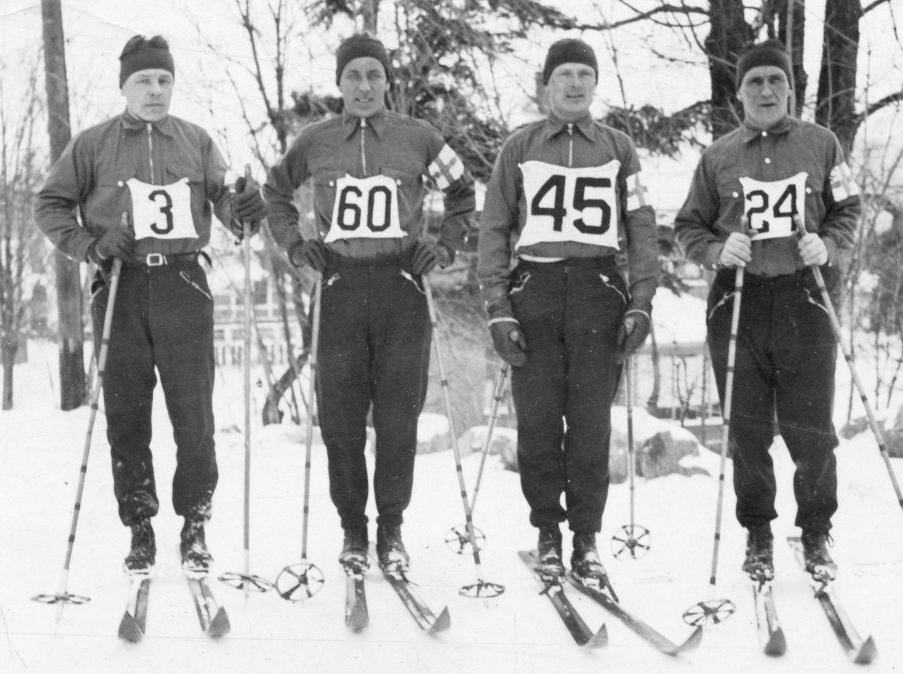
Vier der fünf Langläufer von 1932 (v. l. n. r.): Valmari Toikka, Veli Saarinen, Väinö Liikkanen und Martti Lappalainen
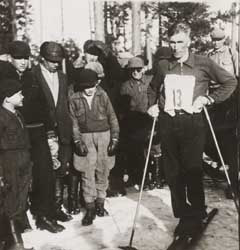
Kalle Jalkanen, Staffelolympiasieger 1936
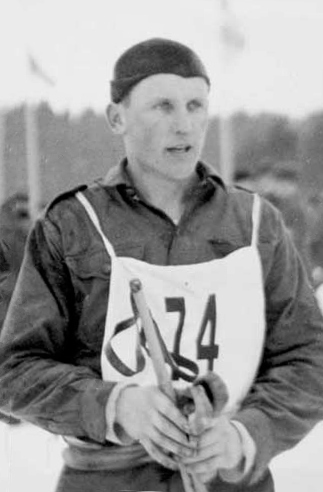
Sulo Nurmela, Staffelolympiasieger 1936
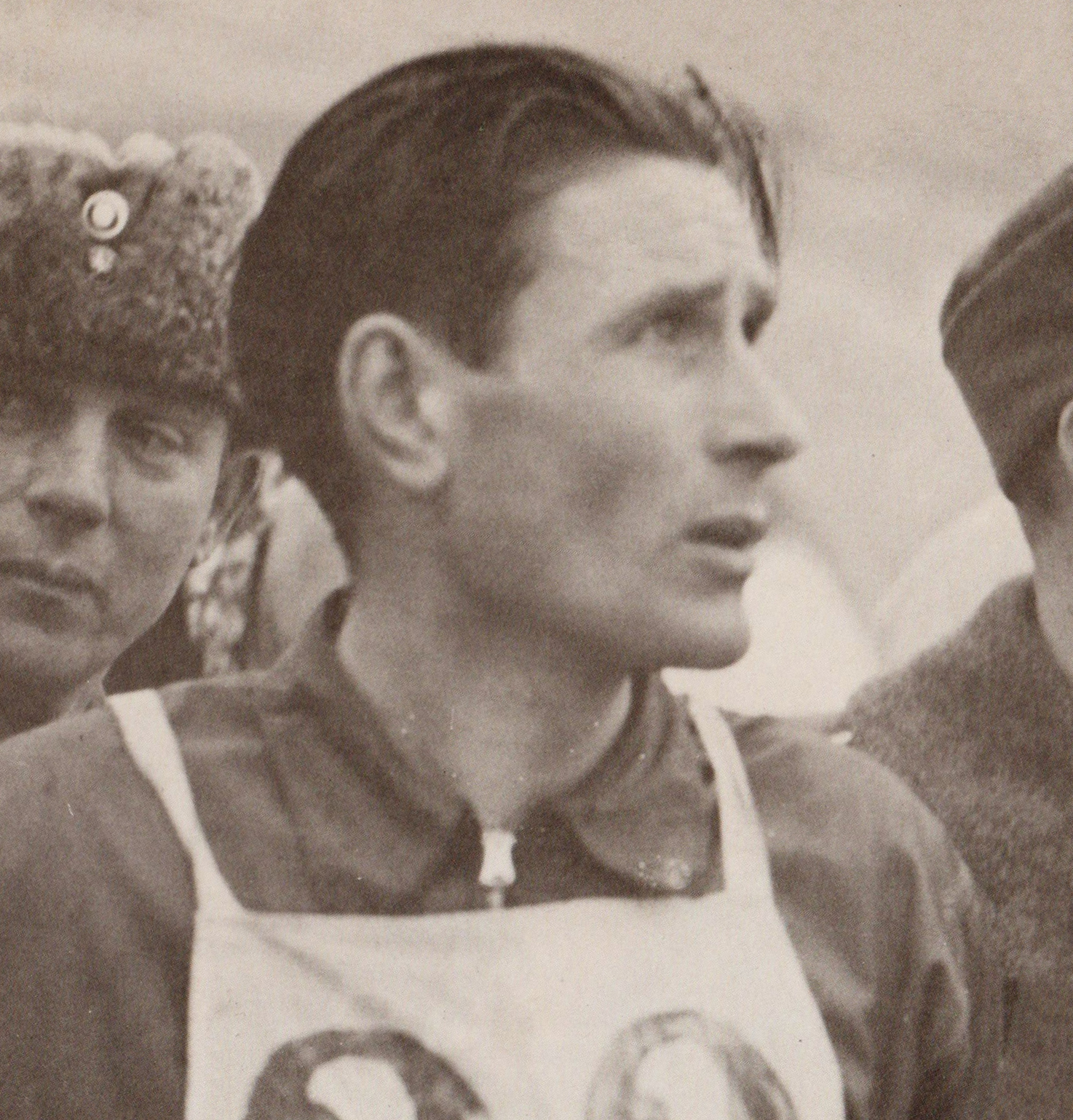
Pekka Niemi, Bronze 1936

1948 erreichte die Staffel die Silbermedaille. Über 50 Kilometer gewann Benjam Vanninen Bronze. Sein Bruder Pekka wurde Vierter, Pekka Kuvaja Siebter. Vier Finnen lagen über 18 Kilometer unter den ersten Acht. Heikki Hasu, Olympiasieger der Nordischen Kombination, wurde Vierter, Sauli Rytky Sechster, August Kiuru Siebter und Teuvo Laukkanen Achter.
1952 gingen erstmals Frauen aus Finnland in die Loipe. Über 10 Kilometer gingen alle Medaillen an finnische Athletinnen. Olympiasiegerin wurde Lydia Wideman, Silber ging an Mirja Hietamies und Bronze an Siiri Rantanen. Die Männerstaffel gewann Gold. Über 50 Kilometer der Männer gab es einen Doppelsieg mit Veikko Hakulinen als Olympiasieger und Eero Kolehmainen mit Silber. Kalevi Mononen belegte Platz 5. Über 18 Kilometer gewann Tapio Mäkelä Silber vor Paavo Lonkila mit Bronze. Heikki Hasu wurde Vierter, Tauno Sipilä Achter.

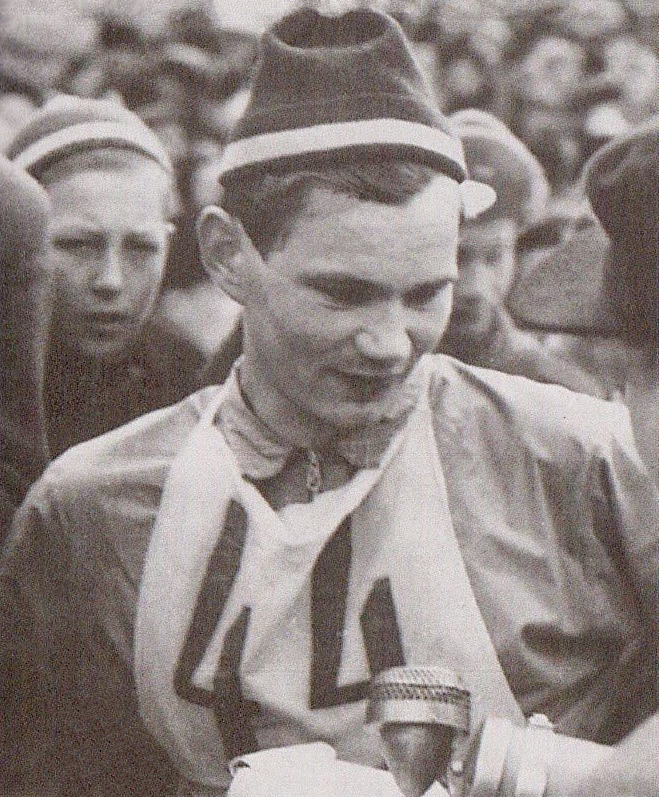
Benjam Vanninen, Bronze 1948
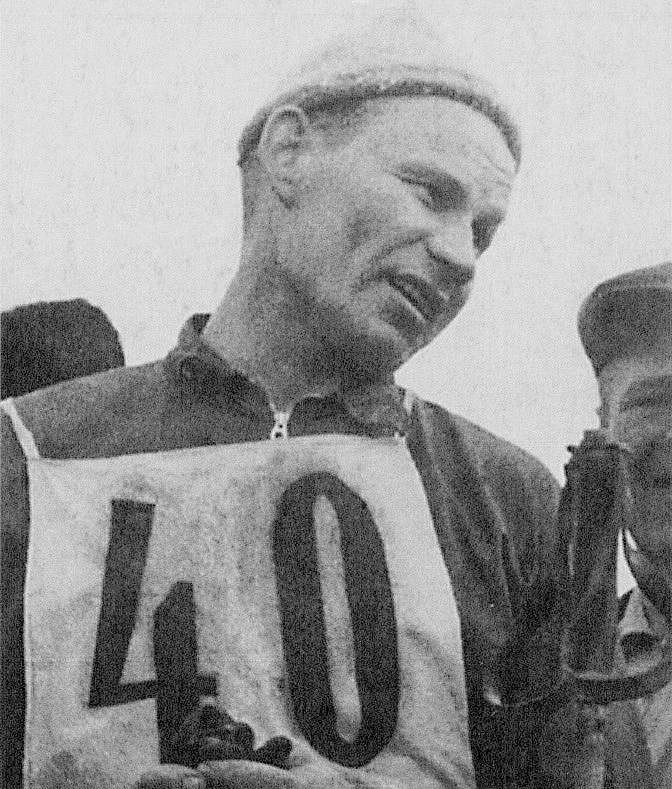
Benjams Bruder Pekka Vanninen
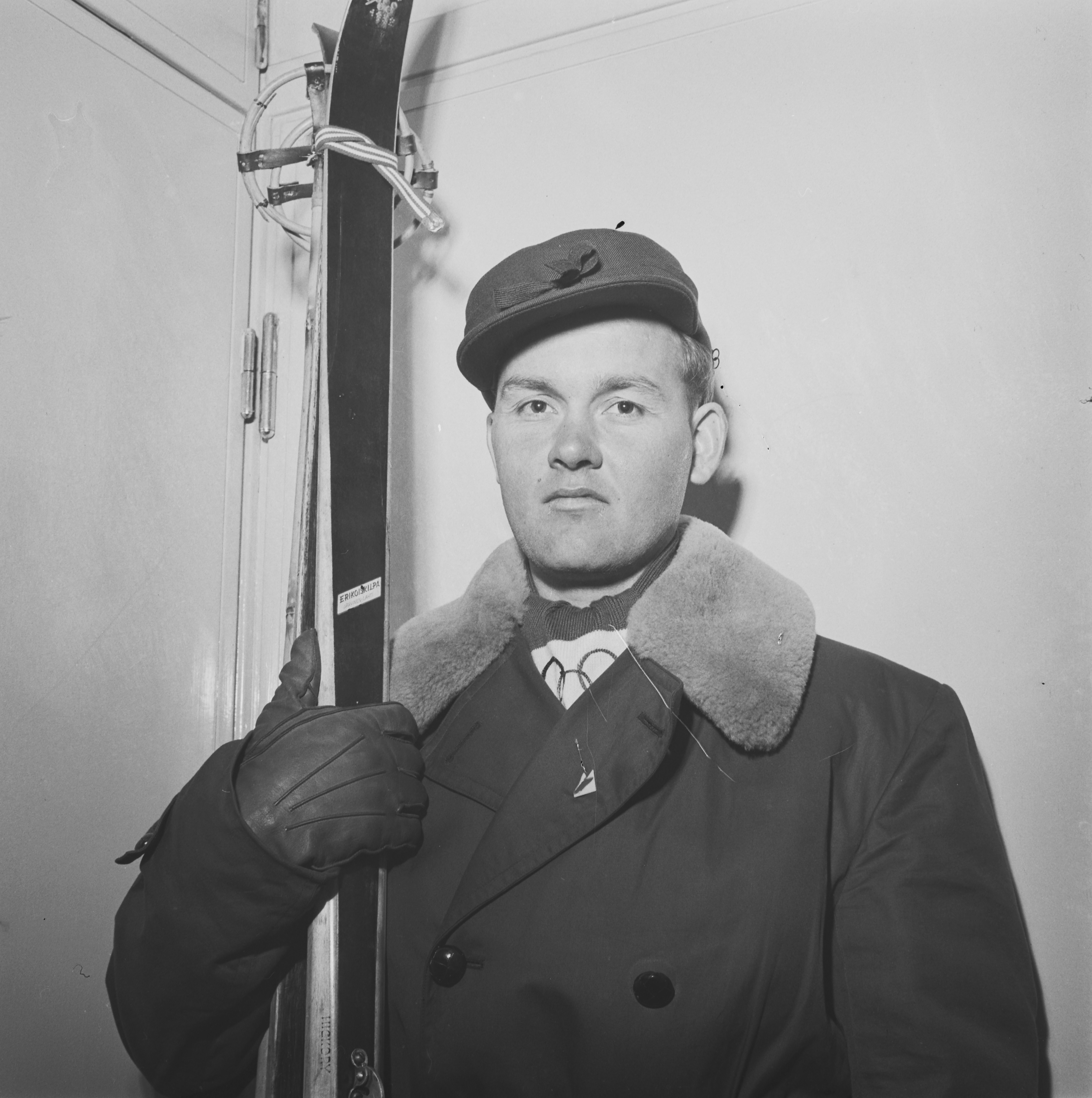
Veikko Hakulinen, Olympiasieger 1952, 1956 und 1960
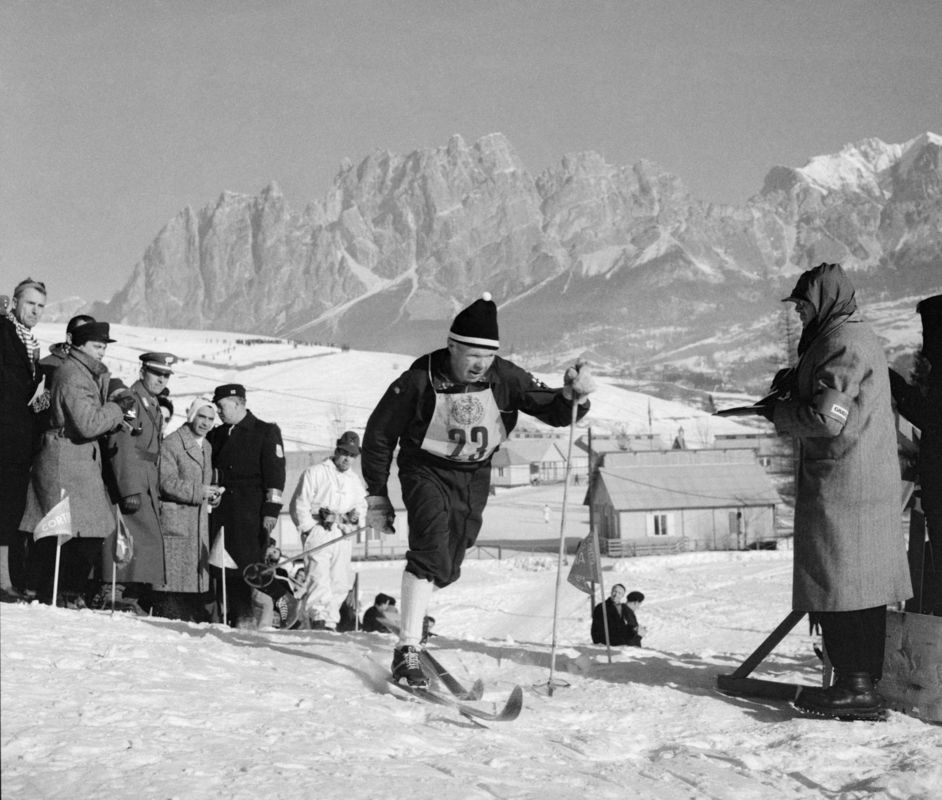
Eero Kolehmainen, Silber 1952
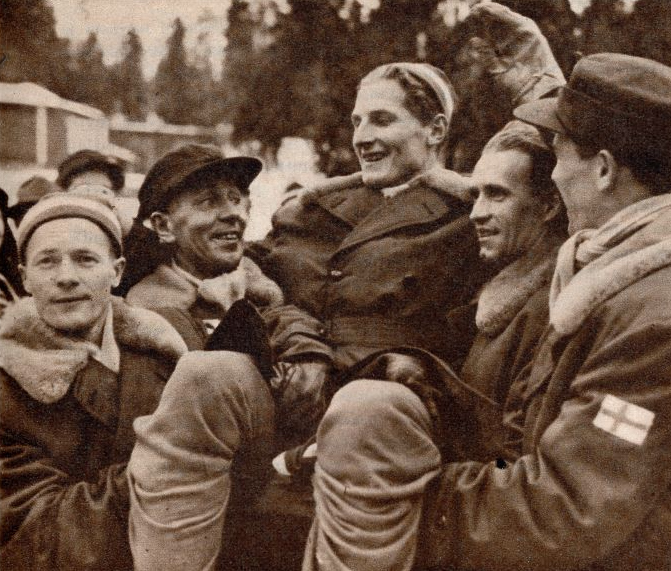
Die siegreiche Staffel von 1952: links Paavo Lonkila, dahinter Tapio Mäkelä, ganz rechts Heikki Hasu, hinter ihm Urpo Korhonen. Auf ihren Armen der Trainer Veli Saarinen
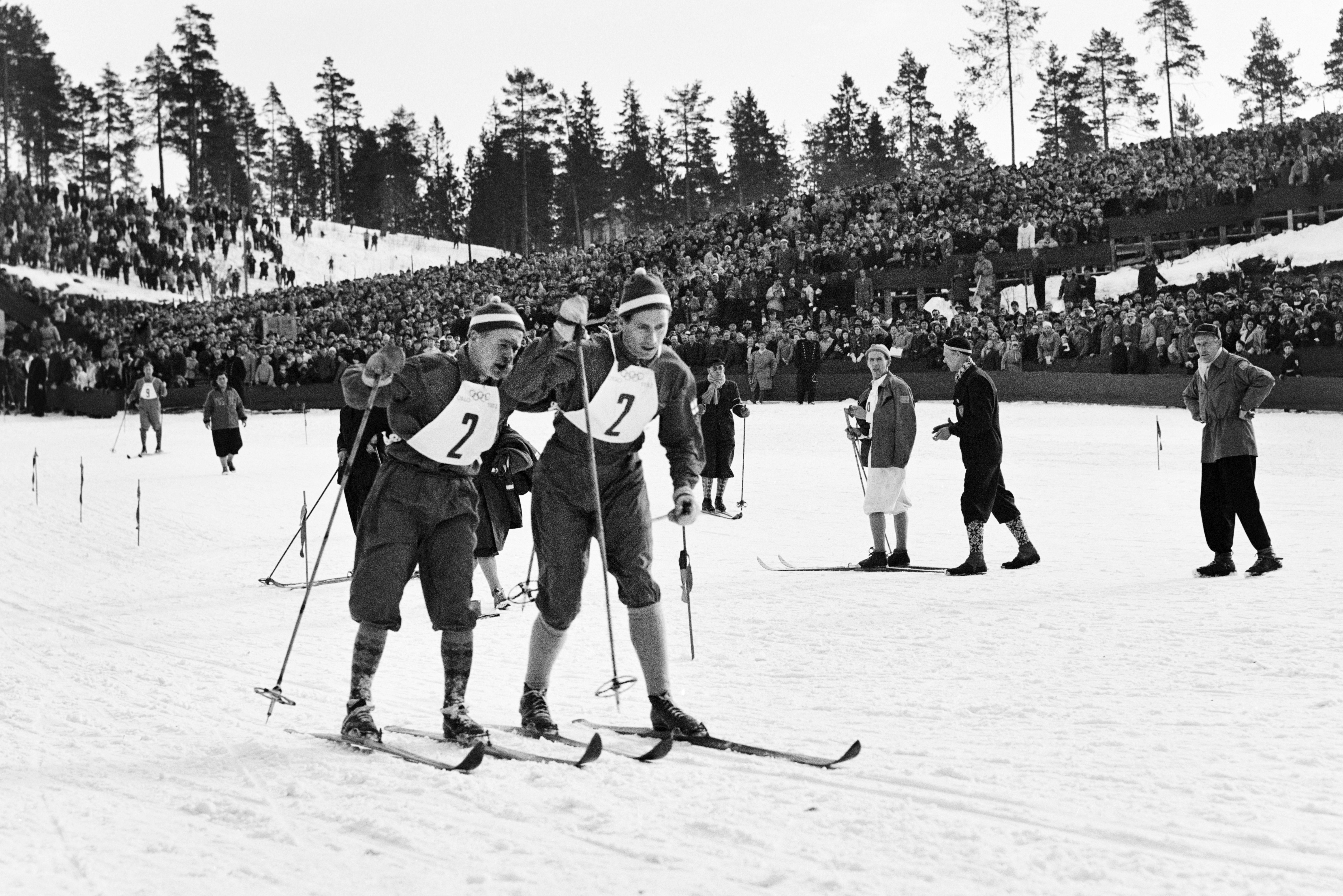
Szene aus dem Staffelrennen von 1952: Wechsel von Lonkila (l.) auf Korhonen
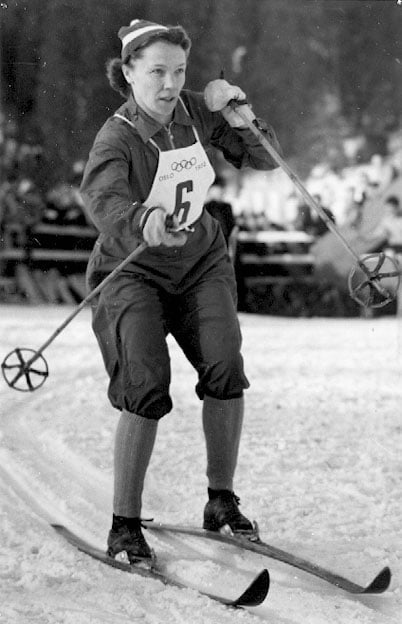
Lydia Wideman, Olympiasiegerin 1952
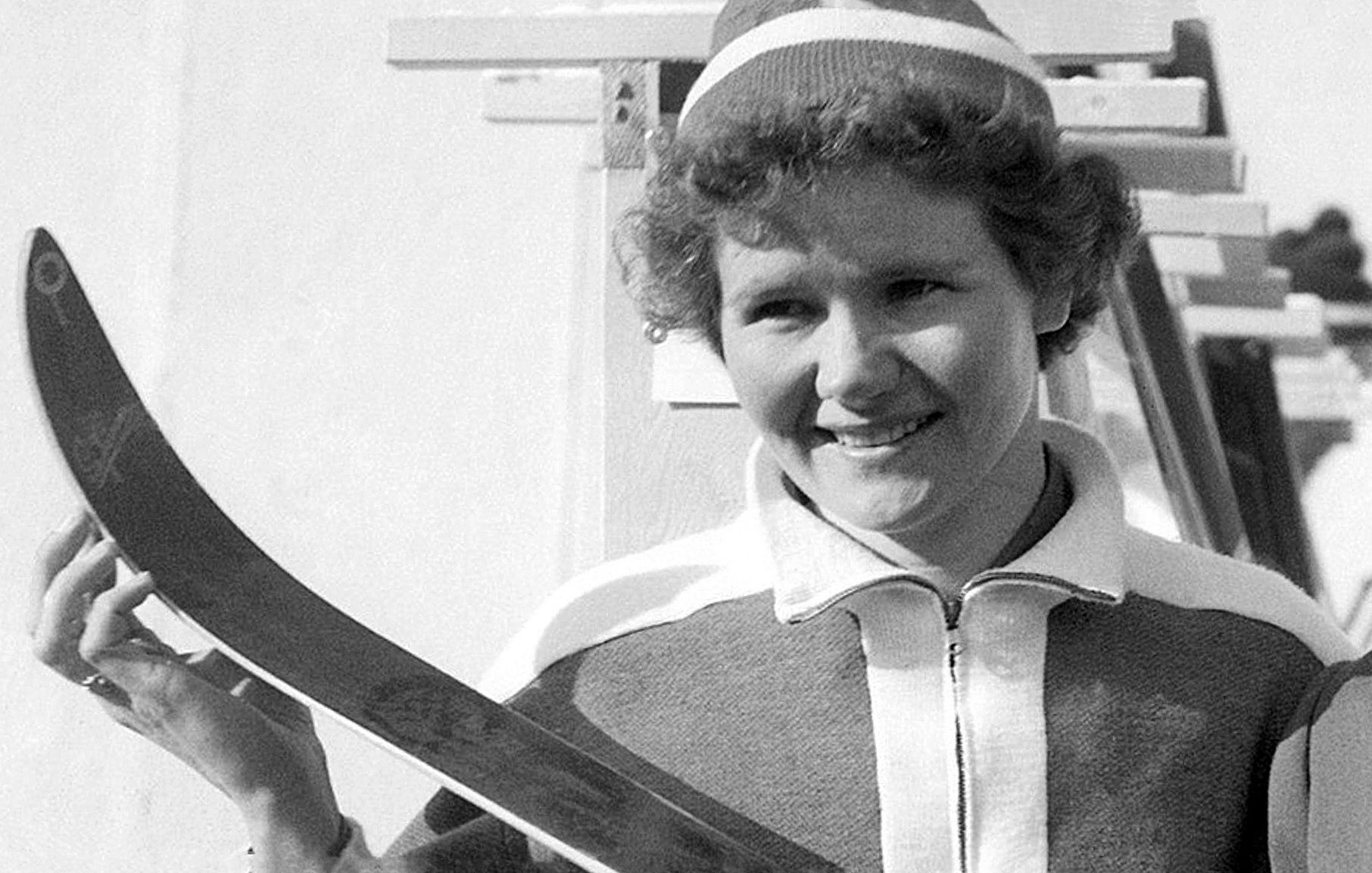
Mirja Hietamies, Silber 1952, Olympiasiegerin 1956
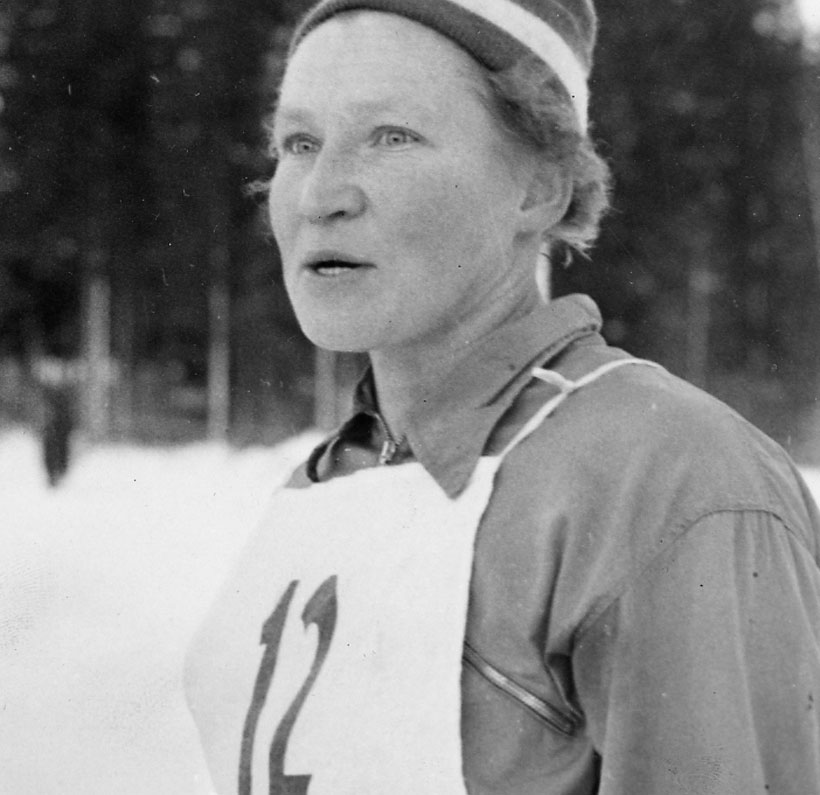
Siiri Rantanen, Bronze 1952 und 1960, Olympiasieger 1956

1956 gewann Hakulinen Gold über 30 Kilometer und Silber über 50 Kilometer, über 15 Kilometer wurde er Vierter. Eero Kolehmainen wurde Vierter über 50 Kilometer. Die Staffel der Männer holte Silber. Die Staffel der Frauen wurde Olympiasieger. Im Einzelrennen über 10 Kilometer kam Siiri Rantanen als Fünfte ins Ziel, Mirja Hietamies als Sechste.
1960 siegte die Männerstaffel. Über 50 Kilometer gelang ein Doppelsieg mit Kalevi Hämäläinen als Sieger und Veikko Hakulinen mit Silber. Pentti Pelkonen wurde Sechster. Hakulinen gewann über 15 Kilometer Bronze, Eero Mäntyranta wurde Sechster. Platz 6 belegte Hakulinen über 30 Kilometer, Toimi Alatalo wurde Siebter. Bei den Frauen gewann die Staffel Bronze. Über 10 Kilometer belegte Toini Pöysti Platz 6.
1964 gelang Eero Mäntyranta ein Doppelsieg. Er wurde über 15 und über 30 Kilometer Olympiasieger. Auf der kürzeren Strecke belegte Väinö Huhtala Platz 4, über 30 Kilometer Kalevi Laurila Platz 6. Über 50 Kilometer gewann Arto Tiainen Bronze. Die Staffel der Männer gewann Silber, die der Frauen Bronze. Über 5 Kilometer gewann Mirja Lehtonen Silber, Toini Pöysti wurde Fünfte wie schon über 10 Kilometer. Hier belegte Senja Pusula Rang 6.
Eero Mäntyranta gewann 1968 Silber über 15 Kilometer mit Kalevi Laurila auf Platz 4 und Bronze über 30 Kilometer. Hier wurde Laurila Sechster. Die Männerstaffel holte Bronze. Die Frauen gingen diesmal leer aus. Marjatta Kajosmaa belegte über 5 und 10 Kilometer jeweils Rang 5. Die Staffel wurde Vierte.
In Sapporo 1972 blieben die Männer ohne Medaillen. Juha Mieto wurde Vierter über 15 Kilometer, die Staffel belegte Rang 5. Marjatta Kajosmaa gewann über 5 Kilometer Silber. Hilkka Riihivuori wurde Fünfte. Kajosmaa gewann zudem Bronze über 10 Kilometer, hier wurde Helena Takalo Fünfte. Die Staffel der Frauen gewann Silber.
Nach 12 Jahren, wieder in Innsbruck, gab es einen finnischen Olympiasieg im Skilanglauf. Helena Takalo gewann das Rennen über 5 Kilometer, Hilkka Riihivuori wurde Vierte. Über 10 Kilometer gewann Takalo zudem Silber. Auch die Frauenstaffel holte Silber. Die Männerstaffel schaffte den Olympiasieg. Arto Koivisto gewann Bronze über 15 Kilometer. Über 30 Kilometer wurde Juha Mieto Vierter.
In Lake Placid 1980 gewann Juha Mieto Silber über 15 und über 50 Kilometer, die Staffel holte Bronze. Das Rennen über 15 Kilometer ging in die Geschichte des Skilanglaufes ein. Mieto unterlag dem Schweden Thomas Wassberg um nur eine Hundertstelsekunde. Nie gab es eine knappere Entscheidung im Skilanglauf. Es wurde ausgerechnet, dass Wassberg nach 1,5 Millionen Zentimetern einen Vorsprung von 3,3 Zentimetern hatte. Der Internationale Skiverband (FIS) entschied nach den Winterspielen, in Zukunft nur noch bis zur Zehntelsekunde zu messen. Wassberg machte den Vorschlag, die Goldmedaille zu teilen, doch das IOC wies den Vorschlag zurück. Im Rennen über 30 Kilometer belegte Matti Pitkänen Rang 6, Mieto wurde hier Siebter. Auch bei den Frauen gab es Medaillen. Hilkka Riihivuori holte Silber über 5 und 10 Kilometer. Über 10 Kilometer gewann Helena Takalo Bronze. Die Frauenstaffel wurde Fünfte.
1984 lief Aki Karvonen über 15 Kilometer zur Silbermedaille. Harri Kirvesniemi gewann Bronze, Juha Mieto wurde Vierter. Korvonen belegte über 30 Kilometer Rang 5, Kirvesniemi Rang 7 und Mieto Rang 8. Über 50 Kilometer gewann Korvonen Bronze, Kirvesniemi wurde Vierter. Die Männerstaffel gewann Bronze. Bei den Frauen wurde Marja-Liisa Kirvesniemi, die Ehefrau von Harri Kirvesniemi, dreifache Olympiasiegerin. Sie gewann alle Einzeldisziplinen über 5, 10 und 20 Kilometer. Die Staffel der Frauen holte Bronze.
1988 gingen die Männer leer aus. Bei den Frauen wurde Marjo Matikainen Olympiasiegerin über 5 Kilometer im klassischen Stil. Marja-Liisa Kirvesniemi wurde Fünfte. Über 10 Kilometer, ebenfalls im klassischen Stil, gewann Matikainen Bronze, Pirkko Määttä belegte Rang 7. Die Frauenstaffel gewann Bronze.

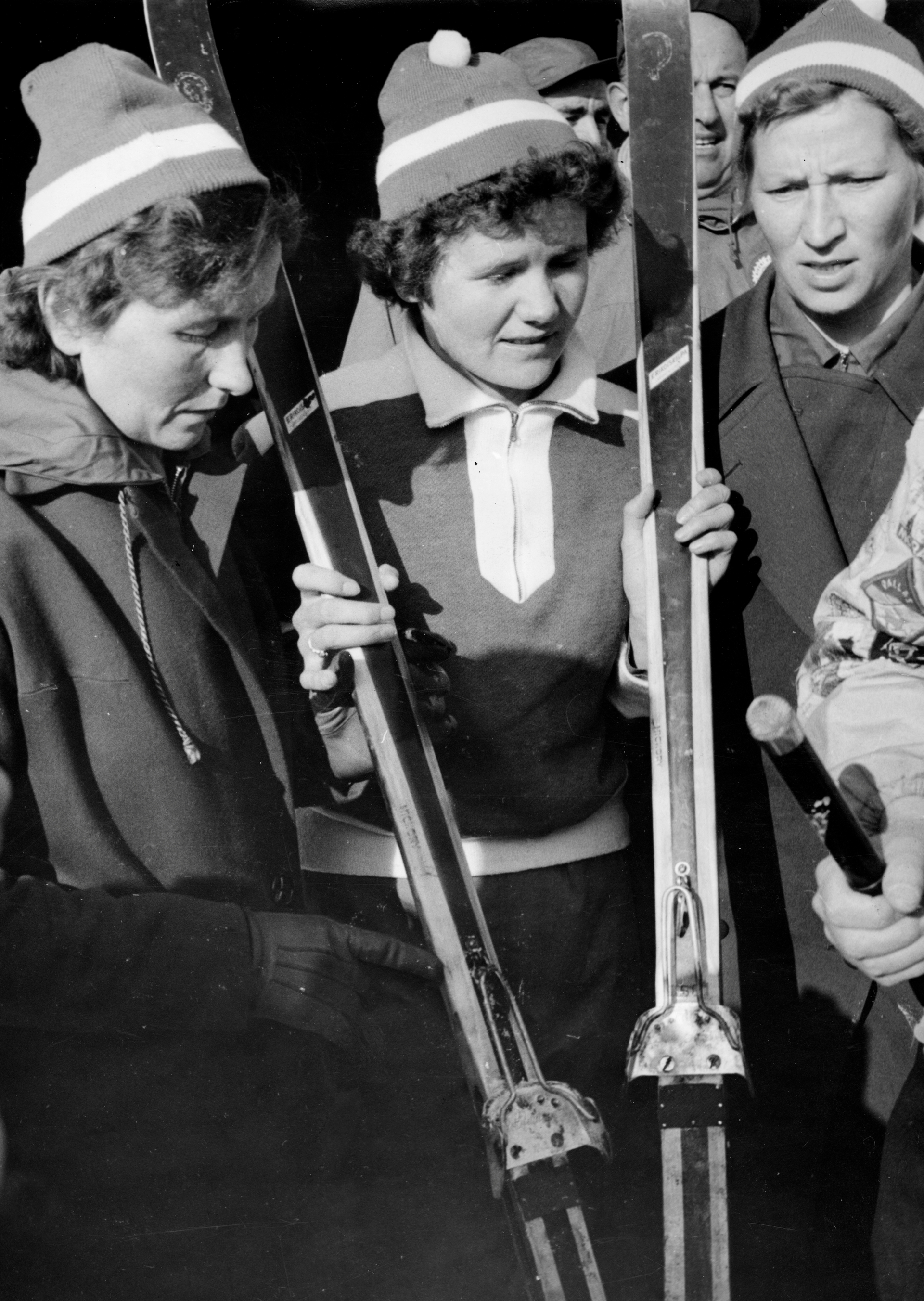
Die Gewinnerinnen des Staffelrennens 1956 (v. l. n. r.): Sirkka Polkunen, Mirja Hietamies, Siiri Rantanen
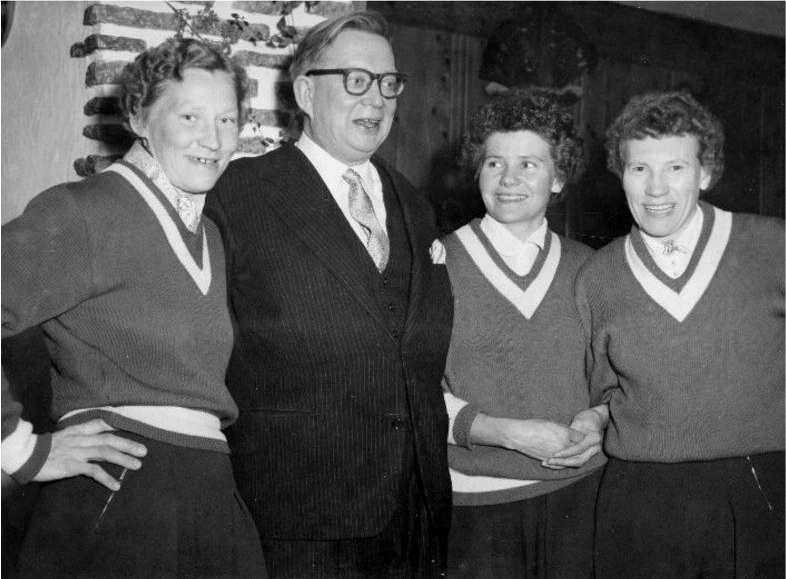
Siiri Rantenen (l.), Ersatzläuferin Eva Hög (r.) und Mirja Hietamies (2.v.r.) werden vom finnischen Botschafter Asko Ivalo besucht
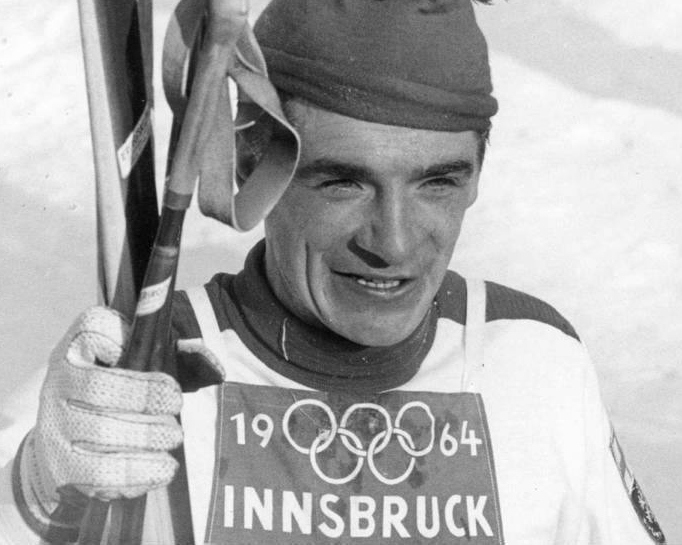
Eero Mäntyranta, Olympiasieger 1960 und 1964
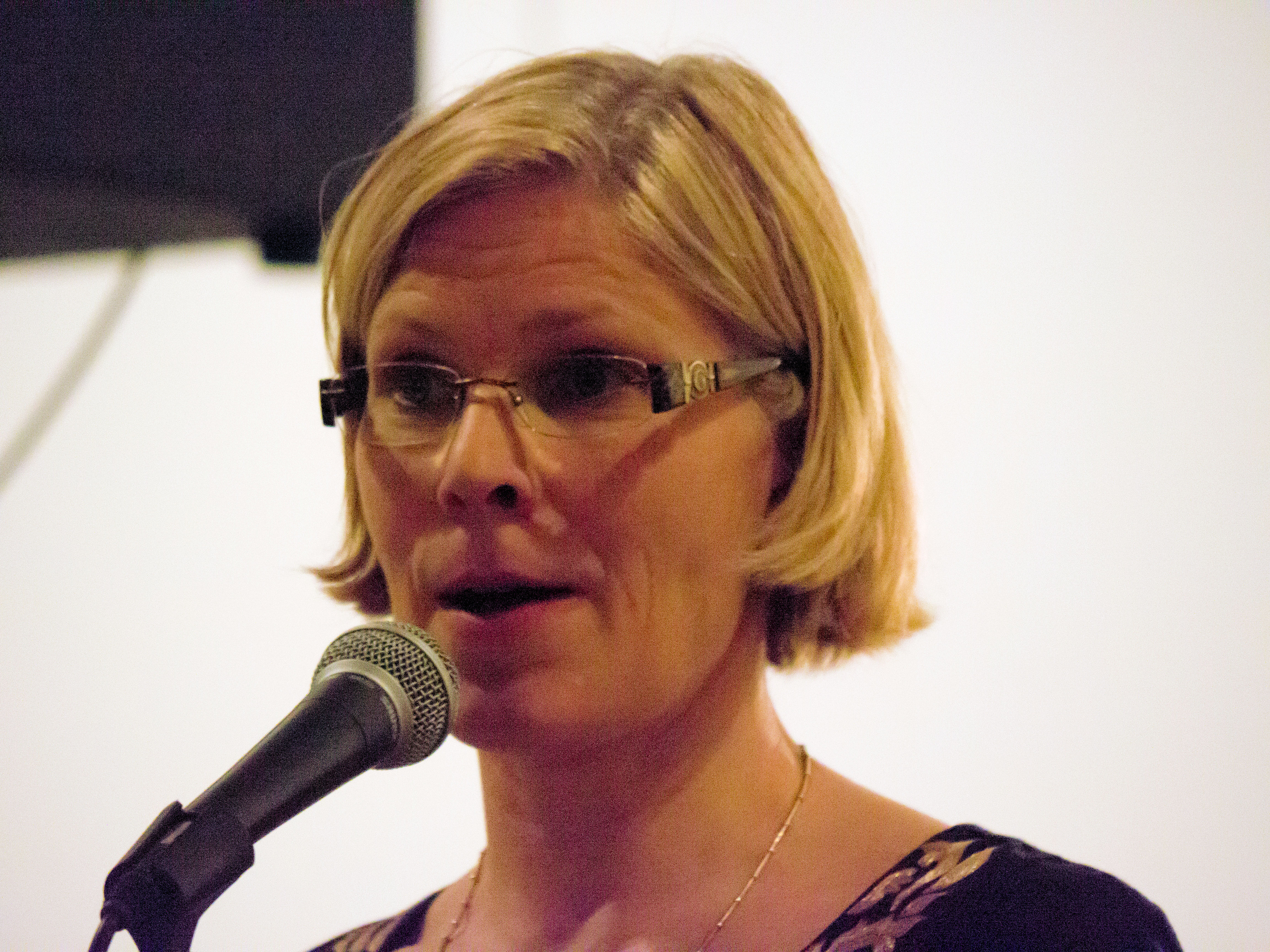
Marjo Matikainen, Olympiasiegerin 1988, im Jahr 2011

1992 belegte Harri Kirvesniemi über 10 Kilometer klassisch Platz 6. Die Männerstaffel gewann Bronze. Bei den Frauen wurde Marjut Lukkarinen Olympiasiegerin über 5 Kilometer klassisch, über 15 Kilometer klassisch holte sie Silber. Auf Platz 6 kam Marja-Liisa Kirvesniemi ins Ziel. Lukkarinen belegte in der Verfolgung Platz 4, auch dei Frauenstaffel wurde Vierte.
Auch 1994 gewann die Staffel der Männer Bronze. Mika Myllylä gewann Silber über 50 Kilometer klassisch, Über 30 Kilometer im freien Stil gewann er Bronze, Jari Isometsä wurde Sechster. Myllylä belegte über 10 Kilometer klassisch Platz 6 und in der Verfolgung Platz 4, hier wurde Jari Räsänen Sechster. Bei den Frauen holte Marja-Liisa Kirvesniemi zwei Bronzemedaillen. Sie wurde Dritte über 5 und 30 Kilometer, beide im klassischen Stil gelaufen. Die Staffel der Frauen kam als Vierte ins Ziel.
1998 trat Harri Kirvesniemi zu seinen sechsten Winterspielen an. Mit der Staffel gewann er seine sechste Bronzemedaille. Mika Myllylä wurde über 30 Kilometer klassisch. Jari Isometsä wurde Vierter, Harri Kirvesniemi Sechster. Über 10 Kilometer klassisch holte Myllylä Bronze. Im Verfolgungsrennen wurde er Sechster und Isometsä Achter. Die Frauen gingen in Nagano leer aus, es gab bis auf Platz 7 der Staffel keine Top-10-Platzierung.
In Salt Lake City 2002 blieben die finnischen Skilangläufer das erste Mal seit 1928 ohne Medaillen. Nur Kaisa Varis kam mit Platz 4 im Massenstart in Medaillennähe. Über 10 Kilometer klassisch lief Satu Salonen auf Platz 7. Bei den Männern trat der Mannschaftsolympiasieger in der Nordischen Kombination, Hannu Manninen, beim Sprint über 1,5 Kilometer klassisch an und wurde Achter.
2006 in Turin erreichten Keijo Kurttila und Lauri Pyykönen Platz 5 im Teamsprint im klassischen Stil. Bei den Frauen gewannen hier, ebenfalls im klassischen Stil, Aino-Kaisa Saarinen und Virpi Kuitunen Bronze. Im Einzelsprint im freien Stil belegte Kuitunen Platz 5, Saarinen lief über 10 Kilometer klassisch auf Platz 7.
Saarinen gewann 2010 in Vancouver Bronze im Massenstart, der im klassischen Stil gelaufen wurde. Mit der Staffel gewann sie eine weitere Bronzemedaille. Im Skiathlon belegte sie Platz 5. Riitta-Liisa Roponen wurde über 10 Kilometer im freien Stil Sechste. Bei den Männern erreichte die Staffel Platz 5. In Sotschi 2014 konnten erstmals seit 1998 auch die Männer wieder Medaillen gewinnen. Diese waren auch sogleich aus Gold, denn im Teamsprint im klassischen Stil wurden Iivo Niskanen und Sami Jauhojärvi Olympiasieger. Über 15 Kilometer klassisch wurde Niskanen Vierter, die Staffel der Männer erreichte Platz 6. Bei den Frauen gab es Silber für die Staffel und im Teamsprint klassisch für Aino-Kaisa Saarinen und Kerttu Niskanen, der Schwester des Olympiasiegers. Über 10 Kilometer klassisch wurde Saarinen Vierte und Niskanen Achte. Im Massenstart im freien Stil wurde Niskanen Vierte. Im Skiathlon belegte Saarinen Platz 5 und Niskanen Platz 7.
In Pyeongchang 2018 wurde Iivo Niskanen erneut Olympiasieger, diesmal über 50 Kilometer klassisch. Die Staffel der Männer wurde Vierte. Im klassischen Sprint wurde Ristomatti Hakola Sechster. Bei den Frauen gewann Krista Pärmäkoski, 2014 noch unter ihrem Mädchennamen Krista Lähteenmäki angetreten, drei Medaillen. Über 30 Kilometer klassisch gewann sie Silber, im Skiathlon und über 10 Kilometer im freien Stil gewann sie Bronze. Zusammen mit Mari Eder wurde sie Fünfte im Teamsprint im freien Stil. Kerttu Niskanen wurde Sechste über 30 Kilometer klassisch. Ebenso wie die Männerstaffel belegte die Staffel der Frauen Platz 4.

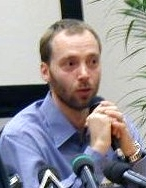
Mika Myllylä, Silber und Bronze 1994
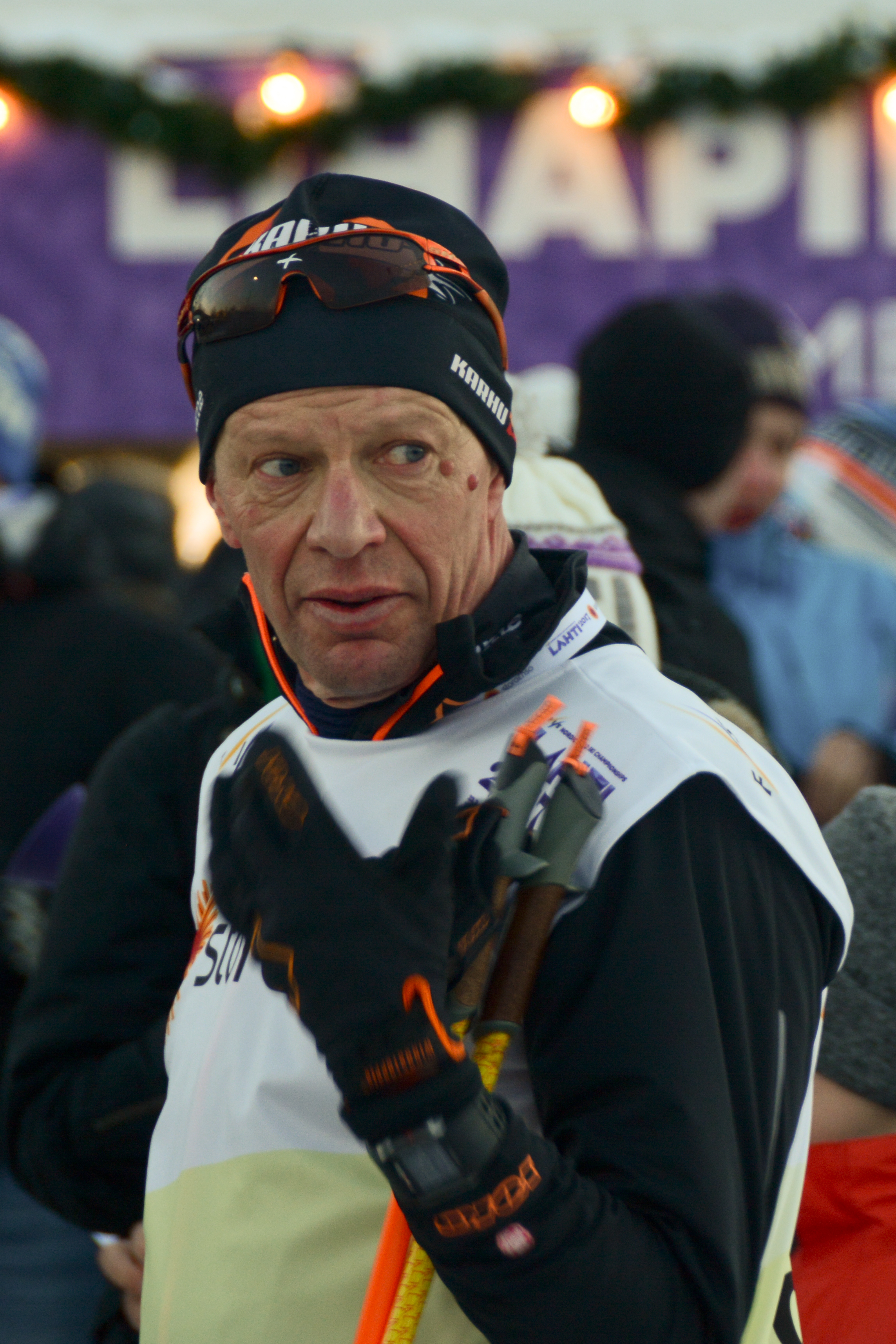
Bei sechs Teilnahmen sechs Bronzemedaillen: Harri Kirvesniemi (Foto von 2017)
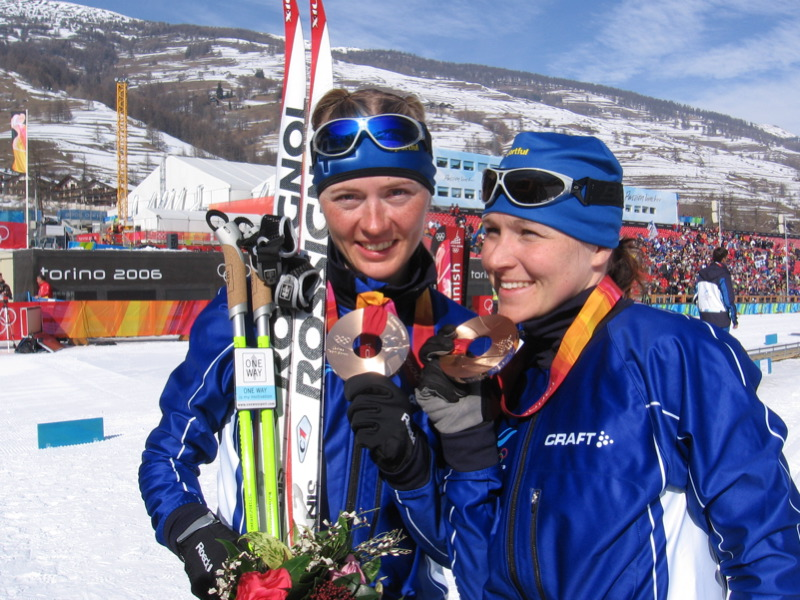
Bronze im Teamsprint 2006: Virpi Kuitunen (l.) und Aino-Kaisa Saarinen
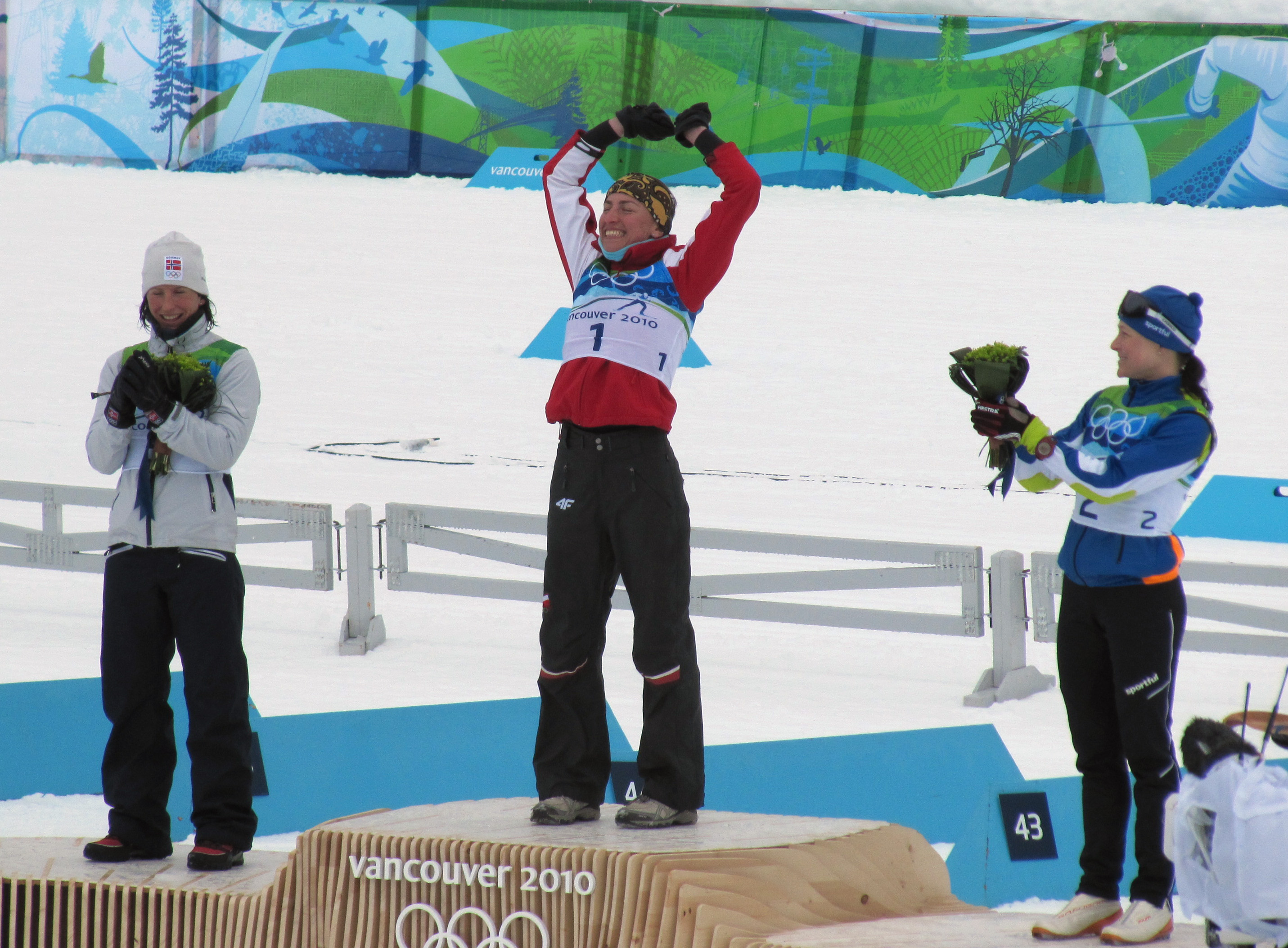
Blumenzeremonie 2010 für die Siegerinnen über 30 Kilometer: rechts mit Bronze Aino-Kaisa Saarinen
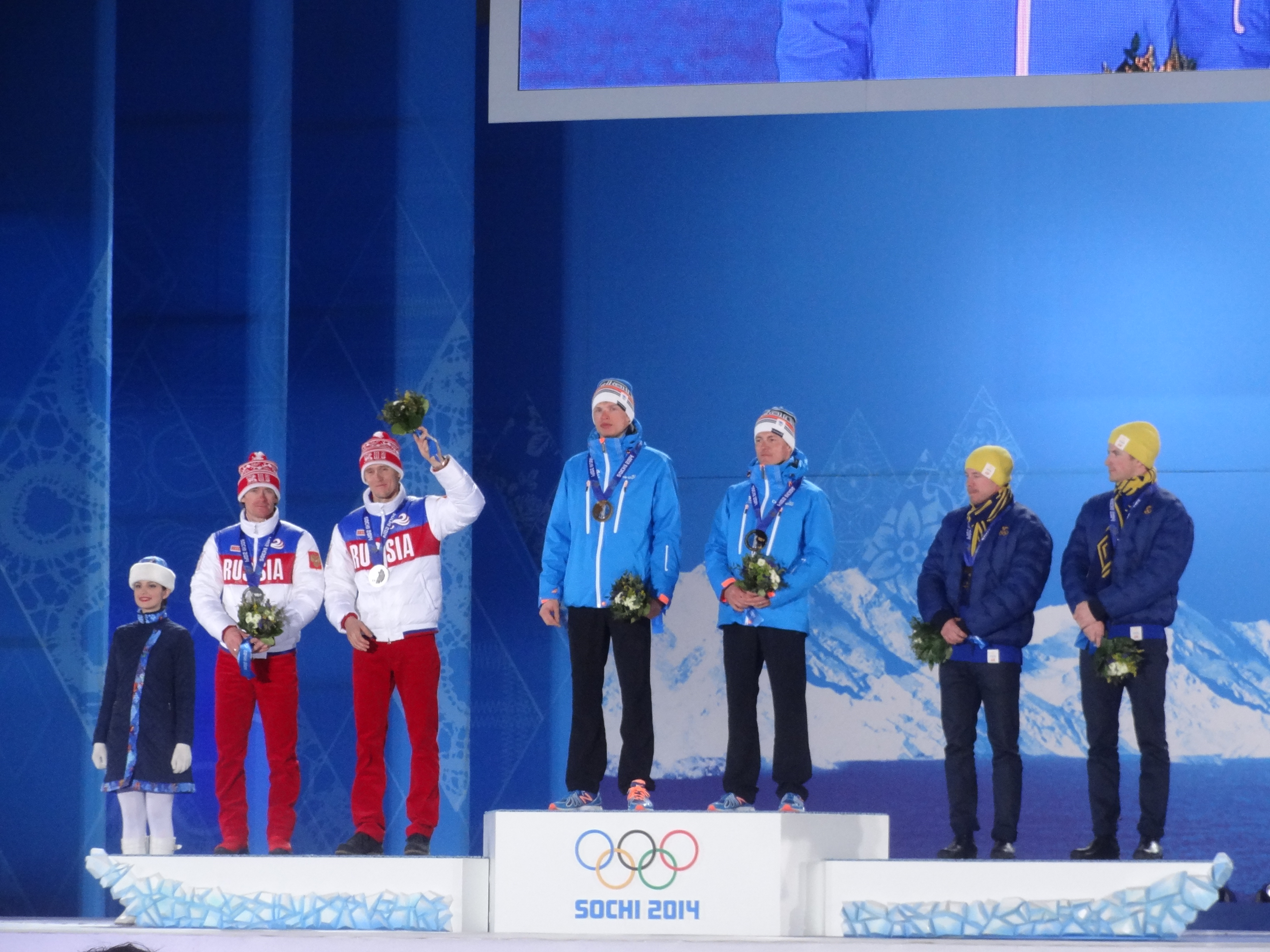
Siegerehrung im Teamsprint 2014: In der Mitte mit Gold Iivo Niskanen (l.) und Sami Jauhojärvi

| Name                                                         | Spiele                      | Disziplin              | Anmerkung                         |
| ------------------------------------------------------------ | --------------------------- | ---------------------- | --------------------------------- |
| Veli Saarinen                                                | 1932 Lake Placid            | 50 Kilometer           | erster Olympiasieg im Skilanglauf |
| Sulo Nurmela Klaes Karppinen Matti Lähde Kalle Jalkanen      | 1936 Garmisch-Partenkirchen | Staffel                |                                   |
| Veikko Hakulinen                                             | 1952 Oslo                   | 50 Kilometer           |                                   |
| Heikki Hasu Paavo Lonkila Urpo Korhonen Tapio Mäkelä         | 1952 Oslo                   | Staffel                |                                   |
| Lydia Wideman                                                | 1952 Oslo                   | 10 Kilometer           |                                   |
| Veikko Hakulinen                                             | 1956 Cortina d’Ampezzo      | 30 Kilometer           |                                   |
| Sirkka Polkunen Mirja Hietamies Siiri Rantanen               | 1956 Cortina d’Ampezzo      | Staffel                |                                   |
| Kalevi Hämäläinen                                            | 1960 Squaw Valley           | 50 Kilometer           |                                   |
| Toimi Alatalo Eero Mäntyranta Väinö Huhtala Veikko Hakulinen | 1960 Squaw Valley           | Staffel                |                                   |
| Eero Mäntyranta                                              | 1964 Innsbruck              | 15 Kilometer           |                                   |
| Eero Mäntyranta                                              | 1964 Innsbruck              | 30 Kilometer           |                                   |
| Matti Pitkänen Juha Mieto Pertti Teurajärvi Arto Koivisto    | 1976 Innsbruck              | Staffel                |                                   |
| Helena Takalo                                                | 1976 Innsbruck              | 5 Kilometer            |                                   |
| Marja-Liisa Kirvesniemi                                      | 1984 Sarajewo               | 5 Kilometer            |                                   |
| Marja-Liisa Kirvesniemi                                      | 1984 Sarajewo               | 10 Kilometer           |                                   |
| Marja-Liisa Kirvesniemi                                      | 1984 Sarajewo               | 20 Kilometer           |                                   |
| Marjo Matikainen                                             | 1988 Calgary                | 5 Kilometer klassisch  |                                   |
| Marjut Lukkarinen                                            | 1992 Albertville            | 5 Kilometer klassisch  |                                   |
| Mika Myllylä                                                 | 1998 Nagano                 | 10 Kilometer klassisch |                                   |
| Iivo Niskanen Sami Jauhojärvi                                | 2014 Sotschi                | Teamsprint klassisch   |                                   |
| Iivo Niskanen                                                | 2018 Pyeongchang            | 50 Kilometer klassisch |                                   |
| Iivo Niskanen                                                | 2022 Peking                 | 15 Kilometer klassisch |                                   |

| Name                                                                 | Spiele                 | Disziplin              | Anmerkung |
| -------------------------------------------------------------------- | ---------------------- | ---------------------- | --------- |
| Lauri Silvennoinen Teuvo Laukkanen Sauli Rytky August Kiuru          | 1948 St. Moritz        | Staffel                |           |
| Tapio Mäkelä                                                         | 1952 Oslo              | 18 Kilometer           |           |
| Eero Kolehmainen                                                     | 1952 Oslo              | 50 Kilometer           |           |
| Mirja Hietamies                                                      | 1952 Oslo              | 10 Kilometer           |           |
| Veikko Hakulinen                                                     | 1956 Cortina d’Ampezzo | 50 Kilometer           |           |
| August Kiuru Jorma Kortelainen Arvo Viitanen Veikko Hakulinen        | 1956 Cortina d’Ampezzo | Staffel                |           |
| Veikko Hakulinen                                                     | 1960 Squaw Valley      | 50 Kilometer           |           |
| Väinö Huhtala Arto Tiainen Kalevi Laurila Eero Mäntyranta            | 1964 Innsbruck         | Staffel                |           |
| Mirja Lehtonen                                                       | 1964 Innsbruck         | 5 Kilometer            |           |
| Eero Mäntyranta                                                      | 1968 Grenoble          | 15 Kilometer           |           |
| Marjatta Kajosmaa                                                    | 1972 Sapporo           | 5 Kilometer            |           |
| Helena Takalo Hilkka Riihivuori Marjatta Kajosmaa                    | 1972 Sapporo           | Staffel                |           |
| Helena Takalo                                                        | 1976 Innsbruck         | 10 Kilometer           |           |
| Liisa Suihkonen Marjatta Kajosmaa Hilkka Riihivuori Helena Takalo    | 1976 Innsbruck         | Staffel                |           |
| Juha Mieto                                                           | 1980 Lake Placid       | 15 Kilometer           |           |
| Juha Mieto                                                           | 1980 Lake Placid       | 50 Kilometer           |           |
| Hilkka Riihivuori                                                    | 1980 Lake Placid       | 5 Kilometer            |           |
| Hilkka Riihivuori                                                    | 1980 Lake Placid       | 10 Kilometer           |           |
| Aki Korvonen                                                         | 1984 Sarajewo          | 15 Kilometer           |           |
| Marjut Lukkarinen                                                    | 1992 Albertville       | 15 Kilometer klassisch |           |
| Mika Myllylä                                                         | 1994 Lillehammer       | 50 Kilometer klassisch |           |
| Aino-Kaisa Saarinen Kerttu Niskanen                                  | 2014 Sotschi           | Teamsprint klassisch   |           |
| Anne Kyllönen Aino-Kaisa Saarinen Kerttu Niskanen Krista Lähteenmäki | 2014 Sotschi           | Staffel                |           |
| Krista Pärmäkoski                                                    | 2018 Pyeongchang       | 30 Kilometer klassisch |           |
| Kerttu Niskanen                                                      | 2022 Peking            | 10 Kilometer klassisch |           |
| Iivo Niskanen Joni Mäki                                              | 2022 Peking            | Teamsprint klassisch   |           |

| Name                                                                    | Spiele                      | Disziplin                | Anmerkung |
| ----------------------------------------------------------------------- | --------------------------- | ------------------------ | --------- |
| Tapani Niku                                                             | 1924 Chamonix               | 18 Kilometer             |           |
| Veli Saarinen                                                           | 1932 Lake Placid            | 18 Kilometer             |           |
| Pekka Niemi                                                             | 1936 Garmisch-Partenkirchen | 18 Kilometer             |           |
| Benjam Vanninen                                                         | 1948 St. Moritz             | 50 Kilometer             |           |
| Paavo Lonkila                                                           | 1952 Oslo                   | 18 Kilometer             |           |
| Siiri Rantanen                                                          | 1952 Oslo                   | 10 Kilometer             |           |
| Veikko Hakulinen                                                        | 1960 Squaw Valley           | 15 Kilometer             |           |
| Siiri Rantanen Eeva Ruoppa Toini Pöysti                                 | 1960 Squaw Valley           | Staffel                  |           |
| Arto Tiainen                                                            | 1964 Innsbruck              | 50 Kilometer             |           |
| Senja Pusula Toini Pöysti Mirja Lehtonen                                | 1964 Innsbruck              | Staffel                  |           |
| Eero Mäntyranta                                                         | 1968 Grenoble               | 30 Kilometer             |           |
| Kalevi Oikarainen Hannu Taipale Eero Mäntyranta Pauli Siitonen          | 1968 Grenoble               | Staffel                  |           |
| Marjatta Kajosmaa                                                       | 1972 Sapporo                | 10 Kilometer             |           |
| Arto Koivisto                                                           | 1976 Innsbruck              | 15 Kilometer             |           |
| Harri Kirvesniemi Pertti Teurajärvi Matti Pitkänen Juha Mieto           | 1980 Lake Placid            | Staffel                  |           |
| Helena Takalo                                                           | 1980 Lake Placid            | 10 Kilometer             |           |
| Harri Kirvesniemi                                                       | 1984 Sarajewo               | 15 Kilometer             |           |
| Aki Korvonen                                                            | 1984 Sarajewo               | 50 Kilometer             |           |
| Kari Ristanen Juha Mieto Harri Kirvesniemi Aki Karvonen                 | 1984 Sarajewo               | Staffel                  |           |
| PIrkko Määttä Eija Hyytiäinen Marjo Matikainen Marja-Liisa Kirvesniemi  | 1984 Sarajewo               | Staffel                  |           |
| Marjo Matikainen                                                        | 1988 Calgary                | 10 Kilometer klassisch   |           |
| PIrkko Määttä Marja-Liisa Kirvesniemi Marjo Matikainen Jaana Savolainen | 1988 Calgary                | Staffel                  |           |
| Mika Kuusisto Harri Kirvesniemi Jari Räsänen Jari Isometsä              | 1992 Albertville            | Staffel                  |           |
| Mika Myllylä                                                            | 1994 Lillehammer            | 30 Kilometer freier Stil |           |
| Mika Myllylä Harri Kirvesniemi Jari Räsänen Jari Isometsä               | 1994 Lillehammer            | Staffel                  |           |
| Marja-Liisa Kirvesniemi                                                 | 1994 Lillehammer            | 5 Kilometer klassisch    |           |
| Marja-Liisa Kirvesniemi                                                 | 1994 Lillehammer            | 30 Kilometer klassisch   |           |
| Mika Myllylä                                                            | 1998 Nagano                 | 30 Kilometer klassisch   |           |
| Mika Myllylä Harri Kirvesniemi Sami Repo Jari Isometsä                  | 1998 Nagano                 | Staffel                  |           |
| Aino-Kaisa Saarinen Virpi Kuitunen                                      | 2006 Turin                  | Teamsprint klassisch     |           |
| Aino-Kaisa Saarinen                                                     | 2010 Vancouver              | Massenstart klassisch    |           |
| Pirjo Muranen Virpi Kuitunen Riitta-Liisa Roponen Aino-Kaisa Saarinen   | 2010 Vancouver              | Staffel                  |           |
| Krista Pärmäkoski                                                       | 2018 Pyeongchang            | 10 Kilometer Freistil    |           |
| Krista Pärmäkoski                                                       | 2018 Pyeongchang            | Skiathlon                |           |
| Iivo Niskanen                                                           | 2022 Peking                 | 30 km Skiathlon          |           |
| Krista Pärmäkoski                                                       | 2022 Peking                 | 10 Kilometer Freistil    |           |
| Kerttu Niskanen                                                         | 2022 Peking                 | 30 Kilometer Klassisch   |           |

#### Skispringen
| Gelbes Symbol für Goldmedaillen mit stilisierten Olympischen Ringen | Graues Symbol für Silbermedaillen mit stilisierten Olympischen Ringen | Braundes Symbol für Bronzemedaillen mit stilisierten Olympischen Ringen |
| ------------------------------------------------------------------- | --------------------------------------------------------------------- | ----------------------------------------------------------------------- |
| 10                                                                  | 9                                                                     | 3                                                                       |

Seit der ersten Teilnahme an Winterspielen ist Finnland im Skispringen vertreten. 1936 wurde Lauri Valonen, der auch als Nordisch Kombinierer antrat, Sechster. 1948 konnten sich drei Finnen unter den besten acht Springern platzieren. Matti Pietikäinen wurde Vierter, Leo Laakso Sechster und Mattis Bruder Aatto Achter. 1952 wurde Antti Hyvärinen Siebter, 1956 wurde er erster Olympiasieger Finnlands im Skispringen. Mit seiner Silbermedaille sorgte Aulis Kallakorpi für einen finnischen Doppelsieg. Eino Kirjonen belegte Platz 7. 1960 in Squaw Valley gewann Niilo Halonen Silber, Juhani Kärkinen wurde Achter.
1964 in Innsbruck wurde erstmals auch von einer Großschanze gesprungen. Veikko Kankkonen gewann Silber von der Großschanze und wurde auf der Normalschanze Olympiasieger. In Grenoble 1968 sprang Topi Mattila auf Platz 5 von der Normalschanze. Auf der Großschanze belegte Tauno Käyhkö 1972 Platz 4.
Medaillen konnten erst wieder in Lake Placid 1980 gewonnen werden. Auf der Großschanze wurde Jouko Törmänen Olympiasieger, Jari Puikkonen gewann Bronze. Auf der Normalschanze sprang Pentti Kokkonen auf Platz 5, Törmänen auf Platz 8. In Sarajewo 1984 trat erstmals Matti Nykänen in Erscheinung. Er wurde Olympiasieger auf der Großschanze und gewann auf der Normalschanze Silber vor Jari Puikkonen mit Bronze. Puikkonen wurde auf der Großschanze Fünfter.
1988 in Calgary wurde Nykänen dreifacher Olympiasieger. Er gewann Gold sowohl auf der Groß- als auch auf der Normalschanze. Zusätzlich gewann er Gold im erstmals ausgetragenen Mannschaftswettbewerb. Die finnische Mannschaft konnte ihren Olympiasieg 1992 verteidigen. Zudem wurde Toni Nieminen Olympiasieger auf der Großschanze. Auf der Normalschanze gewann er Bronze, Mika Laitinen belegte Platz 5.
1994 erreichte die Mannschaft Platz 5. Jani Soininen wurde Fünfter auf der Großschanze und Sechster auf der Normalschanze. Auch 1998 kam die Mannschaft auf Platz 5. Soininen wurde Olympiasieger auf der Normalschanze und gewann Silber auf der Großschanze. Janne Ahonen belegte auf der Normalschanze Platz 4.
2002 gewann die Mannschaft Silber. Auf der Großschanze holte Matti Hautamäki Bronze. Drei Finnen kamen auf der Normalschanze unter die ersten Sechs. Janne Ahonen erreichte Platz 4, Veli-Matti Lindström Platz 5 und Matti Hautamäki Platz 6. 2006 gewann die Mannschaft erneut Silber. Hautamäki holte ebenfalls Silber auf der Normalschanze. Janne Ahonen wurde Sechster. Auf der Großschanze belegte Hautamäki Platz 5.
2010 blieben die finnischen Skispringer medaillenlos. Janne Ahonen wurde Vierter auf der Normalschanze, auch die Mannschaft erreichte Platz 4. 2014 in Sotschi konnte sich kein finnischer Skispringer unter den ersten Zehn platzieren, die Mannschaft wurde Achte. Das gleiche Bild bot sich 2018 in Pyeongchang. Hier trat Janne Ahonen zum siebten Mal bei Winterspielen an. Er ist damit nach dem Japaner Noriaki Kasai der Skispringer mit den zweitmeisten Teilnahmen.
| Name                                                          | Spiele                 | Disziplin         | Anmerkung |
| ------------------------------------------------------------- | ---------------------- | ----------------- | --------- |
| Antti Hyvärinen                                               | 1956 Cortina d’Ampezzo | Spezialsprunglauf |           |
| Veikko Kankkonen                                              | 1964 Innsbruck         | Normalschanze     |           |
| Jouko Törmänen                                                | 1980 Lake Placid       | Großschanze       |           |
| Matti Nykänen                                                 | 1984 Sarajewo          | Großschanze       |           |
| Matti Nykänen                                                 | 1988 Calgary           | Normalschanze     |           |
| Matti Nykänen                                                 | 1988 Calgary           | Großschanze       |           |
| Matti Nykänen Ari-Pekka Nikkola Tuomo Ylipulli Jari Puikkonen | 1988 Calgary           | Mannschaft        |           |
| Toni Nieminen                                                 | 1992 Albertville       | Großschanze       |           |
| Toni Nieminen Ari-Pekka Nikkola Risto Laakkonen Mika Laitinen | 1992 Albertville       | Mannschaft        |           |
| Jani Soininen                                                 | 1998 Nagano            | Normalschanze     |           |

| Name                                                                | Spiele                 | Disziplin         | Anmerkung |
| ------------------------------------------------------------------- | ---------------------- | ----------------- | --------- |
| Aulis Kallakorpi                                                    | 1956 Cortina d’Ampezzo | Spezialsprunglauf |           |
| Niilo Halonen                                                       | 1960 Squaw Valley      | Spezialsprunglauf |           |
| Veikko Kankkonen                                                    | 1964 Innsbruck         | Großschanze       |           |
| Jari Puikkonen                                                      | 1980 Lake Placid       | Großschanze       |           |
| Matti Nykänen                                                       | 1984 Sarajewo          | Normalschanze     |           |
| Jani Soininen                                                       | 1998 Nagano            | Großschanze       |           |
| Matti Hautamäki Veli-Matti Lindström Risto Jussilainen Janne Ahonen | 2002 Salt Lake City    | Mannschaft        |           |
| Matti Hautamäki                                                     | 2006 Turin             | Normalschanze     |           |
| Matti Hautamäki Janne Ahonen Tami Kiuru Risto Jussilainen           | 2006 Turin             | Mannschaft        |           |

| Name            | Spiele              | Disziplin     | Anmerkung |
| --------------- | ------------------- | ------------- | --------- |
| Jari Puikkonen  | 1984 Sarajewo       | Normalschanze |           |
| Toni Nieminen   | 1992 Albertville    | Normalschanze |           |
| Matti Hautamäki | 2002 Salt Lake City | Großschanze   |           |

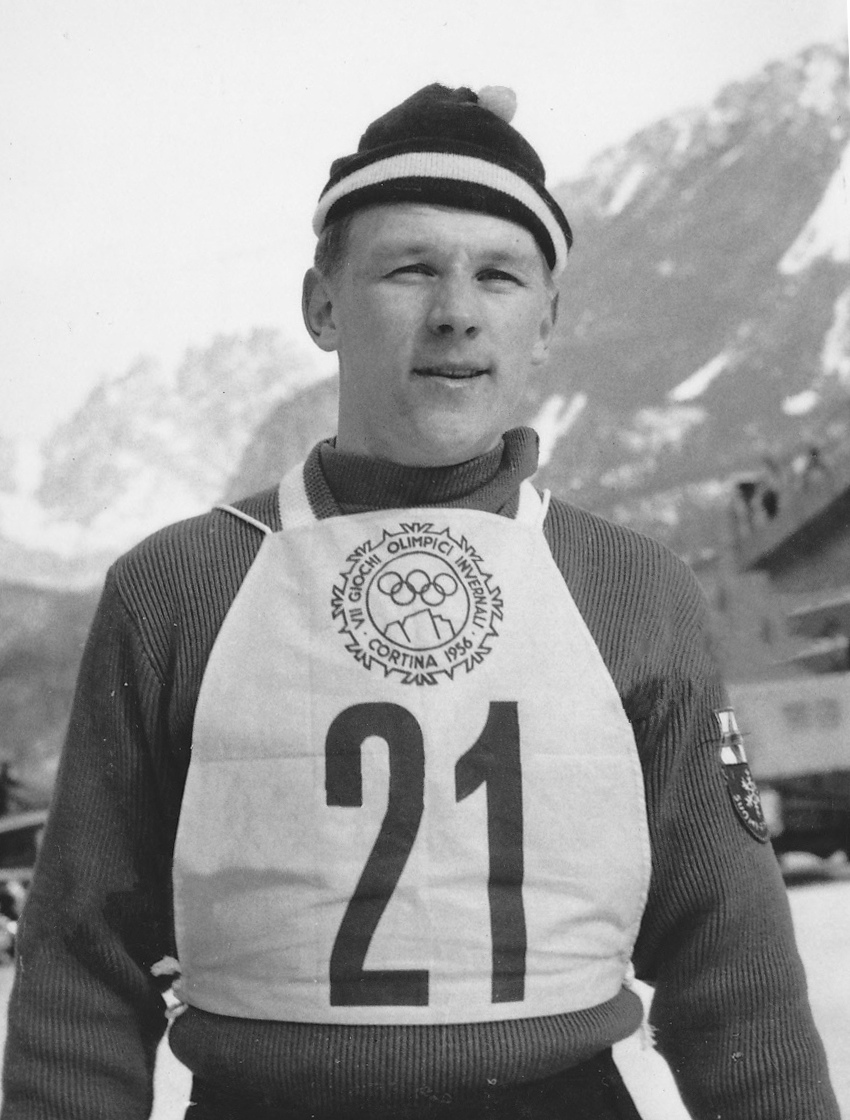
Antti Hyvärinen, Olympiasieger 1956
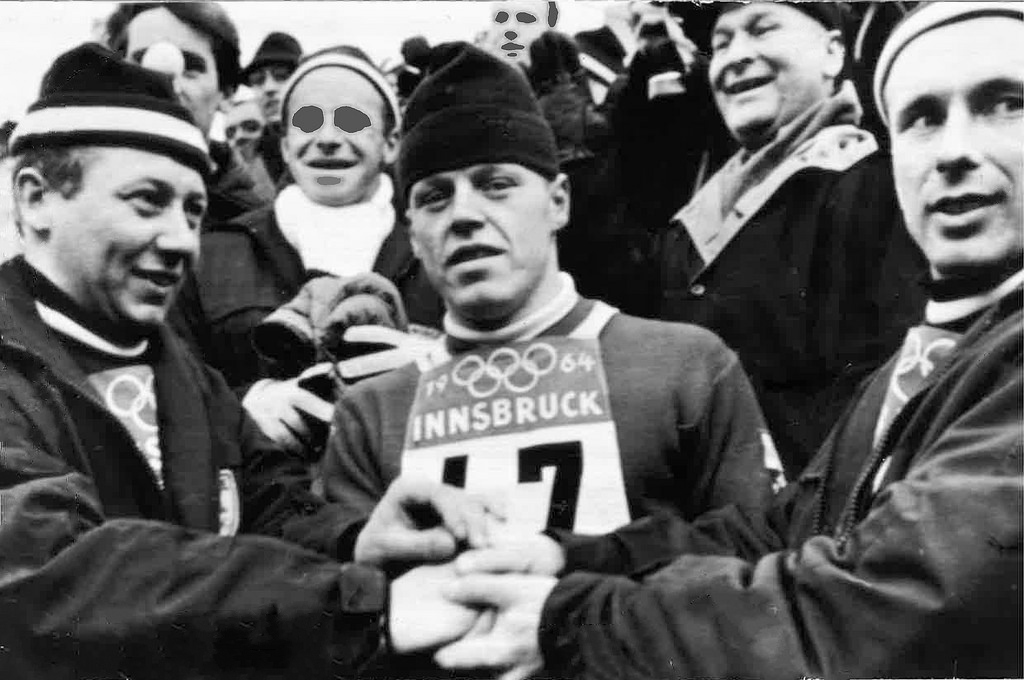
Veikko Kankkonen (47), Olympiasieg und Silber 1964
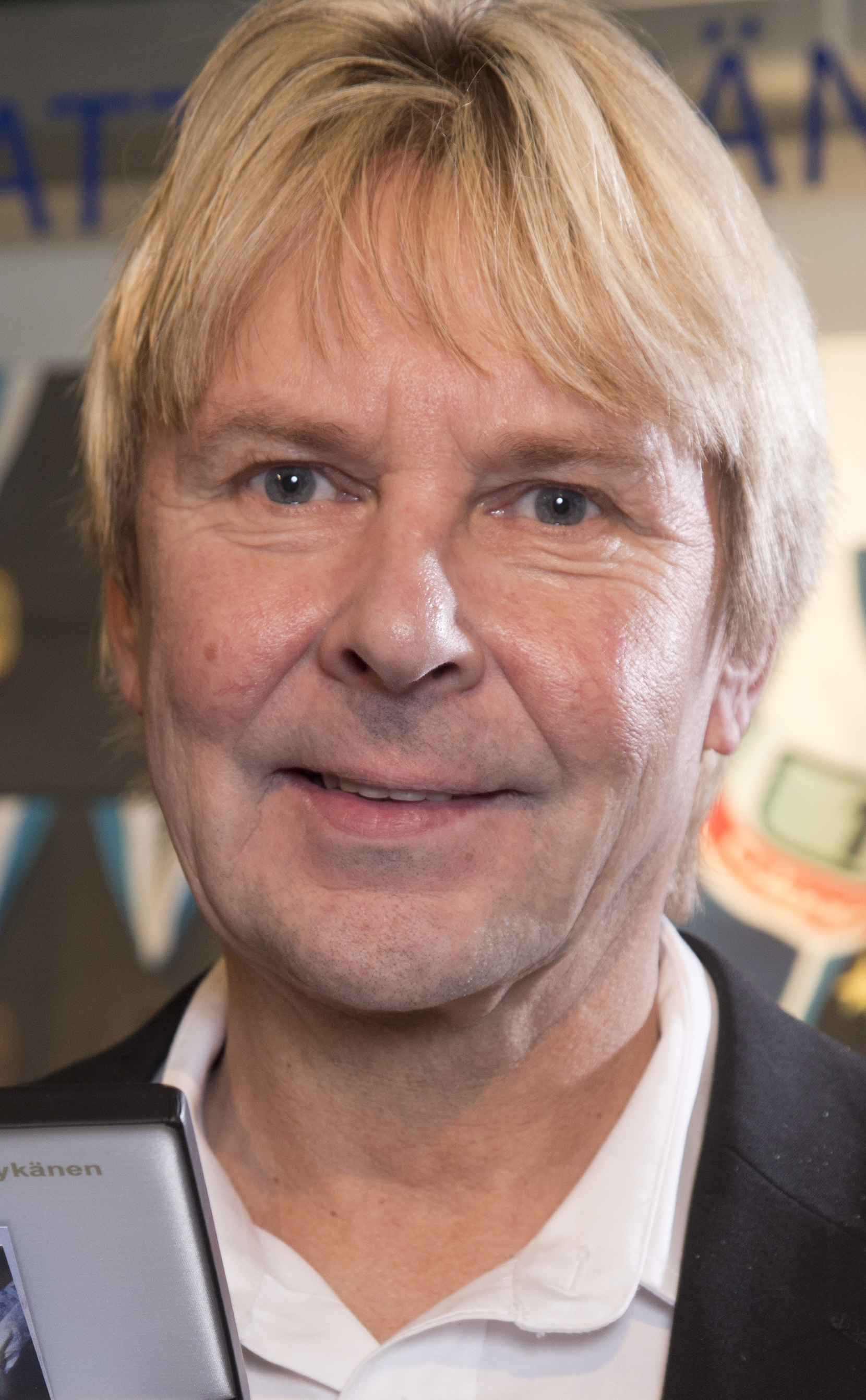
Der vierfache Olympiasieger Matti Nykänen im Jahr 2014
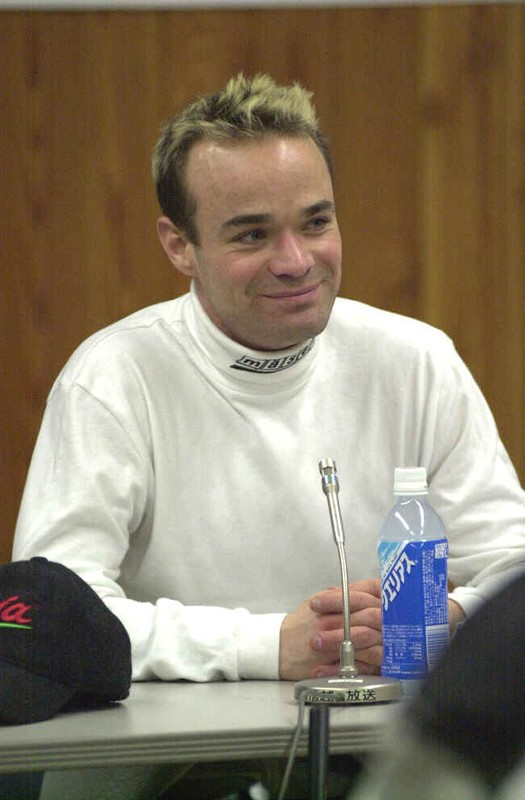
Jani Soininen, Olympiasieger 1998, im Jahr 2015
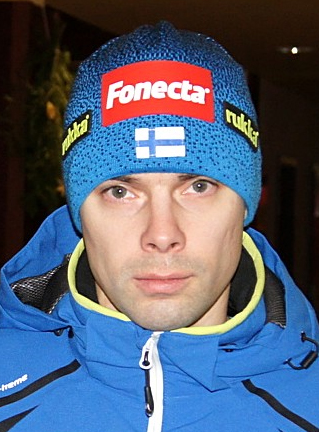
Matti Hautamäki, Silber 2006, Silber und Bronze 2002
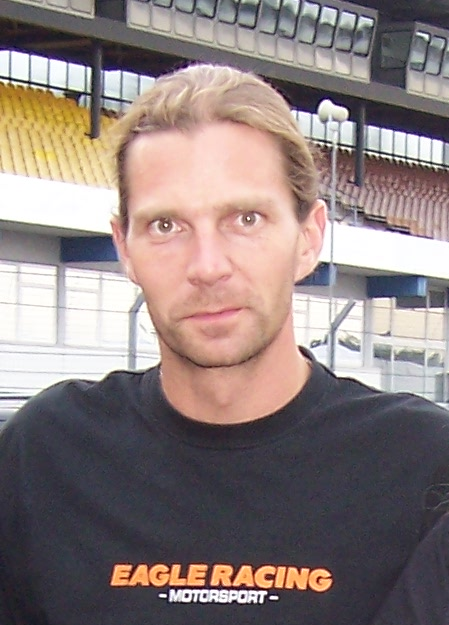
Siebenfacher Olympiateilnehmer: Janne Ahonen

#### Snowboard
| Gelbes Symbol für Goldmedaillen mit stilisierten Olympischen Ringen | Graues Symbol für Silbermedaillen mit stilisierten Olympischen Ringen | Braundes Symbol für Bronzemedaillen mit stilisierten Olympischen Ringen |
| ------------------------------------------------------------------- | --------------------------------------------------------------------- | ----------------------------------------------------------------------- |
| —                                                                   | 2                                                                     | 2                                                                       |

Im Snowboarding nimmt Finnland seit 1998 teil, als diese Sportart olympische wurde. In der Halfpipe wurde Minna Hesso Sechste, Sebu Kuhlberg Siebter. Heikki Sorsa erreichte 2002 Platz 7 in der Halfpipe. 2006 gelang der erste Medaillengewinn in dieser Sportart. Markku Koski gewann Bronze in der Halfpipe, Antti Autti wurde Fünfter. 2010 gewann Peetu Piiroinen Silber, Koski belegte Platz 6.
2010 kam eine Silbermedaille im Slopestyle der Frauen durch Enni Rukajärvi hinzu. Bei den Männern wurde Piiroinen Siebter im Slopestyle. 2018 gewann Rukajärvi eine weitere Bronzemedaille.
| Name            | Spiele         | Disziplin  | Anmerkung |
| --------------- | -------------- | ---------- | --------- |
| Peetu Piiroinen | 2010 Vancouver | Halfpipe   |           |
| Enni Rukajärvi  | 2014 Sotschi   | Slopestyle |           |

| Name           | Spiele           | Disziplin  | Anmerkung |
| -------------- | ---------------- | ---------- | --------- |
| Markku Koski   | 2006 Turin       | Halfpipe   |           |
| Enni Rukajärvi | 2018 Pyeongchang | Slopestyle |           |

### Zwischenspiele
Drei Leichtathleten und ein Ringer reisten zu den Zwischenspielen 1906 in Athen. Verner Weckman gewann im Mittelgewicht des griechisch-römischen Ringens Gold und in der offenen Klasse Silber. Der Leichtathlet Verner Järvinen gewann Gold im Diskuswurf nach griechischem Stil und Bronze im modernen Diskuswurf. Im Speerwurf belegte er Platz 5 vor Heikki Åhlman auf Platz 6. Im antiken Fünfkampf wurde Uno Häggman Vierter.

### Jugendspiele

#### Jugend-Sommerspiele
Bei der ersten Austragung der Olympischen Jugend-Sommerspiele 2010 in Singapur konnten die finnischen Teilnehmer zwei Medaillen gewinnen.
Der Leichtathlet Jussi Kanervo gewann Bronze im 110-Meter-Hürdenlauf. Im Kugelstoßen wurde Arttu Kangas Fünfter, die gleiche Platzierung erreichte Junia Koivu im Hammerwurf. Die Ringerin Petra Olli gewann Bronze im Fliegengewicht des Freistils. Im Segeln wurde Kaarle Tapper in der Bootsklasse Byte CII Vierter.
Vier Jahre später fanden die Jugend-Sommerspiele in Nanjing statt. Diesmal blieb die finnische Mannschaft ohne Medaillen. Die Bogenschützin Mirjam Tuokkola gewann in einem gemischten internationalen Doppel eine Bronzemedaille. Diese Medaille wird in der finnischen Medaillenbilanz nicht berücksichtigt.

#### Jugend-Winterspiele

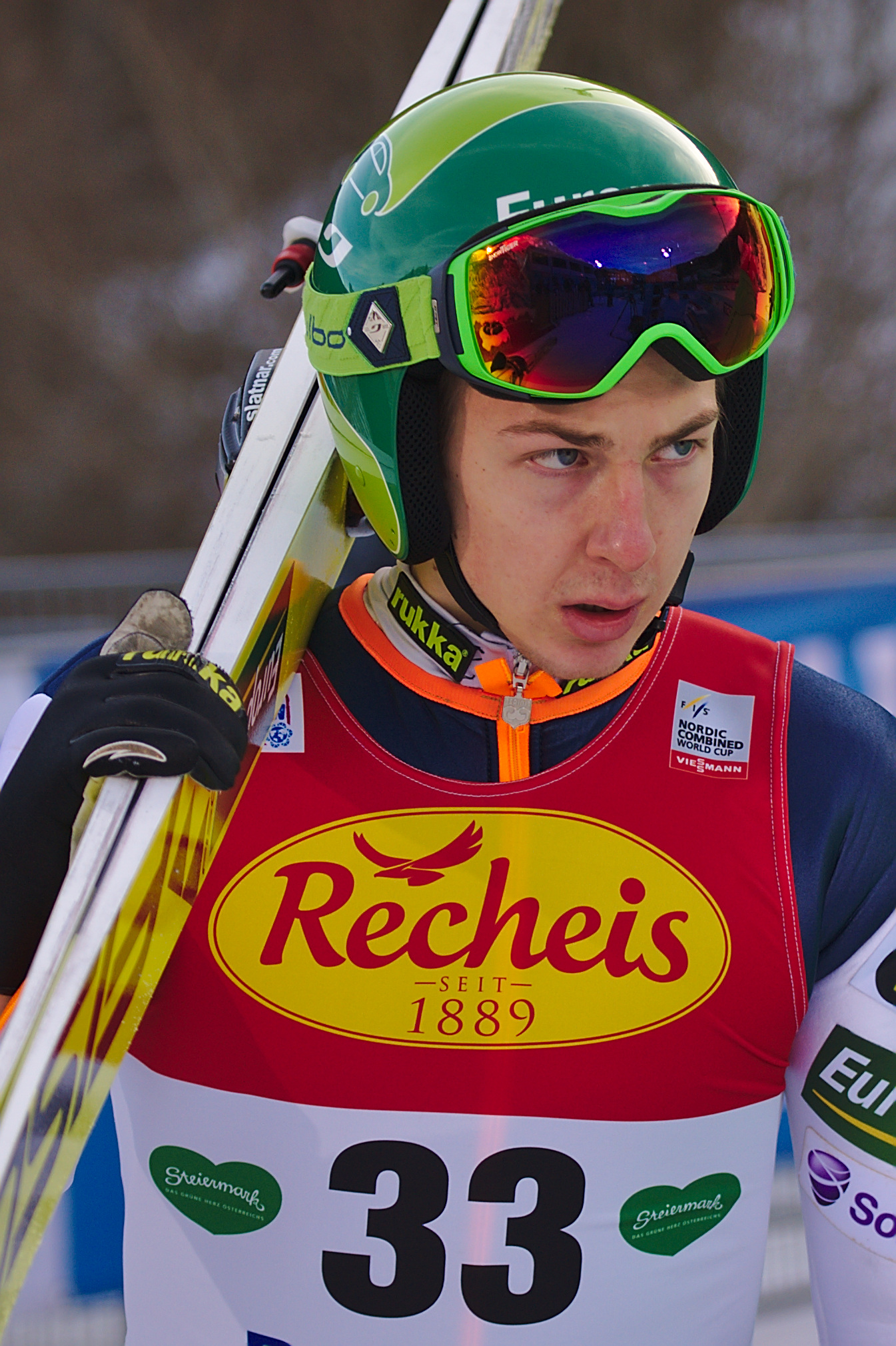
Der Nordisch Kombinierer Ilkka Herola gewann 2012 Silber

In Innsbruck fanden 2012 die ersten Jugend-Winterspiele statt. Die finnische Mannschaft konnte zwei Olympiasieger stellen und gewann zudem zwei Silbermedaillen. Jugendolympiasieger wurden die Eishockeymannschaft der Jungen und der Freestyler Niki Lehikoinen im Ski Cross. Das finnische Eishockeyteam konnte in der Vorrunde u. a. Österreich mit 3:0 schlagen. Sie gewann das Finale gegen Russland mit 2:1 nach Penaltyschießen. Im Freestyle gewann Lauri Kivari Silber in der Halfpipe. Eine weitere Silbermedaille gewann Ilkka Herola in der Nordischen Kombination. Im Skilanglauf wurde Joonas Sarkkinen Fünfter über 10 Kilometer klassisch. Katri Lylynperä erreichte die gleiche Platzierung im Sprint. Im Skispringen wurde Miika Ylipulli Fünfter, Jenny Rautionaho Siebte. Beim Snowboarding erreichte Tuomas Pohjonen Platz 7 im Slopestyle. In eimer gemischten Mannschaft gewann die Eiskunstläuferin Eveliina Viljanen Bronze. Auch diese Medaille wird in der finnischen Medaillenbilanz nicht berücksichtigt.
2016 wurden die zweiten Jugend-Winterspiele in Lillehammer durchgeführt. Eine Silber- und fünf Bronzemedaillen waren die Ausbeute der finnischen Mannschaft. Die Silbermedaille gewann die Snowboarderin Elli Pukkujamsa im Slopestyle. Bronze holten im Skilanglauf Lauri Mannila im Langlauf-Cross und Rebecca Immonen über 5 Kilometer, die Snowboarder Henna Ikola und Rene Rinnekangas jeweils im Slopestyle sowie die Skirennfahrer Riikka Honkanen und Sampo Kankkunen im Parallelslalom. Kankkunen wurde zudem Vierter im Super-G, Fünfter in der Kombination und Sechster im Riesenslalom. Der Biathlet Tuomas Harjula wurde Siebter in der Verfolgung. Im Skilanglauf erreichte Lauri Mannila Platz 5 im Sprint, Remi Lindholm wurde jeweils Siebter im Cross und über 10 Kilometer Freistil. Ebenfalls Platz 7 belegte Rebecca Immonen im Cross. Die Freestylerin Anni Karava wurde Fünfte im Slopestyle. Die Eishockeymannschaft der Jungen erreichte das Halbfinale und verlor dort gegen Kanada mit 3:4 nach Penaltyschießen. Auch das Spiel um Bronze gegen Russland ging verloren, die Finnen unterlagen mit 2:6. In der Skill Challenge wurde Aleks Haatanen Fünfter. Im Skispringen erreichte Andreas Alamommo Platz 6. Samuli Suomalainen wurde Vierter im Eisschnelllauf über 500 Meter.

## Kunstwettbewerbe
| Gelbes Symbol für Goldmedaillen mit stilisierten Olympischen Ringen | Graues Symbol für Silbermedaillen mit stilisierten Olympischen Ringen | Braundes Symbol für Bronzemedaillen mit stilisierten Olympischen Ringen |
| ------------------------------------------------------------------- | --------------------------------------------------------------------- | ----------------------------------------------------------------------- |
| 3                                                                   | 1                                                                     | 1                                                                       |

Der Autor Klaus Suomela war 1924 der erste finnische Künstler, der an einem olympischen Kunstwettbewerb teilnahm. Er reichte sein Werk Milon ein, konnte sich aber nicht platzieren. 1936 wurde der Schriftsteller Urho Karhumäki für seinen Roman Im freien Wasser (Originaltitel: Avoveteen) mit der Goldmedaille ausgezeichnet.
Zwei Gold-, eine Silber-, eine Bronzemedaille sowie zwei lobende Erwähnungen waren die Ausbeute bei den letzten Kunstwettbewerben 1948. Der Architekt Yrjö Lindegren gewann Gold in der Rubrik Städtebauliche Entwürfe für sein Modell eines Leichtathletikstadions in Varkaus. Das Modell eines Leichtathletikstadions in Kemi seines Kollegen Ilmari Nieveläinen wurde mit Bronze ausgezeichnet. Die Dichterin Aale Tynni erhielt eine Goldmedaille für Gedicht Hellas Ruhm (Originaltitel: Hellaan laakeri). Heikki Assunta erhielt eine lobende Erwähnung für sein Werk Endure and Win. Der Komponist Kalervo Tuukkanen wurde für sein Werk Karhunpyynti mit Silber geehrt. Einar Englund erhielt für Epinikia eine lobende Erwähnung.

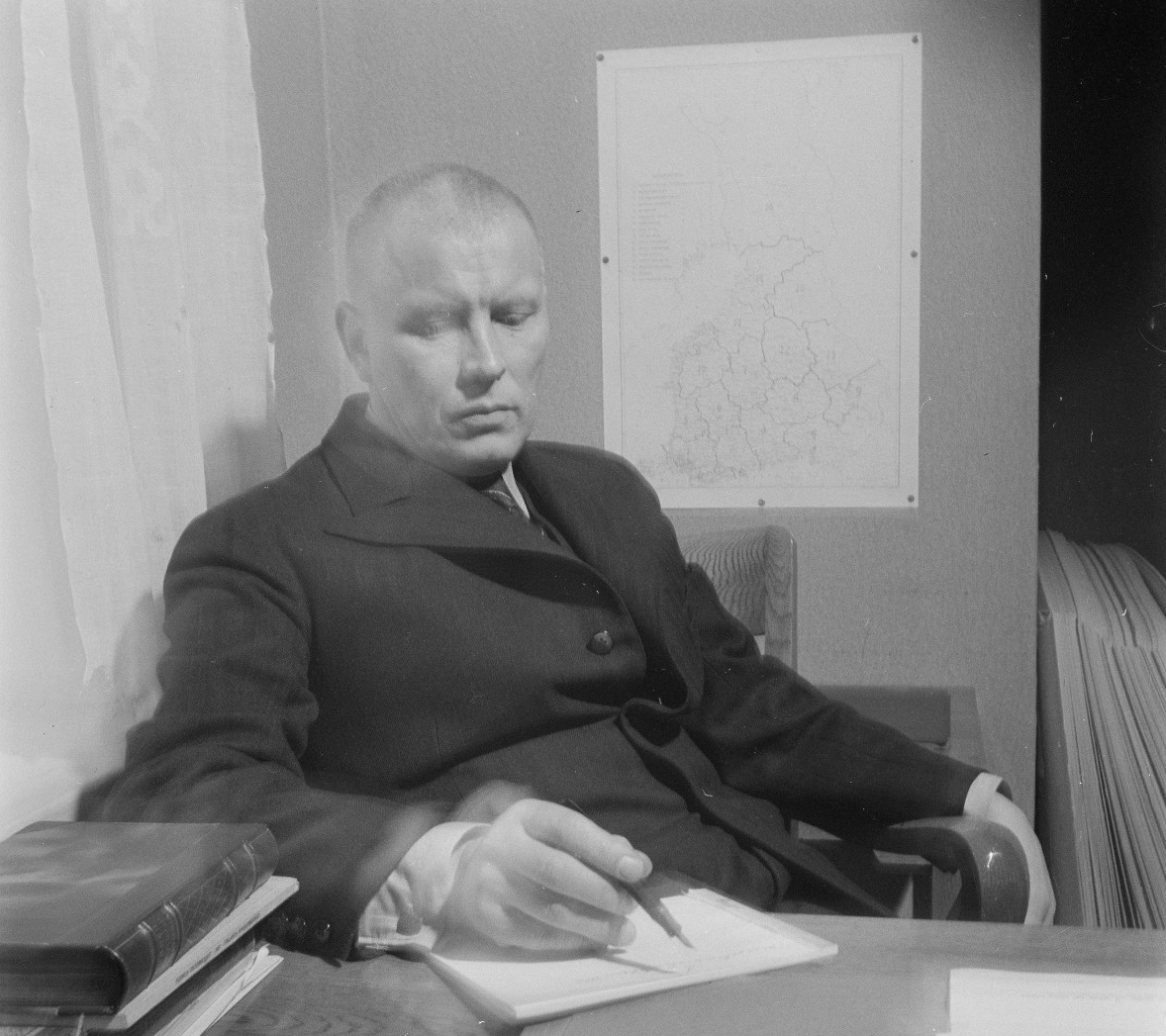
Der Schriftsteller Urho Karhumäki, Gold 1936
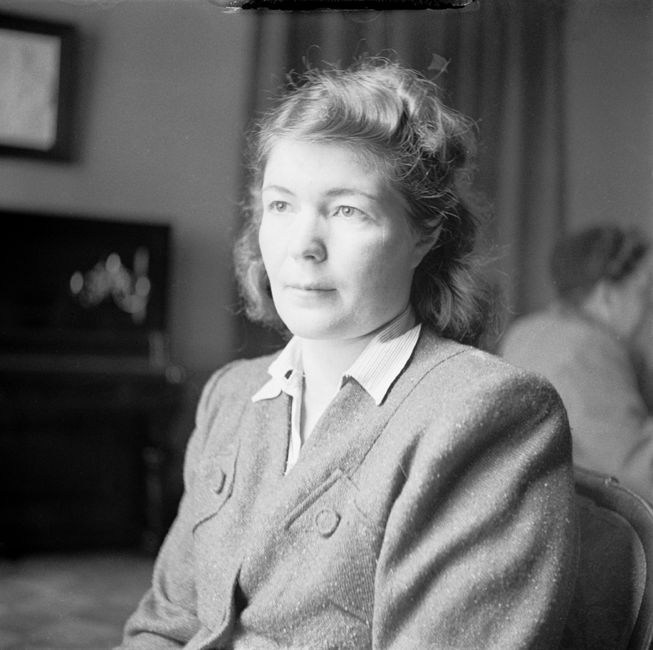
Die Dichterin Aale Tynni, Gold 1948
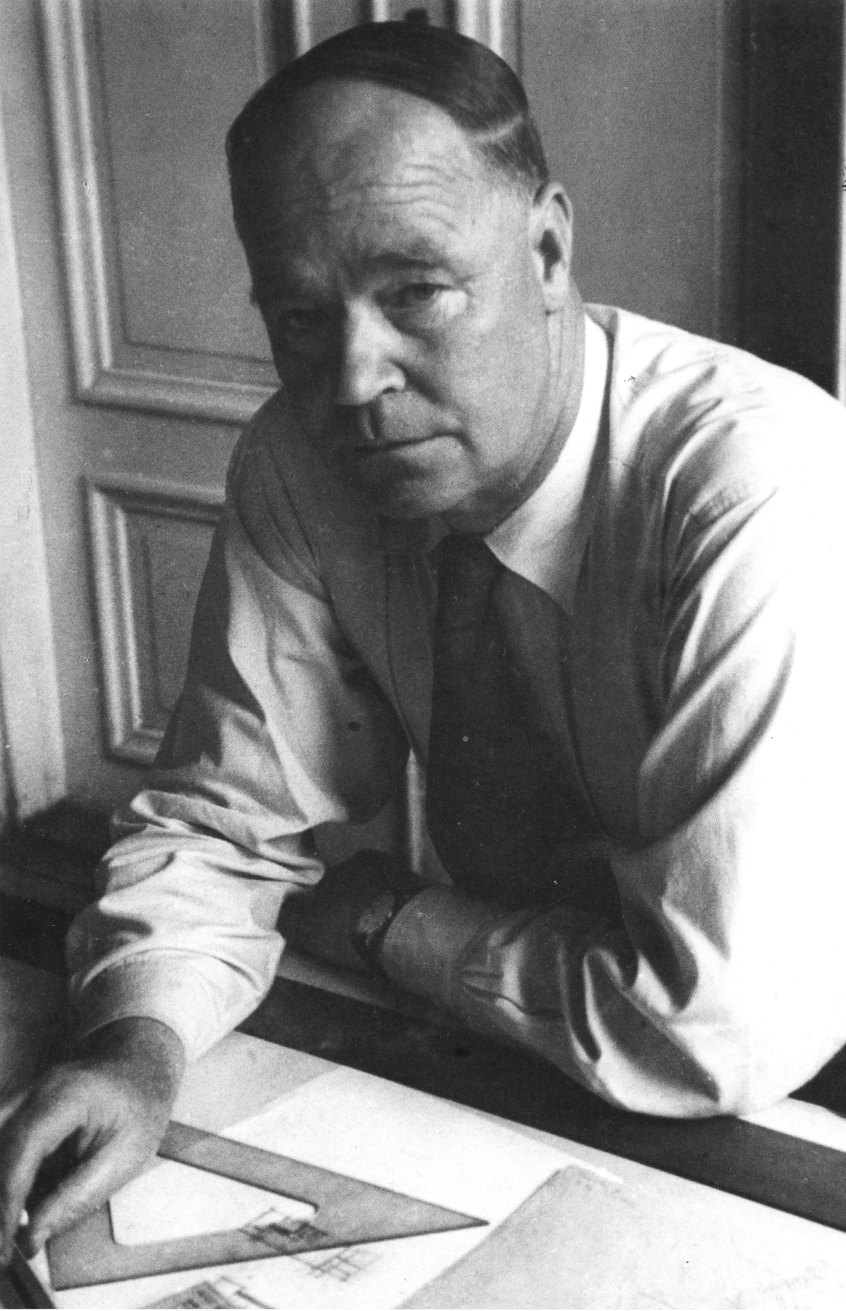
Yrjö Lindegren, Gold 1948
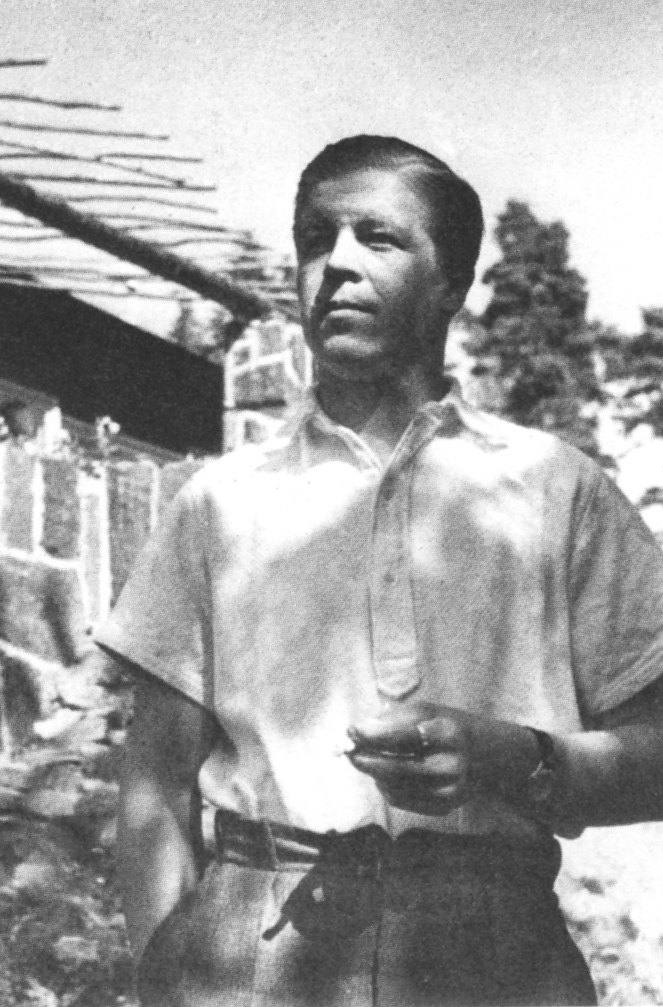
Ilmari Niemeläinen, Bronze 1948
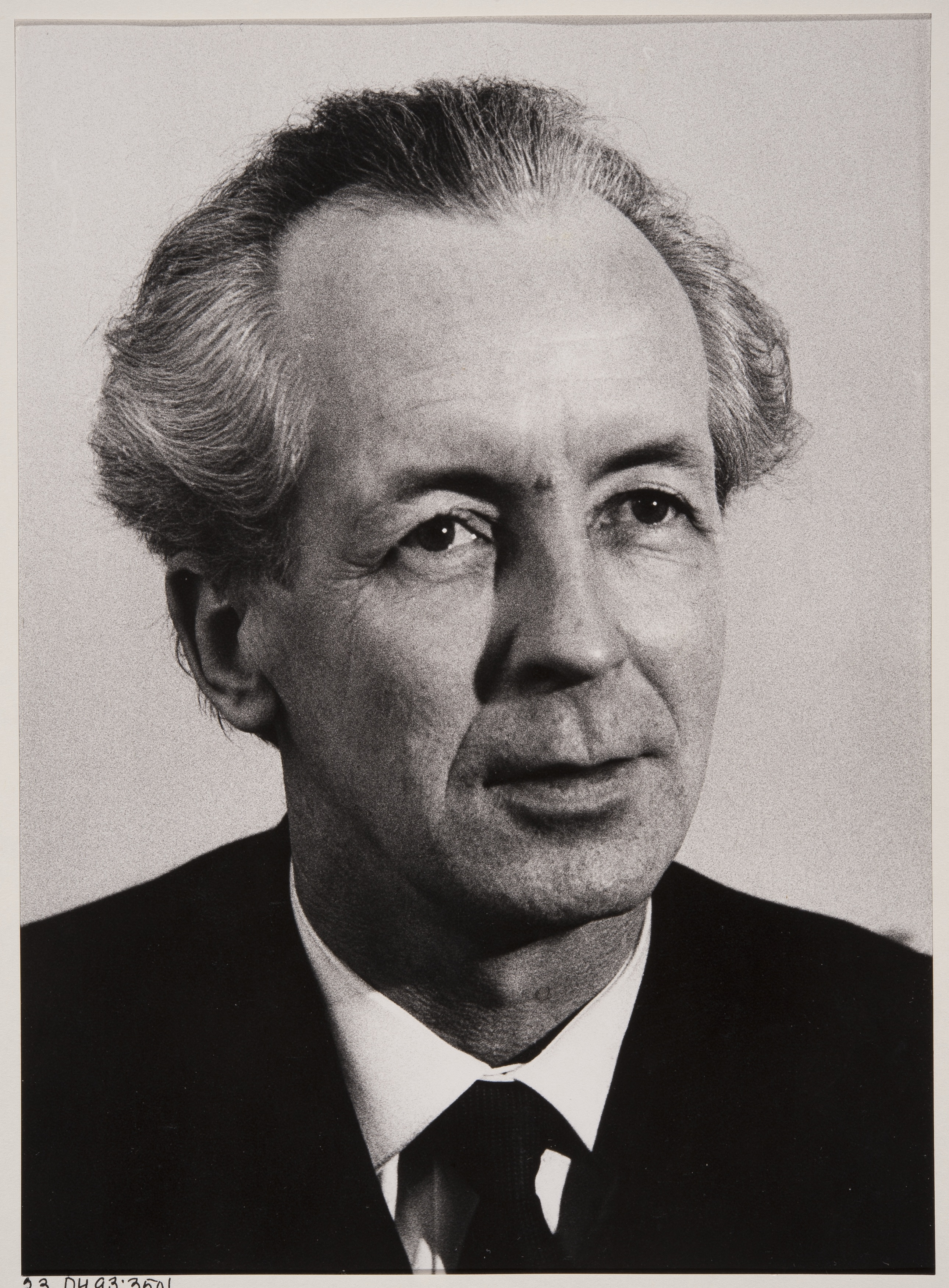
Kalervo Tuukkanen, Silber 1948
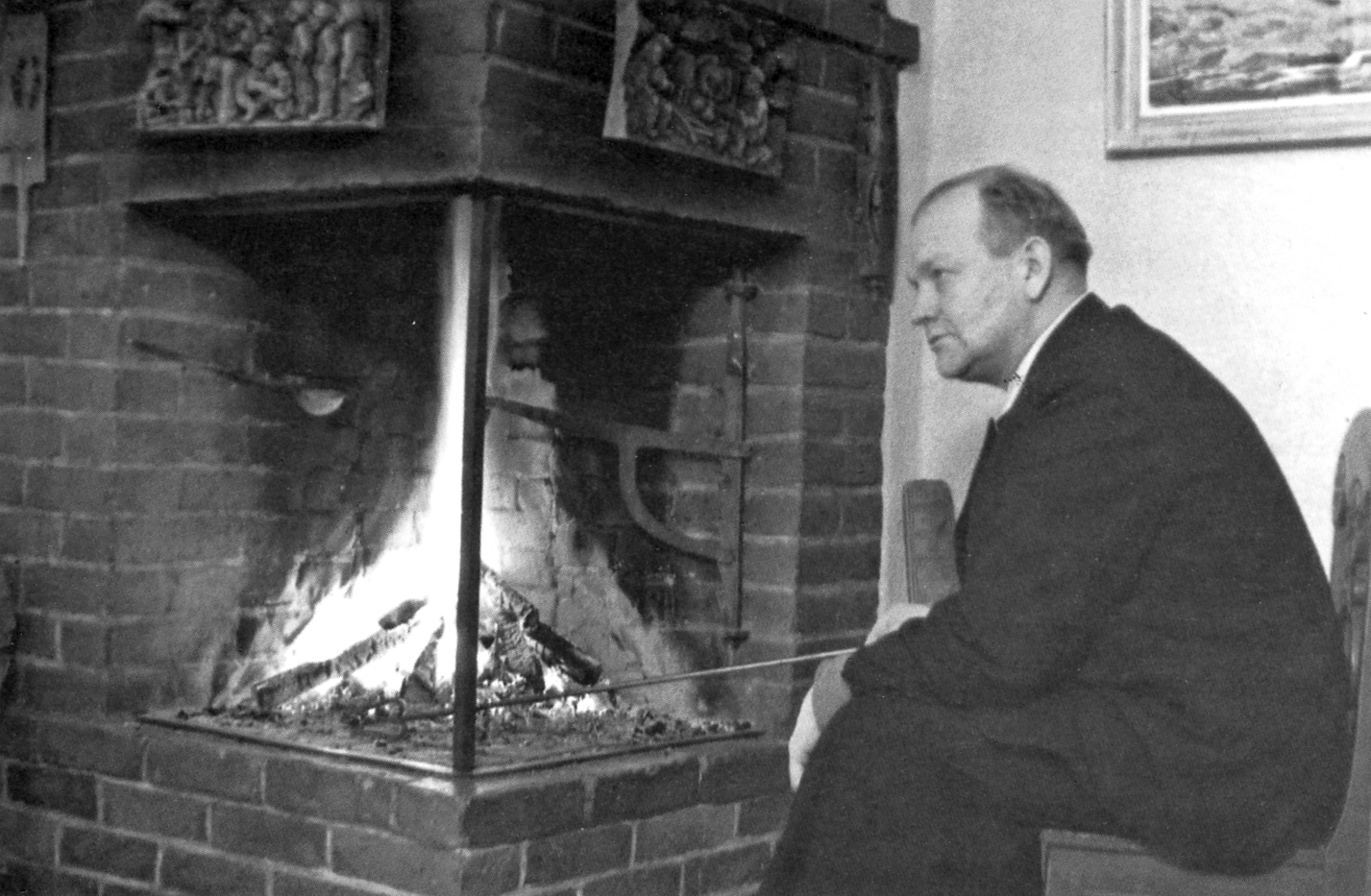
Heikki Asunta
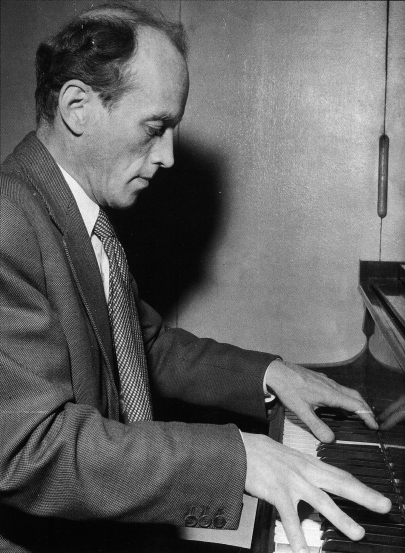
Einar Englund

## Medaillen nach Sportart

### Sommerspiele
| Sportart           | Gold | Silber | Bronze | Gesamt |
| Leichtathletik     | 48   | 36     | 30     | 114    |
| Ringen             | 26   | 28     | 29     | 83     |
| Turnen             | 8    | 5      | 12     | 25     |
| Kanusport          | 5    | 2      | 3      | 10     |
| Schießen           | 4    | 7      | 10     | 21     |
| Rudern             | 3    | 1      | 3      | 7      |
| Segeln             | 2    | 2      | 7      | 11     |
| Boxen              | 2    | 1      | 13     | 16     |
| Bogenschießen      | 1    | 1      | 2      | 4      |
| Gewichtheben       | 1    | 0      | 2      | 3      |
| Moderner Fünfkampf | 0    | 1      | 4      | 5      |
| Schwimmen          | 0    | 1      | 4      | 5      |
| Gesamt             | 100  | 85     | 119    | 304    |

### Winterspiele
| Sportart              | Gold | Silber | Bronze | Gesamt |
| Skilanglauf           | 22   | 26     | 37     | 85     |
| Skispringen           | 10   | 9      | 3      | 22     |
| Eisschnelllauf        | 7    | 8      | 9      | 24     |
| Nordische Kombination | 4    | 8      | 2      | 14     |
| Eishockey             | 1    | 2      | 8      | 11     |
| Freestyle-Skiing      | 1    | 2      | 1      | 4      |
| Eiskunstlauf          | 1    | 1      | 0      | 2      |
| Biathlon              | 0    | 5      | 2      | 7      |
| Snowboard             | 0    | 2      | 2      | 4      |
| Curling               | 0    | 1      | 0      | 1      |
| Militärpatrouille     | 0    | 1      | 0      | 1      |
| Ski Alpin             | 0    | 1      | 0      | 1      |
| Gesamt                | 46   | 66     | 64     | 176    |

Anmerkung: Die Goldmedaille im Eiskunstlauf wurde während den Olympischen Sommerspielen 1920 gewonnen.

## Medaillenspiegel

### Olympische Spiele
|                         |     |     |     | Gesamt | Rang |
| ----------------------- | --- | --- | --- | ------ | ---- |
| Olympische Sommerspiele | 101 | 85  | 117 | 303    | 12   |
| Olympische Winterspiele | 45  | 66  | 64  | 167    | 10   |
| Gesamt                  | 146 | 151 | 181 | 478    | 13   |

### Olympische Jugendspiele
|                                |   |   |   | Gesamt | Rang |
| ------------------------------ | - | - | - | ------ | ---- |
| Olympische Jugend-Sommerspiele | 0 | 0 | 2 | 2      | 96   |
| Olympische Jugend-Winterspiele | 2 | 3 | 5 | 10     | 17   |
| Gesamt                         | 2 | 3 | 7 | 12     | 49   |